# Geschiedenis van de Spaanse Nederlanden
De geschiedenis van de Spaanse Nederlanden beschrijft de periode vanaf 1556 in de Habsburgse Nederlanden, toen deze na de abdicatie van keizer Karel V als erfgebied toekwamen aan diens zoon, koning Filips II van Spanje, en de Spaanse Nederlanden gingen heten. Deze periode loopt tot 1715, toen de overgebleven Zuidelijke Nederlanden als Oostenrijkse Nederlanden onder het gezag van de Oostenrijkse Habsburgers kwamen.
Het zijn honderdvijftig bewogen jaren in de geschiedenis van de Lage Landen geweest, waarin de strijd tussen particularisme en centralisatie gepaard ging aan een strijd tussen autonomie en monarchie, en telkens de laatste de overhand kreeg. In de tweede helft van de zestiende eeuw ontstond de Nederlandse Opstand, die tot opsplitsing van het voornamelijk calvinistisch geworden noorden en het katholiek gebleven zuiden leidde. Vanaf 1581 gingen de Noordelijke Nederlanden een eigen koers varen, terwijl de Katholieke of Zuidelijke Nederlanden hun instellingen en tradities bewaarden en loyaal bleven aan de koning, of daartoe (met militair geweld) gedwongen werden. Daarbij behielden ze in ruime mate hun autonomie, met eigen rechtssysteem, raden en belastingcontrole. De buitenlandpolitiek werd voornamelijk door de Spaanse troon bepaald via de Staatsraad (Consejo de Estado). Omdat ze een buffer vormden tussen protestantse en katholieke gebieden, waren de tien zuidelijke Nederlandse gewesten op het Europese toneel geregeld inzet van oorlogen en tegelijk de plaats waar die zich afspeelden. Het gevolg was een voortdurend verleggen van grenzen en vaak verregaande opdeling, met algemene ontreddering als eindresultaat, ondanks een tijdelijke opbloei van zowel kunsten als handel en nijverheid en intellectuele vooruitgang - voornamelijk in de zeventiende eeuw - toen ook de economie opnieuw op gang kwam.
De scheiding van de Nederlanden was aanvankelijk niet cultureel bepaald, maar vooral een gevolg van militaire en geografische omstandigheden. Na de opsplitsing werd de religieuze invloed bepalend voor verdere culturele verwijdering in de loop van de zeventiende eeuw. Terwijl de Republiek met de Vrede van Münster (1648) uit het Heilige Roomse Rijk trad, bleven de Zuidelijke Nederlanden al die tijd in het rijksverband.
Als uitkomst op de Spaanse Successieoorlog verdeelde het Verdrag van Utrecht (1713) de Spaanse erfenis en kwamen de Spaanse of 'koninklijke' Nederlanden onder het gezag van Oostenrijkse Habsburgers, die in die tijd ook de keizers van het Heilige Roomse Rijk leverden. Zij staan vervolgens bekend als de Oostenrijkse of 'keizerlijke' Nederlanden (Latijn: Belgium Austriacum, in tegenstelling tot de Republiek: Belgium Foederatum).

## Voorafgaand
Onder het bewind van keizer Karel V vormden de Nederlanden een betrekkelijk welvarend en vredig wingewest, bestaande uit een los verband van provincies, verenigd in de Bourgondische Kreits, met een eigen vertegenwoordiging in hoofde van de landvoogd(es) en met inspraak middels de Staten-Generaal van de Nederlanden. Deze centraliseerden de Provinciale Staten waaraan ze de wensen voor een bede van de vorst kenbaar maakten, zodat deze daarover konden beslissen. De afgevaardigden van de zeventien gewesten maakten van deze gelegenheden vaak gebruik om van hun kant nieuwe privileges te bepleiten.
Reeds Filips de Schone had de centralisatiepolitiek van zijn voorgangers voortgezet, en Karel V, die later keizer zou worden van het Heilige Roomse Rijk, had voor hij koning van Spanje werd de staatkundige inrichting van de Habsburgse Nederlanden verder uitgewerkt. Zo was de door de eerste opgerichte Hoge Raad nu opgesplitst in drie Collaterale Raden, die Karels zuster en landvoogdes Maria van Hongarije terzijde moesten staan. Met het daarop volgend Eeuwig Edict uit 1531 was de basis voor de wetgeving van de Nederlanden gelegd. Karel had tegelijk de koers van dynastieke staatskunde die hij van zijn grootvader keizer Maximiliaan I had geërfd, verder aangehouden. Dit leidde soms tot conflicten met de landvoogdes, die het statuut van een onderkoning had, maar ook met de bevolking, zoals de Gentse Opstand illustreert. Karel ging desnoods ook tegen de adel in. Zo maakte hij een definitief einde aan de Gelderse kwestie, waarmee de Nederlanden gelijkgesteld werden aan de Zeventien Provinciën. Aan het hoofd van elk benoemde hij een gouverneur of stadhouder uit de lokale adel.
Infrastructuurwerken en de oprichting van verdedigingswerken met burchten en vestingen leverden de Habsburgse Nederlanden de uitstraling van een moderne staat die er goede internationale betrekkingen op nahield. Zo werd op 25 oktober 1548 de voor de Nederlanden zeer gunstige Transactie van Augsburg - waarmee de Zeventien Provinciën door de Rijksdag als staatkundige eenheid werden erkend en feitelijke onafhankelijkheid verkregen - aan de Statenvergadering voorgelegd en zonder problemen aangenomen. De Nederlanden bleven wel met het rijk verbonden en betaalden voor eventuele steun een jaarlijkse bijdrage. Ze waren echter niet aan rijkswetten of de rijksrechtbank onderworpen. De in 1549 aan de afzonderlijke Provinciale Staten voorgelegde en door hen aangenomen Pragmatieke Sanctie uit 1549 bracht interne eenheid onder de Bourgondische gewesten en regelde het opvolgingsrecht in mannelijke en vrouwelijke lijn zodanig dat ze alle onder dezelfde vorst bleven.
De Nederlanden kenden in de vijftiende en begin zestiende eeuw een periode van aanzienlijke rijkdom, welvaart en vrede, al moest er veel geld worden bijgedragen voor de oorlogen van Karel. Koning Hendrik II van Frankrijk had het voortdurend op deze gewesten gemunt. Op 5 februari 1556 tekenden de Franse koning en de keizer uiteindelijk het op status quo gebaseerde vijfjarig Bestand van Vaucelles, waarna de Nederlanden Karel niet meer toebehoorden.
Maar gevaar dreigde niet alleen vanuit het buitenland. Het smeulend vuur van het opkomend calvinisme trachtten zowel Karel als de landvoogd Maria alle middelen te bezweren om verdeeldheid binnen het rijk te voorkomen. Dit zette meer dan eens kwaad bloed en het was ongewis of de gistende opstand onder controle gehouden kon worden, ondanks de in 1522 opgerichte Inquisitie en de talloze plakkaten die de doodstraf oplegden aan onder andere ketters, drukkers, verkopers en kopers van verboden boeken.
In 1555 deed keizer Karel V troonsafstand ten voordele van zijn zoon Filips. Samen met zijn zus, de landvoogdes, vertrok hij daarop definitief naar Spanje.

## Filips II van Spanje

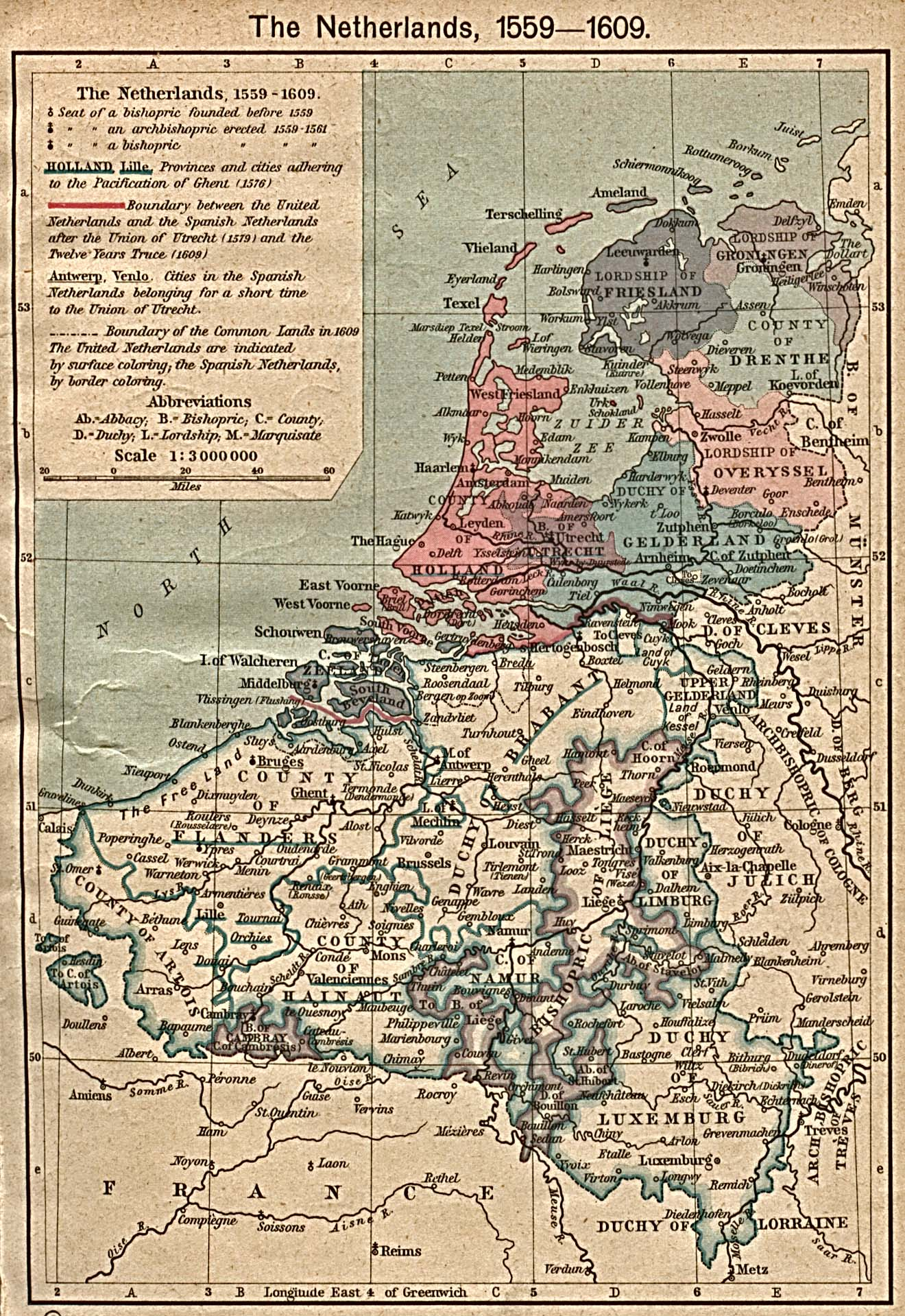
Kaart van de Spaanse Nederlanden 1559-1609

Kroonprins Filips was, in tegenstelling tot zijn vader, niet in de Nederlanden opgegroeid, maar in Spanje. Toen hij in 1549 op uitnodiging van zijn vader vanaf 17 maart een tijdje in de Nederlanden verbleef om er met zijn toekomstige onderdanen kennis te maken, bleek hij er als een noorderling uit te zien met blonde haren en baard, blauwe ogen en blanke huwid, maar hij sprak geen woord Nederlands en amper Frans. Hij hield zich stijf en ernstig in de buurt van zijn Castiliaanse reisgenoten, onder wie de hertog van Alva. Kennelijk verfoeide hij de vrijmoedige verdraagzame manier van omgang en de vrijheidszin van de inlanders. 'Hij stond toen even vreemd tegenover de Nederlanden als destijds zijn vader tegenover Spanje had gestaan, en voor zijn ‘landen van herwaerts over’ zou hij altijd een vreemdeling blijven'. Filips was niet alleen diep vroom, maar hield ook vast aan de absolutistische principes. Tegenover ketters en rebellen toonde hij zich onverbiddelijk.
De Habsburgse erfenis bestond uit twee takken, de ene met aan het hoofd Ferdinand I in Wenen, de andere met Filips in Madrid. Na zijn reis naar Duitsland in juni 1550 om van oom keizer Ferdinand en de rijksvorsten de titel van Rooms koning te verkrijgen, keerde Filips van de Rijksdag van 7 maart 1551 enkel als erkend erfgenaam van de keizerlijke lenen in de Nederlanden terug, waarna hij naar Spanje terugkeerde. Na zijn huwelijk in Engeland met  kwam hij in 1555 naar Brussel om van zijn abdicerende vader en keizer de heerschappij over de Nederlanden in ontvangst te nemen. Ook bij die gelegenheid ontgoochelde hij de officiële vertegenwoordigers door zich slechts tot hen te wenden om verschoning te vragen voor het feit dat hij hun talen niet machtig was. In zijn naam liet hij Karels topadviseur, de bisschop van Atrecht Granvelle, een toespraak boordevol beloften houden. Als landvoogd werd Filibert van Savoye aangewezen.
Filips koesterde waarschijnlijk plannen om van de Nederlanden een apart koninkrijk te maken. Als nieuwe koning sprak hij echter alleen met Granvelle, Ruy Gómez de Silva, Bernardino de Mendoza en don Juan Manrique de Lara over zijn plannen. Daarom eiste de Raad van State op 18 november 1555, dat zaken die de gewesten aangingen, aan hun advies zouden worden onderworpen.
In de tussentijd bereidde de Franse koning Hendrik II openlijk met steun van de Paus Paulus IV een nieuwe oorlog voor. Om die te doorstaan, zouden aan de gewesten grote opofferingen gevraagd worden in de vorm van hogere beden. De ontzaglijke krijgsuitgaven van Karel V hadden het land al zwaar belast en grote schulden opgelegd, maar de dreigende breuk van het Bestand van Vaucelles had in de gewesten eerder ongenoegen dan angst opgewekt. Zij beseften immers, dat koninkrijk Frankrijk het niet zozeer op hen gemunt had, maar op Spanje, en vonden het ongehoord de grootste last te moeten dragen van een oorlog die hen niet aanging. De Staten-Generaal werden daarin bijgestaan door de Raad en de landvoogd, waarop Filips zich verplicht zag bij de afzonderlijke provincies aan te kloppen en tevens besloot ook uit Spanje grote kapitalen aan te trekken. Hij had zich overigens van de medewerking van koninkrijk Engeland verzekerd, dat op 7 juni 1557 Frankrijk de oorlog verklaarde.
De eerste schermutselingen vonden plaats aan de grens van graafschap Artesië. Het leger van 56.000 man, waarover landvoogd Filibert van Savoye op 15 juli het opperbevel kreeg, bestond uit Spaanse tercios, Engelse korpsen, Duitse en Waalse huurlingen, en de Nederlandse ordonnanstroepen, aangevoerd door onder andere de Grote Heren uit de gewesten, de prins van Oranje, de graaf van Egmond, de baron van Berlaymont,  Arenberg hertog van Aarschot. Na een inval in Champagne en de verovering van Saint-Quentin, Noyon en Chauny, overwinterde het leger alvorens Parijs aan te vallen in het veroverde land, terwijl de koning naar middelen uitzag om zijn financiën te herstellen.
Spanje was in juni al zo goed als bankroet en in augustus 1557 werden te Valencijn de Staten-Generaal bijeengeroepen, vanwaar ze weldra naar Brussel verhuisden om er tot mei 1558 zitting te houden. De koninklijke oproepingsbrief maakte er geen geheim van dat de regering schrikbarend in verlegenheid zat, omdat de schatkist leeg was en er dus geen geld voor de soldij van de troepen was, en bijna geen voor de bezoldiging van de officieren van justitie. Van die kennisgave van onmacht maakten de gewesten dankbaar gebruik om hun politieke inbreng te vergroten, zoals bij de instelling van beden vaker gebeurde. Door Brabant aangevoerd stelden ze hun voorwaarden. Op 26 november en 17 december 1557 werden de hertog van Savoye twee lijvige bundels vertogen aangeboden. Daarin werd aangedrongen de troepen voortaan voor twee derde uit inlanders te laten bestaan, de bewaking van de vestingen aan de Vliesridders of aan inlandse edelen over te laten, en de koninkrijken Spanje, Sicilië, Milaan en Napels naar verhouding tot de krijgsuitgaven te laten bijdragen. Brabant ging een stap verder door te protesteren tegen het betalen van de door de koning gemaakte schulden, terwijl Holland de godsdienstkwestie opwierp en beperking van de macht der kettermeesters vroeg overeenkomstig het canoniek recht. Filips antwoordde welwillend op de hem overgemaakte documenten, zonder zich tot iets te verbinden en verkreeg uiteindelijk een deel van de gevraagde financiën op voorwaarde dat die door de Staten werden beheerd. De burgemeester van Antwerpen Antoon Van Stralen werd aangesteld als algemeen secretaris en opperintendant voor de krijgsuitgaven. De wapenstilstand van 17 oktober 1558 bracht algemeen soelaas, - want ook de Franse schatkist was leeg - en leidde op 3 april tot het Verdrag van Cateau-Cambrésis dat na een halve eeuw strijd tussen Habsburgers en Valois vrede bracht.

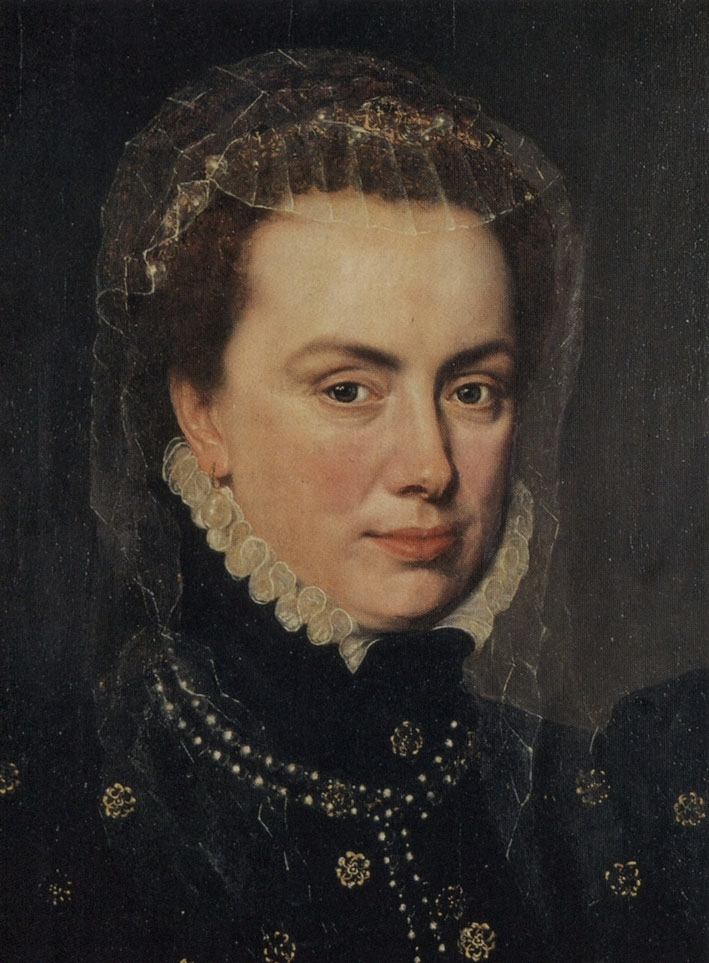
Margaretha van Parma door Anthonie Mor

Daarop oordeelde Filips dat zijn aanwezigheid in de Nederlanden niet langer noodzakelijk was. Alvorens naar Spanje af te reizen, diende hij de troepen af te danken en voorgoed het bewind over de Nederlanden te regelen. Maar terwijl de Provinciale Staten hierover aan het onderhandelen waren, werden hun afgevaardigden op 31 juli plots naar Gent geroepen.
Op 7 augustus 1559 nam Filips plechtig afscheid en verzocht dat zij het verdere afdanken van de troepen zouden regelen. Enkele dagen later stelde hij zijn zuster, Margaretha van Parma, die in Italië was opgevoed, als landvoogdes van de Nederlanden aan. Aan haar zijde benoemde hij zijn vertrouwde topadviseur Granvelle, die ook onder Karel V gediend had. Omdat Margaretha in de Nederlanden geboren was en er tot haar tiende geleefd had en ook de taal kende, leek Margeretha hem het meest geschikt en verleende hij haar "zoveel macht als wijlen de koningin van Hongarije bezeten had". Hij drukte haar op het hart de katholieke eenheid in stand te houden en stipt te waken over de uitvoering van de edicten tegen de sekten, ‘gezien, buiten de tegen God bedreven ondienst, de ervaring leert, dat verandering van godsdienst niet geschiedt zonder andere verandering in de Staat, en dat de armen, luiaards en landlopers zich daarvan dikwijls bedienen om de goederen der rijken te plunderen’. Dit manifest mag volgens Pirenne "beschouwd worden als het eerste voorbeeld van de politiek van veinzerij, waartoe Philips II later zoo dikwijls zijn toevlucht zou nemen".
In de Raad van State benoemde Filips de diplomaat en redenaar prins Willem van Oranje, de ervaren veldheer Lamoraal van Egmont en de loyale dienaar Granvelle, vanaf dan kardinaal-aartsbisschop van Mechelen. De vooraanstaande jurist Viglius van Aytta werd voorzitter en als voorzitter van de Geheime Raad minister van de landvoogdes. Graaf Berlaymont werd president van de Raad van Financiën.

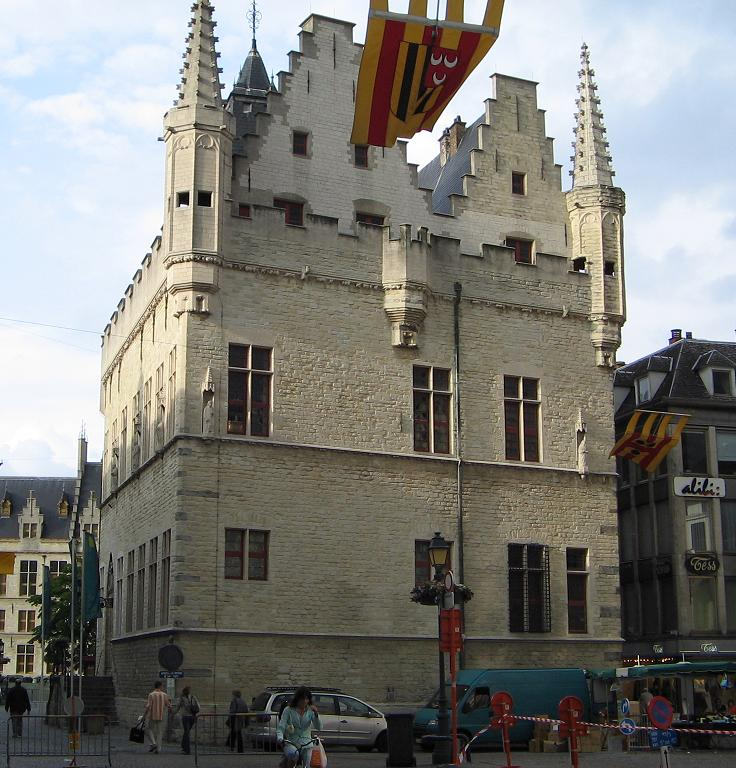
Het Schepenhuis te Mechelen, zetel van het Parlement tussen 1473 en 1477 en van de Grote Raad tussen 1504 en 1609

Op sterk aandringen van de Staten stemde Filips erin toe binnen drie tot vier maanden de 3000 Spaanse troepen terug te trekken, al dienden die volgens hem de veiligheid in de Nederlanden. Deze toegeving deed hij om bij de adel in de gunst te komen, die zijn voorstel ondersteunde. Hij had om die reden ook de prins van Oranje, de graaf van Egmond en de heer van Glajon in de aan de landvoogdes toegevoegde Raad van State behouden, en het bewind over de gewesten onder de invloedrijkste edelen verdeeld. Groot was dan ook zijn teleurstelling toen bleek, dat de hoge edelen voor zijn gunst geen teken van erkentelijkheid vertoonden, maar eerder van nog meer verzet, en dat maakte hij enige dagen later in heftige bewoordingen aan de prins van Oranje duidelijk. Dezelfde dag waarop hij het aanmanend schrijven van de Raad van State ontving, liet de koning een rondzendbrief naar alle bisschoppen uitgaan, waarin hij ze in bijna herderlijke bewoordingen hun rechten in herinnering bracht en aanraadde in het onderwijs enkel de gangbare catechismus te gebruiken, zij het wat ingekort en in het Nederlands en in het Frans vertaald.

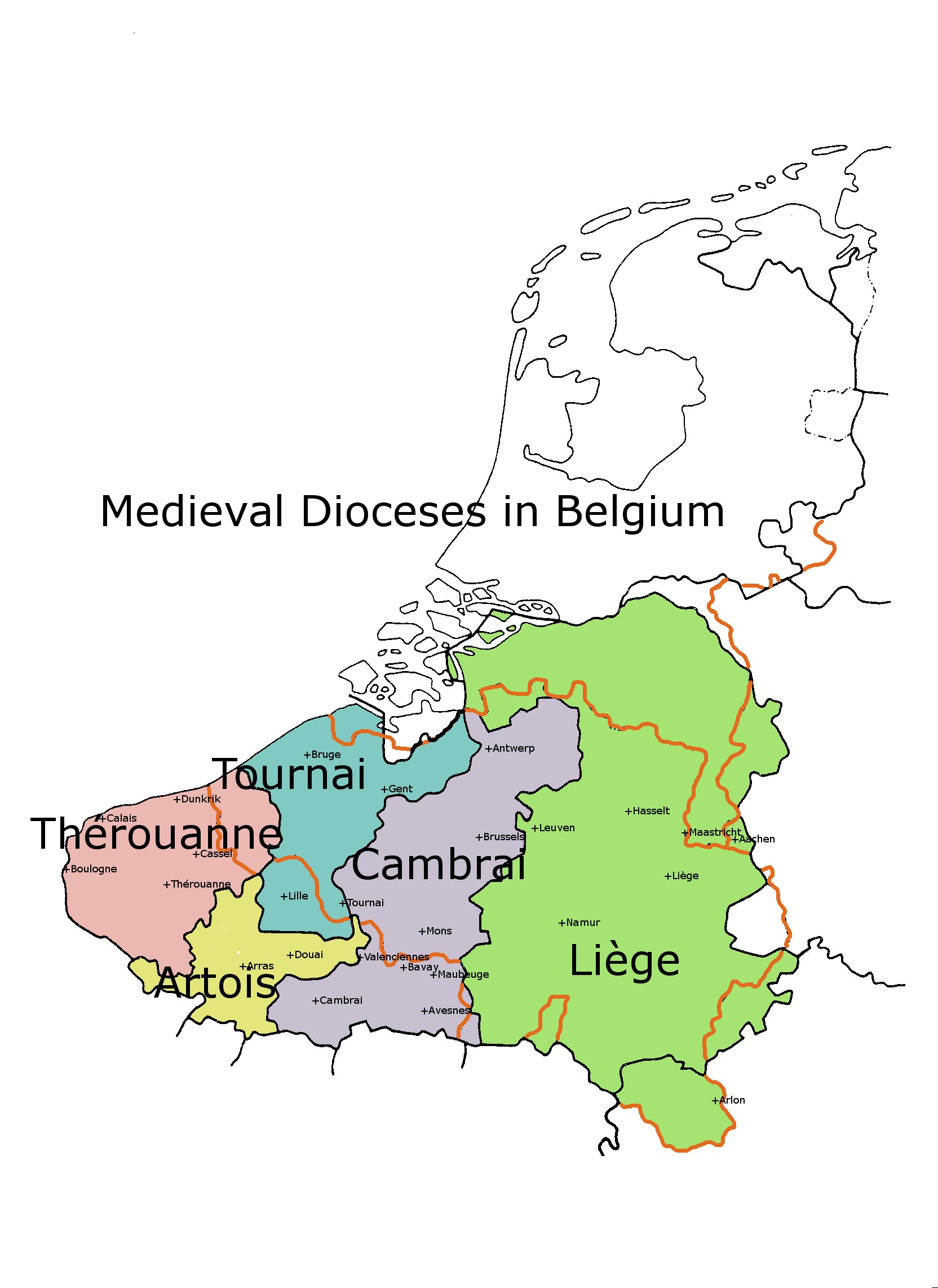
Belgische bisdommen vóór Super Universas (1559)

Diezelfde dag kregen de Grote Raad van Mechelen en de justitieraden in de provincies bevel de plakkaten in al hun gestrengheid toe te passen: niet alleen de wederdopers, maar ook de lutheranen en de sacramentisten moesten worden vervolgd. Verder wenste hij met goedkeuring van de paus hervorming van het kerkwezen en in de Zuidelijke Nederlanden in Dowaai een tweede universiteit naast Leuven. Door de bul Super Universas die hij op 12 mei 1559 van paus Paulus IV verkreeg, kwamen er naast de vijf oude bisdommen buiten het zelfstandige prinsbisdom Luik, veertien nieuwe diocesen: Leeuwarden, Groningen, Haarlem, Deventer, Middelburg, Brugge, Gent, Antwerpen, Mechelen, 's Hertogenbosch, Roermond, Ieper, Sint-Omaars, (het westelijk deel van het eerdere bisdom Terwaan ging over de landsgrens naar het bisdom Boulogne) en Namen. In plaats van zes bisdommen voor drie miljoen zielen, werden het er nu achttien. Door het verhogen van het aantal bisschoppen en het verkleinen van hun diocees wilde Granvelle, die achter het hele plan zat, hen in staat stellen doelmatiger op de gelovigen in te werken, beter op de strenge instandhouding der orthodoxie te passen om hem daarmee in zijn strijd tegen het protestantisme te helpen. De koning zou, samen met de paus, de nieuwe bisschoppen benoemen en ze van zijn penningen laten leven in afwachting van toewijzing van hun inkomstenbronnen uit abdijen. Een aantal van hen waren bekende kettermeesters, die met dit ambt beloond werden. Franciscus Sonnius had de nieuwe indeling bedacht en werd bij de invoering benoemd tot bisschop van 's-Hertogenbosch. De nieuwe districten kwamen grotendeels met de provinciegrenzen en de grenzen van de landstalen overeen. Ze werden aan de stichten Reims en Keulen onttrokken en onder de drie aartsbisdommen Kamerijk, Utrecht en Mechelen geplaatst, waardoor de Nederlanden voortaan naast een politieke ook een geestelijke eenheid zouden vormen.
Op 27 augustus 1559 ging de vorst te Vlissingen scheep, na de landvoogdes op het hart te hebben gedrukt vooral het advies van Granvelle, Berlaymont en Viglius in te winnen; nooit zou hij meer voet aan wal zetten in de Lage Landen.
Vanaf nu werden de lage 'Landen van herwaerts over' op afstand bestuurd vanuit Madrid of Wenen door toedoen van landvoogden. Ze zouden behandeld worden als een strategisch wingewest, een bezit in den vreemde, waarvan vorsten de titels en wapens voerden, maar waarvoor ze zich slechts bekommerden voor zover de internationale politiek of hun dynastieke berekeningen de boventoon hielden.

## Margaretha van Parma en Granvelle

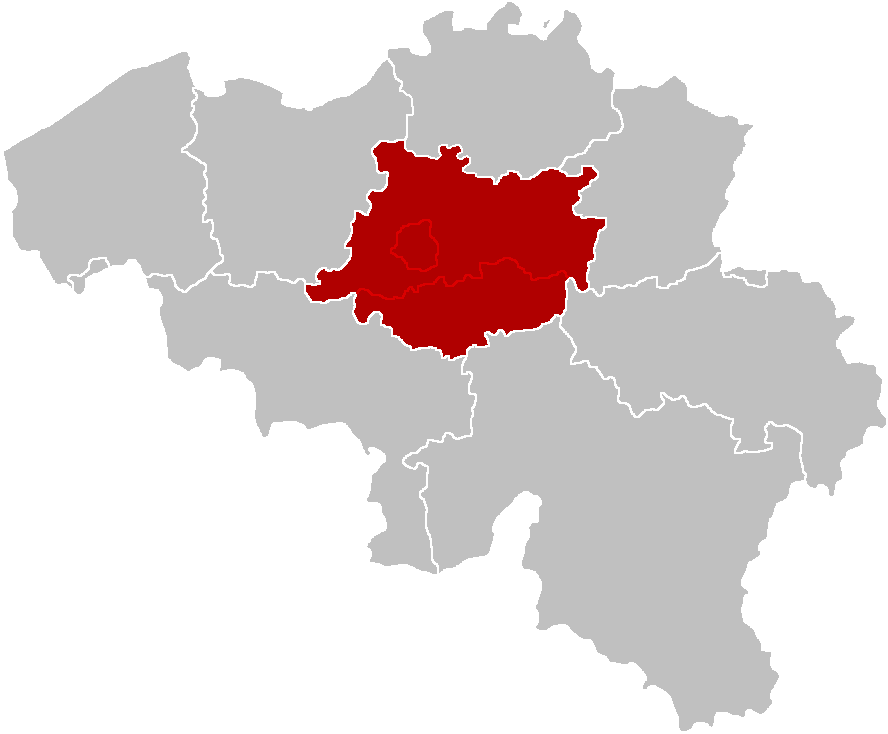
Aartsbisdom Mechelen-Brussel gesitueerd in het huidige België

Margaretha van Parma had te maken met de conflicten rond de opkomst van het calvinisme in de Nederlanden, waartegen keizer Karel V plakkaten had uitgevaardigd. Als landvoogdes werd Margaretha bijgestaan door enkele ministers, waarvan Antoine Perrenot de Granvelle na geheim overleg met de koning de voornaamste plaats innam. Hij hield de feitelijke macht bij de landvoogdes vandaan en trad op als haar eerste minister. Op 26 februari 1561 werd Granvelle tot aartsbisschop van Aartsbisdom Mechelen benoemd. De onvrede die zowel volk als adel met de hervormingen van het kerkwezen hadden, en met de hele politiek van Filips, spitste zich vanaf nu toe op deze minister. Toen het nieuws bekend werd dat hij met de inrichting van de veertien nieuwe bisdommen ook 'primaat' van de Katholieke Kerk in de Nederlanden zou worden, en bovendien drie bisschop-abten zouden zetelen in de provinciale Staten van Brabant, waar de Heren van de Raad van State het voor het zeggen hadden, vonden deze het ogenblik gekomen om openlijk met Granvelle te breken en zich bij de volksbeweging aan te sluiten. Op 23 juli 1561 boden de graaf van Egmond en Willem van Oranje, verenigd in de Liga der Groten tegen Granvelle, de koning hun ontslag als raadsheren aan. Als reden gaven zij op niet langer verantwoordelijk te willen zijn voor de gevolgen van de door de kardinaal getroffen maatregelen, waartegen zij geen verweer hadden, aangezien ze van alle belangrijke zaken onkundig werden gehouden. Dit voorval versterkte de oppositie, die zich vanaf nu onder leiding stelde van het meest welvarend gewest, dat zowel de economische (Antwerpen) als de politieke (Brussel) hoofdstad bevatte, namelijk Brabant, en dat ook de meeste hoofden van de hoge adel als lid van zijn Staten telde. Volgens de correspondentie van Granvelle aan Filips II waren het inderdaad "de Staten van Brabant die in het land het verzet tegen de nieuwe bisdommen onderhouden".

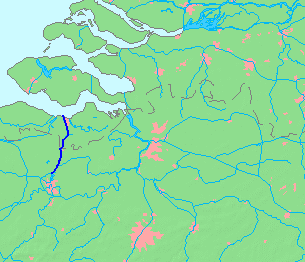
Kanaal Gent-Terneuzen

Granvelle had altijd handig ingespeeld op de communicatiestoornis die van begin af aan tussen de Spaanse Nederlanden en Filips was ontstaan, en wakkerde diens vrees aan voor een godsdienstoorlog. Feitelijk trachtte hij de grote invloed van Brabant teniet te doen en zaaide daartoe verdeeldheid onder de edelen en de gewesten. Zo adviseerde hij de koning om de mededinging tussen de Antwerpse en de Gentse haven, die in 1547 door de Sassevaart met de zee was verbonden, aan te wakkeren ‘daar het geen verschil uitmaakt naar welk van beide steden de winsten van de handel gaan, als ze maar in het land blijven‘. Daarop gaven de Brabantse Staten nog meer tegengas en eisten de aanstelling van de prins van Oranje als ruwaard van Brabant. Bovendien zochten zij toenadering tot het Duitse Rijk, waarmee de Nederlanden via de Bourgondische Kreits in opperleenheerschap verkeerden. Het huwelijk van Willem van Oranje met de lutherse Anna van Saksen, dat op 25 augustus 1561, tegen de wens van de koning in, voltrokken werd, typeerde de gewijzigde houding van de hoge adel.
Het volk was eerder begaan met de gebeurtenissen in Frankrijk, waar, na het Bloedbad van Wassy-sur-Blaise op 1 maart 1562, de eerste godsdienstoorlog was uitgebroken. Hugenoten stroomden massaal naar de Nederlanden, waar ze gedoogd werden. Granvelle vreesde dat zij aanstokers van nieuw verzet zouden worden. Tegen het eind van het jaar was de toestand dusdanig geëvolueerd, dat de kardinaal de adel zijn vrees meedeelde dat "alles verloren was, indien zij de wapens opnamen, omdat ook hier de godsdienstoorlog dan zou uitbreken". Maar de hoge adel had nog geen omwenteling in gedachten en rekende op de Duitse inmenging.

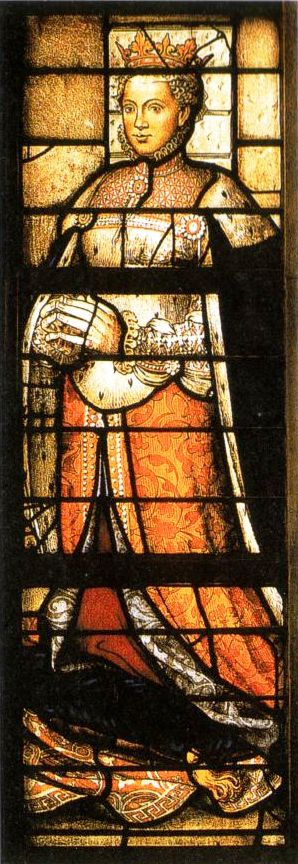
Margaretha van Parma

Toen de kardinaal de hoge adel openlijk tegen zich kreeg, begon ook Margaretha van Parma, die de vernederende voogdij van de kardinaal beu was, haar houding te wijzigen. Zij had een vergadering van de Vliesridders bijeengeroepen, die voor haar, ondanks tegenwerpingen van Granvelle en Viglius, bijeenroeping van de Staten-Generaal op 29 juni 1562 te Brussel geregeld had. En toen in januari 1563 de kardinaal haar met zijn ontslag dreigde, maakte zij hem duidelijk dat zij niet beter wenste dan hem te zien vertrekken. In dit klimaat konden de Groten een nieuw verzoek tot terugtrekking van Granvelle aan de koning richten, en dat deden ze in de vorm van een requisitoir. Het waren Willem van Oranje, Egmond en Hoorn, die aangaven niet langer naast de kardinaal te willen zetelen en op 11 maart het verzoek ondertekenden, nadat het (met uitzondering van Arenberg en van Berlaymont) door alle Vliesridders en stadhouders was goedgekeurd.
De koning antwoordde een half jaar later, in de hoop dat de kwestie uit zichzelf al bekoeld was, en gaf de wens te kennen dat zij hun functie weer zouden opnemen. Naar Egmond stuurde hij een brief om hem voor overleg uit te nodigen. Hierop stuurden de Hoge Heren via de landvoogdes twee nieuwe brieven aan de koning. In de eerste volhardden zij dat ze niet naast Granvelle wensten te zetelen. In de tweede werd verklaard dat ze deze weigering hoofdzakelijk baseerden op het onlangs uit Madrid gekomen uitdrukkelijk bevel, de Staten-Generaal niet bijeen te roepen, wat volgens hen echter de enige manier was ‘om uit die rampspoed te geraken’.
De dreiging werd acuut, toen op diverse plaatsen in Neder-Vlaanderen, te Doornik en te Valencijn, een calvinistisch oproer uitbrak. In augustus 1563 zond Margaretha ten slotte Armenteros naar Madrid, belast met het vragen van het ontslag van de kardinaal. Eind februari keerde deze terug met de boodschap dat Granvelle tijdelijk verlof kreeg en dat de Grote Heren hun posten moesten hervatten, tot over hun klachten tegen de minister was beslist. Op 13 maart verliet Granvelle de hoofdstad om nooit meer terug te keren. Vanaf maart 1564 waren het thans Willem van Oranje en Egmond die de beslissende invloed op het beleid van de landvoogdes uitoefenden.

## Opkomst van calvinisme en geuzen

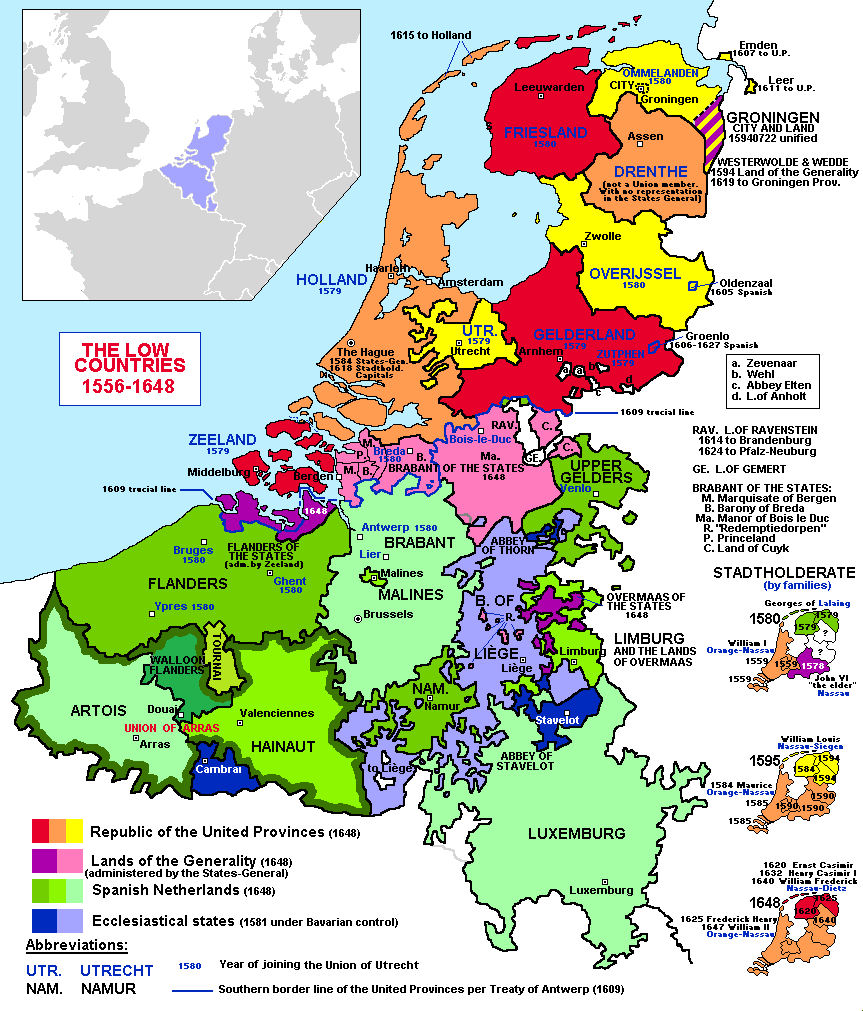
De Spaanse Nederlanden in de zestiende eeuw.

Het calvinisme beoogde, in tegenstelling tot lutheranen en anabaptisten, de staat in een theocratie aan het kerkwezen ondergeschikt te maken. Waar het binnendrong, brak volgens Henri Pirenne het tijdvak van de godsdienstoorlogen aan. Het verspreidde zich volgens hem in de verhouding waarmee het kapitalisme in de maatschappij doordrong en volgde dat spoor. Toen na de vrede met Frankrijk de zuidergrenzen waren opengesteld, werden de eerste brandpunten de streken van de grote nijverheid: Doornik, Valencijn en Rijsel, evenals het textielgebied van Hondschote en Armentières en het Oudenaardse. De havens van Holland en Zeeland volgden en ten slotte de economische hoofdstad van de Nederlanden, Antwerpen.
Margaretha van Parma verwachtte in augustus 1560 een opstand en Granvelle had destijds nog de koning aangeschreven, dat in alle gewesten de godsdienst teloorging en het een wonder mocht heten, dat het Franse voorbeeld hier nog geen navolging had gehad. Margaretha was dus voorzichtig en bepaalde zich ertoe te handelen ‘zoveel de Staat en de stemming dier landen zulks dulden’. IJverige magistraten moedigde zij aan en het edict tegen de rederijkers vernieuwde zij, maar daar bleef het bij. In 1561 ondervond de beteugeling van de ketterij overal openlijke tegenstand. In Antwerpen werd toen al geen enkele calvinist meer aangehouden.
Op 27 april 1562 brak in Valencijn naar aanleiding van een doodstraf op de brandstapel een ernstig oproer uit, dat snel door de burggraaf onderdrukt werd. Vervolgens was Doornik aan de beurt, omdat ook daar de calvinisten stoutmoedig hun geloof in het openbaar beleden. Maar na de afkondiging van de Vrede van Amboise van 19 maart 1563 hernam in Frankrijk de rust en dat ontnam het calvinistisch oproer in de Nederlanden zijn elan.
De Hoge Heren, die de oppositie gunstig gezind bleven, vermeden de lont in het kruitvat te steken, en hielden tegenover de landvoogdes de schone schijn op. Margaretha had blijkbaar niet in de gaten dat zij nu in de plaats van Granvelle waren getreden om haar op hun beurt van de macht te houden en intussen het programma van de oppositie uit te voeren. De consulta werden afgeschaft en de Raad van State in ere hersteld, terwijl de in ongenade gevallen Viglius en Berlaymont machteloos moesten toezien op de zege van hun vijanden. Viglius schreef: ‘Hier smeedt men een nieuwe republiek en een Raad van State, die het opperbeheer over alle zaken heeft. Ik weet niet of zulks zal kunnen samengaan met de macht en het gezag van Mevrouw de Landvoogdes en of Zijne Majesteit zelve daardoor niet zal beteugeld worden’. Inderdaad eisten de leden van de hoge adel dat de Geheime Raad en de Raad van Financiën - die sinds ze door keizer Karel V waren opgericht alleen van de landvoogdes afhingen - aan hen ondergeschikt zouden worden. Zij regeerden via de Raad van State, waar zij volledig in de gunst stonden.
Intussen konden overal de stadhouders vrij hun gang gaan, vierde het nepotisme hoogtij en emigreerde een toenemend aantal calvinisten naar koninkrijk Engeland, waar zij door koningin Elizabeth werden onthaald en een stad kregen toegewezen, Norwich, om er hun nijvere kunsten uit te oefenen. De handelsvoorspoed in de Bourgondische provincies was Elizabeth al lang een doorn in het oog. De vlucht van calvinisten, die vooral in de nijverheidsstreken talrijk waren, verrijkte Engeland en verarmde de Nederlanden. Ook steden als Sandwich, Colchester, Maidstone, Hampton aan de oostkust werden overspoeld, zodat de lakennijverheid daar plots een hoge vlucht nam. Alleen al in januari 1566 werd het aantal vluchtelingen richting Londen op 30.000 geschat.
Toen de Engelse koningin invoerheffingen instelde en de schending van de magnus intercursus door de vingers zag, besloot in 1563 de regering te Brussel tot een vriendschapsbreuk. De landvoogdes had intussen de invoer van Britse koopwaren al verboden. Elisabeth had van haar kant die maatregel beantwoord door haar havens voor de Nederlandse schepen te sluiten en bovendien gedreigd, de stapelplaats voor Engels laken van Antwerpen naar Emden te laten overbrengen. In 1564 werd na tussenkomst van Filips II de handelsovereenkomst hersteld, zij het in het voordeel van de Engelsen. Maar de vluchtelingenstroom bleef aanhouden, al durfden onder invloed van de tolerante politiek van de Groten de stedelijke overheden en inquisiteurs nauwelijks nog in te grijpen.

### Brieven uit bos Segovia
Om de algehele ondergang te vermijden moest men de aderlating van die uitwijkingen stoppen, waardoor de reeds geduchte macht van de tegenstander met de dag groeide. Dat kon slechts door intrekking, of op zijn minst verzachting, van de plakkaten; daarover was iedereen het eens: het volk, de adel, zelfs Granvelle, die in Madrid voorzichtig een statuut 'als voor de christenen in Turkije' voorstelde. Maar Filips, de landsheer, ging dwarsliggen. Na een vergadering van de Raad werd Egmond naar Madrid afgevaardigd met het verzoek voor afschaffing van de plakkaten, hervorming van de Raad van State, kortom 'nieuwe en grote middelen' zowel voor de hervorming van de Staat als voor godsdienstzaken. Maar op 30 april 1565 kwam hij zonder resultaat geboekt te hebben terug in Brussel. In de brieven van de koning stond dat de hervorming werd bestudeerd, maar dat hij liever honderdduizend levens offerde, dan de plakkaten in te trekken. Alleen stond hij toe dat de landvoogdes met de Staatsraden, enkele bisschoppen en godgeleerden vergaderde teneinde de middelen te beramen om het volk te onderwijzen, goede scholen te stichten, en de ketters doelmatiger te kastijden.
Die vergadering werd op 1 juni gehouden. De aanwezige heren van de Raad weigerden er hun gevoelen kenbaar te maken, ‘daar de koning het hun niet gevraagd had’. De andere leden waren voor het behoud van de plakkaten, mits de inhoud minder rigoureus werd.
Als antwoord op deze raad volgden de Brieven uit het bos van Segovia van 17 en 20 oktober 1565, waarin Filips aan de landvoogdes zijn ongenoegen uitdrukte over wat in de Nederlanden over de Inquisitie de ronde deed, ‘die nu meer dan ooit noodzakelijk was’, en blijk gaf van een totaal gebrek aan inschatting van de situatie. Margaretha zat erg in haar maag met die brieven. Zelfs Viglius schrok van de verstoktheid van de koning en overwoog zijn ambt neer te leggen. De hoge adel gaf ongeremd lucht aan zijn verbittering. Alleen Willem van Oranje hield zich ijzig kalm. Vanaf december deden tegen de inquisitie en de koning pamfletten met opruiende testen de ronde. De bedroevende toestand van de nijverheid, in gevaar door de uitwijking van werklieden en werkgevers, en vooral de buitengewoon hoge kosten van levensonderhoud in 1566, dreef de ontevredenheid op de spits.
Door de koppigheid van de koning was er nu een link tussen de staatszaken en die van religie. Willem van Oranje, die uiterlijk katholiek, maar heimelijk protestant leek, was in feite geen van beide, maar oordeelde als staatsman dat alleen een godsvrede de toestand kon redden. Zonder toetreding der calvinisten tot zijn ontwerpen, bleven die echter een dode letter. Het verzoek van de Rijksdag de Duitse godsvrede tot de Nederlanden uit te breiden, zou slechts voor de lutheranen gelden, die hier in de minderheid waren. Pogingen van hem om beide protestantse gezindten tot elkaar te brengen, ketsten af op de stijfhoofdigheid van de calvinisten.

### Smeekschrift der Edelen

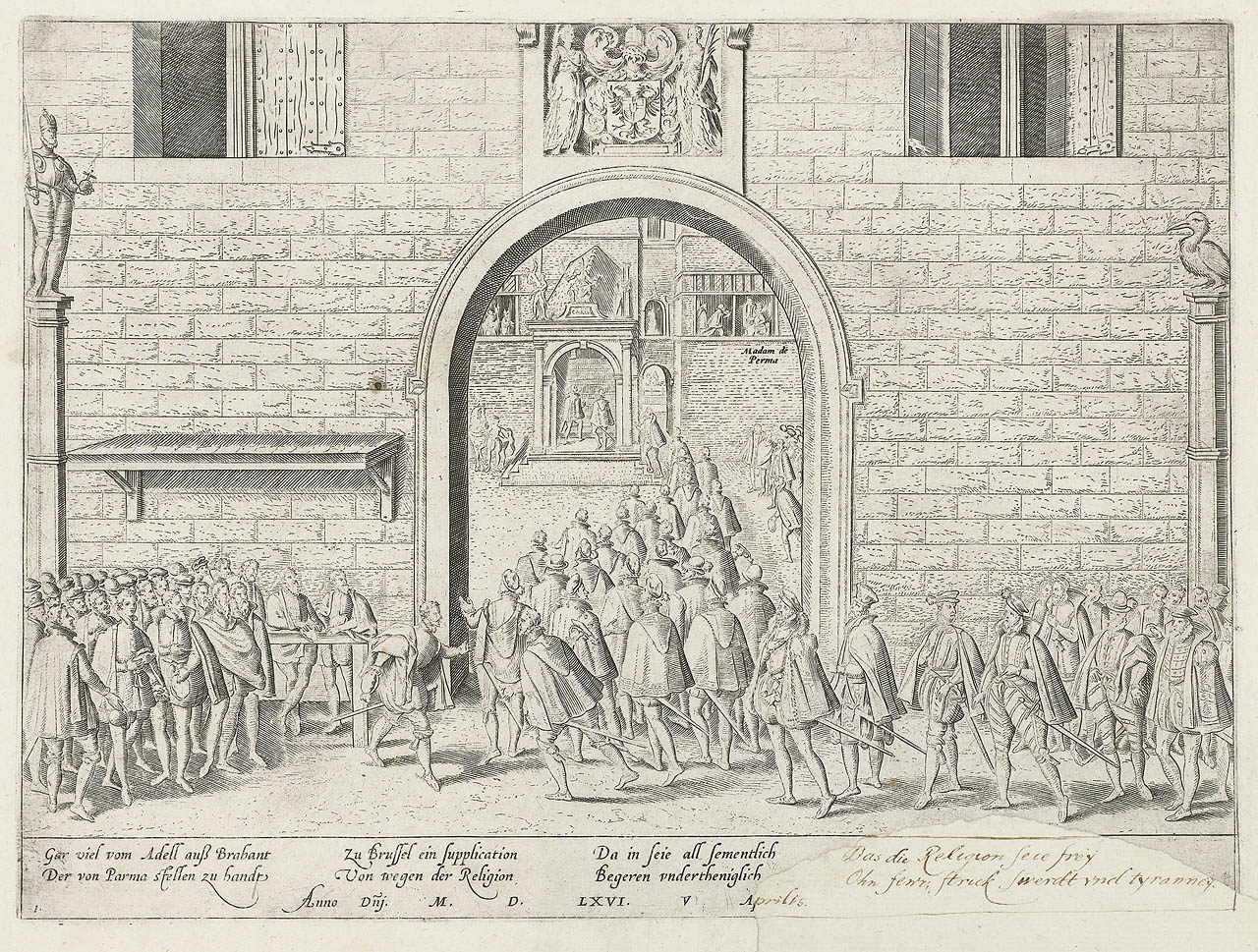
Aanbieding van het Smeekschrift der Edelen, (Frans Hogenberg).

De lagere adel en de hogere burgerij, wier zonen in Genève afstudeerden, hadden van begin 1565 een beweging in het leven geroepen met als doel voor de calvinisten, waartoe de meesten behoorden, een regeling naar het Franse model voor de hugenoten in te voeren. Dit mondde in juli uit in een plan, beraamd in geheime samenkomsten in de badstad Spa, bedoeld om de adel te verenigen in een ‘edel gezelschap’ in de aard van dat der hugenoten, namelijk een ‘eedverbond’ tegen de inquisitie en de plakkaten. De eed was zodanig opgesteld dat iedereen zich erin kon vinden, ook niet-calvinisten en katholieken. Elke uitdrukking die de laatsten kon kwetsen, werd zorgvuldig vermeden. Zendelingen vertrokken onmiddellijk voor het ronselen van leden en met succes: de eerstvolgende maanden tekenden een vierhonderdtal edelen. Ook abten, kanunniken en lagere edelen traden toe, onder wie vooral de aanvoerders van de ordonnanstroepen. Ze zochten een bekwaam hoofdman, maar Willem van Oranje hield de boot af, aangezien de Groten het onder elkaar niet eens werden daarover. Oranje, Bergen, Montigny en Hoorn steunden de lagere adel, maar Arenberg, stadhouder van Groningen, Friesland en Overijssel, evenals Berlaymont, gouverneur van Namen, en de hertog van Aarschot, samen met de gouverneur van Luxemburg, Mansfeld, en de stadhouder van Gelre, Meghem, bleven de kaart van de regering spelen.
Op 5 april 1566 bood een stoet van tweehonderd edelen aangevoerd door Hendrik van Brederode de landvoogdes het Smeekschrift der Edelen aan. Omdat het vooral leden van berooide lagere adel waren, had Karel van Berlaymont zich tegen de landvoogdes - niet zonder enig sarcasme - uitgelaten met: "Ce ne sont que des gueux" (Het zijn maar bedelaars), waarmee hij wilde duidelijk maken dat zij zich niet hoefde in te laten met de in het Eedverbond verenigde aristocratie.

### Geuzen

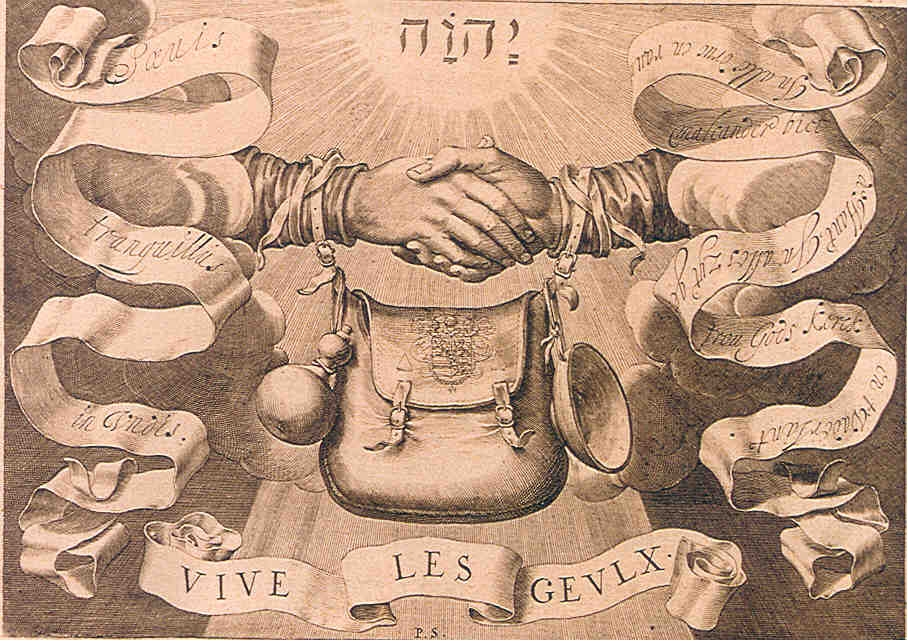
Traditioneel embleem van de Geuzen met: 'Leve de Geuzen'.

's Avonds bracht een gastmaal de ondertekenaars in het paleis van Kuilenberg bijeen en de meesten verschenen voor de grap met een Turkse baard, een bedelnap en een geldbuidel. Die avond werd voor het eerst de kreet "Vive les gueux!" gescandeerd, die nog lang in de Lage Landen zou naklinken, waar alle misnoegden nu deze 'geuzen' begroetten. Maar de euforie was van korte duur. Onder al degenen die 'Vive les gueux' hadden geroepen, waren de enen staatsgeuzen en de anderen godsdienstgeuzen. De katholieken onder hen wensten hervorming van de staat, de calvinisten afschaffing ervan en om te beginnen godsdienstvrijheid en oorlog tegen de 'roomse afgoderij', wat niet met elkaar te rijmen viel.
Toen Margaretha de verzachting van de plakkaten toepaste, terwijl haar gezanten, de baron van Montigny en de markgraaf van Bergen zich met tegenzin op weg begaven naar Spanje, interpreteerden de geuzen dat als een vrijbrief. In groten getale kwamen ze overal openlijk op straat om luidkeels hun geloofsbelijdenis te betuigen. Waar zij drie jaar eerder nog onbekend waren, doken zij nu in meerdere gewesten op: in Friesland, Gelderland en zelfs in het Land van Luik. Slechts in het Naamse, Luxemburg en in de rurale streken van Henegouwen en  Artesië kwamen ze niet. De landvoogdes had echter nooit beweerd dat de openbare eredienst van de Reformatie werd toegelaten. Het door de Geheime Raad opgestelde en aan de Provinciale Staten voorgelegde ontwerp bepaalde slechts dat de ketters met rust zouden worden gelaten ‘zolang zij geen ergernis zullen verwekken’. Dit beantwoordde alleszins aan de wens van de meerderheid in het land. De oppositie veranderde van het staatkundig domein naar het godsdienstige. Niet meer de adel, maar de consistories bepaalden het verdere verloop. Tal van katholieken die het eedverbond ondertekend hadden, merkten op dat ‘het verbond enkel diende gericht tegen het behoud der inquisitie en tegen de afschaffing der privileges van het land’ en verlieten het gezelschap der geuzen, inziend dat die meer wilden.
Begin juni trad de calvinistische groep van de adel openlijk met zijn hoofdmissie op de voorgrond: het zegevieren van de Reformatie. De consistories, die zich omhulden met namen als die van de rederijkerskamers, zoals ‘de Knop’ te Armentiers, ‘de Roos’ te Rijsel, ‘de Wijngaard’ te Antwerpen, ‘de Arend’ te Valencijn en ‘het Zwaard’ te Gent stonden in betrekking met buitenlandse consistories, wisselden predikanten uit en ontvingen er vanuit Genève (stad), Frankrijk en Engeland. Als tegenreactie werd een katholieke factie gevormd onder de edelen, met Mansfeld, Aarschot, Berlaymont, Arenberg, Meghem en Noircarmes als leiders.

### Beeldenstorm

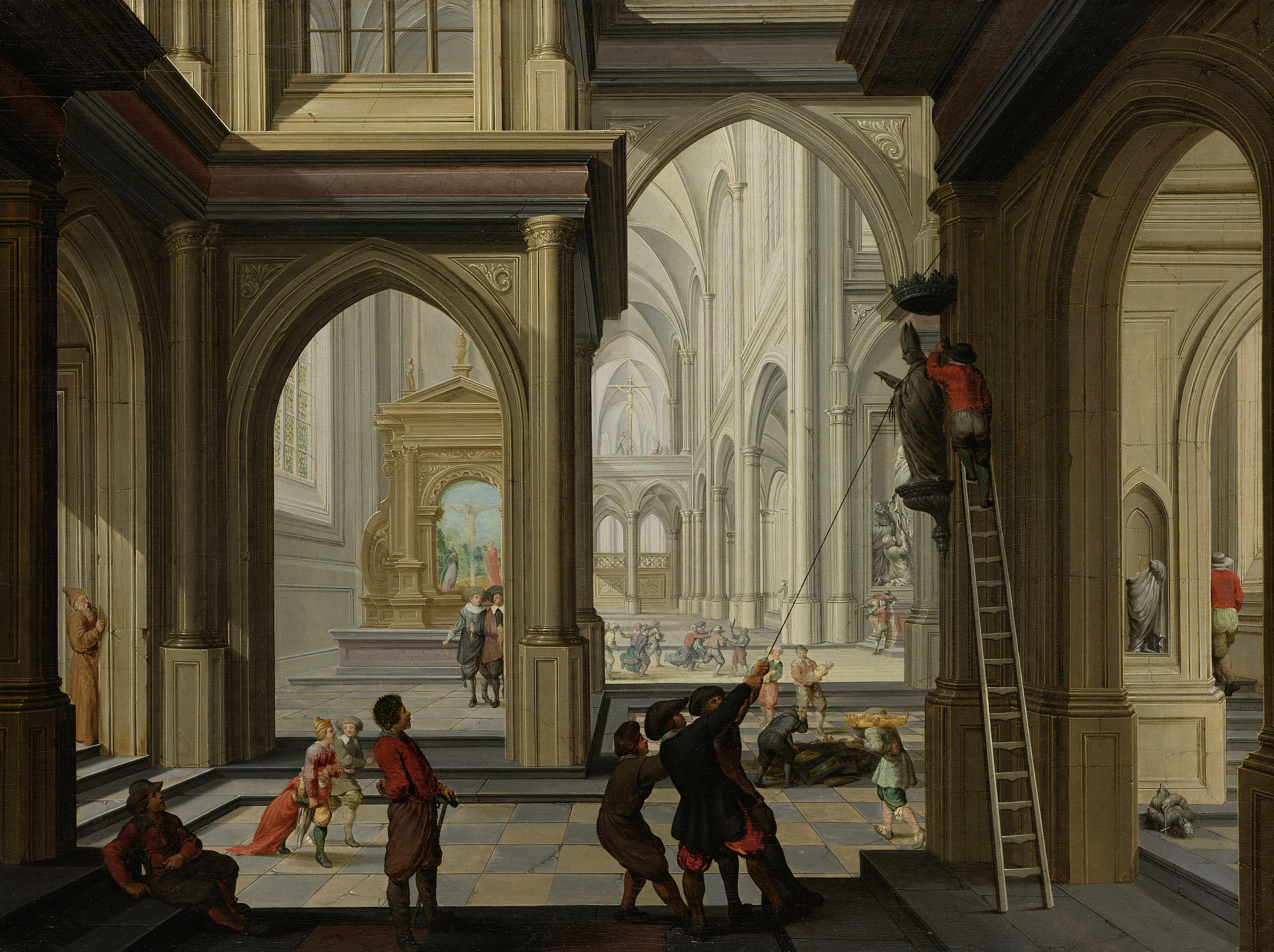
Beeldenstorm in een kerk, (1630, Dirck van Delen)

Tijdens de periode van onrust keerden talloze gevluchte en verbannen ketters terug naar de Nederlanden. Predikanten hielden hagenpreken buiten de stadsmuren en werden alsmaar driester. Op 11 augustus 1566 brak in de verarmde nijverheidsstreek van Hondschote en Armentiers, waar de Hervorming al vaker onlust onder de werklieden had gestookt, het eerste beeldenstormersoproer uit. Zowel Vlaamse als Franstalige dorpen in Vlaanderen waren vervolgens aan de beurt: Houplines, Frelinghien, Erquinghem, Fleurbaix, Bois-Grenier, La Chapelle-d'Armentières, Maisnil, Radinghem, Beaucamps enz. De 14e werd Poperinge geteisterd, de 15e Ieper, terwijl benden de abdijen Ten Duinen, van Phalempin, van Veurne, van Mesen, van Loos, Marquette, Voormezele en Eversham in brand staken. Van dan af zette de beweging zich snel door. Zij bereikte Oudenaarde de 18e, Antwerpen de 20e, Gent de 22e, Doornik de 23e, Edingen de 27e, om vervolgens via Zeeland naar het noorden over te slaan in Holland en Friesland, waar op 6 september Leeuwarden werd overweldigd en op 18 september Groningen. En dat alles zonder de minste weerstand te ondervinden. Talrijke kerken, kloosters en abdijen werden ontheiligd en deels vernield. De calvinisten maakten zich daarnaast van enkele steden meester.
De landvoogdes benoemde graaf Pieter Ernst van Mansfeld tot stadhouder van Brussel, en stelde zich onder zijn bescherming, maar stond verder machteloos. De aanvoerders van de ordonnanstroepen waren in de macht van het Eedverbond, en Duitse huurlingentroepen werven zou onmiddellijk een burgeroorlog hebben veroorzaakt. Gelukkig waren te Brussel koninklijke brieven gearriveerd, waarin Filips II in het afschaffen van de inquisitie, het verzachten der plakkaten en algemene amnestie toestemde. Daarmee kon de landvoogdes antwoorden op het Verzoekschrift van de Eedgenoten.
Maar die namen nu niet langer genoegen met de vorstelijke amnestie en het afschaffen van de inquisitie. De calvinisten eisten de verzekering dat hun predicatiën niet meer verboden werden. Margaretha wist met hen een overeenkomst te sluiten over godsdienstvrede. De consistories zouden toezien op het stoppen van de vernielingen. Restte enkel nog een modus vivendi uit te werken voor het samenleven van katholieken en protestanten in de Nederlanden. Daarmee beijverden zich Willem van Oranje te Antwerpen, Egmond in Vlaanderen, Hoogstraten te Mechelen en Hoorne te Doornik, enz. Op 25 augustus werd een plakkaat uitgevaardigd dat plunderaars en vernielers buiten de wet stelde. Willem van Oranje liet verscheidene terechtstellen te Antwerpen, anderen werden in Vlaanderen en in het Doornikse ter dood gebracht.

### Beschuldiging hoogverraad en opsplitsing in twee kampen
Margaretha kon echter niet dulden, dat het calvinisme op gelijke voet werd gesteld met de 'rechtgelovigheid'. Op 6 september schreef zij, dat men zich beijverde “twee godsdiensten naast elkander te stellen” en voegde eraan toe, dat zij zulks nooit beloofd had. Het was dan ook niet te verwonderen, dat men haar thans haar vroegere gunstelingen Oranje, Egmond, Hoorn en Hoogstraten zag beschuldigen, “zich, met woord en daad, tegen God en tegen de koning gekeerd te hebben”. Voortaan zou zij alleen steun zoeken bij de katholieke adel. De trouw katholiek gebleven Mansfeld werd haar geheimraad. Rond hem schaarden zich de Berlaymonts, de Aarschots, de Noircarmes en de Meghems die zich bij de eerste tekenen van godsdienstige commotie met de regering verzoenden. Daarmee splitste de adel zich in twee vijandige partijen en werd het land, dat vroeger eensgezind dezelfde politieke eisen stelde, in twee kampen verdeeld.
In Vlaanderen deed Egmond al het mogelijke om niemand op de tenen te trappen, maar misnoegde daarmee iedereen. Hij zag zich verplicht zijn toevlucht tot halve maatregelen en kleingeestige redmiddelen te nemen. De hervorming van het bestuur en de bijeenroeping van de Staten-Generaal, waar hij belang aan hechtte, lieten blijkbaar iedereen koud en zijn populariteit zonk weg. In januari 1567 kwam hij naar de Raad van State. Enkele dagen later vergde Margaretha van de ambtenaars een nieuwe eed van “volstrekte gehoorzaamheid” aan de vorst. Egmond onderwierp zich, terwijl Oranje, Hoorn, Hoogstraten en Brederode weigerden zich te binden door een belofte van 'onbeperkte' gehoorzaamheid. Margaretha's boute aanpak stond borg voor het vertrouwen dat het bestuur herwonnen had na de angsten van de Beeldenstorm. De regering was gaan beseffen dat het in feite slechts lokale minderheden van dwepers waren geweest die voor een boel kabaal hadden weten te zorgen, maar dat de meerderheid in het land rust en vrede wenste, nu een algemene opstand uitbleef, evenals een gevreesde inval van hugenoten of tussenkomst van Duitse troepen. Zijzelf had inmiddels in Duitsland verscheidene regimenten gelicht en als bezetting en voor ordehandhaving naar de belangrijkste steden gezonden. Enkel Doornik en Valencijn, waar de nieuwe leer zich het eerst had genesteld, weigerden die toe te laten en bleven in contact met de Franse hugenoten. In december 1566 was Filips van Noircarmes, heer van Beauvoir en kapitein van de lijfwacht van Margaretha, dit 'Nederlands Genève' komen belegeren, waarmee de regering aantoonde er niet voor terug te deinzen een godsdienstoorlog aan te gaan die haar vroeger zozeer verontrustte.

### Geuzen binden strijd aan met de overheid
De hervormden hadden er drie miljoen gulden voor over gehad om van de koning vrijheid van eredienst te krijgen. Daarmee begonnen zij nu zelf een opstandelingenleger uit te rusten. De calvinistische synode nodigde Oranje uit zich aan het hoofd ervan te stellen. Maar hij hield de boot nog af, omdat hij meende dat een opstand zonder hulp vanuit Duitsland ten dode was opgeschreven. Hij probeerde, overigens vruchteloos, verder calvinisten en lutheranen met elkaar te verzoenen.

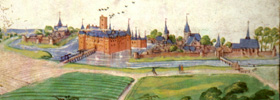
Landschap van Lannoy (Charles Cröy, 1623)

Lodewijk van Nassau wierf huurlingen in Duitsland en gewapende benden rukten op om Valencijn te ontzetten. Op 27 en 29 december 1566 werden er twee door de bezetting van Rijsel en door de troepen van Noircarmes te Wattrelos, en te Lannoy in de pan gehakt. Op 2 januari 1567 voerde Noircarmes bij verrassing een bezetting van Doornik uit. Begin februari zond Hendrik van Brederode in naam van de aan het eedverbond trouw gebleven edelen een protest tegen het schenden van de overeenkomst van 23 augustus en smeekte de landvoogdes om te verhinderen dat het bloed van het arme volk vergoten zou worden. Tegelijkertijd schreef hij de belegerden van Valencijn, dat hulp op komst was van Oranje, van Hoorn en van andere vooraanstaande  personen.
Jan van Marnix, heer van Toulouse, had te Oosterweel een kamp opgeslagen in een vergeefse poging het eiland Walcheren in te nemen. Op 13 maart werd hij daar door de troepen van Filips van Noircarmes aangevallen. Vanaf de wallen van Antwerpen werd de Slag bij Oosterweel gadegeslagen en grepen de calvinisten daar naar de wapens om hun geloofsbroeders bij te staan. Oranje daarentegen, rond wie zich de lutheranen schaarden, verzette zich. Hij besefte dat, indien hij zich voor de calvinisten zou verklaren, dit de breuk met de Duitse vorsten zou betekenen, van wie hij de redding der Nederlanden verwachtte. Te midden zware doodsbedreigingen bleef hij onwrikbaar en hield de stadspoorten gesloten. Jan van Marnix sneuvelde in het zicht van de wallen.

### Willem van Oranje

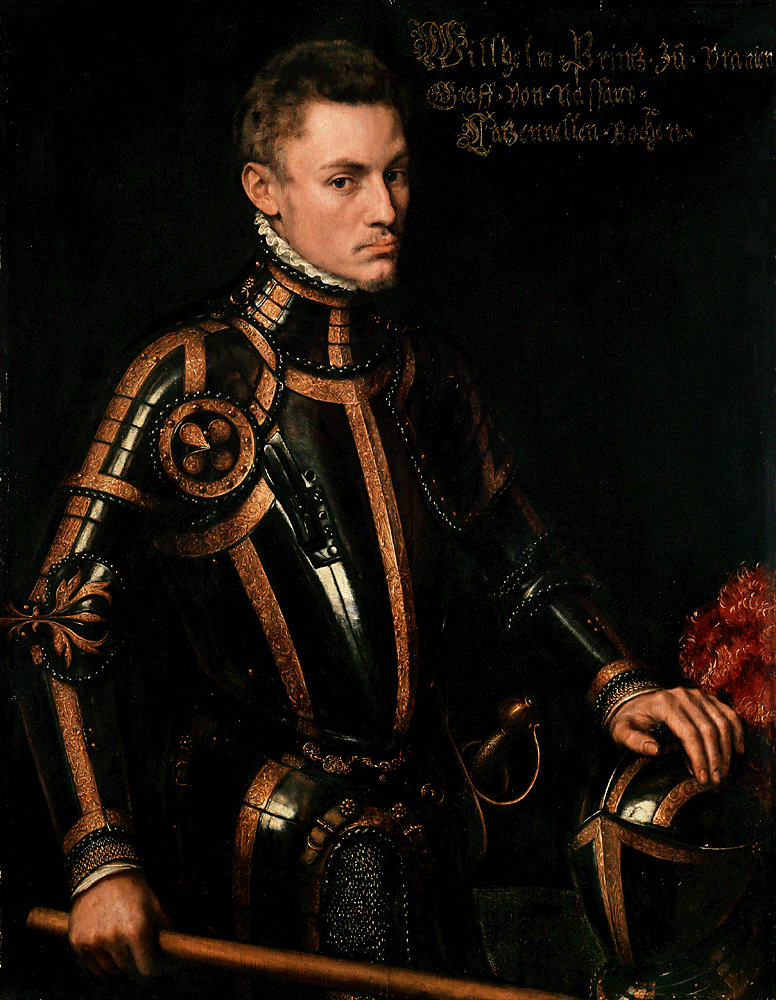
Willem van Oranje, de invloedrijkste edelman in de Nederlanden.

De opstand was bedwongen. Oranjes houding ontnam de verdedigers van Valencijn hun laatste hoop, de stad gaf zich op 24 maart 1567 over aan Noircarmes. Op 31 mei werd de Waalse protestantse theoloog Guido de Brès er opgehangen.
In het noorden was Brederode door graaf van Meghem uit Vianen verdreven en naar Emden gevlucht, na vergeefs Margaretha, op Egmonts bemiddeling, om vergiffenis te hebben gesmeekt. De graven van Hoorn en van Hoogstraten legden de eed aan Filips II af. Oranje daarentegen stuurde een eerbiedige brief aan de vorst en verliet op 11 april de stad Antwerpen, en stelde zich in mei in veiligheid in Dillenburg, in het graafschap Nassau.
De wegen zagen zwart van de vluchtelingen nadat de opstand was bedwongen. In april verliet een derde van de bevolking van 's-Hertogenbosch de stad. Op 5 mei trok een grote menigte Brabanders en Walen met vrouw en kind langs Delfzijl naar Emden. In Emden en Keulen waren zoveel vluchtelingen, dat er soms tot dertig in een huis verbleven. Honderden scheepten zich in naar Engeland.
Margaretha en Mansfeld bleven nederig onder de behaalde zege. Ze beseften dat de adel met omzichtigheid moest worden aangepakt en dat het vluchten gestopt moest worden, die ‘dit land van handel, nijverheid en scheepvaart verarmt’. De beden die zij aan Filips richtten en waaraan Granvelle en zelfs de paus de hunne toevoegden om tot menselijkheid op te roepen, ketsten af op een harnas van gramschap. Als katholiek koning had hij op de ziel van zijn vader gezworen de hoon, door de beeldenstormers God aangedaan, bloedig te zullen wreken. Als koning van Spanje besloot hij een einde te maken aan de zelfstandigheid der Nederlanden en ze onder zijn absolutisme te doen bukken.

## De tijd onder Alva (1567 - 1573)

De Spaanse weg, een route die gebruikt werd om via gebieden in handen van de Habsburgers (paars, groen en oranje) manschappen te vervoeren naar de Nederlanden. Voor gebieden die niet in handen van de Habsburgers waren, werden verdragen gesloten om doorgang te krijgen.

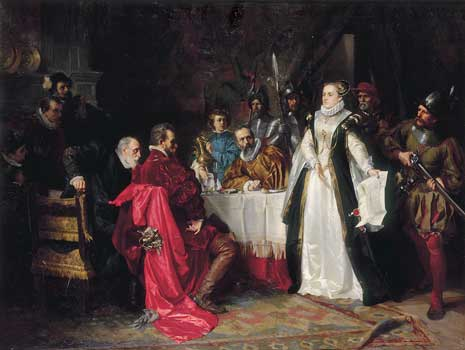
Hertog van Alva en Margaretha

Op 30 december 1566 droeg een woedende landsheer de hertog van Alva op de Spaanse regimenten die in Lombardije verzameld waren, naar de Nederlanden te voeren, ook al had Margaretha in het voorjaar met eigen middelen het oproer gestopt. De instructies die de koning zijn luitenant meegaf, maakten deze tot feitelijke landvoogd over de Nederlanden, zonder de Blijde Inkomst of welk privilege dan ook te hoeven bezweren. Bij zijn komst zou de landvoogdes nog slechts schijngezag kunnen uitoefenen. In haar verontwaardiging hierover bood zij haar ontslag aan, dat door Filips geweigerd werd. Het programma dat hij haar ten uitvoer oplegde, was niet min: de stedelijke privileges intrekken, vestingen bouwen - op de kosten van de inwoners - te Antwerpen, Valencijn, Vlissingen, Amsterdam en Maastricht, de stedelijke magistraten door koninklijke ambtenaars vervangen, belastingen heffen zonder de toestemming der Staten en niet het minste: de inlandse troepen afdanken.
Intussen was het Spaanse leger van Vlaanderen op mars om via de Spaanse weg langzaam door het vrijgraafschap Bourgondië en Lotharingen te trekken. Alleen al het nieuws hiervan joeg iedereen in de provincies de stuipen op het lijf. Overal ijlden verdachte figuren naar Frankrijk, Engeland, het hertogdom Kleef, Oost-Friesland en Keulen. Op 9 augustus 1567 stapte de voorhoede van Alva's tercios eindelijk Brussel binnen. Fernando Álvarez de Toledo kwam ernaartoe met één brok opgekropte Spaanse woede en vervuld van wrok en vergeldingsdrang van koningswege.
Voorlopig wekte de hertog de indruk aan Margaretha's vertogen gehoor te geven en de weg der verzoening in te slaan. Zo ontving hij naar het scheen welwillend Egmond en Hoorne, evenals de jonge prins Filips Willem, graaf van Buren, oudste zoon van Oranje, die te Leuven studeerde. Oranje had de hertog een vriendelijke, zij het hypocriete brief geschreven ‘pour luy dire la bienvenue’. Daarna zou algauw in beide kampen de goedwillendheid veranderen.

### Raad van Beroerten
De eerste daad van Alva in 1567 bestond in het wederrechtelijk instellen van een ‘Raad van Beroerten’. Dit was een soort militaire onderzoeksrechtbank, die moest nagaan wat en hoe en door wie er wat ondernomen was vlak voor en ten tijde van de 'beroerten', de tijden van de schermutselingen in de Nederlanden, waaronder de j Beeldenstorm van 1566-67. De raad kreeg recht te vonnissen. Het initiatief stond los op zichzelf, maar was wettelijk verdedigbaar op basis van majesteitsschennis. In die raad liet Alva naast Noircarmes en Berlaymont, plaatsvervangende presidenten, een vijftal bekende Nederlandse juristen zetelen, benevens zijn vertrouwelingen, de Spanjaard Juan de Vargas Machuca en de kleurloze Spaanse Nederlander Luis del Rio. Toen de hertog kennisnam van hun bevindingen, steeg zijn woede ten top. In totaal werd door de raad duizend keer een doodvonnis uitgesproken. Het tienvoud werd verbannen.

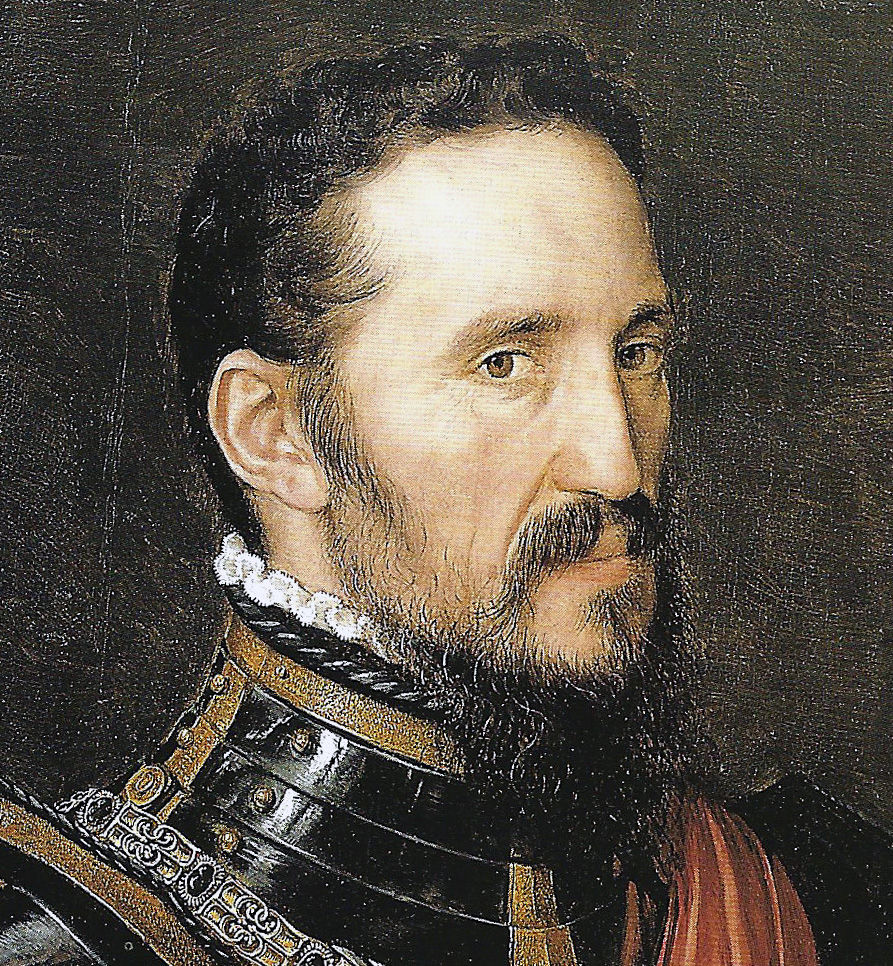
Hertog van Alva

De niets vermoedende graven van Egmond en Hoorne werden opgepakt op een feestmaaltijd op 9 september door de hertog van Alva, nog voor de raad voor het eerst vergaderde. Ook burgemeester Van Stralen van Antwerpen, een van de vertrouwde medestanders van Oranje, en de secretarissen van de graaf, 
Backerzeele en Van Loo werden die dag in verzekerde bewaring gesteld. Daarna werden zij in het Gravensteen in Gent opgesloten.
Alva werd begin oktober tot opvolger van de landvoogdes benoemd. Omdat alles achter haar rug gebeurde, had zij besloten, na vruchteloos protest en ook na waarschuwingen voor burgeroorlog, het land te verlaten en bracht zij alles in gereedheid om naar haar landgoed in Italië af te reizen. In december verliet Margaretha van Parma het aankomend strijdtoneel, na nog eens uitdrukkelijk aan de toezegging van de twee gunsten door de koning te herinneren: een algemeen Pardon en de bijeenroeping van de Staten-Generaal, maar de hertog lapte dit aan zijn militaire laars.
De 'Bloedraad', zoals het volk de Raad van Beroerten noemde, werkte in versneld tempo door en na de verhoren van de graven werden andere en opnieuw andere verdachten opgepakt, verhoord en gevonnist. In januari werd de gevluchte Oranje gedagvaard en werden zijn bezittingen in de Nederlanden verbeurdverklaard. Daarna volgde een reeks vonnissen tegen Marnix, Brederode en andere edelen, die eveneens met verbeurdverklaring van hun goederen voor eeuwig verbannen werden. Prins Filips Willem van Oranje werd met schending van de universiteitsprivileges opgepakt en via Brussel naar Madrid vervoerd voor een opvoeding aan het Spaanse hof. Na vruchteloos protest greep Oranje, die al sinds mei naar het familieslot Dillenburg in Nassau was uitgeweken, naar de wapens. Daarbij rekende hij op binnen- en buitenlandse steun voor een inval in de Nederlanden.

### Eerste verzetsleger van Oranje
Na het ronselen van mensen en middelen zette op 23 april 1568 Willem van Oranje met een leger van huurlingen de aanval in. Twee dagen later mislukte bij de Slag bij Dalheim in het centrum van het land een aanval op de koninklijke legers. De heer van Villers werd er verslagen, een voorval dat door sommigen als eerste aanzet tot de Tachtigjarige Oorlog beschouwd wordt. Het plan was om in de voorzomer van 1568 van meerdere kanten tegelijk een inval in de Nederlanden in te zetten. In het noorden zou Lodewijk van Nassau over de Eems binnendringen om over Groningen en Friesland naar Holland te komen, in Gelre zou de graaf van Hoogstraten met een voorhoede Roermond trachten te bezetten om over de Maas de weg te banen voor het grote leger van Oranje, dat over de rivier tot het hart van het land, Brabant, zou binnendringen om met hulp van de bevolking Alva te verdrijven. Voorts had Oranje zich in contact gesteld met de watergeuzen en aan Diederik Sonoy en anderen commissie verstrekt. Zij zouden aan de Eemsmonding en op de kust de onderneming van graaf Lodewijk steunen, die als afleidingsmanoeuvre noordwaarts trok. In het zuidwesten zouden hugenoten onder de heer van Cocqueville een aanslag op Artesië wagen, terwijl vanaf de zeekant op hulp van de naar Engeland uitgeweken calvinisten werd gerekend. Maar bij gebrek aan steun van de bevolking en aan geld mislukte de hele opzet.

### Veroordeling en vonnis van Oranje, Egmont en Hoorne

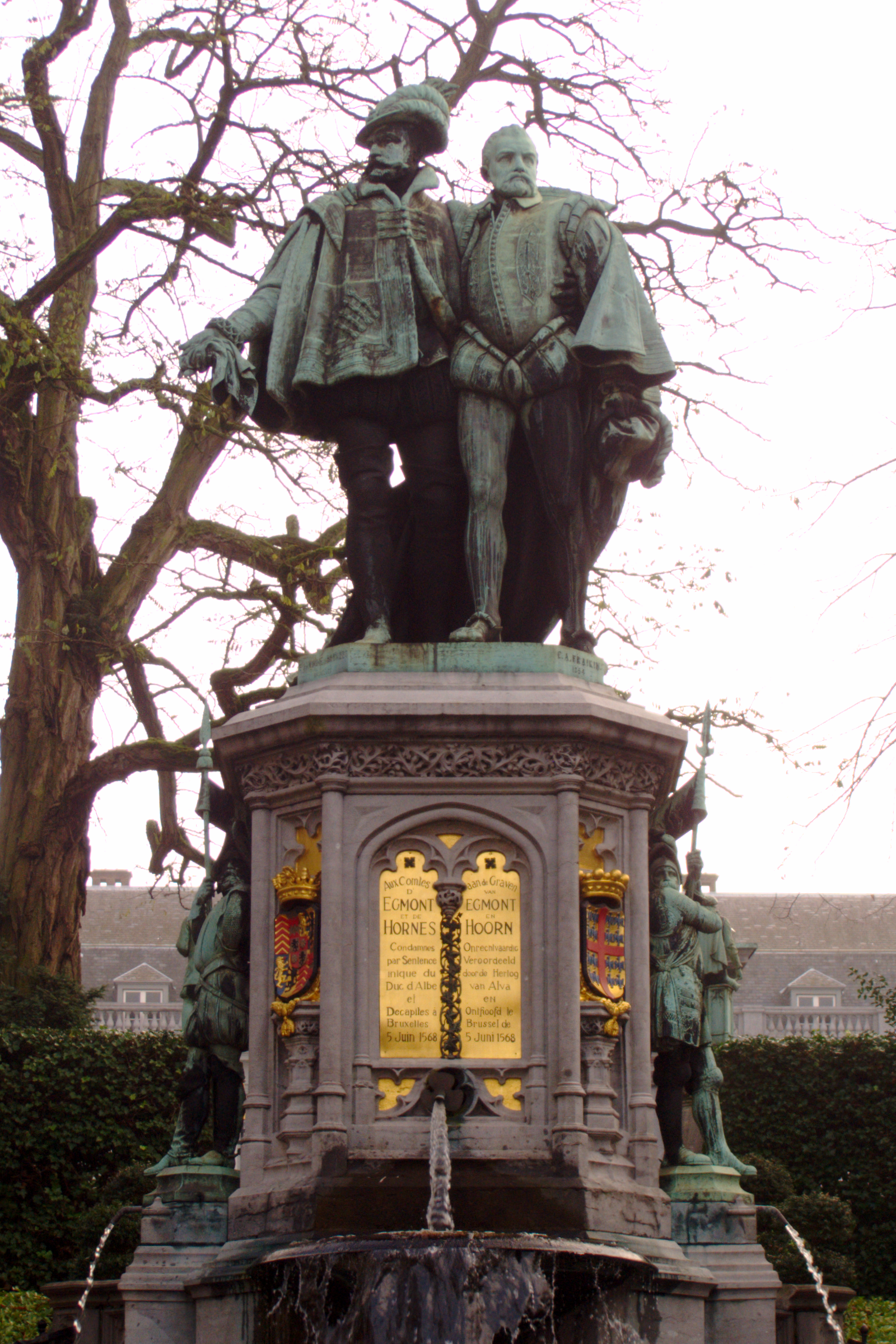
Standbeeld van Egmont en Hoorne te Brussel

De bekentenissen, afgedwongen van onder meer de gevangengenomen Jan van Villers in de Slag bij Dalheim, maakten Oranjes plannen voor Alva duidelijk en inspireerden hem tot een terreurcampagne om het zuiden te ontmoedigen in opstand te komen. Aangewakkerd door wraak voor het verlies van de Slag bij Heiligerlee op 23 mei 1568 werden de processen tegen de opstandige edelen versneld uitgevoerd en de vonnissen voltrokken. Lamoraal van Egmont en Hoorne werden in Brussel op 5 juni 1568 naar het openbaar schavot geleid en onthoofd. Twee broers van Willem van Batenburg, Dirk en Gijsbert, werden tegelijkertijd berecht. Alva liet ook de een maand eerder bij de (tweede) Slag bij Dalheim gevangengenomen Jan van Villers, Pierre d’Andelot, Jan van Blois van Treslong, Filips van Wingle, Jacob van Ilpendam, secretaris van Brederode en Artus, zijn kamerling, onthoofden. Een golf van angst en ontzetting ging door de natie.

### Aanzet tot een Tachtigjarige Oorlog
Na de veroordeling bij verstek van Willem van Oranje en de inbeslagname van diens goederen, vertrok Alva noordwaarts. Bij dat nieuws brak graaf Lodewijk zijn beleg van Groningen op, maar hij werd op 21 juli bij Jemmingen door de geregelde troepen van Alva ingehaald en verslagen. Zelf ontkwam hij ternauwernood al zwemmend over de Eems en sloot zich daarna bij zijn broer aan. Zijn ervaring bewees, dat op steun van het volk in het noordoosten van de Nederlanden niet gerekend moest worden. In het zuiden waren bij Artesië ook de hugenoten uiteengedreven en hun aanvoerder aangehouden. En omdat verder van de woeste watergeuzen weinig goeds te verwachten viel, bleef in feite Oranjes legerbende geïsoleerd over. Hij hoopte op meer steun in Brabant, waar hij een propagandaoorlog via pamfletten had laten organiseren. Willem had erop gerekend het hem gunstiger gezinde Luik het eerst te kunnen inpalmen, maar de schrik zat er te diep in en nergens werden de poorten voor hem geopend.
Half september rukte hij dan met 13 à 14000 man Duitsers, Walen en uitgewekenen, van de Rijn naar de Maas en kwam weldra met zijn eerste invasie van de Spaanse Nederlanden in de omgeving van Maastricht. Zijn troepen bleken evenwel reeds van begin af aan tuchteloos en plunderden onderweg dorpen en kloosters. ‘Is dat het leger van de prins of een vlucht wilde ganzen?’ riep de verbaasde hertog uit, toen hij het bericht vernam dat het Oranje was die op 7 oktober 1568 bij Stokkem de Maas overstak. Alva liet hem Brabant binnendringen tot bij Tongeren en dat bezetten, waarmee hij de stad Maastricht bedreigde. Alva stelde zich op een heuvel op, waarna Oranje van een aanval afzag. Daarop liet de hertog hem verder naar het westen doorstoten, in de hoop daar een beslissende slag te kunnen leveren. Alva wist van zijn geldgebrek en paste een tactiek van geringe schijnaanvallen en terugtrekking toe om de zaak te rekken en de legerbenden af te matten. Aan de Gete leverde hij dan op 20 oktober zwaar slag, waarbij Hoogstraten ernstig gewond raakte, De Hames en andere edelen sneuvelden, en Oranje verloor. Bovendien liet Alva nu onderweg windmolens afbreken en dorpen platbranden en alle mogelijke mondvoorraden meenemen. De muiterij en plunderingen die ondanks de Oranje te hulp gesnelde hugenoten bij zijn legerbenden uitbraken, noopten hem bij het naderen van de winter van 1568-69 de hele campagne af te blazen. Een terugtocht over de Maas werd hem nu door de bisschop geweigerd en met de troepen van Alva op de hielen na nog een bloedige schermutseling bij Le Quesnoy moest hij daarom dwars door Henegouwen richting de Franse grens, die hij op 17 november bereikte en overstak. Na de ontbinding van zijn troepen daar, trok hij met twaalfhonderd ruiters die zich bereid hadden verklaard hem te volgen, en vergezeld van zijn twee broers Lodewijk en Hendrik, die ook bijna geheel berooid waren, westwaarts om zich bij de hugenoten in Gascogne te voegen. De onderneming op de Nederlanden was volledig mislukt en Alva scheen zich voorgoed heer en meester van de door oorlog en geweld geteisterde gewesten te mogen beschouwen. De calvinistische strijd was vanaf nu gedoemd tot aanval en verweer met pen en papier.
Tussen 1567 en 1573 ontvluchtten zo'n 50.000 mensen hoofdzakelijk de Zuidelijke Nederlanden, terwijl vele katholieken juist het noorden in dichte drommen verlieten. Dit gebeurde bij een aantal wederzijdse bezettingen tot 1572 samen met de daarop volgende strafcampagne van Don Frederik, die tot eind 1573 duurde.

### Propagandaoorlog

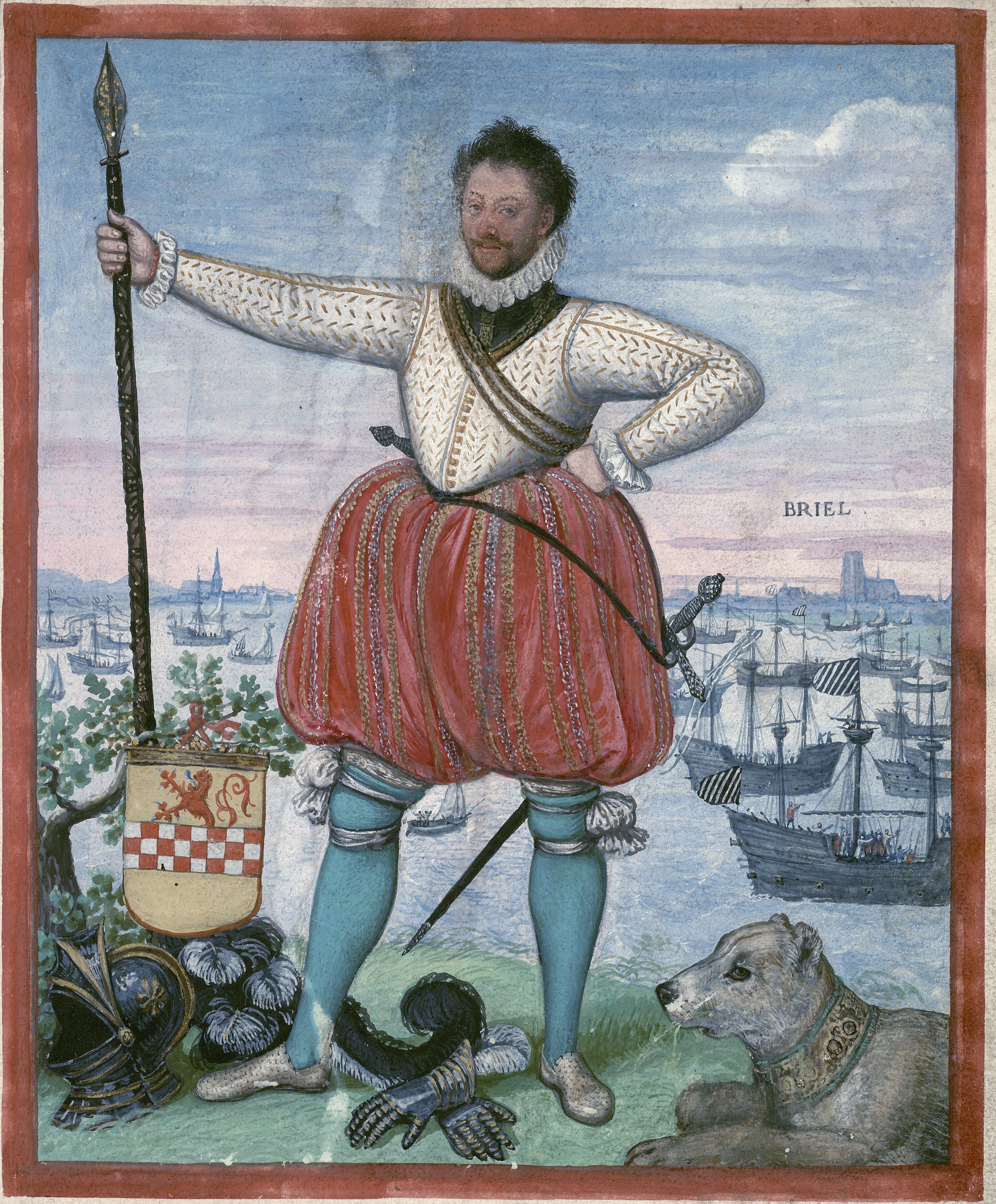
Willem II van der Marck Lumey (1542-1578), leider van de watergeuzen.

Oranje liet nog steeds talloze brieven en opruiende pamfletten in de Nederlanden rondgaan. ‘Verantwoordingen’ van Hoorne en Van Stralen volgden op de zijne. Na de zwaarden werden nu in beide kampen de pennen geslepen. Jacob van Wesembeke, vroeger pensionaris van Antwerpen, thans eveneens naar Duitsland uitgeweken te Wesel, was de verantwoordelijke voor het beroemd geworden pamflet ‘La description de l'estat, succès et occurences, advenues au Pais-Bas au faict de la religion’, dat weldra in het Nederlands werd vertaald. Het gaf een omstandig verhaal van wat in 1566 gebeurde. Ook de scherpe aanval op de katholieke Kerk van Filips van Marnix van Sint-Aldegonde in zijn ‘Byenkorf der H. Roomsche Kercke’, als antwoord op een aanval van een Franse theoloog tegen de Hervorming, stelde met venijnige spot en bijtend sarcasme in felle haat de gebreken van de katholieke Kerk aan de kaak. Bij de vluchtelingen zelf bleef nog steeds een belangrijk verschil van invalshoek bestaan tussen de ‘rekkelijken’ van Emden, meestal uit Holland, Friesland en Groningen afkomstig, die van aansluiting tot de Augsburgse Confessie niet afkerig waren, en de ‘preciezen’, overwegend uit het zuiden van de Nederlanden afkomstig als ballingen in de Palts, die met Dathenus e.a. aan het hoofd, van de lutheranen niet wilden weten en de als luthers beschouwde Oranje op dit punt wantrouwden.
Op 14 april 1572 deed Willem van Oranje een oproep aan de inwoners van de Nederlanden om in verzet te komen tegen het bestuur van de hertog van Alva. Hij had intussen zijn broer Lodewijk aangesteld als leider van de geuzen.
Alleen de watergeuzen bleven nog onder de wapens. Zij kaapten onder de vlag van 'Oranje, Blanje, Bleu' voortdurend handelsschepen, maakten de ladingen buit, en de Noordzee onveilig. Ze overvielen nu en dan dorpen aan de kust, of aan de zeekant gelegen kerken en kloosters en verkochten hun buit in Engeland of Oost-Friesland, Hamburg of Bremen.

### De grootse plannen van Alva
Ook vanuit de grote mogendheden was er weinig steun voor Oranje. Alleen begon Engeland zich stilaan tegen Spanje te roeren, toen Filips, op aansturen van Rome, aanstalten leek te maken Alva nu ook het Britse koninkrijk weer te zwaard tot het katholieke geloof te brengen en Maria Stuart te bevrijden.
Maar aan het Spaanse hof zelf rees nu oppositie bij monde van Ruy Gomez tegen de hoogmoed van Alva - die zich in Antwerpen een standbeeld had laten maken, gegoten uit het brons van de bij Jemmingen buitgemaakte kanonnen - en ook klonk de overtuiging steeds luider, dat in de Nederlanden nu maar eens algemene amnestie moest worden verleend. Toen bovendien Granvelle en de Paus Pius V zelf zich achter die idee schaarden, besloot Filips om inderdaad Alva daarmee te belasten. Het koninklijk besluit ging vergezeld van een pauselijke bul, waarbij ieder die tot de Kerk terugkeerde vergiffenis voor al het misdrevene verkreeg. Maar het werd pas in juli 1569 door Alva te lande afgekondigd.
Op 26 maart 1569 had hij de Staten-Generaal bijeengeroepen, omdat over de voortzetting van een negenjarige bede van de Nederlanden aan de Spaanse kroon moest worden beslist. Eigenlijk wilde hij af van het systeem van de beden, dat hij door een vaste belasting wou vervangen. Hij wilde die invoeren in de vorm van tiende penning en honderdsten. De leden mochten niet onderling overleggen zoals onder Karel V de gewoonte was geweest, en toen hij merkte dat hij er met de verzamelde Staten niet uitkwam, begon hij met de provincies afzonderlijk te overleggen. Hij dreigde de steden van Vlaanderen, Henegouwen, Brabant en de stad Utrecht, die weerstand bleven bieden, met verwoesting en plundering. Na concessies en dan weer andere weigeringen, nu van Holland, terwijl in Brabant en Vlaanderen allerlei voorwaarden werden gesteld die alles ten slotte geheel op losse schroeven zetten, begon de zaak op de lange baan te geraken. Uiteindelijk werd een voorlopige regeling goedgekeurd voor twee jaar. De kwestie van de belastingen bleef echter een heikel punt. Het systeem van de beden liet immers de Staten toe telkens voorwaarden te stellen, waardoor ze inspraak in het beleid omtrent hun gebied behielden, hetgeen zou wegvallen bij een permanente belastingregeling.
Alva had een plan van Hopperus in gedachten om, onder pauselijke en keizerlijke goedkeuring, van de Zeventien Provinciën één koninkrijk der Nederlanden te maken met Brussel als hoofdstad. Het was altijd al een ideaal van de Bourgondische vorsten geweest om de verschillende gewesten tot één geheel in een ondeelbare monarchie te verenigen. Het Spaanse plan voorzag in een vaste vertegenwoordiging door een Staten-Generaal, samengesteld uit drie leden: geestelijkheid, adel, en de steden en landen. Aan de privilegiën en gewoonten zou niet getornd worden en ieder gewest zou zijn oude lasten blijven dragen. Een later toevoegsel van Viglius was een ontwerp tot verheffing van de in de troebelen verarmde Nederlandse adel, door oprichting van een dertigtal ‘commanderies’ om gekoppeld aan een behoorlijk inkomen aan verschillende edelen van beproefde trouw te worden toegekend. Sommige Spaanse staatslieden, zoals Erasso, lieten zich uit voor het volkomen loslaten van de Nederlanden, omdat zij eerder last dan voordeel voor de monarchie betekenden.
Maar Alva dacht met de nauwe verbintenis nog verder te gaan. Hij viseerde ook de aangrenzende delen van het Duitse Rijk. Dit plan bleef niet geheim. Oost-Friesland, Gulik, Munster, Keulen, Aken, Trier ondervonden reeds hoe de geduchte Spanjaard hard kon aandringen op uitlevering van gevluchte calvinisten en het onderdrukken van de ketterij. Zelfs Dillenburg en de Palts, tot Hessen en Saksen toe voelden de dreiging.
In de zomer van 1570 werden door de Brusselse regering de handelsbetrekkingen tussen Spanje en Engeland weer in evenwicht gebracht, in het belang van de handel van de Nederlanden. De plannen tegen Engeland hadden geen voortgang gevonden, ook al omdat Alva er ernstig over dacht zijn actieve taak in de Nederlanden als voltooid te beschouwen. Wel liet hij de juristen van de Raad van Beroerten nog een ontwerp van strafrecht maken, dat als basis zou dienen voor de voortreffelijke Criminele Ordonnantiën van juli 1570, om in het vooruitzicht van het nieuwe koninkrijk overal het oude strafrecht op één lijn te brengen.
Maar het vertrouwen van de bevolking en de adel was diep gezakt en het nieuwe plan werd met achterdocht benaderd. Er volgde weer een terugval naar de voorgaande periode met de hele carrousel met opbod van ketterijmaatregelen enerzijds en oproer anderzijds. De contacten, die velen in den lande nog heimelijk met Oranje en andere uitgewekenen onderhielden, stookten het vuurtje van ontevredenheid nog voortdurend aan. De inquisitie beleefde opnieuw hoogtijdagen, en toen in mei 1570 vier pastors wegens ketterij te 's-Gravenhage levend werden verbrand, maakte de ‘amnestie’ in deze omstandigheden nog weinig indruk. Intussen was een ondergronds netwerk ontstaan dat via agenten contact met Oranje hield in het buitenland. Deze was nog steeds op zoek naar financiële middelen om weer troepen te verzamelen en spekte zijn kas zelfs deels met de buit van de watergeuzen, de woeste piraten aan wie hij in september 1569 de Waalse edelman en heer van Dolhain, Adriaan van Bergen, als admiraal had toegewezen.

### Oorzaken en gevolgen
"De Opstand" die in de Nederlanden op de Beeldenstorm volgde, kende opeenvolgende fasen, waarbij aanvankelijk slechts een klein gebied van de Zeventien Provinciën betrokken was, met name Holland en Zeeland. Er was al eerder tegenstand gerezen wegens het strenge toepassen van de plakkaten en van de inquisitie tegen het opkomend calvinisme. In de beginfase was er weinig of geen steun voor opstand in de andere provinciën. En zelfs in de volgende fase was die nog zeer beperkt tot enkele steden, waar kleine groepen calvinisten tot de machtsposities hadden weten door te dringen. Maar de bevolking in vooral het noordoosten en het zuiden van de Nederlanden was er eerder tegen gekant, vanwege de overlast van plunderende Oranje- en Nassaulegers en de belemmering van de handel. Pas in de laatste fase, toen de Spaanse regering in geldnood geraakte door de strijd tegen de opstand en daardoor het leger niet meer kon betalen, dat vervolgens aan het muiten ging en zichzelf betaalde door plunderingen, zoals de Spaanse furies, keerde de volkswoede zich geleidelijk tegen de Spanjaarden. De armoede die in het zuiden ontstaan was vanwege de boycot door Holland en Zeeland van handel en industrie en het ineenstuiken ervan, met daarbovenop de pogingen van Alva om zijn tienden op te leggen, vormde ten slotte een voedingsbodem voor smeulend verzet, dat korte tijd gemene zaak maakte met dat van de calvinistische opstand. De belangen tégen Spanje liepen immers parallel, zodat aanhangers van beide motieven één front vormden. Tot bleek dat de leiding van de opstand in feite het calvinisme overal officieel wou vestigen. Toen haakte vooral in het zuiden het grootste gedeelte van de adel, de clerus en de katholiek gebleven bevolking af.

### Gebeurtenissen van 1572-73

#### Inname van Den Briel

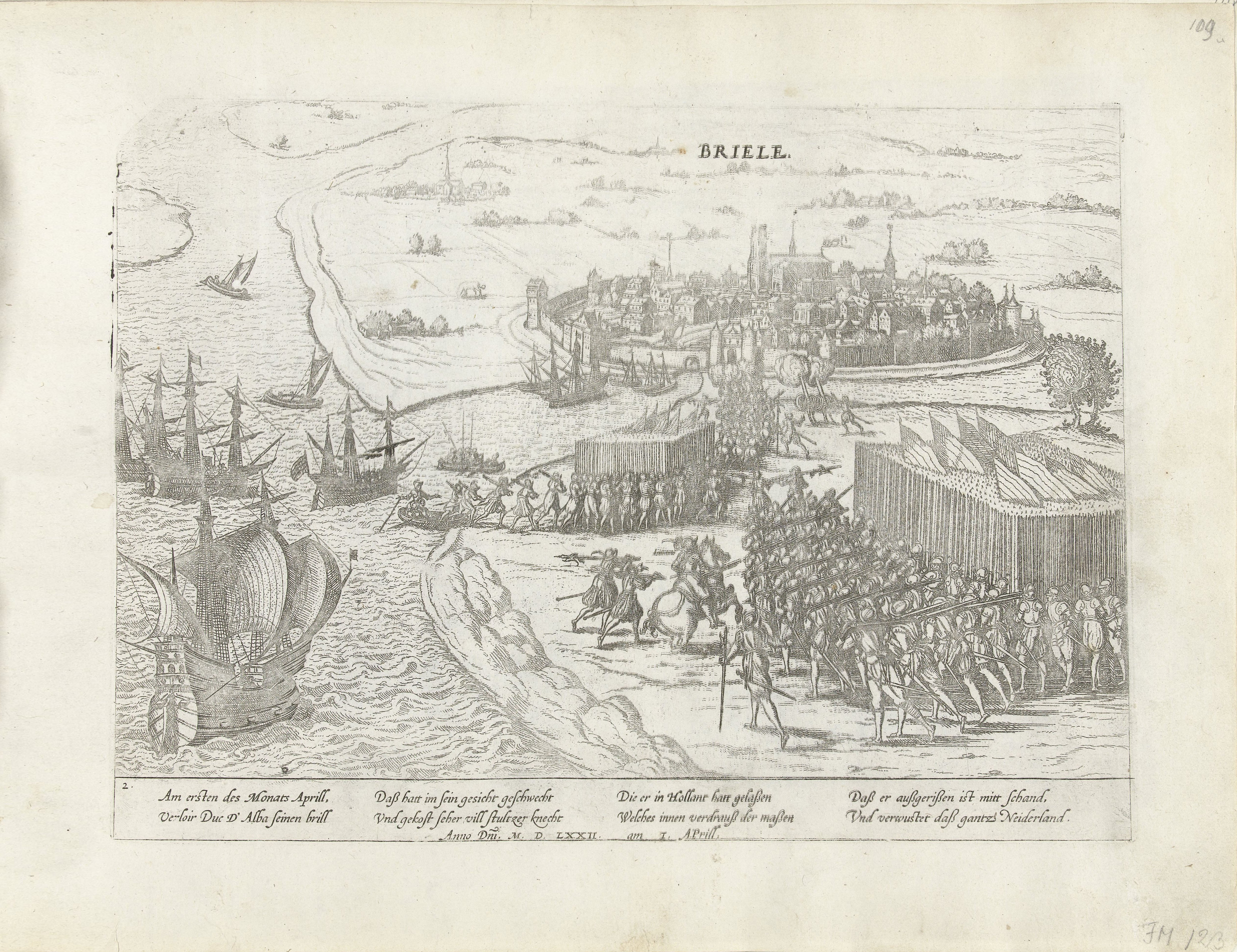
Inname van Den Briel, 1 april 1572 (Frans Hogenberg).

De Inname van Den Briel in maart 1572 door de watergeuzen gebeurde min of meer toevallig en zonder medeweten van Oranje. Het incident wakkerde het vuur aan voor een verdere opstand. Op Walcheren werd geweigerd de beschermingstroepen te ontvangen die Alva naar Vlissingen stuurde, maar men liet wel de geuzen toe, weldra gevolgd door een aantal ballingen uit Engeland. Uit Rotterdam, Delft en het Westland begaven veel aanhangers van de prins zich naar Den Briel, evenals Franse en Engelse vrijwilligers. In Vlaanderen, tot bij Eeklo, doken ze spoedig als benden op, overal in de omtrek plunderend en brandstichtend. Ook de geuzen uit Den Briel plunderden tot ver in de omtrek, waarbij vooral kerken en priesters het moesten ontgelden. Ondanks de officieuze hulp vanuit Engeland en van Franse hugenoten drong de Nederlandse Opstand nog niet verder door dan op de naburige Zeeuwse en Zuid-Hollandse eilanden. Aanhangers van Oranje waren in de Hollandse en andere steden nog weinig talrijk. Op 16 juni vergaderden de Staten in Den Haag over de overlast die de geuzen veroorzaakten. Graaf Lodewijk, die tot dan toe met Frankrijk, Duitsland en Engeland geheime onderhandelingen had gevoerd met als doel na een uitgelokte algemene opstand tegen Spanje de Nederlanden onder elkaar te verdelen, had eind mei Parijs verlaten. De 24e verraste hij met een inderhaast samengetrokken hugenootse voorhoede Bergen, de hoofdstad van Henegouwen, nadat de dag tevoren zijn vrienden Famars en Marquette in Valencijn de macht hadden gegrepen.

#### Tweede verzetsleger van Oranje

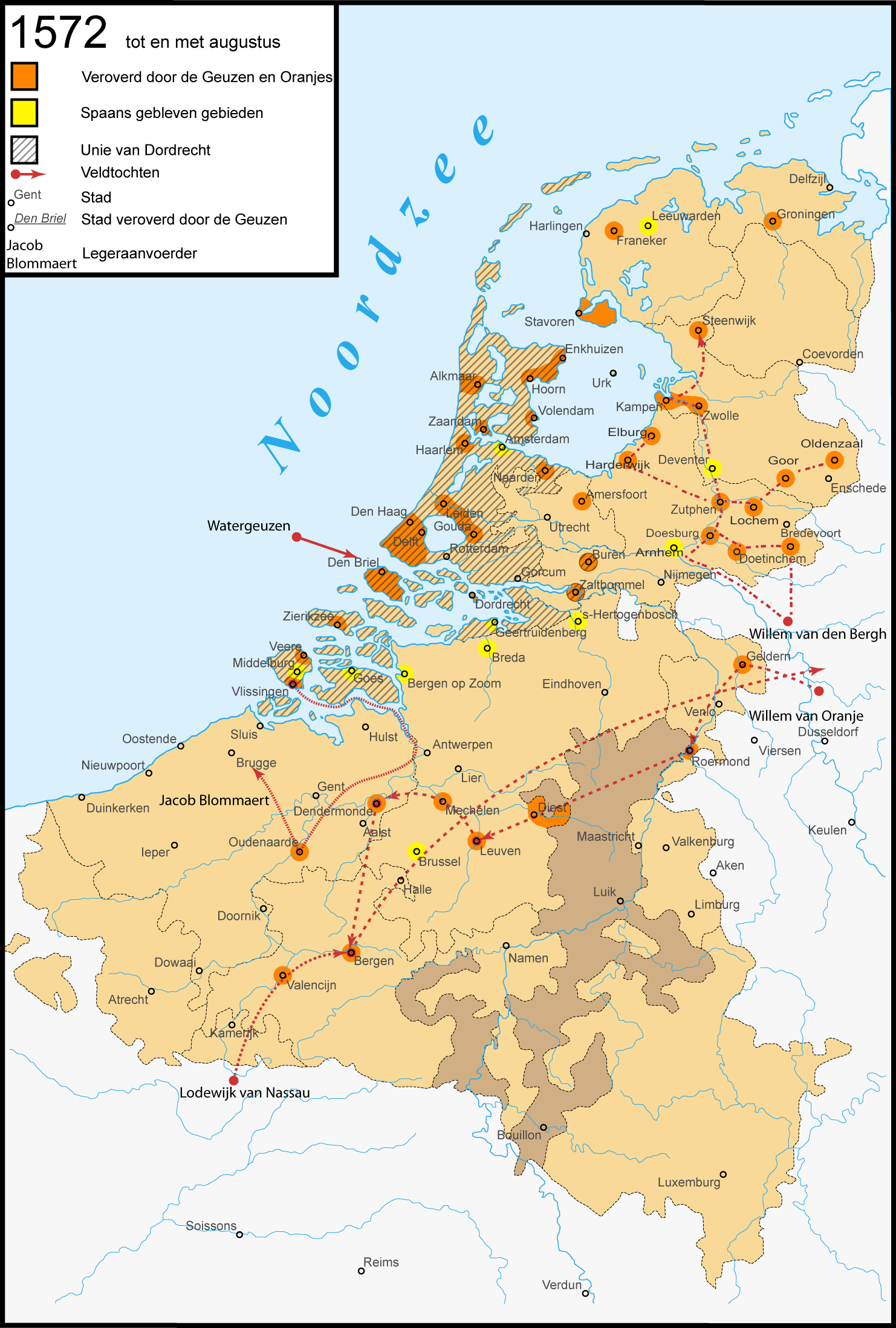
Invallen van de geuzen en de Oranjes

Valencijn werd echter spoedig heroverd en op 3 juni 1572 sloeg Alva's zoon don Frederik het beleg voor Bergen met een leger dat tot 20.000 manschappen was aangegroeid. Op 7 juli trok de prins in een tweede poging met 24.000 man bij Duisburg de Rijn over en enkele dagen later ging de Franse edelman De Genlis met ongeveer 7500 hugenoten op weg naar Bergen. Bij St. Ghislain werden zijn troepen uiteengejaagd en werd hij gevangengenomen en ter dood gebracht. Uit de documenten die ze bij zich hadden, en hun bekentenissen werd voor Alva de samenhang van Oranjes plan duidelijk. Met zijn legerbende overviel de prins op 23 juli Roermond. Daarna trok hij Brabant door, maar kon niet verder, omdat de beloofde hulp uit Frankrijk uitbleef. De reden hiervoor was dat maarschalk Coligny, aanvoerder van het hugenotenleger, tijdens de Bartholomeusnacht was omgebracht. Toen Willems broer Lodewijk uiteindelijk het Beleg van Bergen opgaf, viel het plan van Oranje in duigen. Eind september trok een ontmoedigde prins met zijn onbetaalde, plunderende en muitende benden terug naar de rivier de Maas en ontbond zijn leger te Roermond. Met een zestigtal ruiters besloot hij daarop zich naar Holland te begeven, waar door toedoen van de watergeuzen de kans op strijd het hoogst was. Die waren daar door de burgerij, die vreesde voor de tiende penning van Alva, in veel steden binnengelaten (de magistraten stemden onder gewelddreiging toe of waren al gevlucht) naar de steden met reguliere legerbezetting. In Holland was dat het geval voor Amsterdam en Utrecht, en in het noorden voor Groningen en Leeuwarden, in het Gelderse voor Nijmegen en Arnhem, en in het Zeeuwse voor  Bergen op Zoom en elders voor Antwerpen.
Op de Eerste Vrije Statenvergadering te Dordrecht op 19 juli 1572 van edelen en steden van Holland verscheen ook de afgevaardigde van Oranje, Filips van Marnix van Sint-Aldegonde, met een brief waarin de prins voor drie maanden geldelijke steun vroeg voor zijn leger en in ruil veiligheid beloofde voor steden die zich bij hem aansloten. De vergadering aanvaardde en erkende de in 1568 afgezette en veroordeelde stadhouder, de prins van Oranje, opnieuw als haar beschermer en hoofd. Ze stelde hem als 'soeverein admiraal' over de vloot aan met Lumey als zijn vertegenwoordiger, dit alles gekoppeld aan een garantie op godsdienstvrijheid. Niet enkel calvinisten maakten immers deel uit van de vergadering. Graaf Lodewijk van Nassau werd benoemd tot commandant van de watergeuzen. Op verzoek van de prins werden in augustus door de Staten nieuwe leden van de Rekenkamer aangewezen, evenals rentmeesters, ontvangers en drie commissarissen voor de oorlog. Verder werd een nominatie voor nieuwe leden van het naar Utrecht uitgeweken Hof van Holland samengesteld, waaruit de prins zou kiezen. Dit nieuwe Hof zou te Delft gevestigd blijven, totdat het (vijf jaar later) naar Den Haag kon verhuizen. In oktober zette de prins te Enkhuizen voet aan wal.

#### Geuzenvloot vernietigd en bloedbaden in Naarden, Zutphen en Haarlem

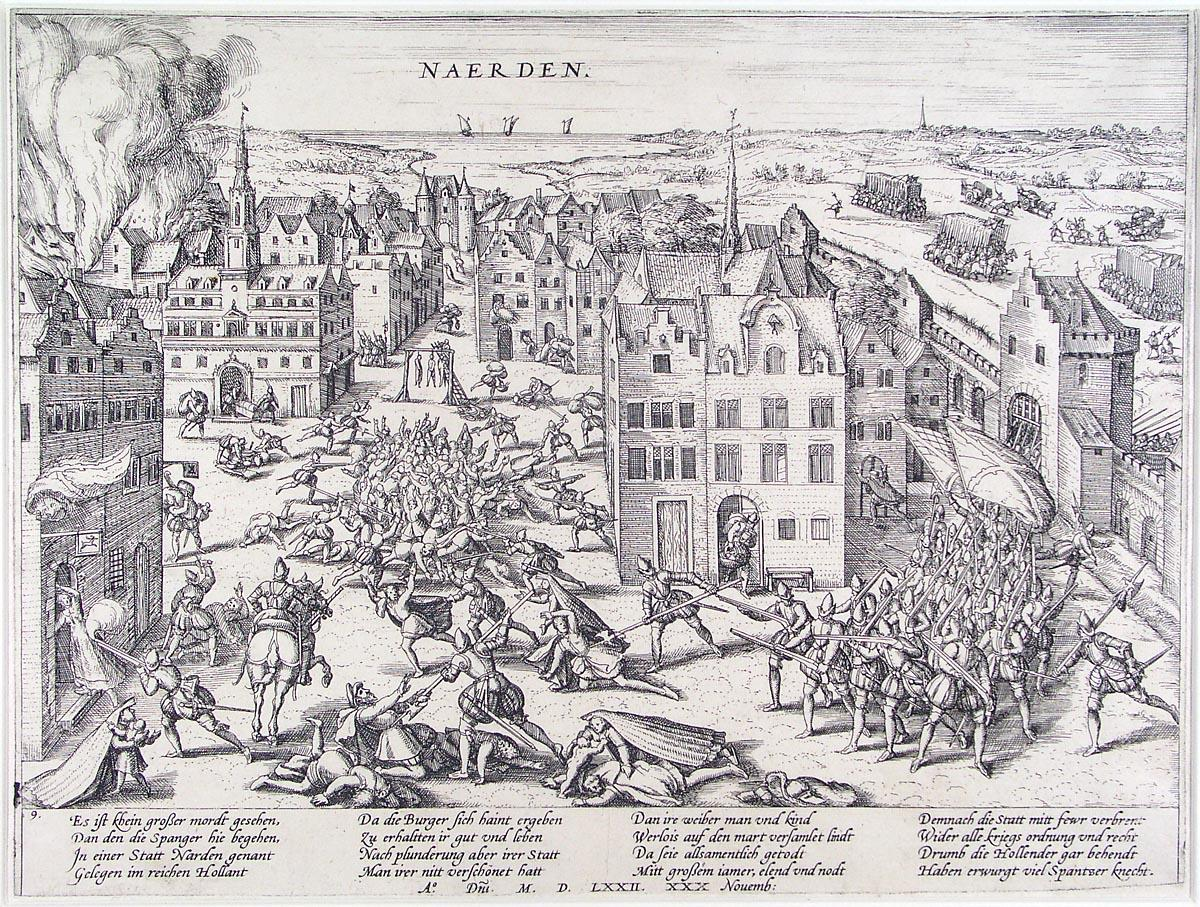
Bloedbad van Naarden in 1572.

Intussen was het reguliere leger van de Spaanse Nederlanden onder Alva's zoon, don Frederik, een opmars naar de opstandige steden begonnen om de opstand te breken. Zutphen, Deventer, Zwolle en Kampen kregen garnizoenen te ontvangen, omdat die steden een eventuele hulpinvasie van Duitse troepen voor Oranje moesten tegenhouden. Zutphen werd op 16 november stormenderhand ingenomen, nadat graaf Van den Bergh bij de komst van het leger de vlucht naar Holland had genomen. Naarden, dat zich probeerde te verzetten, werd vrijwel geheel uitgemoord. Daarna was Haarlem aan de beurt. Even leek het erop dat Alva de door het ijs ingesloten geuzenvloot op de Zuiderzee zonder moeite in handen zou krijgen, maar een plotse dooi redde hen. Aanstonds borgen zij hun schepen in de havens van de Hollandse kust tot het voorjaar. Het Beleg van Haarlem dat op 11 december werd ingezet duurde een half jaar. Pogingen tot ontzet door Lumey en daarna opnieuw op 2 januari door Filips de Coninck eindigden met zware nederlagen.

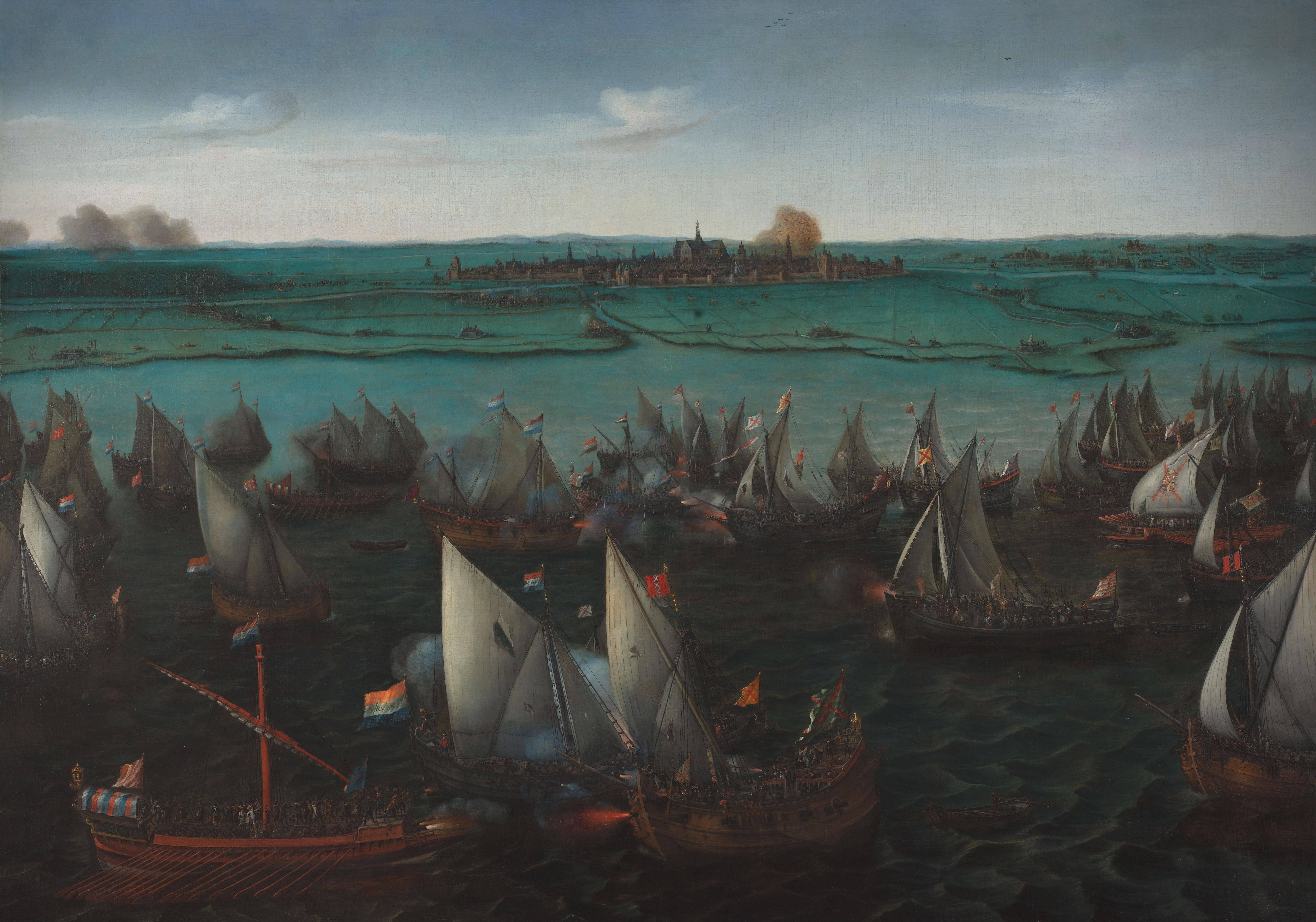
Slag op het Haarlemmermeer, (1621, Hendrick Cornelisz. Vroom).

In mei werden de na een strenge winter opduikende Hollandse schepen door de scheepsmacht van Boussu uit Amsterdam overwonnen bij de Slag op het Haarlemmermeer. De geuzenvloot werd daarbij zo goed als geheel vernietigd. Daarop heerste in het noorden een klimaat van algehele verwarring en chaos. Bovendien nam de spanning tussen de katholieken en de calvinisten in het opstandelingenkamp zienderogen toe. In het algemeen draaide dit erop uit dat de calvinisten in de steden de macht in handen kregen, de regenten die ze niet vertrouwden afzetten, katholieke kerken en kloosters in beslag namen en de openbare katholieke eredienst verboden, waarop talloze katholieken de plaats moesten ontruimen, vaak richting zuiden.
Een leger van 5000 man dat Oranje bij Leiden begin juli had weten bijeen te krijgen, werd kort daarna bij het Manpad uiteengeslagen. Op 12 juli gaf Haarlem zich over. Ripperda, Lancelot van Brederode en andere officieren, deels voormalige watergeuzen, werden onthoofd. Daarmee leek de opstand voorlopig bedwongen. Maar het langdurige en moeilijke conflict had de kracht van het regeringsleger flink aangetast.

#### Nijpend geldgebrek beide kampen
De Engelse koningin Elizabeth bleek, na Alva's overwinningen en de vele mislukkingen van Oranje, niet geneigd haar vanouds dubbelzinnige houding ten gunste van de geuzen te doen doorslaan. Ook van de Duitse vorsten bleek weinig steun te verwachten. Alleen Frankrijk, de langdurige vijand van het Bourgondisch-Habsburgse huis, leek de prins nog steeds hoop op hulp te geven. Niet alleen Oranje kampte met voortdurend geldgebrek voor zijn veldtochten, ook voor het reguliere leger van de Spaanse Nederlanden was nijpend gebrek aan financiën ontstaan. De zendingen uit Spanje waren vrijwel geheel gestopt en zelfs in Antwerpen was geen geld meer te krijgen.
In tegenstelling tot de burgerij, die vrede wenste, wilden de teruggekeerde ballingen nog steeds Oranje steunen in zijn strijd tegen Spanje. De teruggekeerde ballingen bestonden vooral uit calvinistische predikanten, die - hoewel nog altijd betrekkelijk klein in aantal - het jaar ervoor in het bezit waren gekomen van regeringsmacht in de Hollandse steden. In april-mei 1573 ging Willem van Oranje openlijk over tot het calvinisme.

#### Alva neemt ontslag

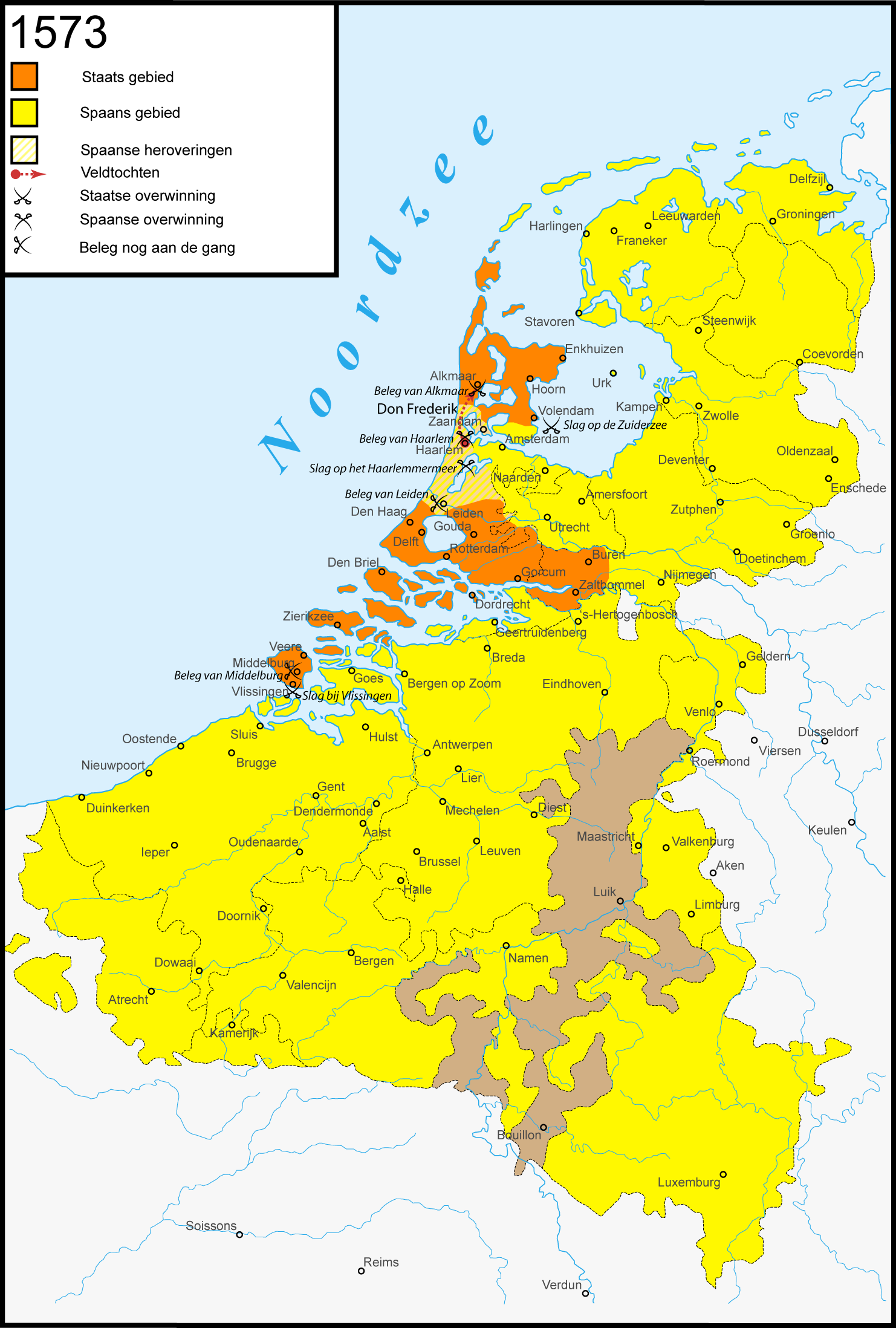
De Nederlandse Opstand in 1573

Ook Alva likte zijn wonden. Hij had na al zijn negatieve ervaringen met de Nederlanden het landvoogdijschap al meerdere malen willen afstoten, maar toen Medina Celi eindelijk door Filips werd afgevaardigd om het van Alva over te nemen, vond die dat deze eerst maar eens orde op zaken moest stellen in zijn opstandige noorden en de opstand in zijn geheel onderdrukken. Daarna kon volgens hem een nieuw regeringsstelsel ingevoerd worden, dat uiting zou geven aan de bereidheid aan de grieven van de Nederlanden tegemoet te komen. In Spanje rees de wens om de Lage Landen voortaan met zachtheid in plaats van met geweld te benaderen. Het plan was om een jonge aartshertog, Ernst van Oostenrijk en zoon van de keizer, met een dochter van Filips II te laten huwen en hem de landvoogdij over de Nederlanden te geven. Dit plan mislukte toen in de zomer van 1573 Ruy Gomez, Alva's grootste tegenstander, die dit plan in overeenstemming met Hopperus bevorderde, plotseling overleed. Alva raakte daarop steeds meer in verlegenheid. Niet alleen de problemen met de troepen en de taaie opstand van de gewesten Holland en Zeeland, maar ook het wantrouwen van de regering in Spanje verbitterden hem ten slotte. Toen hij nogmaals op ontslag aandrong, werd het hem op 19 oktober verleend. Don Luis de Requesens y Zuñiga, gouverneur van Milaan, werd als zijn opvolger aangesteld.

## Onder het bestuur van Requesens (1573-1576)

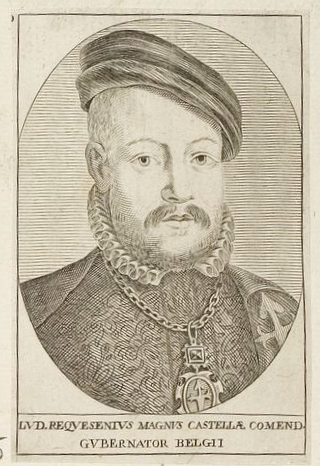
Luis de Requesens y Zúñiga

In 1574 schafte Luis de Zúñiga y Requesens als nieuwe landvoogd over de Nederlanden de tiende penning en de Raad van Beroerten van Alva af en bood het 'Algemeen Pardon' aan alle opstandelingen die afzagen van een verdere opstand.
Daarop gaf de in hechtenis zittende Filips van Marnix van Sint-Aldegonde de prins van Oranje schriftelijk aanbevelingen om zijn strijd op te geven aangezien, nu Alva weg was, op de natuurlijke clementie van de koning kon worden gerekend. Maar het Hof van Holland wees, in samenspraak met de prins, die optie van de hand. Haat en wantrouwen waren bij hen zo diep geworteld dat, ondanks ononderbroken aandringen van Requesens in 1574, van verzoening en vrede geen sprake kon zijn. Oranje was in Holland en nadien ook Zeeland door de opstandelingen opnieuw als hun stadhouder aangesteld, en als enige godsdienst was het calvinisme erkend.
Op 29 januari hadden de geuzen onder Lodewijk van Boisot de Spaanse vloot, die vanuit Antwerpen Middelburg moest ontzetten, vernietigd in de Slag bij Reimerswaal. Daarop had de prins een raad samengesteld uit vertegenwoordigers van de steden Middelburg en Zierikzee, waar hij ook Veere en Vlissingen aan toevoegde, die naast de admiraal en een vertegenwoordiger van Holland het dagelijks bestuur en de leiding van de krijgszaken zou waarnemen. Zoals in Holland was deze raad samengesteld uit vertrouwde vrienden van de prins en aanhangers van het calvinisme. Zuid-Beveland en Tholen zou men eveneens proberen in te nemen. Maar door het Beleg van Leiden kwam deze stad langzaam maar zeker in het nauw. Requesens was door de omstandigheden gedwongen de oorlog voort te zetten.

### Derde opstandelingenleger van Oranje

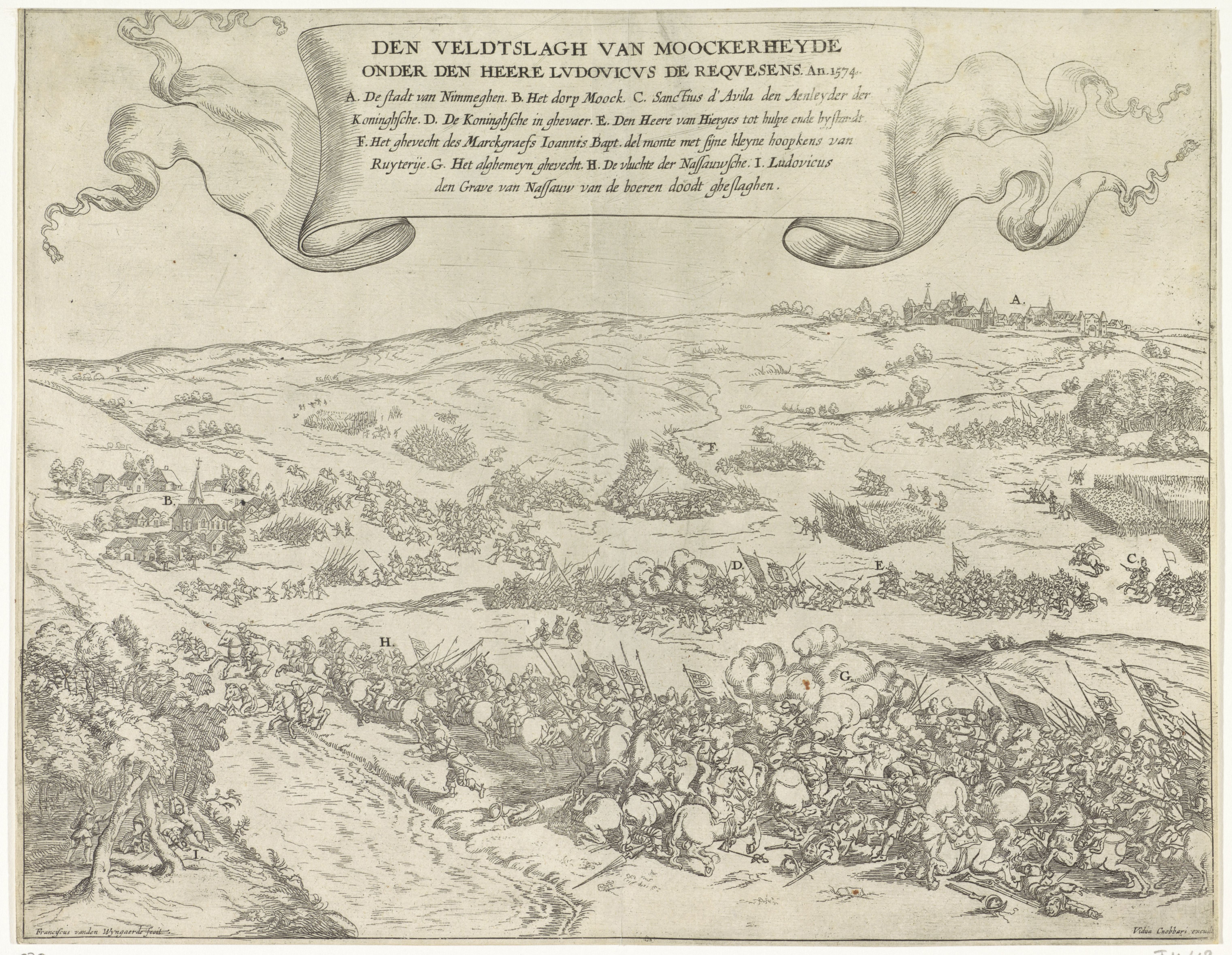
Slag op de Moockerheijde

De prins van Oranje zat intussen in Holland geïsoleerd en had zijn broer in Nassau voor een nieuwe veldtocht ter bevrijding aangezocht. In februari 1574 werd de bevolking van de Maasstreek voor de derde keer getroffen door een ongeordend plunderend en brandschattend Oranje-Nassauleger, dit keer aangevoerd door graaf Lodewijk van Nassau, die vergezeld van zijn broer Hendrik en de jonge hertog Christoffel van de Palts probeerde noordwaarts te trekken richting Leiden. Kerken en kloosters moesten het opnieuw ontgelden, maar Maastricht en het noordelijker gelegen Roermond werden goed verdedigd. Bij een treffen begin maart moest het 'Nassauleger' enkele belangrijke nederlagen incasseren. Daarna trok het opstandelingenleger snel verder richting Nijmegen en Bommel, waar de prins  zijn troepen had samengetrokken om zich bij hen aan te sluiten. Op 14 april bracht Sancho d'Ávila hen bij de Slag op de Mookerheide een verpletterende nederlaag toe, waarbij de Nassause veldheer hertog Christoffel en zijn broers Lodewijk en Hendrik sneuvelden en hun bevrijdingsleger uiteengejaagd werd. Een verbitterde prins vertrok ijlings naar Holland, waar de reguliere troepen opnieuw hun schansen rond Leiden hadden ingenomen.
In mei 1574 riep Requesens in Brussel de (Zuidelijke) Staten-Generaal bijeen voor geldelijke steun voor de reguliere troepenmacht. De besprekingen daarover stokten na hevig verzet van de gewesten, die meer begaan waren met de bandeloosheid van de troepen en de verwoestingen op het platteland, dan met de overwinning bij Mook. Het enige wat zij verlangden was de komst van de koning, terugkeer tot de toestand onder keizer Karel V, verwijdering van de vreemde huurlingen en vrede met Holland en Zeeland om de handel opnieuw te laten herleven en de economische boycot op te heffen. Na onderhandelingen met de afzonderlijke gewesten gaven Henegouwen, Artesië en Namen toe aan de bede van Requesens. Het bleek een druppel op een gloeiende plaat, toen Brabant en Vlaanderen weigerden en de overige gewesten volgden. Openlijk aanstoken en uitvergroten van de verschillen door de opstandelingen van Holland en Zeeland maakten de toestand nog bedenkelijker. Dit draaide erop uit dat de nooit geheel afgebroken onderhandelingen met de prins moesten worden voortgezet wat zijn politieke positie versterkte. Men vond zelfs dat op het heikele punt van godsdienstvrijheid toegevingen aan de protestanten moesten worden gedaan. Leoninus, een oude vriend van de prins, werd als afgevaardigde van Requesens naar Holland gestuurd om te polsen en te bemiddelen in de Onderhandelingen van Breda.

### Leids ontzet

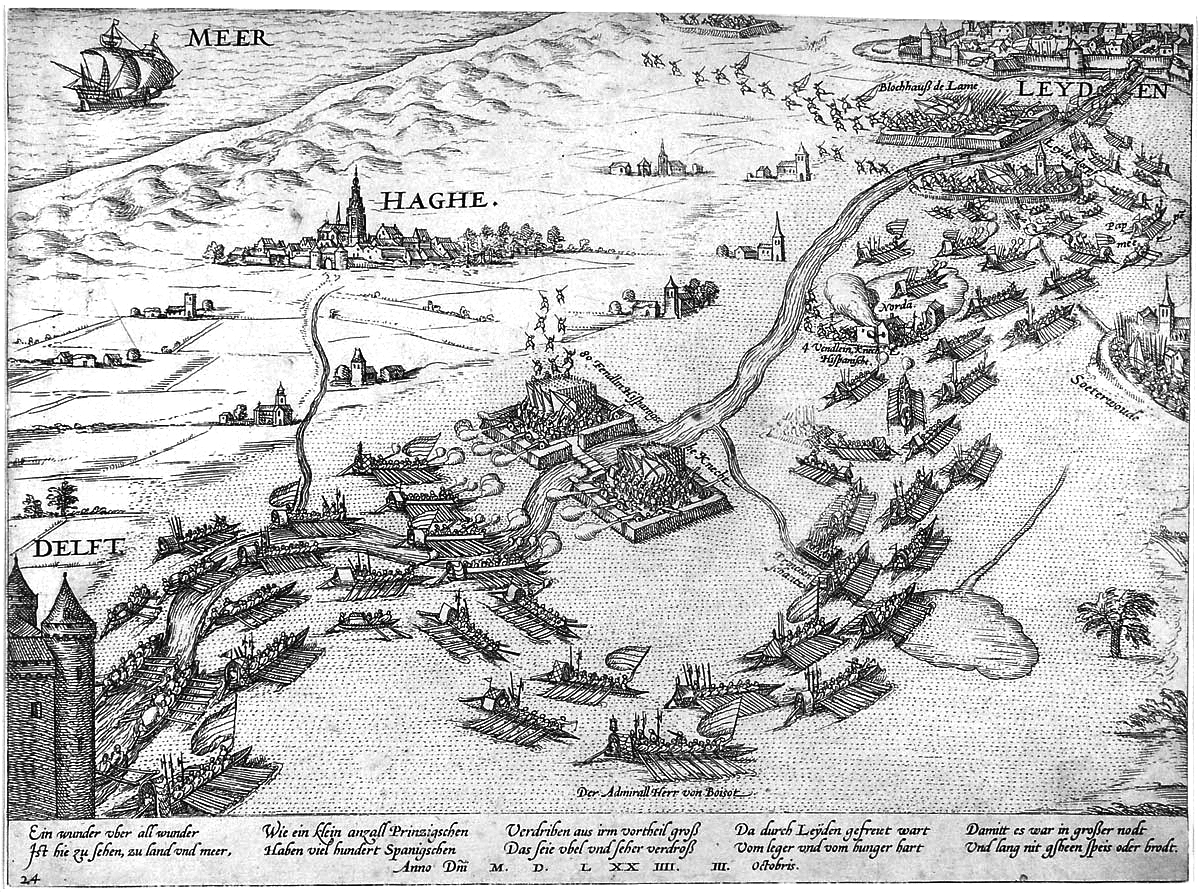
Leiden ontzet (1574).

Ook in de overwegend katholieke belegerde stad Leiden gingen steeds meer stemmen op om met de vijand te onderhandelen. De katholieken rekenden op het Generaal Pardon en lachten de beloofde hulp voor ontzet door de calvinistische Willem van Oranje weg. Het beleg van Haarlem had bij herhaling het bewijs geleverd, hoe weinig de geuzen te velde tegenover de zuiderlingen betekenden. In augustus 1574 werd nog een wanhopige poging gedaan het leger weg te jagen door de sluizen te openen, maar Francisco de Valdez hield de dijken bij Leiden bezet en het water kon niet over de landscheiding doordringen. Stad en omgeving en de wegen naar Haarlem, Utrecht en 's-Gravenhage bleven droog. Daarop werd de afgetobde prins van Oranje ziek en er werd gevreesd voor zijn leven, zodat het bericht van zijn overlijden werd verspreid. Toen hij van enkele afgevaardigden uit Leiden vernam dat de stad nog steeds stand hield, vatte hij weer moed. En na een noordwesterstorm op 29 september steeg het waterpeil dusdanig dat de platbodems van de geuzen langzaam noordwaarts konden varen.
Op 2 oktober wapperden de Oranjevlaggen op de stadstorens ten teken dat Leiden ondanks alle ellende, tot de pest toe, bleef standhouden. Op 3 oktober merkte een alert weesjongetje op dat de belegeringsmacht in stilte haar stellingen had verlaten; zij vertrokken naar de oostgrens. De geuzen konden doorvaren en de stad ontzetten.
De volgende dag kwam de prins uit Delft naar Leiden en bleef tien dagen te midden van de zwaar geteisterde burgerij, die hem als redder vereerde en hem alles liet regelen. Zo bracht hij de vroedschap van de stadsregering van veertig terug naar zestien leden en stelde nieuwe burgemeesters en schepenen aan. Als erkenning van trouw kreeg de stad op 8 februari 1575 een hogeschool. Het ontzet was een keerpunt. Indien de stad haar weerstand had opgegeven, was heel Holland in handen van de landvoogd gevallen, maar Amsterdam aarzelde zich aan de kant van Willem van Oranje te scharen. En de geleden oorlogsschade was erg hoog. In november herhaalde Oranje zijn dreigement de Republiek voorgoed te verlaten, als hem niet de middelen verschaft werden om de gewapende strijd voort te zetten en zijn gezag niet gehonoreerd werd, waarop de Staten van Holland hem op 12 november erkende als hoogste gezagsdrager. Zo werd hij voor deze periode de facto de soevereine heer van Holland en Zeeland, al bleef zijn titel die van gouverneur. Voor de koning en buiten de Staten om ondernam hij niets van belang, zodat tussen hem en het volk een band in stand bleef van gedeelde verantwoordelijkheid.

### Onderhandelingen Breda leveren alleen Willem van Oranje meer macht
Maar ook voor Requesens werd de financiële toestand hachelijk, net als voor de Spaanse regering. Hij had al diverse muiterijen moeten weerstaan, zoals vlak na het Leidens ontzet. De economische toestand in de Nederlanden stagneerde al geruime tijd en na alle verwoestingen waren er voor de schatkist nauwelijks opbrengsten. Alle inkomsten tezamen voor Filips II bedroegen 10 miljoen kronen. De kosten voor het leger en vloot in de Nederlanden alleen al kwamen in de tijd van Requesens geregeld op 8,5 miljoen kronen te staan, terwijl bij Alva's vertrek er zes miljoen kronen achterstand op het betalen van de soldij was. Dit verklaarde de Spaanse Furie die vooraf aan het Leids ontzet was losgebroken. Gelijkaardige taferelen als in Mechelen speelden zich in Brugge, Gent en elders in de Nederlanden af. De Meierij van 's-Hertogenbosch werd niet alleen door Duitse, maar ook door Spaanse en Italiaanse troepen leeggeplunderd.
De vierjarige blokkade van de Schelde door de Zeeuwse geuzen, de zeeroverij door Hollanders en Zeeuwen op de Vlaamse kust, de belemmering van de handel door allerlei verbodsmaatregelen aan beide kanten, de plundertochten, thans ook vanuit Holland in Brabant, deden in de koningsgetrouwe gewesten de armoede en ellende op het platteland en in de steden toenemen, samen met de algemene ontevredenheid. Zowel in de steden als op het platteland maakten horden bedelaars Brabant, Vlaanderen, Henegouwen en Artesië onveilig. Kloosters en afgelegen boerenwoningen werden aangevallen en dorpen werden bedreigd door bosgeuzen. In Vlaanderen en Brabant begonnen burgers en boeren zich te wapenen en namen tegen plunderaars het recht in eigen handen. De landvoogd kon daar wegens geldgebrek weinig aan verhelpen. De toestand in de Nederlanden geraakte in een neerwaartse spiraal. De Staten weigerden geld aan de landvoogd teneinde hun eigen macht te vrijwaren, maar door geldgebrek kon de landvoogd het leger niet meer onder controle houden en werden de Staten door muitende soldaten geplunderd. Armoede en werkloosheid namen toe. In de nasleep van wat gebeurd was, kon een algemene opstand onder het moe getergde landvolk niet lang meer uitblijven.

De toestand in de Nederlanden tussen 8 november 1576 (Pacificatie van Gent) tot en met 23 juli 1577 (einde van de Eerste Unie van Brussel).

Voorjaar 1575 werden de Onderhandelingen van Breda heropend, waar voor Requesens naast Rasseghem en Elbertus Leoninus twee bekende Nederlandse rechtsgeleerden opdoken, Sasbout en Suys, terwijl voor de prins en de zijnen diens getrouwen Marnix, Paulus Buys, Willem van Zuylen van Nyevelt en enkele anderen optraden. De verregaande toegevingen die Requesens wilde doen, werden zoals gewoonlijk niet door de koning onderschreven en de onderhandelingen werden vroegtijdig afgebroken door de landvoogd, ook al omdat de prins geen gelegenheid onverlet liet om de afgevaardigden van de trouwe Staten tegen hem op te hitsen, en in feite alleen zijn politieke positie daarmee versterkte.
Daarop werd in juni tussen Holland en Zeeland een Unie besproken, zij het na heel wat gehaspel, over de bevoegdheden van Willem van Oranje die steeds meer regeringsvolmachten opeiste, die hij - theoretisch voor de duur van de oorlogstoestand - kreeg. Hij mocht desnoods het bestuur van de steden veranderen. De Staten en verder de ‘officieren, magistraten, schutteryen ende gemeenten in alle steden en vlekken’ zouden hem de eed van gehoorzaamheid afleggen, terwijl hem een landraad terzijde zou staan. Deze werd in augustus ingericht, maar kreeg niet geheel naar de zin van de prins slechts beperkte macht, omdat de Staten zelf invloed op allerlei zaken wilden behouden. Een meningsverschil tussen de prins en de Staten hield een definitieve regeling tegen en in het najaar was de landraad alweer afgeschaft. Daarmee was Oranje feitelijk nog meer soeverein dan te voren.

### Wreedheden Sonoy op West-Friese katholieken

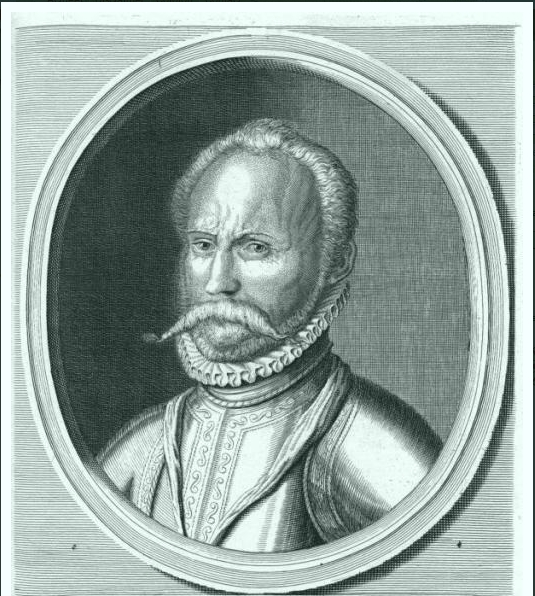
Diederik Sonoy

Voorjaar 1575 werd de strijd, die tijdens de onderhandelingen was opgeschort, in volle hevigheid voortgezet. De stadhouder van Utrecht en Gelderland, Hiërges, die thans ook officieel met het bewind over Holland en Zeeland was belast, deed in april met een aanzienlijke legermacht vanuit Haarlem een uitval op Kennemerland om geuzenleider Diederik Sonoy uit het noorden te verdrijven. Verbitterd door de tegenstand van katholieke boeren in West-Friesland tegen zijn maatregelen en naar aanleiding van geruchten over plannen tot brandstichting in allerlei belangrijke dorpen een samenzwering onder hen vermoedend, maakte deze laatste zich als dweepziek calvinist schuldig aan wreedheden die niet onderdeden aan die van de inquisitie. Sonoy's ‘Bloedraad’, geraakte nooit meer uit de herinnering van de vervolgde West-Friese katholieken.
Hiërges trok door Utrecht naar de Betuwe en veroverde Buren, waarna hij Oudewater bestormde en zich vervolgens voor Schoonhoven legerde, dat eveneens in augustus viel. Een aanval van Requesens scheidde op 28 september bijna heel Zeeland van Zuid-Holland. 1500 elitesoldaten onder Ulloa trokken langs een smalle voorde boven de verraderlijke ondiepten van het Zijpe, midden tussen de schepen van Lodewijk van Boisot door, tussen St. Filipsland en Duiveland, waar Charles de Boisot bij hun aankomst werd doodgeschoten en zijn benden de vlucht namen. Het behoud van Zierikzee was voor de opstandelingen van belang, nadat Bommenede was gevallen.

### Dreigend staatsbankroet
Filips zag zich, als gevolg van de zware onkosten van de Nederlandse oorlog die hem al ruim 42 miljoen dukaten had gekost nadat hij in de laatste jaren grootschalige verkoop en verpanding van staatsdomeinen had bevolen, evenals van nog beschikbare inkomsten uit zijn Spaanse Rijk aan bankiers te Genua, Antwerpen, Augsburg en elders, geen andere uitkomst uit de stijgende financiële nood dan een formeel staatsbankroet. De bankiers stelden steeds hogere eisen. In het binnenland was geen geld meer te krijgen en de rente van de staatsschuld alleen al, thans 34 miljoen dukaten, verslonden a rato van ruim 2 miljoen meer dan twaalf procent van de volledige staatsinkomsten van de Spaanse monarchie.
Op 1 september 1575 schorste een ‘decreto’ alle betaling aan de schuldeisers van de staat, met een hevige financiële crisis als gevolg. Vrezend voor het nog grotere kwaad van algemene militaire muiterij stemden behoudens de opstandige een na één de Nederlandse provincies in met het betalen van een lening van 1,2 miljoen gulden om de soldij tijdig uit te betalen, zoals Requesens aan de gewesten had gevraagd onder dreiging met militaire interventie. Dit werkte als een hete adem in de nek van Holland en Zeeland en de prins begon opnieuw naar buitenlandse troepenhulp uit te zien.

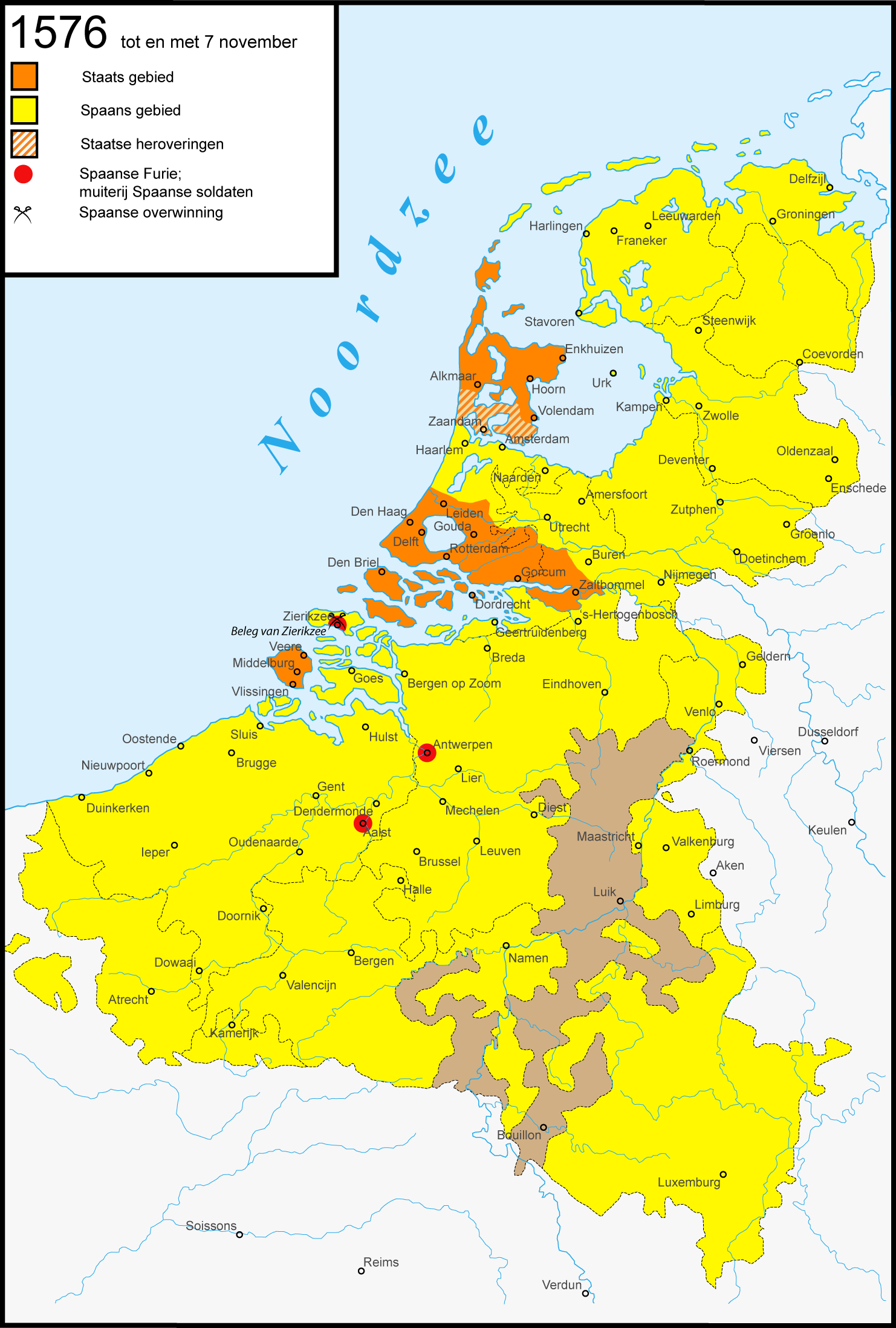
De Nederlandse Opstand in 1576 (tot november)

Koningin Elizabeth van Engeland had een gezant naar de prins gestuurd omdat zij met lede ogen de invloed van Frankrijk op Holland en Zeeland zag toenemen. Zij verlangde van Oranje Walcheren te mogen beheren, maar ook naar Requessens had zij iemand gezonden om bemiddeling bij het hervatten van de mislukte Onderhandelingen van Breda aan te bieden. Haar houding bleef dubbelzinnig en afwachtend.
Op 4 maart 1576, toen beide partijen in Londen onderhandelden, overleed te Brussel onverwacht Requesens. Daarop nam geheel wettelijk de Raad van State het bestuur in handen, maar werd in september door Oranjegezinden gegijzeld, waarna de Staten-Generaal de regeringsmacht overnamen.

## Onder Don Juan van Oostenrijk (1576-1578)
Het Generale pardon had veel calvinistische ballingen naar Vlaanderen en Brabant teruggebracht, die niets liever wensten dan aansluiting bij de prins en verdrijving van de Spanjaarden. Te Brussel was de bevolking vijandig geworden door geruchten, ingefluisterd door geheime oproeracties van de Oranje-aanhangers, omtrent een veronderstelde aanval van Spaanse troepen. In augustus 1576 nam de gisting toe, vooral in Brabant en Vlaanderen, waar de dreiging vanwege het muitende krijgsvolk het grootst was.

### Staatsgreep Willem van Oranje
De jonge baron Willem van Heeze, petekind van Oranje, werd eind augustus kolonel van door de Staten van Brabant in dienst genomen Duitse en Waalse verdedigingstroepen. Spoedig werd hij gouverneur van Brussel en stelde zich in verbinding met invloedrijke burgers en overtuigde aanhangers van de prins: onder wie Hendrik De Bloeyere, advocaat Liesveld en De Backere. De bedoeling was - door ze met de prins in contact te brengen - hen onderhandelingen te laten aanknopen. Op 4 september 1576 namen plotseling de samenzweerders onder leiding van Heeze's luitenant De Glimes vrijwel alle leden van de Raad van State in hechtenis. De prins, die achter het complot zat, schreef in Gent de invloedrijke schepen Jan van Hembyze aan zich bij hem aan te sluiten, evenals andere voorname edelen uit Brabant, Vlaanderen en Henegouwen. Zelf bleef hij te Middelburg, uit vrees om, door een al te snel optreden, in het zuiden de afgunst van de edelen te wekken.
In Gent kreeg hij onmiddellijk gevolg, met een verzoek om beschermingstroepen. De prins zond een achttal vendels onder kolonel Olivier van den Tympel, die door de prinsgezinde François van Ryhove, en diens broer, heer van Assche, onder volksgejuich door de poorten werden binnengelaten. De tijdens de militaire coup in Antwerpen verblijvende De Roda verklaarde intussen zichzelf, als enig niet gegijzeld lid van de Raad, tot noodbestuurder van het land voor zolang de gijzeling aansleepte, die overigens algemeen werd afgekeurd, ook in Vlaanderen en Henegouwen. De Staten van Brabant loochenden elk aandeel in de gewelddaad. Omdat de opstandelingen de wind tegen kregen, lieten zij na Viglius ook Sasbout Vosmeer vrij, en hielden enkel de trouwste aanhangers van Spanje, Berlaymont en Mansfeld gevangen, terwijl Del Rio nog strenger werd behandeld. Oranje wilde de Staten-Generaal als platform gebruiken om zijn ideeën over de toekomst van de Nederlanden uiteen te zetten en indien mogelijk door te drukken. Maar de meeste provincies waren tegen.
Op 22 september riep de deels herstelde Raad van State op verzoek van de Staten van Brabant en op aandrang van Oranje de Staten-Generaal bijeen, iets wat normaal enkel op initiatief van de koning mogelijk was. De afgevaardigden van Brabant, Vlaanderen en Henegouwen vergaderden drie dagen later in Brussel, maar de anderen lieten verstek gaan. De in hoedanigheid van de Staten-Generaal optredende leden benoemden de graaf van Lalaing (Rennenberg) tot bevelhebber van de krijgsmacht onder bestuur van de krijgszaken door Aerschot, om troepen te lichten en daarvoor de nodige beden te innen.
Op 17 oktober werd in een schrijven aan de koning de toestand verduidelijkt en diplomatieke gezantschappen werden daarvoor naar Engeland, Frankrijk, Duitsland en Rome gestuurd. Op 27 september wendden de Staten zich schriftelijk tot Oranje om hem en de Staten van Holland en Zeeland voor onderhandelingen in Gent uit te nodigen als trefpunt voor die vergadering, waarop hij gretig instemde.
De Staten-Generaal maakten bezwaar tegen dit onrustig oord waar bovendien Oranje al troepen had, maar bij het bericht dat de door de koning aangewezen Don Juan als nieuwe landvoogd op weg was, besloot men haast te maken en werden afgevaardigden gestuurd. De onderhandelingen begonnen op 19 oktober 1576 en verliepen vrij vlot. Men was het onder andere eens over de noodzakelijke verwijdering van de muitende Spanjaarden en de handhaving van de oude privilegies. Over de erkenning als landvoogd van Don Juan, en op het punt van de godsdienst, geraakten de onderhandelingen in de knel, omdat Holland en Zeeland geen katholieke eredienst op hun grondgebied wilden toelaten. Dit punt werd naar een volgende vergadering verplaatst. Waar men het wel over eens was werd op 28 oktober afgerond en ter goedkeuring aan de Staten overgedragen.

### Spaanse Furie
De slecht betaalde Spaanse soldaten gingen aan het muiten. Op 4 november 1576 had te Antwerpen een Spaanse plundering van de stad plaats. Vanuit de citadel werd ze beschoten, waarna het Spaans garnizoen uit Aalst zich daar bijvoegde. De troepen der Staten, in totaal 8000 man, werden na hevige straatgevechten overmeesterd, de jonge Egmond en anderen gevangengenomen, terwijl Champagney en Havré zich ternauwernood op de schepen van de prins in de Schelde konden in veiligheid brengen, waarna muitende soldaten zich zelf voor hun achterstallige soldij met drie dagen moorden en plunderen betaalden. Ook Aalst en Maastricht moesten een gelijkaardig lot ondergaan.

### Pacificatie van Gent

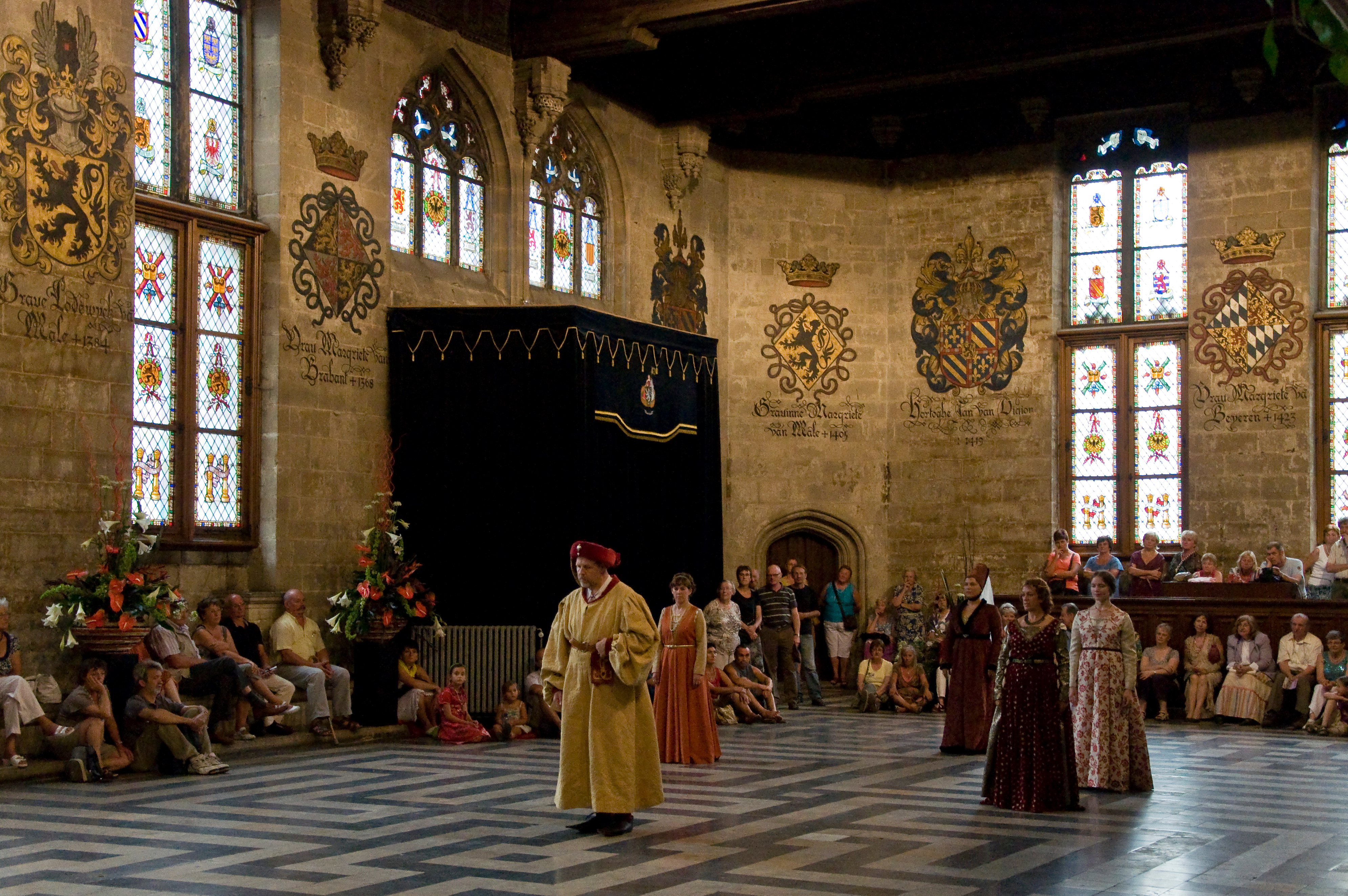
Pacificatiezaal Stadhuis Gent

Als reactie op het muitende Spaanse leger dat alom amok begon te maken besloten op 8 november 1576 de bijeengeroepen afgevaardigden van de Staten-Generaal tot de zogenaamde Pacificatie van Gent. Die kwam neer op een overeenkomst tussen de gewesten van de Nederlanden om zich bij het opstandige Holland en Zeeland aan te sluiten in een zogeheten Generale Unie. Dit politieke succes van Willem van Oranje was nu mogelijk dankzij de Spaanse Furie, die onder alle gezindten in de Lage Landen plots een sterk anti-Spaanse stemming had opgewekt. Heel Gent werd thans door aanhangers van Oranje overgenomen. Door de Pacificatie van Gent namen de Staten van Brabant, Vlaanderen, Artesië en Henegouwen met de Staten van Holland en Zeeland de prins van Oranje aan als hun stadhouder. De erkenning van de koning van Spanje als soeverein stond niet ter discussie, maar Willem van Oranje zou als regeringsleider in de Nederlanden fungeren naast de landvoogd. En alleen iemand die de Pacificatie onderschreef, mocht van de Staten Requesens opvolgen. Intussen was Juan I van Oostenrijk al door Filips II aangewezen.
Als reactie op de Spaanse Furie en aangemoedigd door een in uiterste beroering gebrachte bevolking had ook Antwerpen zich aangesloten. De grootste stad in de Nederlanden werd na het uitroepen van de Antwerpse Republiek in 1577 de volgende negen jaar het centrum van het calvinistisch verzet. De Pacificatie hield in dat over het hele grondgebied de Spaanse troepen moesten worden verwijderd, in Holland en Zeeland enkel het calvinisme werd erkend, en dat in de overige vijftien provinciën godsdiensttolerantie zou heersen.

### Installatie van de nieuwe landvoogd

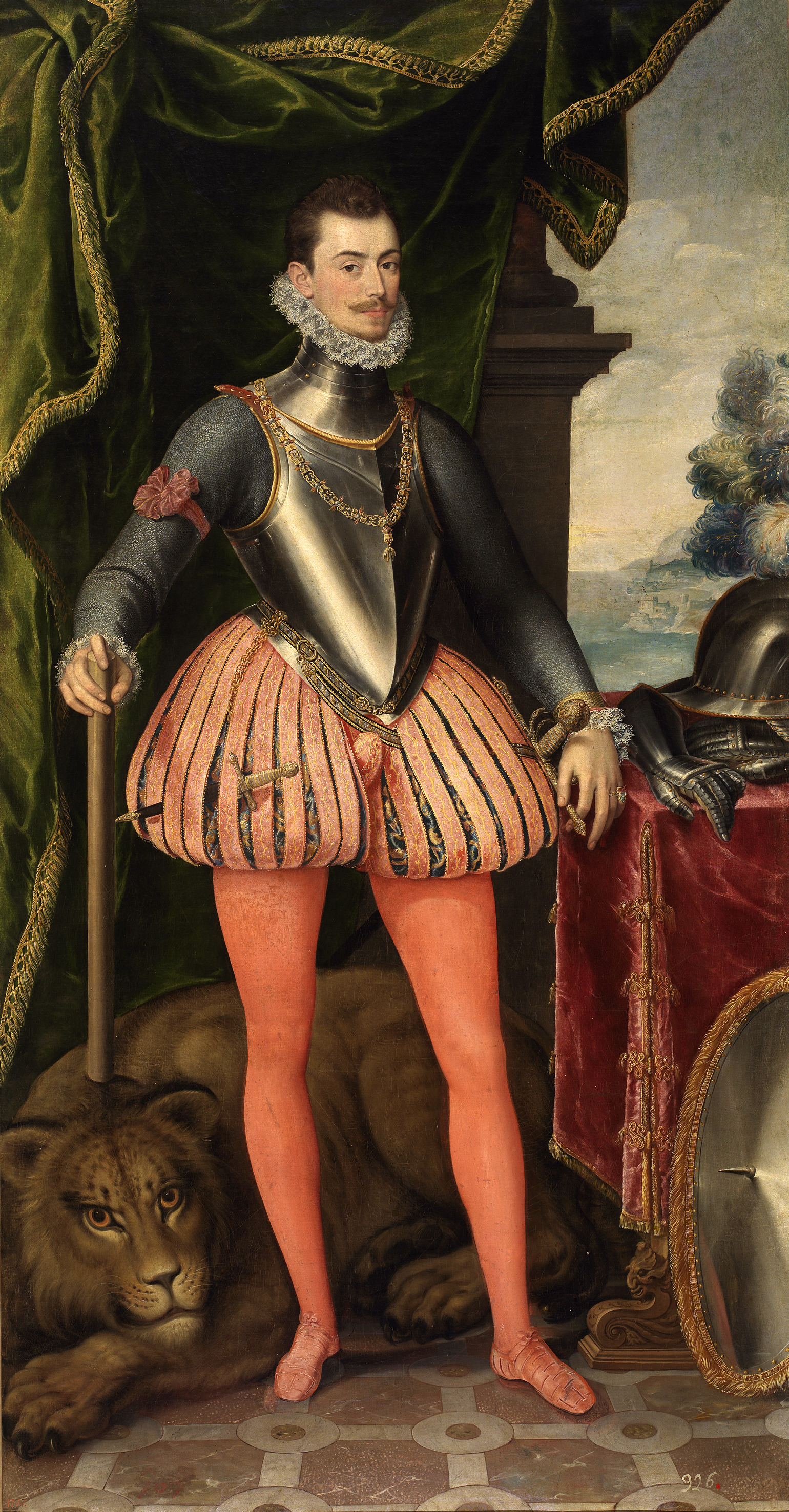
Don Juan

Intussen was de nieuwe landvoogd op 3 november 1576, net iets te laat, in Luxemburg aangekomen. Daar ontving hij gezanten uit Brussel om hem van de recente toestand op de hoogte te brengen en tegelijk zijn plannen mee te delen. In een instructiebrief van de koning die hij op het laatste moment had ontvangen, bleek dat deze nu, inclusief het Algemeen Pardon, zowat aan alle vroegere eisen vanuit de Nederlanden tegemoet wilde komen. Alleen en uitzonderlijk voor Willem van Oranje was er geen pardon. Maar intussen moest de landvoogd in Luxemburg verblijf houden, terwijl de prins in Brussel zijn paleis liet opknappen. Het aanbod van de Roda om zich aan het hoofd van alles tezamen tienduizend man, de Duitse huurtroepen meegerekend, naar Brussel te begeven, wees Requesens af. Het druiste in tegen zijn plan om vrede in de Nederlanden te brengen en vervolgens naar Engeland te gaan om de door Elizabeth gevangen gehouden Maria Tudor te bevrijden (en te huwen), en in dat land als voorvechter van het katholiek geloof op te treden. Hij verklaarde dat hij zelfs bereid was tot het regelen van de terugtrekking van de Spaanse troepen, maar de Staten-Generaal wilden nu nog meer. Hij moest de Pacificatie van Gent erkennen, die ook in de ogen van de koning regelrecht tegen de Spaanse en religieuze belangen inging. Bovendien was het ondenkbaar dat deze laatste de rebelse Oranje een officiële functie zou toekennen.
De onderhandelingen van de Staten-Generaal via gezanten met de nieuwe landvoogd werden door de prins met alle mogelijke middelen in de war gestuurd, maar toch besloten de onderhandelaars voort te doen en verplaatsten daartoe de locatie van Brussel naar Namen, waarheen Don Juan eveneens werd uitgenodigd. Intussen bleef te Brussel een vertegenwoordiging actief, waar Oranje meteen waarnemers van Holland en Zeeland naartoe stuurde. De besprekingen in Namen liepen vast, toen Don Juan moest vernemen dat Brussel zich nu ook op 7 januari 1577 middels de Unie van Brussel, een iets meer katholiek gezinde bevestiging van de Pacificatie van Gent bij deze laatste aansloot. Don Juan kon niet anders meer dan dit te aanvaarden. Hij zou de Spaanse en Duitse troepen weghalen uit de Nederlanden, maar ook de rebellen moesten toegevingen doen en aanvaarden dat de Staten op de handhaving van het katholicisme zouden toezien, dat nu ook in Holland en Zeeland vrij moest zijn. Deze overeenkomst werd op 22 februari vastgelegd in het Eeuwig Edict van Marche-en-Famenne.
De macht van Oranje nam zienderogen toe naarmate meer gewesten Willem steunden, zoals Groningen en Friesland intussen deden, waarna hij ook Utrecht voor zich opeiste, zich baserend op een oude Unie van Holland en Utrecht van 1534, en zijn eigen vroegere aanstelling die van voor de terdoodveroordeling dateerde. Het zou dan ook nog enkele maanden tot na zijn intrede in Utrecht in augustus aanslepen, vooraleer de Staten-Generaal en de Raad van State in oktober het stadhouderschap van Willem officieel erkenden. Don Juan van Oostenrijk mocht Brussel niet binnen, zolang er Spaanse troepen te lande waren en had zijn intrek voorlopig in Leuven genomen. Eind maart ontruimden de Spaanse soldaten alvast de citadel van Antwerpen en die van de andere steden en in april verlieten zij het land, na ontvangst van de hun in het Edict door de regering toegezegde soldij.

### Unie van Brussel
Op 6 april ondertekende Filips II van Spanje de Unie van Brussel, het vredesverdrag van alle gewesten van de Lage Landen na onderhandelingen tussen Willem van Oranje en aartshertog Matthias van Oostenrijk, die intussen door de Staten voor formele benoeming als landvoogd was aangezocht. Op 1 mei 1577 deed Don Juan dan eindelijk zijn intrede in de hoofdstad Brussel en bracht de ratificatie van het Edict door de koning mee, die hij aan de Staten overhandigde. In een schrijven aan de koning wees hij er echter op, dat zolang de Nederlanders volgens hun privilegiën werden geregeerd er geen verzet te duchten was, maar dat diezelfde privilegiën ten slotte de vorstelijke macht geheel aan banden legden zodat de landvoogd een marionet in hun handen werd, en bijgevolg hij zijn ambt terug ter beschikking wenste te stellen. Dit was geen taak voor een man, meende hij, een vrouw zou die beter kunnen vervullen. Zijn ambitie lag immers verder en reikte naar Engeland. Maar zonder Spaanse troepen kon hij dit niet waar maken. En handig laveren was deze vurige kemphaan met zijn instelling van een late middeleeuwse ridder ook niet gegeven. Maar de koning aanvaardde zijn ontslag niet. Eerst moest hij maar zorgen voor vrede met Holland en Zeeland, en liefst zo, dat de prins het land verliet en diens oudste zoon zijn plaats in de Nederlanden kon innemen.
Onderhandelingen met de prins, die namens de landvoogd was aangezocht door de diplomaat Leoninus, liepen algauw vast. Ze leidden alleen maar tot ergernis en opbod van eisen, waaronder overlevering van Amsterdam, Utrecht en zijn eigen stad Breda, en uiteraard godsdienstvrijheid in de hele Nederlanden. Daarmee week Oranje af van het Eeuwig Edict. Vooral wat Holland en Zeeland aanging wilde hij namelijk geen handhaving van het katholicisme. Daarop ried de landvoogd de koning eind mei aan het nutteloos gebleken pad van vrede en zachtmoedigheid te verlaten en wederom de door hem voorgestelde weg van de oorlog te volgen, aangezien de prins van Oranje immers voort ging zich in Holland en Zeeland te bewapenen en zijn gezag in het hele noorden uit te breiden. Op 11 juli verliet Don Juan Brussel, waar hij rond zijn paleis al door Oranjeaanhangers bedreigd werd, om zich in Mechelen te vestigen. Maar ook daar bereikten hem berichten van mogelijke aanslagen, van plannen om hem aan de prins van Oranje over te leveren, van geheime samenwerking tussen deze laatste en de Staten-Generaal, die inderdaad niet uit de lucht gegrepen waren.

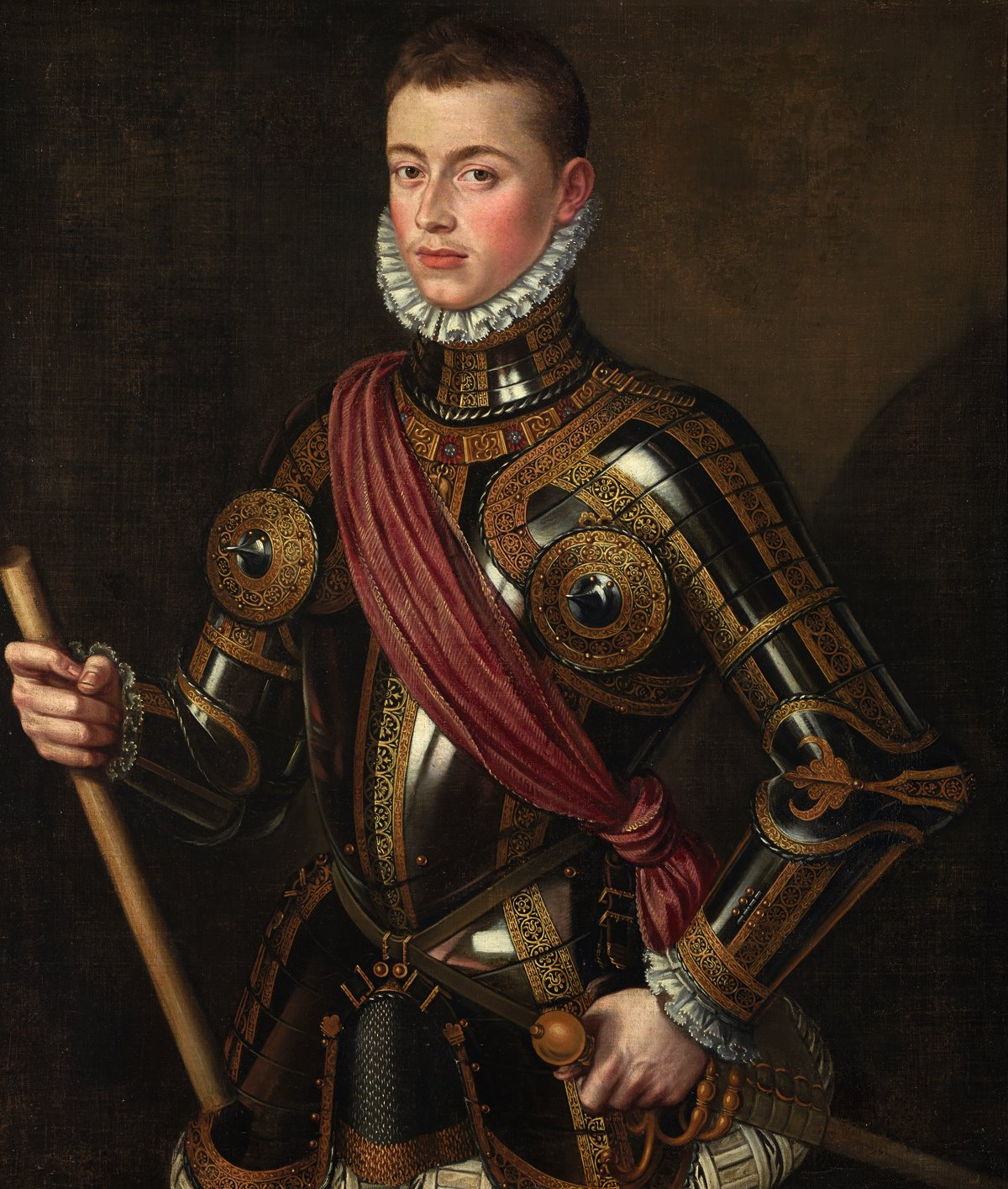
Don Juan

Op 24 juli 1577 verenigde hij zich met de Duitse troepen, deed een verrassingsaanval op de stad Namen en liet tegelijk Antwerpen aanvallen, waarmee aan de Unie van Brussel een einde kwam. Het broze vertrouwen en het weinige krediet dat hij daarvoor had weten op te bouwen werd nu in één klap weggevaagd. In alle citadels, behalve in Namen en Luxemburg, werden zijn troepen aan de deur gezet. Na zijn aanval erkenden de gewesten Don Juan niet langer als hun landvoogd en vroegen Matthias van Oostenrijk zijn plaats in te nemen (wat door Filips II werd afgewezen).
Vervolgens besloten de Staten-Generaal tot de voor de protestanten tolerantere tweede Unie van Brussel. De prins maakte van de verontwaardiging over de uitval van Don Juan gebruik om Gelderland te overhalen. En de koningin van Engeland toonde nu openlijk steun voor Oranje door haar agent William Davison, overtuigd tegenstander van Spanje, naar Brussel te zenden, die zich niet onbetuigd liet om Oranje in een gunstig daglicht te stellen bij de Brusselse bevolking, om bij de Staten-Generaal diens hulp te laten inroepen.
De gewapende burgerij van Brussel beheerste nu de Staten-Generaal. Op haar aandringen namen die op 6 september bij meerderheid van stemmen het besluit om de prins naar Brussel te ontbieden en hem te verzoeken zich aan het hoofd van het land te stellen ter verdediging tegen de Spaanse tirannie en tot het herstellen van orde en rust. De overwegend katholieke burgerij van Brussel had wel als voorwaarde gesteld: de vrije uitoefening van het geloof ook in Holland en Zeeland. Dit lag moeilijk voor de prins en hij begaf zich eerst naar Antwerpen, waar een sterke calvinistische fractie de macht had, en werd alvast daar feestelijk binnengehaald. De aarzeling van de prins leidde in Brussel tot het sturen van gezanten naar Namen om alsnog met de landvoogd te overleggen. Omdat deze zich door het uitblijven van de aan zijn broer gevraagde Spaanse troepen tussen wal en schip bevond, besloot hij aan de gestelde eisen toe te geven. Toen de afgevaardigden van Zeeland en Holland zagen aankomen dat de overeenkomst met de landvoogd zou bekrachtigd worden, spoorden zij de prins aan zich naar Brussel te begeven. De vooravond van de ondertekening op 23 september arriveerde deze dan ook met een privéleger van 300 man uit Antwerpen en werd nu ook in Brussel door zijn sympathisanten feestelijk binnengehaald.
Daar slaagde hij erin om de Raad van State nietigverklaring van de eerder aan de landvoogd gedane overeenkomst te laten uitspreken, op basis van procedurefouten. Toen dit op 8 oktober aan Don Juan werd gemeld met de clausule dat hij niet meer als landvoogd werd erkend, was dit zo goed als een oorlogsverklaring en hij riep de Spaanse soldaten terug.

1577-1578 Calvinistische machtsgreep

Intussen was Oranje de machtigste man in de Raad van State geworden en voorlopig als ‘ruwaard’ van het Brabants gewest, zolang er geen landvoogd zou zijn. Dit was bedongen onder voorwaarde van goedkeuring van deze promotie door de Staten van de bijzondere gewesten, en van handhaving van de vrede en de katholieke godsdienst. Zijn tegenstrever, Aerschot, die in september tot stadhouder van Vlaanderen was benoemd, zat intussen in Gent om de Staten van dit gewest te bewegen hun goedkeuring op de 'verheffing' van Oranje te weigeren. Het gelukte hem ook een besluit in die zin door te drukken en tevens de erkenning van de inmiddels aangezochte Matthias van Oostenrijk als landvoogd door te zetten.
Daarop werd onder de Gentse bevolking op 28 oktober door Oranjegezinde 'patriotten' een oproer georganiseerd, zoals dat in Brussel was gebeurd, en volgde ook daar een reorganisatie van de macht die zelfs zo ver ging dat onder leiding van de radicale calvinisten Jan van Hembyze en François van Ryhove de macht over Vlaanderen werd gegrepen door het uitroepen van de Gentse Republiek. Op aandringen van de Staten-Generaal moest de daarbij gevangengenomen Aerschot wel weer worden vrijgelaten, maar het wantrouwen van velen tegen Oranje werd er zeer door aangewakkerd. Op 3 november werd nog door de watergeuzen op last van de Raad van State gepoogd met geweld Amsterdam in te nemen, wat mislukte. De hoge adel met Egmond, Lalaing, en zelfs Van Heeze begonnen zich steeds meer van de prins af te wenden, afkerig als men was van de meer en meer op de voorgrond tredende calvinistische democratie waarmee de Prins zo nauw verbonden bleek. Ze vonden daarin bondgenoten bij de geestelijkheid, die beducht was voor de toenemende ketterij onder de bevolking, waar het calvinisme door terugkeer van de ballingen sinds 1566 almaar groter was geworden. Ten slotte vreesden ook de patricische regeringsgeslachten bij het toenemen van de democratische beweging voor hun heerschappij in de steden. Deze drie elementen samen droegen bij tot de opkomende oppositie tegen Oranje die de Staten-Generaal in twee kampen verdeelde.

## Onder Matthias van Oostenrijk (1578)
Op 8 december 1577 verklaarden de Staten-Generaal don Juan tot landvijand en verzochten zij aartshertog Matthias ten voorlopige titel tot goedkeuring door de koning als landvoogd aan te treden. Op 18 januari 1578 deed de voorlopige nieuwe landvoogd zijn Blijde Intrede te Brussel en benoemde daarop prompt de prins tot zijn luitenant-generaal. Met de onervaren aartshertog, spottend zijn ‘griffier’ genoemd, was Oranje het feitelijke hoofd van de regering op basis van de hernieuwde Unie van Brussel die ook voordeliger was voor de protestanten. Vanaf nu zou hij de Nederlanden, verenigd op de grondslag van de Pacificatie, leiden in hun strijd tegen de Spanjaarden die inmiddels opnieuw was uitgebroken.

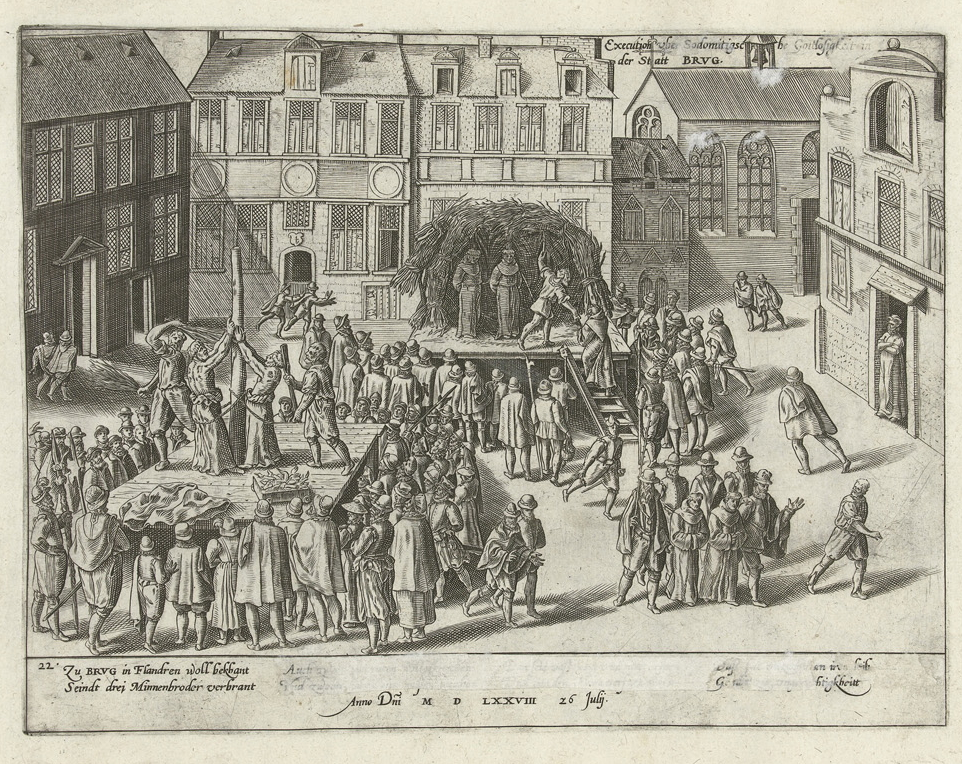
Ook in Brugge brengen calvinisten monniken op de brandstapel

De geesten waren echter niet rijp voor tolerantie. In Holland en Zeeland wilden de meest ruimdenkenden de katholieken wel gewetensvrijheid toestaan, en datzelfde gold ten aanzien van de calvinisten in de andere gewesten, maar volledige godsdienstvrijheid bleek in de praktijk een onhaalbare kaart. Bovendien werd in het noorden al wie katholiek was van mee heulen met Spanje verdacht. In de loop van 1577 was het calvinisme er overal in de Nederlanden sterk op vooruitgegaan. Ook in Vlaanderen en Brabant keerden, waar de troepen van de prins zegevierden, meteen calvinistische ballingen uit de jaren 1566-67 terug zoals ze in 1572 in Holland waren teruggekeerd, of ze doken op uit hun schuilplaatsen, eventueel een katholiek masker nu afwerpend. In Gent haalden zij spoedig de overhand op de bevolking. Ook in Friesland begon het calvinisme nu sterk door te dringen en in Amsterdam, dat op 26 mei 1578 naar de prins overging, kon de katholieke meerderheid er nog nauwelijks weerstand aan bieden, evenmin als in Groningen en de Ommelanden.

Zuid-Vlaanderen en Valencijn in de Departementen en arrondissementen in de voormalige regio Nord-Pas-de-Calais, in 2016 opgegaan in Hauts-de-France

Voorjaar 1578 wijzigde Rennenberg, zelf evenwel katholiek blijvend, in veel Friese steden de regering, liet toe dat de katholieke leden van het Spaansgezinde Friese Hof gevangen werden gezet en nam zelfs de bisschop van Leeuwarden in hechtenis, terwijl zijn garnizoenen overal de nieuwe toestand handhaafden. In Utrecht echter werd volgens de overeenkomst met de Prins van februari 1577 de hervormde leer nog uitdrukkelijk geweerd en bleven de rechten van de hier gevestigde aartsbisschop onaangetast. Ook in Gelderland maakte de nieuwe leer weinig vordering, ondanks de teruggekeerde graven Floris van Culemborg in de Betuwe en Willem van den Bergh in het graafschap Zutphen. In Holland en Zeeland konden de zeer talrijke katholieken alleen maar morren omdat ze hun gewone godsdienst niet meer openlijk mochten beleven. Opvallend genoeg kon het calvinisme nu ook in Artesië, Zuid-Vlaanderen en Valencijn, waar het ooit als eerste doordrong, niet meer op grote aanhang bogen sedert de radicale uitroeiingen door Lamoraal van Egmond, Noircarmes en Alva.
De kwestie van samenwerking tussen katholieken en calvinisten in de Nederlanden was dus nog steeds niet opgelost, en een poging daartoe via de Raad van State voorjaar 1578 mislukte wegens hevig protest, met een nog grotere polarisatie als gevolg. Dit was precies wat Oranje altijd had willen voorkomen, maar nu kon hij niet anders dan de alsmaar neteliger wordende kwestie op haar beloop laten. Hij zag dat zijn 'Pacificatie' als grondslag van samenwerking tussen de gewesten vanwege die religieuze geschillen dreigde te vervallen.
Intussen rees de prangende vraag wat men tegenover de aanzienlijke troepenmacht zou kunnen stellen, waarmee don Juan vanuit het zuiden de Nederlandse gewesten bedreigde. In Holland en Zeeland waren nog 45 vendels voetvolk en 30 grote schepen over, waarmee Amsterdam geblokkeerd en Utrecht in het oog gehouden werden, terwijl tevens in Vlaanderen enkele vestingen waren bezet. Tegen don Juan waren dus alleen de troepen die de Staten-Generaal hadden gelicht beschikbaar, Duitsers en Walen, in totaal 50 vendels voetvolk en 1500 ruiters, aangevoerd door Maximiliaan van Hénin-Liétard (Boussu), Egmond junior en andere edelen. Ze vormden een weinig samenhangend geheel en waren gelegerd in de omtrek van Namen aan de Maas, slecht betaald, onvoldoende gevoed en bijgevolg onbetrouwbaar. Holland en Zeeland deelden volgens de vigerende bepalingen omtrent de quotisatie voor weinig meer dan 14% (11% voor Holland en 3% voor Zeeland) in de gezamenlijke kosten. Vlaanderen, dat voor 33%, en Brabant, dat voor 25% aangetekend stond, beklaagden zich dan ook niet ten onrechte over hun veel te hoge taxatie en beriepen zich op de noodzaak om ook nog voor zichzelf te moeten zorgen. Zo ook Artesië en Henegouwen, die beide op ongeveer 5,5% stonden, en zelfs het Sticht, dat vanouds niet meer dan 2% had te betalen.

Citadel van Namen vandaag

Engeland werd dus aangezocht en in een verdrag van 7 januari 1578 werd besloten dat Elisabeth met Don Juan zou trachten te bemiddelen, maar als dit mislukte (wat ook gebeurde), dat zij Robert Dudley, de graaf van Leicester, met 5000 man voetvolk en 1000 ruiters zou sturen en een ton goud als voorschot leveren, mits Vlissingen, Middelburg, Brugge en Grevelingen haar in pand werden gegeven. Het werd uiteindelijk Johan Casimir, hertog van de Paltz en hevig calvinist, die aan het hoofd kwam te staan van 4000 Schotten en een paar honderd ruiters versterkt door een aantal hugenoten. Don Juan van zijn kant beschikte behalve over zijn Duitse en Waalse troepen in Luxemburg en de citadel van Namen de laatste dagen van december ook nog over de beloofde 3000 Spanjaarden, zopas uit Italië gekomen. Een versterking die hem door de Franse katholieken werd gezonden vermeerderde zijn leger met nog eens 4000 man. Ondanks het bericht dat de koning eindelijk in zijn terugtrekking toestemde en opnieuw Margaretha van Parma als landvoogdes benoemde, maakte Don Juan zich dus nu klaar voor de oorlog in de Nederlanden. Haar zoon, de later beroemde Alexander Farnese, ging haar voor en meldde zich aan bij don Juan.

## Slag bij Gembloers en de gevolgen

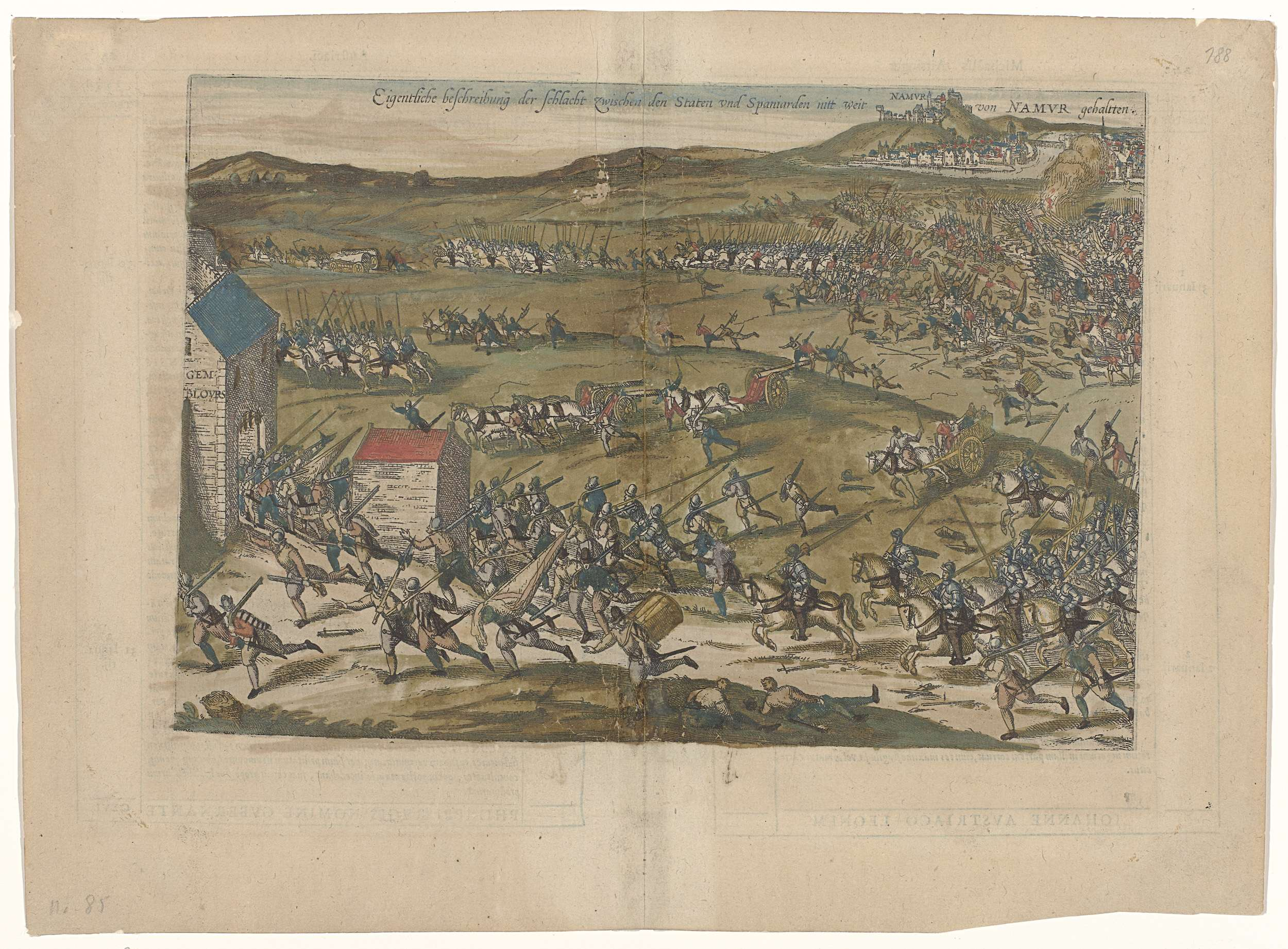
Slag bij Gembloers.

Don Juan vaardigde een manifest uit dat hij de Nederlanden in de geest van de keizer zou besturen en de privilegiën handhaven, mits gehoorzaamheid aan de koning en de godsdienst intact bleven. Hij beloofde tucht onder zijn soldaten en genade voor de steden die hun poorten openden. Daarop rukte hij met ongeveer 16 000 man naar de Maas, drong het leger van de Staatsen terug en joeg het op 31 januari 1578 bij Gembloers, ten zuiden van Brussel in het uiterst noordelijke punt van het graafschap Namen, geheel uiteen. Deze nederlaag toonde de onbekwaamheid van de leiders van het Staatse leger en leidde ertoe dat Filips van Lalaing en verschillende van zijn kolonels, die tijdens de slag op een bruiloftsfeest te Brussel waren, werden beticht van verraad. Zowat heel Zuid-Brabant, tot Leuven en Diest toe, viel de overwinnaar spoedig weer in handen en Brussel wist zich ternauwernood te redden. Oranje nam samen met Mathias en de hele Staten-Generaal de wijk naar Antwerpen. In Brabant en Vlaanderen heerste de grootste verwarring, terwijl in Gent en Brussel het gezag van de koning verworpen werd. Onder de Gentse Republiek waren, onder leiding van de radicale calvinisten Jan van Hembyze en François van Ryhove weer plunderingen begonnen in de abdijen en kerken. Dit gebeurde daarna ook in Brugge, Kortrijk en elders, zodat heel Vlaanderen dat voorjaar in handen viel van de calvinisten. Dit verhoogde bij de 'malcontenten' hun afkeer van de 'patriotten' van Oranje en joeg de katholieken in het kamp van Don Juan, waar zij eindelijk orde en rust verhoopten. De Staten-Generaal bleken immers onmachtig die te bewaren.

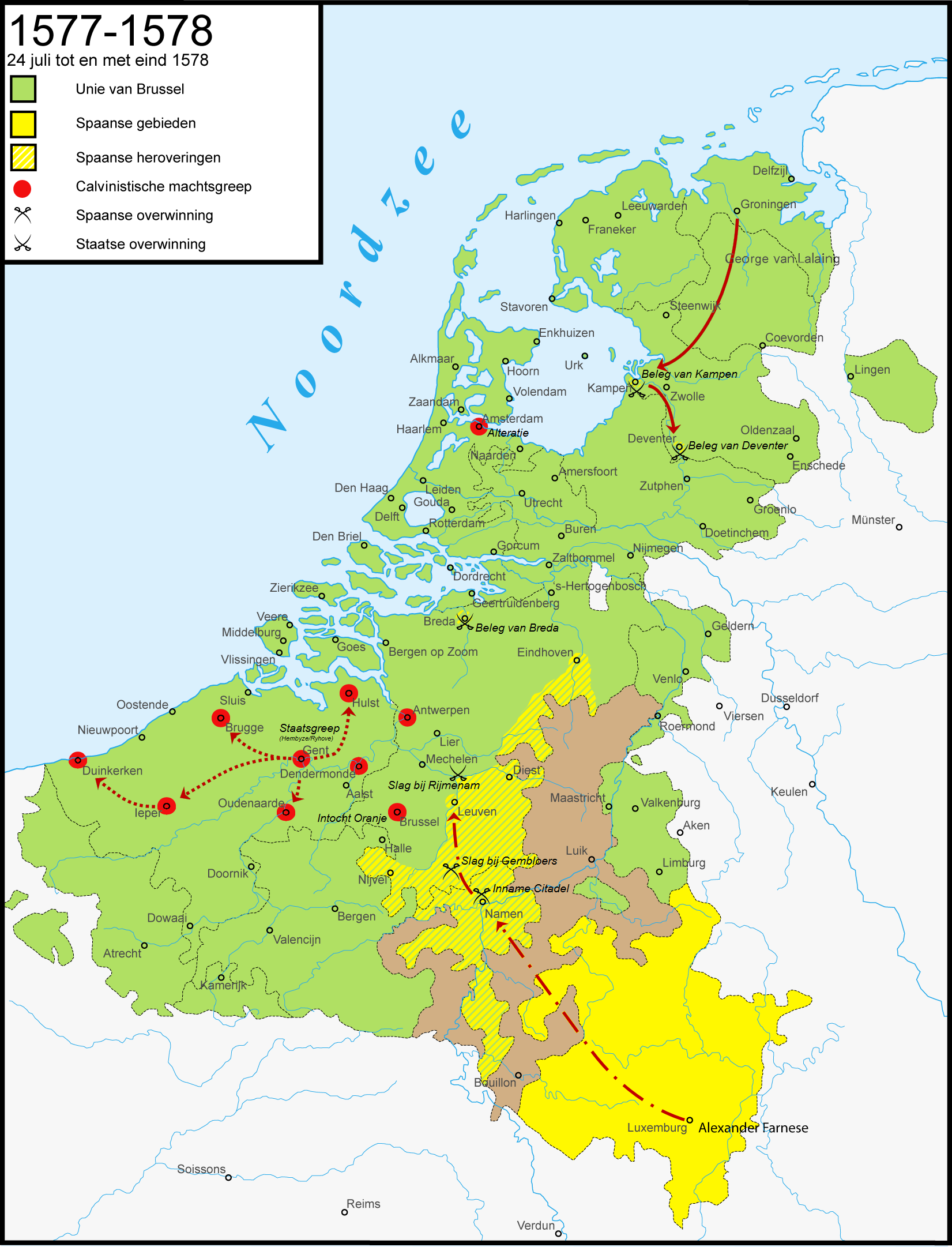
Toestand van 24 juli 1577 tot eind 1578.

Oranje poogde nu met tegengas via zijn vertogen de calvinistische ijver te bedaren, maar het lid was al lang van de ketel. Doordat de ontevredenheid van de katholieken over zijn leiding steeds ernstiger vormen aannam zag hij zich in zijn aanzien bedreigd. Zijn positie midden tussen de twee partijen, die zich ooit door zijn toedoen hadden gevormd, werd steeds hachelijker. Ondanks zijn maatregelen om de gevolgen van de nederlaag te verzachten keerde het gevoel van veiligheid onder zijn hoede niet terug. Hij deed opnieuw beroep op het buitenland. Daar ontsponnen zich de nodige intriges tussen Engeland, Frankrijk en Duitsland, die elk hun belangen ten aanzien van de toestand in de Nederlanden beoogden. Elizabeth wees op een bepaling in het met haar gesloten verdrag, waarbij onderhandelingen buiten haar om met een vreemde vorst verboden werden. Anjou zag daarmee zijn hoop om als beschermheer van de Nederlanden op te treden vervagen, maar in Henegouwen genoot hij de steun van de hoge adel, waaronder de invloedrijke graaf van Filips van Lalaing, stadhouder van het gewest zelf, die besloot op eigen kracht met Frankrijk te onderhandelen.
Krachtig gesteund door La Noue en andere hugenotenaanvoerders begon Anjou nu in het noorden van Frankrijk troepen te verzamelen. Op 12 juli vertoonde hij zich plots in de Henegouwse hoofdstad Bergen, door Lalaing met open armen ontvangen en weldra door zijn troepen gevolgd. Die waren tot een 15 000 man aangegroeid en trachtten aanstonds de Spanjaarden een paar kleine vestingen te ontrukken. Ongeveer tegelijkertijd dook eveneens de behartiger van de Engelse belangen, hertog Johan Casimir, in de Nederlanden op, vergezeld van een met Engels geld geworven, bijna uitsluitend protestants zelfs calvinistisch leger. Hij viel langs de Rijn begin juli Zutphen binnen, waar zijn benden in de omtrek aanstonds deerlijk huishielden. De volgende maand trok ook dit leger naar Brabant, op zijn doortocht ten nadele van de goede gezindheid van de bevolking opnieuw rovend en plunderend. Vooral kerken en kloosters moesten het opnieuw ontgelden.
De calvinisten in Vlaanderen begroetten zijn komst met gejuich. In augustus leed Don Juan bij Rijmenam een nederlaag tegen het leger van de Staten dat nu zowat uit 40.000 man bestond en trok zich weer in het Naamse terug. Maar de legerkoorts, die in het kamp bij Namen veel slachtoffers maakte, spaarde ook de veldheer niet. Voor Don Juan was de Slag bij Gembloers de laatste grote zege. Hij overleed op 1 oktober 1578. Prins Alexander van Parma was door de landvoogd op zijn sterfbed met het opperbevel en de voorlopige landvoogdij in zijn plaats belast, en werd in november door de koning in die positie bevestigd.

### Aanloop tot de Unie van Atrecht (6 januari 1579)

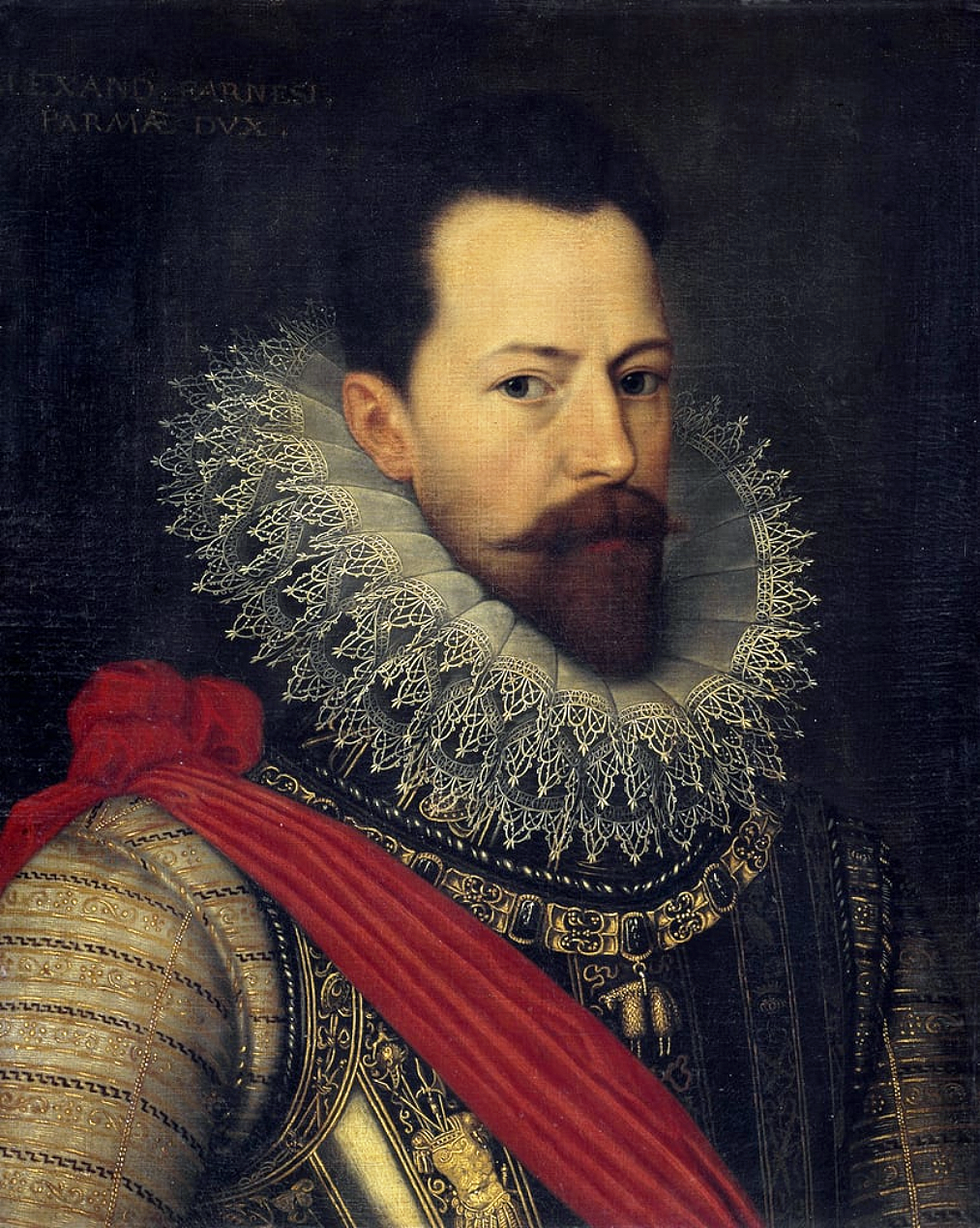
Nieuwe landvoogd Alexander Farnese, hertog van Parma. Otto van Veen

Na het verlies van de Slag bij Gembloers waren Staatse Waalse troepen op de grens tussen Vlaanderen en Henegouwen verwaarloosd achtergelaten onder de heer van Montigny, de jongere broer van Lalaing. Ze waren daarop gaan muiten en plunderen in het zuiden van Vlaanderen. Omdat het katholieken waren kwamen de calvinistische troepen uit Gent tegen hen in actie en ontstond een ware guerrilla.
De Gentse calvinisten waren niet meer zo Oranjegezind, omdat zij vonden dat de prins hen had verraden door de katholieken godsdienstvrijheid te laten. Zij verkozen de Engelse legeraanvoerder Johan Cassimir als leider en traden openlijk in verzet tegen de regering in Brussel.

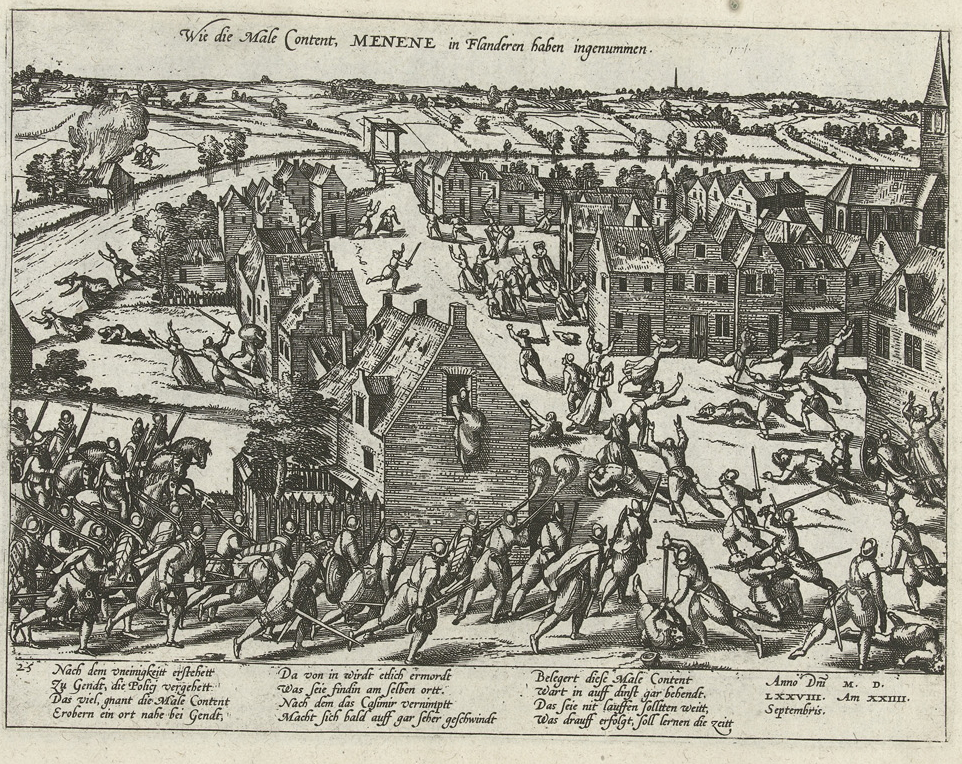
Inname van Menen door de malcontenten in 1578

De "Malcontenten" onder Montigny van hun kant zochten aansluiting bij bevelhebber La Motte in Grevelingen, die lang in het geheim met Don Juan onderhandelingen had gevoerd. Ook de katholieken van Henegouwen en Artesië sloten met hen de rangen tegen de calvinistische beweging in Vlaanderen. Onder invloed van adel en geestelijkheid in het zuiden van de Nederlanden, die eerder bij de koning wilden blijven aanleunen, werd George van Lalaing aan het hoofd van deze rijzende unie gesteld.
La Motte had, in overleg met Alexander Farnese, al geheime overeenkomsten gesloten met de bevelhebbers van steden in de omtrek (Sint-Omaars, Sint-Winoksbergen, Hesdin, Ariën, Bethune, Atrecht, Kortrijk, Rijsel), en spoedig daarop ook met officieren van Montigny.

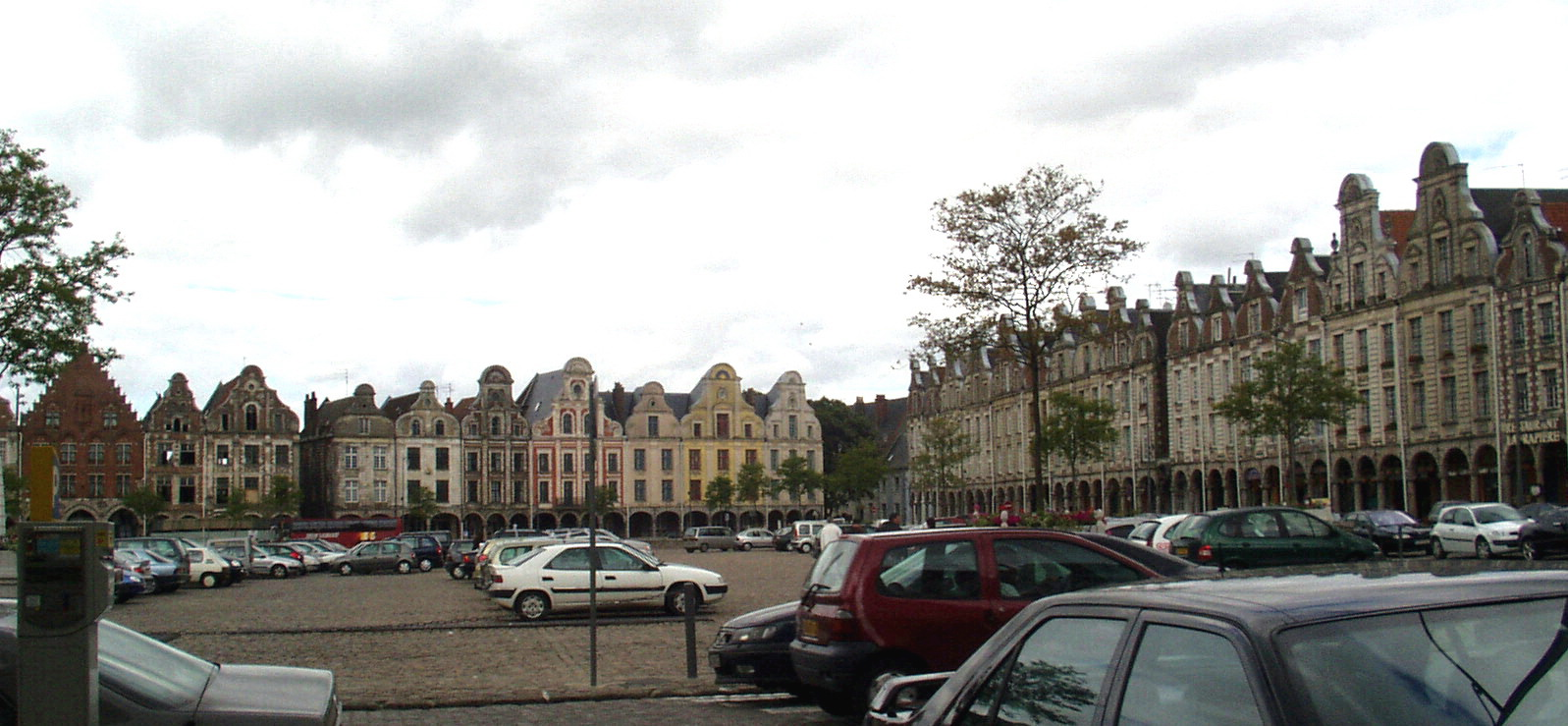
De typisch Vlaamse Grote Markt (Grand'Place) in Atrecht.

De prins van Parma, die intussen in het kamp van Wezet aan de Maas een aanval op Maastricht voorbereidde, wilde zich verzekeren van het succes van de onderhandelingen met Henegouwen en Artesië voor steun in het zuidwesten, waarna hij zijn heroveringstocht naar het noorden zou aanvatten. Eind december had Montigny met La Motte afgesproken, zich openlijk aan het gezag van de koning te zullen onderwerpen. Zijn broer Lalaing en ook Heeze, die zich door Oranje in de steek gelaten voelde, sloten zich daar samen met nog andere edelen bij aan. Door hun toedoen kwam op 6 januari 1579 te Atrecht het lang begeerde verbond tussen Henegouwen, Artesië, Rijsel, Douai en Orchies tot stand, de Unie van Atrecht genoemd. Dit betekende een feitelijke afstandsname van de Staten-Generaal en van het Noorden, dat zich nu aangespoord voelde de oprichting van een eigen unie als tegenpool te verhaasten.

### Reactie met de Unie van Utrecht (23 januari 1579)

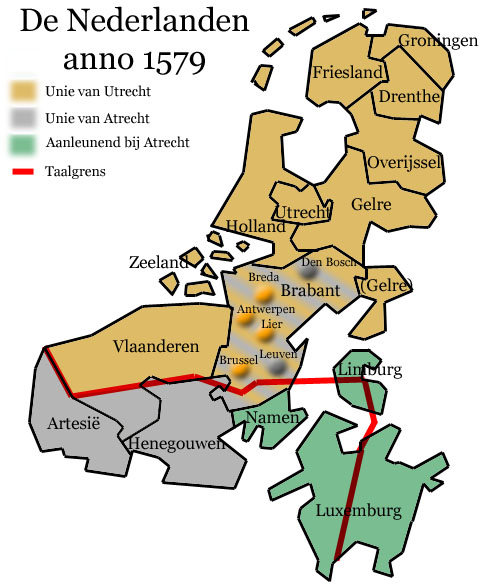
Unies van Atrecht en Utrecht (1579).

Maar ook in het Noorden hadden sommigen zich intussen niet onledig gelaten met pogingen tot het vormen van een eigen calvinistisch getinte unie, daar echter met het oog op definitieve losmaking van het koninklijk gezag. Er was in die geest intussen al de confederatie van Holland en Zeeland gevormd in het verbond van de Unie van Dordrecht. Deze wenste in het zuidoosten een buffer van gelijkgezinde gewesten die bij hen aansloten. Utrecht zelf was al eens eerder tot de as Holland-Zeeland toegetreden.
Jan van Nassau, een jongere broer van Willem van Oranje, zag kans om Groningen en Friesland tot zulk samenwerkingsverband te bewegen. Ook op Drenthe en Overijssel rekende hij. In het Noorden deed de stadhouder George van Lalain, graaf Rennenberg, veel om er de invloed van de Staten te bevorderen. Hij had intussen ook al Kampen veroverd. Alleen was er nog weerstand van Deventer. En Gelderland beloofde eveneens moeilijkheden.
Half juni werden de eerste voorstellen bij de Gelderse landdag tegelijk in Utrecht en Overijssel aanhangig gemaakt. Daarbij rezen zeer gewichtige bezwaren van de kant van de katholieke hoge geestelijkheid. Die beriep zich op de Pacificatie van Gent en de Unie van Brussel, die beide de heerschappij van het katholicisme buiten Holland en Zeeland garandeerden, en wilde niet weten van een nieuwe Unie zoals de prins bedoelde. Ook in Gelderland wilden de geestelijkheid, de machtige adel en de patriciërs van de religievrede niet weten. Het voorbeeld van Amsterdam, waar drie maanden na de inlijving de katholieke regering voor een calvinistische had moeten de wijk nemen, was voor hen illustrerend. Ze maakten zich erg ongerust over de manier waarop Johan van Nassau te werk ging.
Gelderland beklaagde er zich verder over, dat Holland de Oud-Gelderse steden Bommel en Buren, die met dat gewest tegen Spanje hadden gestreden, scheen te willen inlijven, en de adel was beducht voor verlies aan invloed. De graaf antwoordde ontwijkend op de vertogen van de Gelderse Staten.

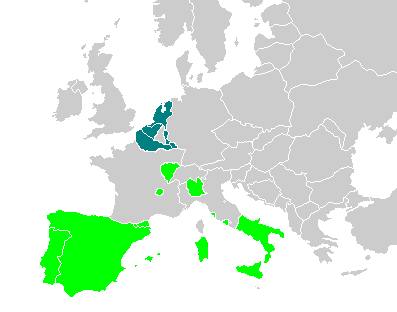
Het Spaans erfgebied.

Maar naast de katholieke weerstand was er ook die van de andere provinciën, die in een te nauwe alliantie met Holland en Zeeland een bedreiging voor hun gewestelijke autonomie zagen. Zij vreesden dat met de onvermijdelijke oorlog met de koning die er zat aan te komen de last daarvan op hen als 'voormuur' van de opstandige gewesten zou terechtkomen.

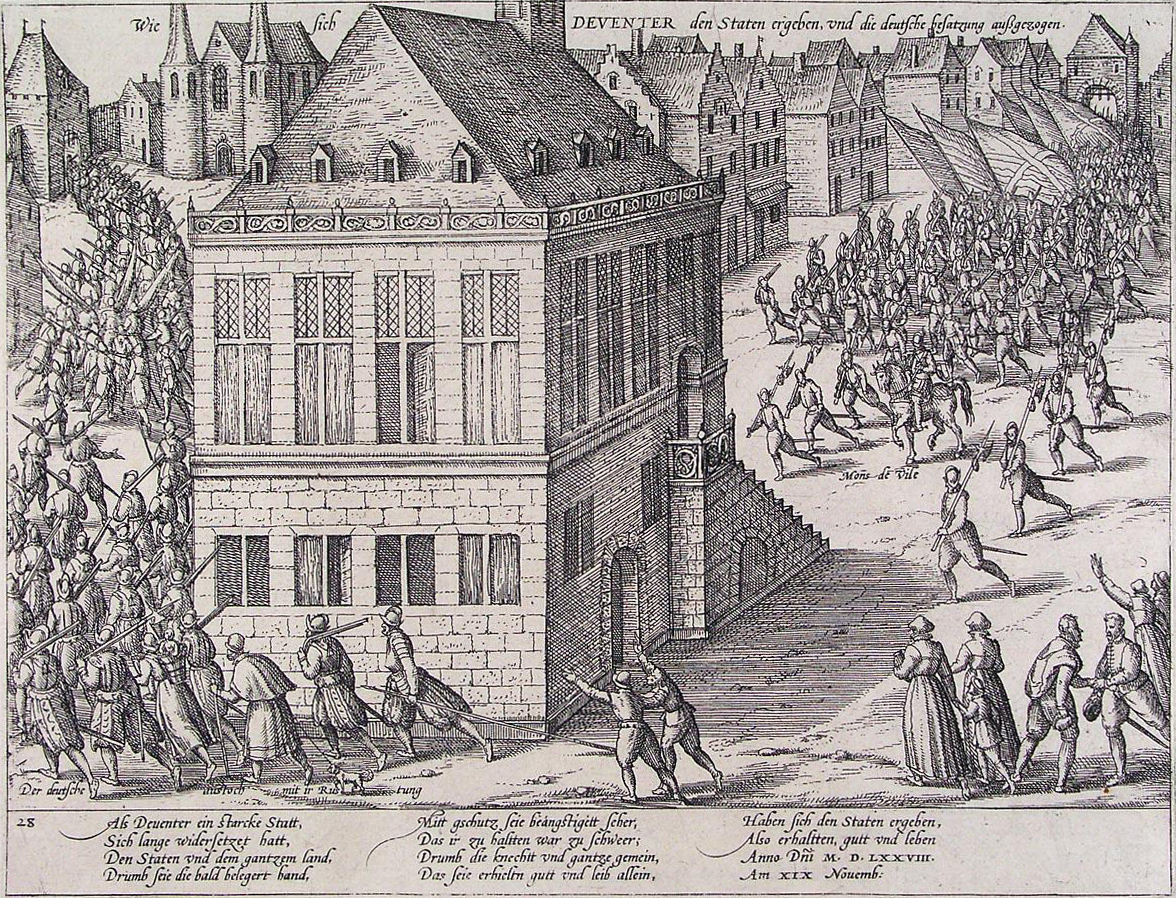
Rennenberg, rechts te paard afgebeeld, neemt Deventer in.

In Overijssel had Deventer nog altijd koninklijk garnizoen en die vesting werd met wapengeweld door Rennenberg in november 1578 bedwongen. Ook Groningen voelde zich weinig geneigd tot nauwere binding aan het heerszuchtige Holland.
Graaf Johan van Nassau wist in juni 1578 de bezwaren te weerleggen in een voorstel tot ‘Naerder Unie ende Confederatie’ in de Staten van Holland ter sprake gebracht. Alhoewel zoals verwacht met sympathie begroet, stuitte het ook daar nog op weerstand van bepaalde steden. Maar op 29 augustus verklaarde een meerderheid er zich toe bereid. Het nieuwe concept werd naar Gelderland gestuurd en daar ging men onmiddellijk op door. Begin september maakte graaf Johan de zaak opnieuw bij Gelderland aanhangig in de door hem samengeroepen buitengewone vergadering der Staten van dit gewest, waar ook een vijftal afgevaardigden van Holland, o.a. de pensionaris van Rotterdam, Johan van Oldenbarnevelt, verschenen. Hoewel hij Arnhem door zijn troepen had laten bezetten om de Staten te intimideren vond zijn plan weinig steun en bleven de beraadslagingen ook ditmaal ‘onvruchtbaerlyc’. Heftige scheldpartijen en twisten tussen de katholieken en de calvinistisch geworden graaf van Culemborg hadden er plaats, die zich net als graaf Johan zelf hevige hatelijkheden aan hun adres veroorloofde, waarna deze dreigend de raadzaal verliet. In de tijd die volgde werden weerbarstige magistraten vervangen. Maar ook in de andere provinciën en in Holland zelf bleef men uitgebreid discussiëren, zonder komaf te maken.
Toen men echter merkte dat de zaken in Henegouwen en Artesië op een verzoening met Spanje bleken te zullen uitdraaien, werd op aandrang van de prins overal het Unie-plan opnieuw aangevat. Holland en Zeeland waren er spoedig voor gewonnen en tegen het einde van de maand werd een conventie georganiseerd van gedeputeerden uit verschillende gewesten. Op 6 december werd het plan voorlopig door de hier verschenen gedeputeerden van Holland, Zeeland en Friesland met de Staten van Utrecht getekend, en men besloot op 10 januari weer bijeen te komen voor een definitieve beslissing. Stadhouder Rennenberg benevens de Ommelanden en het thans weer handelbare Gent betuigden hun instemming, maar de stad Groningen, Drenthe en Lingen bleven weigeren, terwijl Overijssel in de belegering van Deventer aanleiding vond om zich te verontschuldigen.
Gelderland bleef de grootste dwarsligger en de hele maand december stond vooral hier onophoudelijk de zaak op de agenda. Toen op 10 januari 1579 de conferentie te Utrecht bijeenkwam, had men in Gelderland even te voren eindelijk besloten - zij het bij nipte meerderheid van stemmen - om enkele gedeputeerden te zenden om de uitslag te vernemen. Enkele leden van het kapittel in Utrecht die zelfs een samenzwering tegen de Unie-plannen hadden op touw gezet, werden gevangengenomen. Middelburg en Goes in Zeeland verzetten zicht eveneens, vanwege het verlies van hun rechten. Friesland riep de barre winter in om geen afgezanten te sturen, maar hier had de prins van Parma zijn aanhang. Ook de toenemende lauwheid van Rennenberg na diens reis naar het zuiden eind 1578, waar hij genoeg had gezien om aan het succes van de opstand te twijfelen, en door zijn verwanten in Henegouwen tegen de prins van Oranje opgezet, leverde hier weerwerk. In de stad Groningen broedden katholieken op plannen om de Staatse regering opnieuw door een Spaansgezinde te vervangen. En zelfs de prins van Oranje zelf was weinig ingenomen met de plannen in hun huidige vorm, omdat die te veel afweken van zijn oorspronkelijk ontwerp. Maar Johan wist ze door te drijven en in deze vorm te laten goedkeuren.

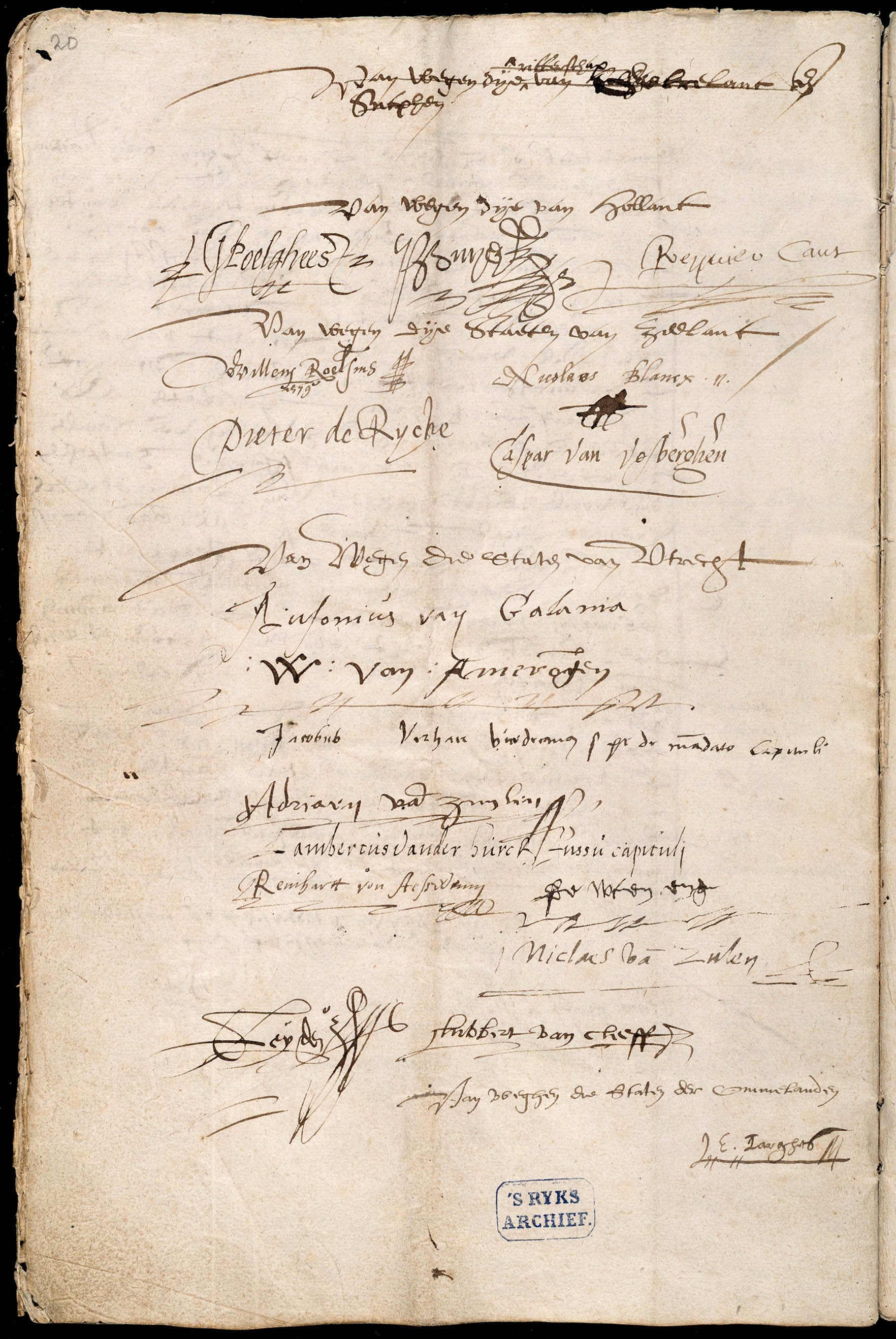
Laatste pagina van de Unie van Utrecht met handtekeningen van ondertekenaars van het verdrag.

Op 23 januari 1579 werd dan de Unie van Utrecht getekend door de graaf als stadhouder van Gelderland vanwege dit gewest, en door de gezanten van Holland, Zeeland, Utrecht en de Ommelanden. Deze calvinistisch geïnspireerde Unie zou steden mogen versterken en nieuwe vestingen aanleggen, de bezettingen in de steden evalueren, zelf bepalen en financieren, terwijl de soldaten aan Unie, stad en provincie de eed moesten afleggen, en alle inwoners van 18 tot 60 jaar voor oproeping ter verdediging van het gebied werden ingeschreven. Op godsdienstgebied zouden Holland en Zeeland kunnen handelen naar eigen goeddunken, terwijl in de andere gewesten moest worden toegezien op een regeling 'die orde en rust garandeerde'. De stadhouders benevens alle magistraten en hoofdambtenaren van provincie, stad of lid, ook alle schutterijen en gilden, moesten de eed op de Unie afleggen, terwijl volgens het laatste artikel 26 de stadhouders en de voornaamste leden en steden der gewesten haar plechtig zouden bezegelen en doen ondertekenen. Na enige aarzeling traden de Brabantse steden Antwerpen, Breda en Lier, en het Vlaamse Gent, Brugge en Ieper de Unie van Utrecht bij.
Maar voor Willem van Oranje was de "Generale Unie", waartoe hij in het voorjaar eerst nog een poging had ondernomen mislukt, zodat hij zijn feitelijke droom nu definitief in rook zag opgaan. Het duurde nog geruime tijd vooraleer hij (pas op 3 mei 1579) de Unie van Utrecht tekende, al had hij door het calvinistisch doopsel van zijn dochter Catharina Belgica te Antwerpen in juli 1578 al een duidelijke voorkeur laten blijken. Rennenberg tekende een maand later, met toevoeging van een clausule dat de rechten van de aartshertog Matthias door de Unie niet tekort zou worden gedaan.

### Strijd tussen de prins van Oranje en de prins van Parma (1579-1581)
In 1579 bestonden er in de Nederlanden dus naast de Pacificatie en de Unie van Brussel nu nog twee onderscheiden Unies, als kiemen van twee afzonderlijke staatsverbanden.

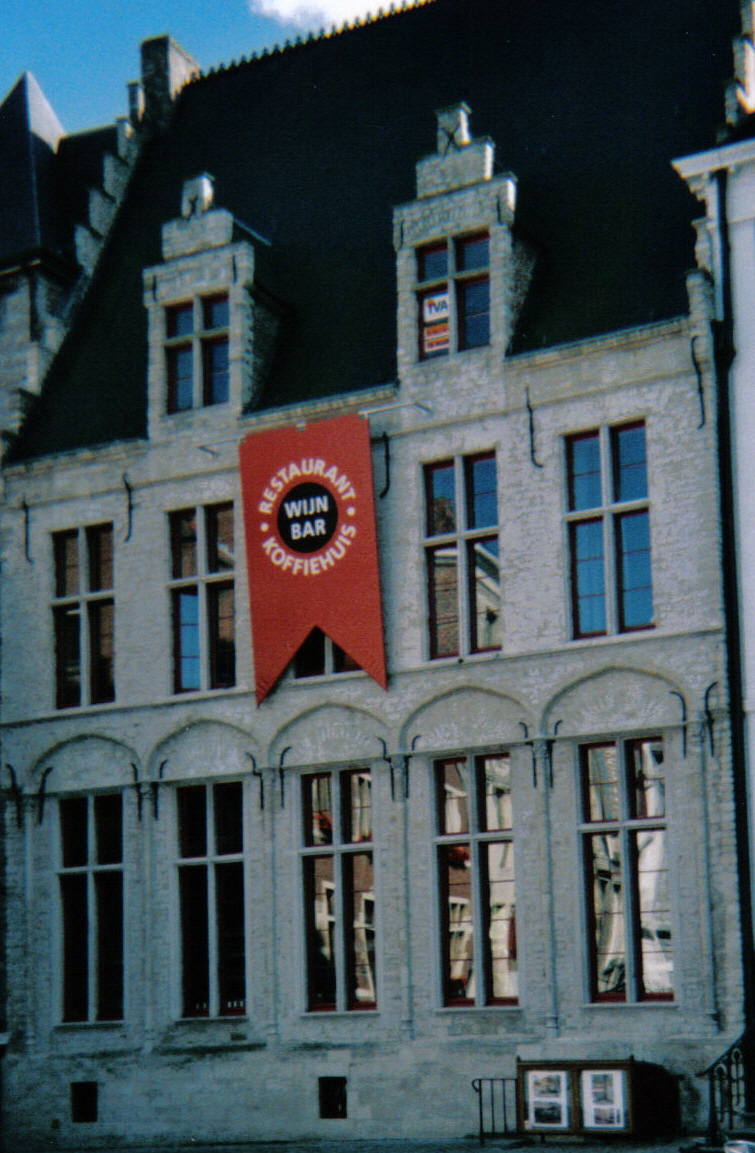
Huis van Parma in Oudenaarde

Na een zoveelste oproer in Gent, waarbij katholieke priesters en de eredienst het moesten ontgelden, bekloegen de malcontenten zich bij La Motte over de niet-naleving van de Pacificatie en toonden zich bereid met hem samen te werken. Daarom tekende Montigny de verklaring van La Motte om de troepen terug onder koninklijk gezag te plaatsen. Het verdrag van ‘reconciliatie’ met de koning werd op 17 mei 1579 in Atrecht in de abdij van Sint-Vaast getekend door de Staten van Henegouwen en Artesië, evenals die van Rijsel, Douai en Oorschie. De Pacificatie met de Unie van Brussel en het Eeuwig Edict  van 1577 met behoud van het katholicisme en loyaliteit tegenover de koning met behoud van de privileges werden erdoor bevestigd. Tegelijk werd vastgelegd dat de Spaanse en Duitse troepen het land uit moesten om te worden vervangen door een nationaal leger, waaraan citadellen en andere vestingen zouden worden overgedragen. En na zes maanden zou volgens het traktaat het landvoogdijschap van een 'prins van den bloede' over de Zeventien Provinciën intreden.
Dit voorbeeld werd in de loop van het jaar door de steden Mechelen en Nijvel in Brabant, en Aalst, Geraardsbergen, Broekburg en Belle in Vlaanderen gevolgd.
Hoewel de bestuurders van Vlaamse en Brabantse steden eerst nog de kant van de noordelijke Unie van Utrecht kozen, was de scheuring van de Nederlanden nu begonnen, met een revolutionair noordelijk deel dat naar onafhankelijkheid van Spanje streefde en een reactionair zuidelijk dat trouw aan de koning en aan het katholicisme wilde blijven zweren. Dit luidde ten opzichte van de Staten-Generaal de feitelijke scheiding in van deze gewesten en steden en de overige die zich, door hun aansluiting bij de Unie van Utrecht, bereid hadden verklaard de opstand voort te zetten.
De felle onenigheden tussen calvinisten en roomsgezinden hadden voorlopig de vrees voor een algemene opstand in de Nederlanden tegen het Spaanse gezag doen wijken. Alexander Farnese, hertog van Parma, was behalve staatsman en veldheer ook diplomaat. Hij wist de gehechtheid der Nederlanders aan hun privilegiën en hun zelfbestuur beleidvol in aanmerking te nemen, waardoor hij zelfs in het noorden heel wat aanhang genoot, al bleven de rebellen er voorlopig heer en meester. Hij had met de Unie van Atrecht het akkoord bereikt, dat de landvoogd een prins van den bloede zou zijn, dat de vreemde troepen het grondgebied moesten verlaten, de Raad van State enkel door inheemsen werd samengesteld, en dat beden door de Staten moesten worden toegestaan. 's-Hertogenbosch en de stadhouder van Groningen sloten zich daarbij aan.
Farnese had een praktische kijk op de toestand en wist met diplomatieke geraffineerdheid enerzijds en volleerd krijgsmanschap anderzijds de gehate prins van Oranje een na één zijn stellingen te doen verlaten. En als hij volledige politieke vrijheid vanwege de koning had genoten en over de nodige middelen mogen beschikken, zou hij spoedig de Nederlandse Opstand geheel hebben bedwongen. Maar daarin werd hij door de koning belemmerd.
Op 23 februari 1579 leverde de nieuwe veldheer Parma bij het Antwerpse Borgerhout slag tegen de Staatsen als afleidingsmanoeuvre en van daar trok hij langs Wezet, waar hij zijn troepen legerde, naar Maastricht om deze stad vanaf 12 maart tot 1 juli te belegeren en in te nemen. De Vredehandel van Keulen in april 1579 leverde niets op.
Het jaar daarop was Kortrijk aan de beurt waar hij het Staatse Leger onder leiding van François de la Noue versloeg. Met de teruggekeerde Spaanse elitetroepen zou hij alle Vlaamse steden heroveren.

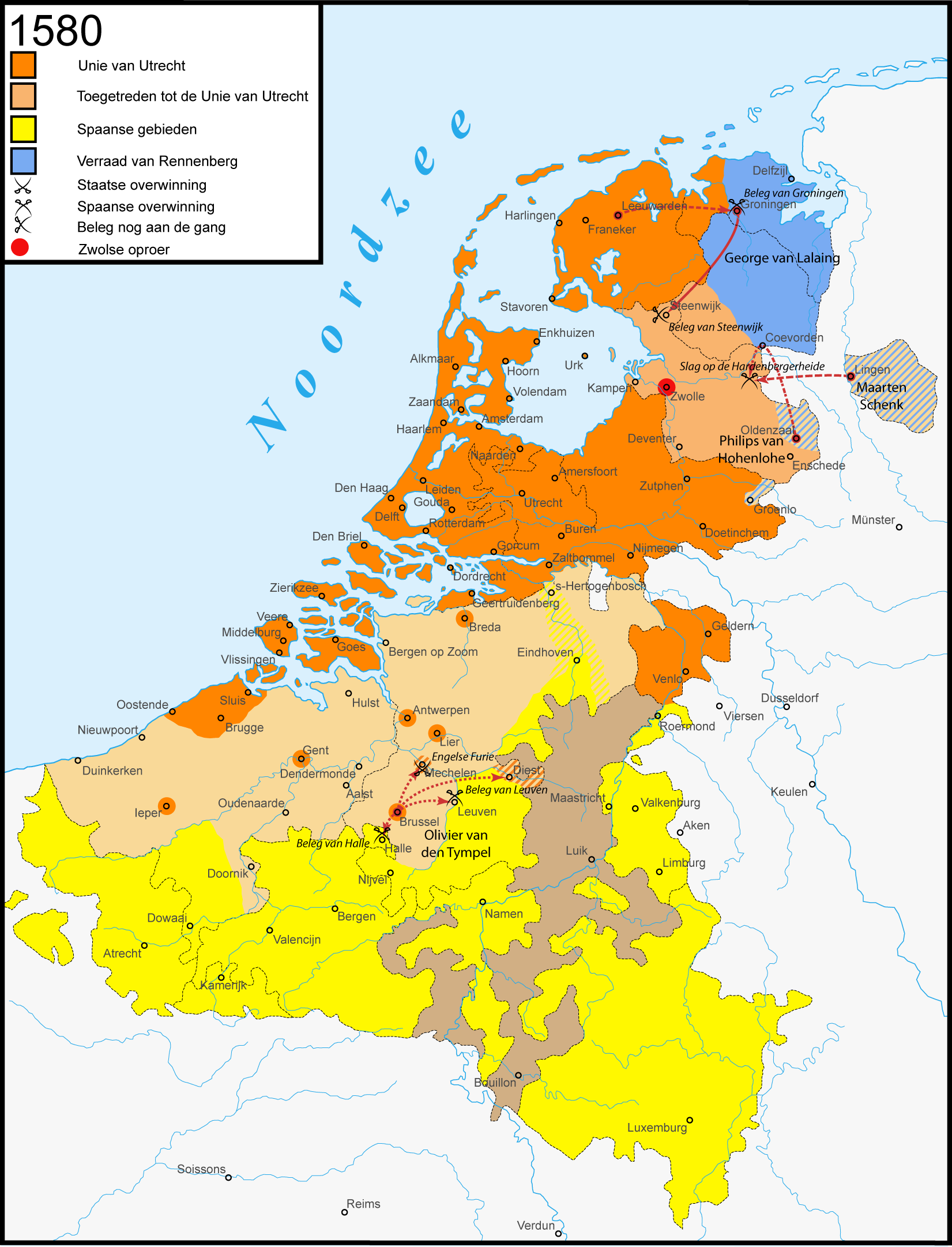
Rennenbergs verraad opende een nieuw noordelijk front; de overwegend protestantse Unie van Utrecht verloor met hem een belangrijke katholieke bondgenoot.

Ondertussen had ook George van Lalaing (graaf van Rennenberg), - door de Staatsen tot stadhouder van Friesland en Groningen, Drenthe en Overijssel benoemd, maar door zijn adellijke verwanten in het zuidelijke Henegouwen voortdurend aangezocht tot trouw aan de koning, en zelf nog steeds katholiek, - definitief deze laatste kaart getrokken. Hij was daartoe grotendeels door Alexander Farnese bewerkt, en beïnvloed door de noordelijke katholieken en talrijke koningsgezinden te Groningen, aan het hoofd van wie hij op 3 maart 1580 zich publiekelijk voor onderwerping aan het koninklijk gezag uitsprak. Dit werd in het noorden, met name bij de calvinisten, aangevoeld als het verraad van Rennenberg. Men vreesde immers voor een verder domino-effect. Het was namelijk geen geheim, dat niet alleen te Groningen, maar even goed in Friesland, Drenthe en Overijssel, zeer veel katholieken al sinds lang vurig uitkeken naar de komst van de door de prins van Parma telkens beloofde troepen, die hen onder hun oude stadhouder Caspar de Robles van het juk der calvinisten zouden komen verlossen.
In Zwolle en Deventer, Twente en Salland kwamen inderdaad talloze verbitterde koningsgezinden, de ‘Desperaten’, in opstand tegen de plunderingen van de Staatse benden. En een eindelijk door Alexander Farnese afgezonden leger onder de gevreesde Duitse condottiere Maarten Schenk van Nydeggen kwam hen via Lingen te Overijssel ondersteunen. Hohenlo probeerde er tegen op te trekken maar werd op 17 juni op de heide bij Hardenberg verslagen. Daarop viel Coevorden in handen van Farnese. Een door twisten onder bevelhebbers verlamd Staats leger voor Groningen stoof bij de komst van Schenck uiteen, zodat Rennenberg zich van Delfzijl en van enkele schansen bij Groningen kon meester maken. Vanaf toen begon de hevige guerrilla tussen calvinisten en katholieken, die deze streken tot de Achterhoek en zuidelijk Friesland toen veertien jaar teisterde. Na ook Oldenzaal te hebben ingenomen probeerde Rennenberg tot Zutphen door te dringen om er de koningsgezinden mee in de opstand te lokken, maar hij werd bij Doetinchem aan de Oude IJssel teruggeslagen en half oktober legerde hij zich voor het strategisch belangrijke Steenwijk, dat de weg van Friesland naar Overijssel beheerste. Schenck hield intussen duchtig huis in Twente.

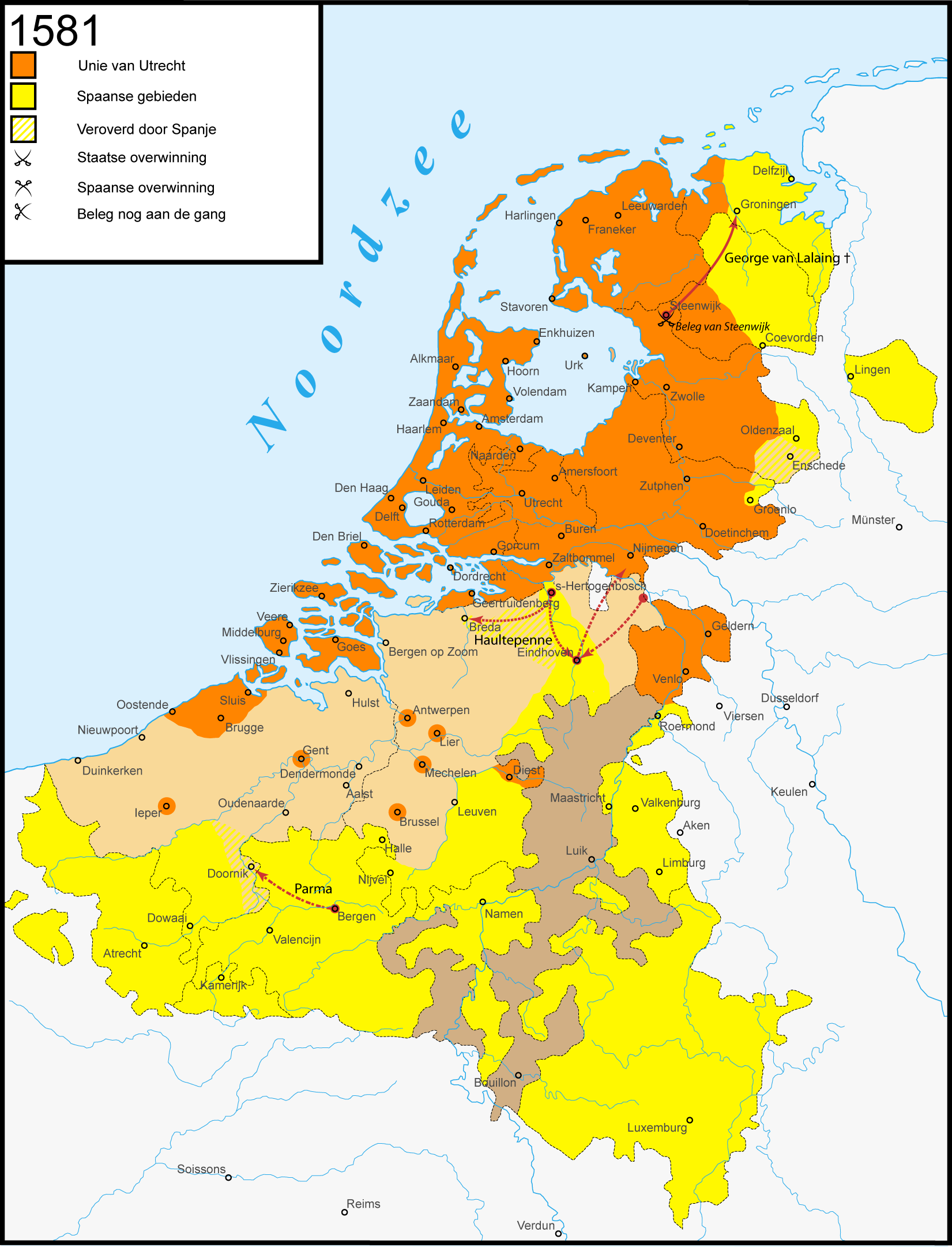
De toestand in 1581.

In 1580 werd nu ook binnen de stad Utrecht de openlijke uitoefening van de katholieke eredienst verboden zoals in Holland en Zeeland het geval was.
Op 15 augustus werd in de Slag om Baasrode, deze belangrijke achterhaven van Antwerpen na een twee uur durende strijd veroverd door troepen van Farnese, waarna de malcontenten de hele dorpskern in brand staken. Willem van Oranje wist nog net op tijd naar zijn maritieme escorte te vluchten, die aan de haven voor anker lag. Hij bleef intussen volhouden dat enkel militaire hulp vanuit Frankrijk voor de nodige weerstand tegen Farnese kon zorgen en deze eventueel terugdrijven. Eind 1580 vergaderden de leden van de Staten-Generaal, voor de laatste maal te Antwerpen, over de verkiezing van de Frans hertog van Anjou, broer van de Franse koning Hendrik III van Frankrijk, als vorst en beraadslaagden over een manier om de vervallenverklaring van Filips II van de troon te rechtvaardigen. Omdat hij het verblijf van zijn centrale landsregering in de Scheldestad intussen te onveilig vond, besloot Willem deze naar Den Haag in Holland te doen verplaatsen. Op 6 oktober namen de Staten-Generaal een besluit in die zin, dat nog eind november werd uitgevoerd, maar dan met de keuze op Delft. Ook aartshertog Matthias volgde de Staten naar het noorden als veiliger gelegen. In mei 1581 vergaderde men te Amsterdam, en op 25 juni werd de zetel van de Staatse landsregering bij voorkeur naar Den Haag overgebracht.

## Afsplitsing door de noordelijke provincies (1581)

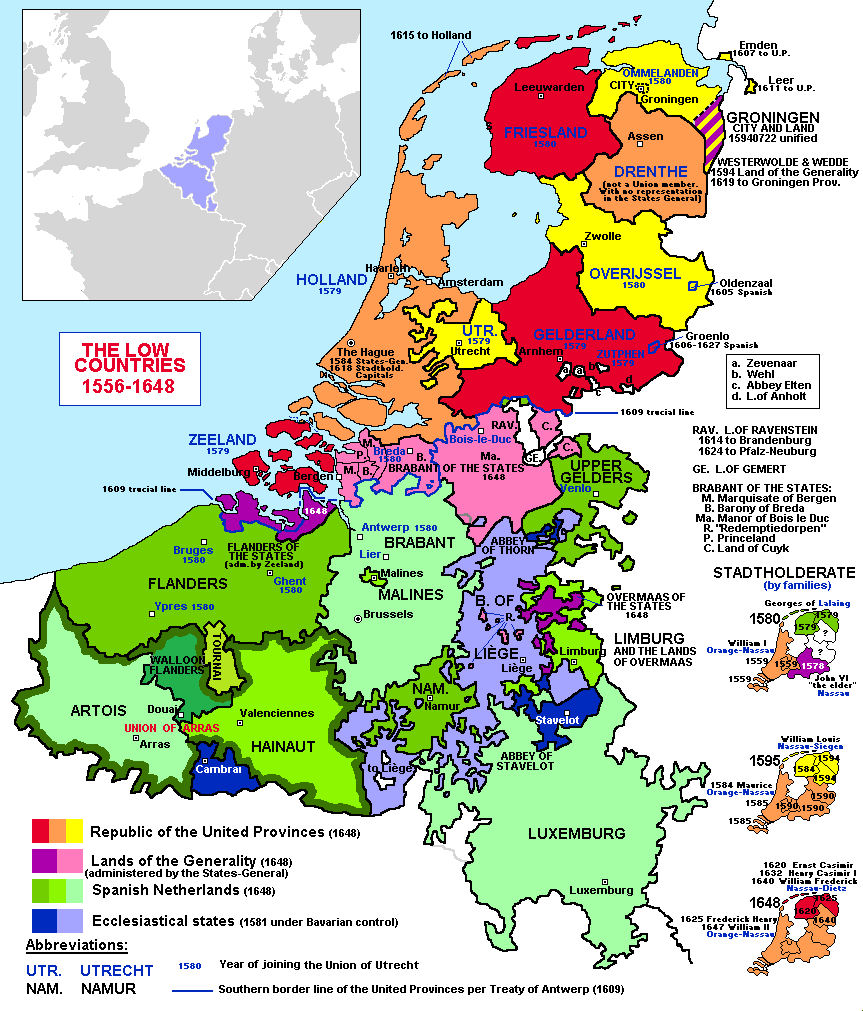
De Spaanse Nederlanden in de zestiende, en Zuidelijke Nederlanden met in het noorden de Republiek eind zestiende tot zeventiende eeuw (vanaf 1581).

In Spanje had men de handen vol met de Portugese Successieoorlog en daardoor was de aandacht wat van de Nederlanden afgedwaald. Zowel Alva als Granvelle waren intussen in ere hersteld uit Italië teruggekeerd en dienden de koning van advies. Deze was nog steeds de mening toegedaan dat de weg van zachtheid diende bewandeld te worden en overwoog in 1579 al om Margaretha van Parma opnieuw als landvoogdes naar de Nederlanden te sturen. Op 30 september was zij daartoe aangezocht. Maar haar 35-jarige zoon, Alexander Farnese, de prins van Parma, was met deze schikking niet erg ingenomen geweest en ambieerde zelf de landvoogdij.
Toen Margaretha in juli 1580 in de Nederlanden weer verscheen en zich van de toestand ter plaatse kon vergewissen, was de vergrijsde edelvrouw van mening, dat de situatie zoals die nu was geworden inderdaad beter ook verder door een man kon worden beheerst. De opstand en broeiende burgeroorlog in het binnenland en de dreigende inval van Frankrijk moesten prioritair worden aangepakt, en zonder haar zoon zou zij de hier ontketende krachten niet meer het hoofd kunnen bieden. Ook zij verklaarde nu dat een krachtig gevoerde oorlog nodig was om de toestand te bedwingen. Margaretha bleef tot eind 1583 om dan definitief naar het landgoed in Italië te vertrekken, waar zij nog drie jaar leefde.
In 1579 had Granvelle de koning in Spanje ervan weten te overtuigen dat een banvloek met daaraan gekoppeld een vogelvrijverklaring van de reeds in 1568 ter dood veroordeelde prins van Oranje een mogelijke uitkomst bood uit de impasse in het noorden, waar de spanning tussen calvinisten en katholieken rond deze rebel alsmaar escaleerde. Een prijs op zijn hoofd gesteld zou bovendien een gelegenheidsexecutie kunnen verhaasten, een methode die bijvoorbeeld in Italië algemeen verbreid was, aldus Granvelle. Bovendien garandeerde hij de uitvoerder daarvan volledige kwijtschelding van schuld. Toen de prins van Oranje de katholieke Anjou als vorst van de Nederlanden wou laten erkennen besloot de koning Oranje inderdaad vogelvrij te verklaren.
Toch aarzelde de prins van Parma het hem in mei 1580 toegezonden koninklijk banvonnis openbaar te maken en moest daar herhaaldelijk toe worden aangezet, vooraleer hij in juli en augustus dan eindelijk het stuk liet drukken en verspreiden. De bedrijver van de daad ontving vergeving voor alle misdrijven, verheffing tot de adel, als hij daar nog niet toe behoorde, en 25 000 gouden kronen. Het stuk bevatte verder een uitvoerige motivering over de aanleiding tot de ban en was gedateerd: Maastricht, 15 maart 1580. De Noordelijke Staten-Generaal bereidden als reactie de vervallen verklaring van de koning van de troon voor.

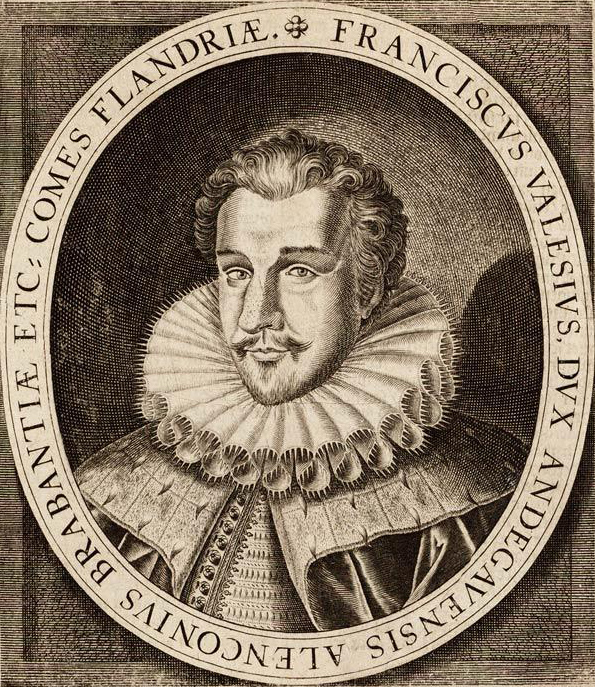
Frans van Anjou. (Michiel Colijn, 1616)

Met het Verdrag van Plessis-lès-Tours van 29 september verhieven zij (met uitzondering van Holland en Zeeland, wier tegenstem echter door het veto van Oranje werd tenietgedaan) de hertog van Anjou tot ‘prince et seigneur’ van de Nederlanden zoals diens voorgangers uit het huis van Bourgondië waren geweest. Het document bevatte wel heel wat beperkingen van de macht van de toekomstige soeverein ten voordele van de gewesten, die in feite door Oranje werden geregeerd. De eindversie werd pas op 23 januari 1581 door de hertog geratificeerd in Bordeaux.

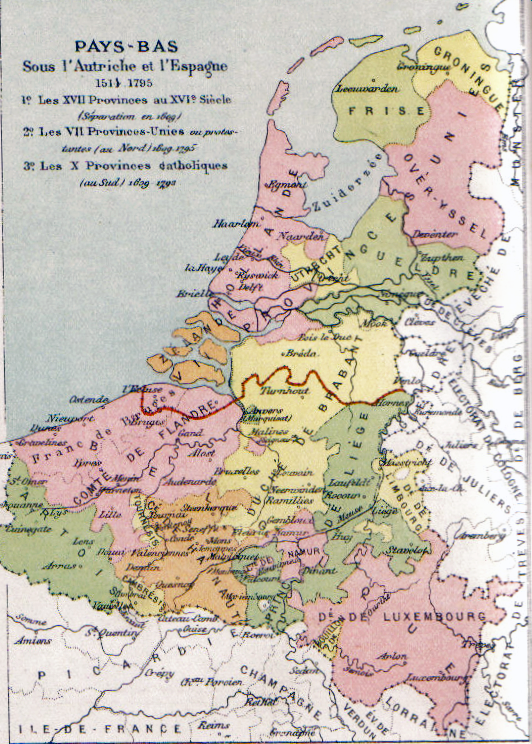
Kaart van de Habsburgse Nederlanden van 1543 tot 1585 (Zeventien Provinciën) met in rood de afscheidingslijn van de Noordelijke Nederlanden van de Zuidelijke.

Nadat in maart Marnix met de definitieve verklaringen van Anjou en de getekende overeenkomsten uit Frankrijk teruggekeerd was, werd de zaak krachtig aangevat en op 22 juli 1581 werd het definitieve besluit tot vervallenverklaring van Filips II genomen. Vier dagen later werd zij uitgesproken in een vergadering der Staten-Generaal in Den Haag. Het Plakkaat van Verlatinghe waarin zij op 26 juli 1581 werd vastgelegd betekende de feitelijke afsplitsing van de noordelijke provinciën van de Spaanse Nederlanden ten opzichte van de Zuidelijken, ook al was dit in Oranje's optiek nog steeds bedoeld voor het geheel van de Zeventien Provinciën.
In afwachting van de komst van de nieuwe landsheer was nu de feitelijke regering in de noordelijke gewesten definitief in handen van de prins van Oranje en de Staten. Voorlopig algemeen landvoogd voor de Staten-Generaal, ruwaard van Brabant, stadhouder van Utrecht, Friesland en het nog vrije deel van Vlaanderen, hoge overheid van Holland en Zeeland, invloedrijk in Gelderland, Overijssel en de Ommelanden, was zijn gezag ruim voldoende om dat der Staten te overschaduwen. De dankbaarheid die Anjou hem als bewerker van diens verheffing verplicht was, de afhankelijkheid, waarin de nieuwe vorst zich zou bevinden ten opzichte van de machtigste man in den lande, zouden hem in de gelegenheid stellen om ook onder Anjou de rol voort te zetten, die hij als luitenant-generaal onder Matthias had gespeeld, om namelijk ook de nieuwe landsheer feitelijk tot zijn werktuig te maken.

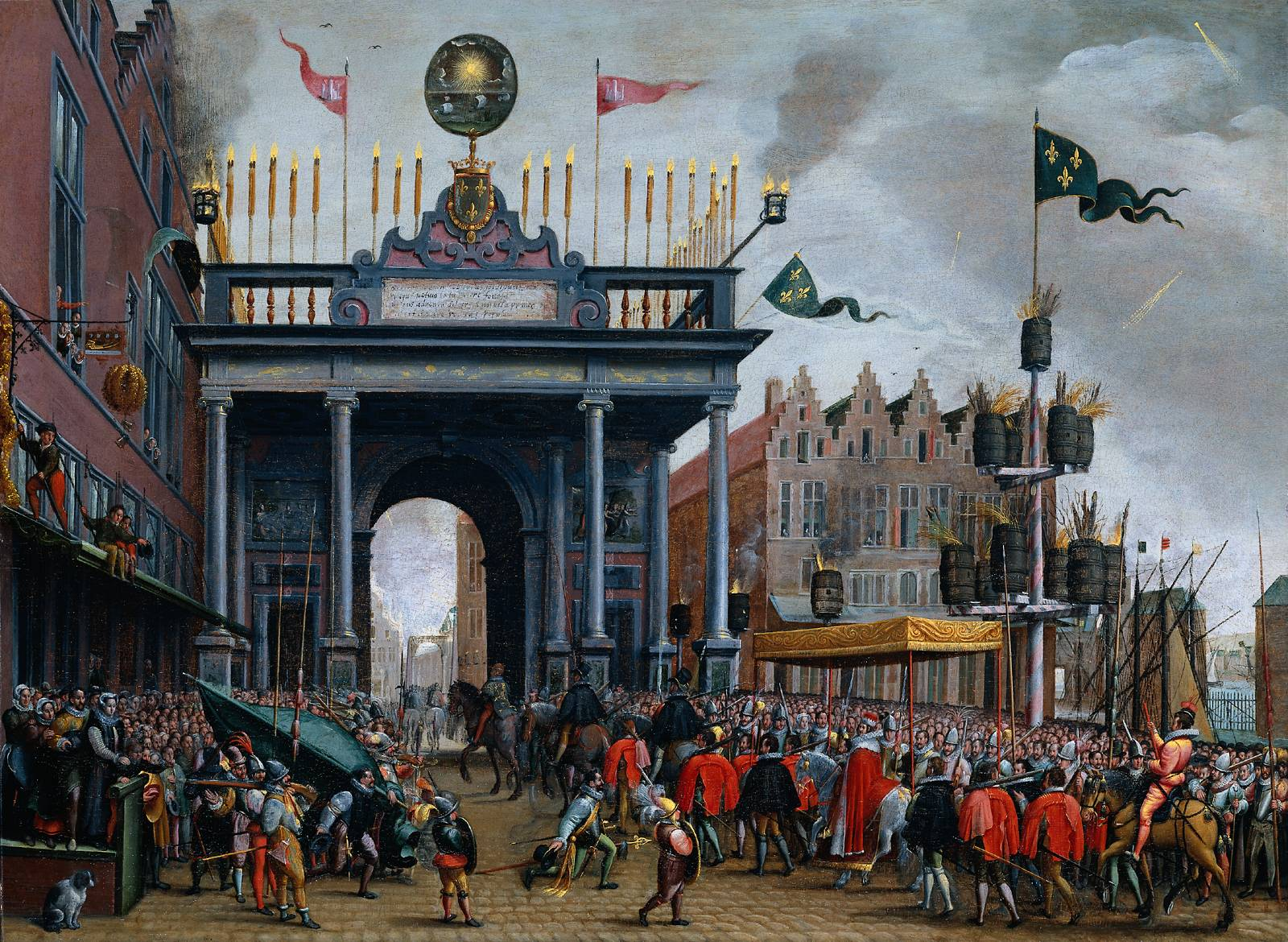
Intocht van de hertog van Anjou in Antwerpen.

Matthias zelf die zich meer en meer als vijfde wiel aan de wagen begon te beschouwen, gaf in juni 1581 eindelijk zijn ontslag om in oktober in stilte de Lage Landen te verlaten. De belofte aan hem van 50.000 florijn schadeloosstelling per jaar werd nooit uitgevoerd.
In het Zuiden werd de strijd nu vooral om Kamerijk en Doornik gevoerd, de enige Waalse stad die nog trouw was gebleven aan de Vernieuwde Staten-Generaal van de Nederlanden. Anjou slaagde erin om deze eerste stad nog te redden maar moest uit geldgebrek zijn leger ontbinden, waarop Farnese hier de handen vrij kreeg en op 29 november Doornik kon veroveren, terwijl het kleine leger der Staatsen onder de prins van Epinoy, nog zowat de enige van de Zuid-Nederlandse groten die hun zijde koos, werkeloos moest toezien. De verrassende inname van Breda door Farnese's troepen bracht calvinistisch Antwerpen nog meer in het nauw en bereidde de verovering van heel Brabant door de prins van Parma voor, terwijl die van Doornik hem in de gelegenheid stelde om weer diep tot Vlaanderen door te dringen.
Op 10 februari 1582 legde de hertog van Anjou met een schitterende stoet Franse en Engelse edelen, onder wie Elizabeths gunsteling Leicester en de later in de Nederlandse oorlogen beroemde Philip Sidney, Willoughby en anderen, te Vlissingen aan, met grote eerbewijzen door Oranje en de prins van Epinoy ontvangen.
Op 19 februari hield de Franse vorst zijn plechtige intocht in het nog altijd belangrijke Antwerpen, waar hij als hertog van Brabant werd gehuldigd en voorlopig residentie koos. De hierheen ontboden Staten-Generaal begroetten begin maart hun nieuwe landsheer. Maar op de dag van diens verjaardag, 18 februari, had een mislukte aanslag op Willem van Oranje plaats door kantoorklerk Jean Jaureguy, waardoor hij gevaarlijk in de linkerwang en het verhemelte gewond raakte, een wonde die maar heel langzaam heelde. Gravin van Schwartzburg, zijn zuster, en Charlotte, zijn echtgenote waren dag en nacht in het getouw om hem te verzorgen, zelfs zo dat Charlotte begin mei door uitputting en overspanning zou overlijden. In Spanje dacht men dat Oranje zelf was overleden en wist Granvelle zijn ambten reeds aan diens zoon toe te bedenken.
Toen Anjou nog maar sinds een paar weken in Antwerpen was, beklaagde ook die zich over de calvinisten, die moeilijk deden bij de uitoefening van zijn godsdienst, en die van zijn katholiek gevolg, waarvoor hij slechts met de grootste moeite een kerkgebouw kon aangewezen krijgen.
Intussen zette Alexander Farnese zijn offensief onverminderd voort. In Brabant kreeg hij Lier in handen en in Vlaanderen Oudenaarde, waarna ook Ieper in gevaar kwam. Daardoor kon Anjou zich pas in augustus in Gent als graaf van Vlaanderen laten huldigen. Maar de katholieke Franse landheer werd ook daar door een overwegend calvinistische menigte koel ontvangen en begon zich vragen te stellen bij de zin van zijn aanstelling. Hij was niet geliefd bij het volk, temeer omdat de weinige troepen die hij had meegebracht nu door ziekte en gebrekkige krijgstucht plunderend het Vlaamse platteland afstroopten. In de steden werden ze niet toegelaten en de boeren wapenden zich tegen hen. In 1582 vorderde het Leger van Vlaanderen daarentegen des te meer, in Vlaanderen zowel als Brabant. Ze slaagden erin behalve Kortrijk en Aalst ook Duinkerke, Nieuwpoort, Menen, Veurne en Diksmuide te heroveren.
Willem van Oranje was al die tijd al door de Staten van Holland en Zeeland aangezocht om over hen de titel van graaf aan te nemen. Maar om destijds zijn onderhandelingen met Anjou niet in het gedrang te brengen, had hij dat afgewezen. Nu Anjou goed en wel als landheer gevestigd leek, was op 14 augustus 1582 het moment aangebroken om de grafelijke waardigheid in beginsel te aanvaarden, al moest dit voorlopig nog geheim blijven om niet Anjous argwaan te wekken omtrent zijn bedoelingen. Maar de landsheer besefte al lang dat hij aan de macht van Oranje was overgeleverd en hoopte daar spoedig eigenhandig verandering in te brengen.
In januari 1583 slaagden Anjous Franse troepen erin om Duinkerke, Menen, Diksmuide, Aalst, Dendermonde en ten slotte ook Vilvoorde binnen te dringen, waarmee hij zijn invloed in de Zuidelijke Nederlanden wilde verstevigen. Een inval door hem in Antwerpen op 17 januari bleek een uitdrukkelijke greep naar de macht, maar mislukte. Willem van Oranje had de stad al na de dood van zijn echtgenote verlaten, om zijn vierde echtgenote, Louise de Coligny, dochter van de Franse hugenotenleider te huwen. Maar de bewoners, die zich nog de Spaanse Furie van een aantal jaren geleden herinnerden, gingen nu zelf in straatgevechten de Fransen gewapenderhand te lijf, waarbij dezen allen in de vanaf nu zogenaamde Franse Furie werden omgebracht. Het vertrouwen in Anjou was daarmee geheel verdwenen, en zijn Antwerpse coup werd zelfs in het buitenland afgekeurd, zodat hij ook daar aanzienlijk gezichtsverlies leed.
Ondanks de algemene verontwaardiging probeerde Willem van Oranje alsnog tot overleg aan te zetten met Anjou. De goede verstandhouding met Frankrijk bleef immers belangrijk in zijn optiek, die geen alternatief kende. Hij drong bij de Staten-Generaal aan op een gematigd antwoord, ondanks weerstand van veel van zijn vrienden tegen overleg met Anjou, die zolang Brussel hem niet binnen de wallen wilde zich voorlopig onder bescherming van een Frans garnizoen in Vilvoorde ophield. Ook zocht Oranje zelf Anjou tot concessies te bewegen en hem te overtuigen de ingenomen steden terug te geven. Het was immers niet geheel denkbeeldig dat Anjou een overeenkomst met de prins van Parma zou sluiten, zoals uit geheime betrekkingen tussen beiden van voorjaar 1583 intussen bekend was.
Op 28 juni keerde Anjou voorlopig naar Frankrijk terug, gevolgd door Biron en nog andere medestanders. Als reden gaf hij op dat de Staten-Generaal der Nederlanden hem niet voldoende steunden, dat Kamerijk dreigde in handen van de prins van Parma te vallen, en dat hij overleg moest plegen met zijn moeder Maria de Medici en zijn broer, de koning van Frankrijk, over verder te nemen maatregelen. Geen maand later verliet op 22 juli Willem de Zwijger na kritiek op zijn Frans beleid en onder levensbedreigingen de Scheldestad, waar hij nog lange tijd in de Citadel had doorgebracht. Hij verhuisde, na zowat zijn hele leven in de Zuidelijke Nederlanden te hebben gewoond samen met Louise de Coligny zijn bezittingen op acht schepen meenemend, naar Middelburg waar hij tussen 1574 en 1583 als graaf van Zeeland al regelmatig was verbleven. Vanaf eind 1583 verhuisde Willem van Oranje ten slotte naar Delft. Daar had Balthasar Gérard (Gerards) uit Franche-Comté zich onder een valse naam in mei 1584 als Francois Guyon, zoon van een slachtoffer van de katholieke vervolging, toegang weten te verschaffen tot de hofprediker van de prins, Villers. Op 8 juli dook die op in het Prinsenhof in het klooster van Sint-Aagten. Dinsdagmiddag 10 juli wendde hij zich met een smoes tot de prins en schoot twee kogels op hem af in de longen en de maag, waarna deze schielijk overleed.

## Heroveringsperiode onder de landvoogd Alexander Farnese (1579-1588)

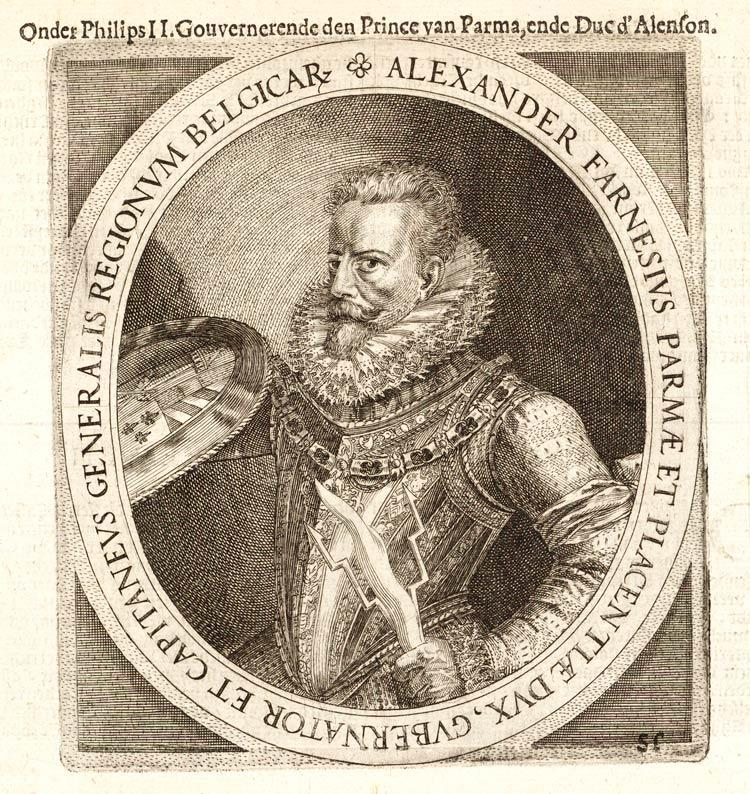
Alexander Farnese, de hertog van Parma.

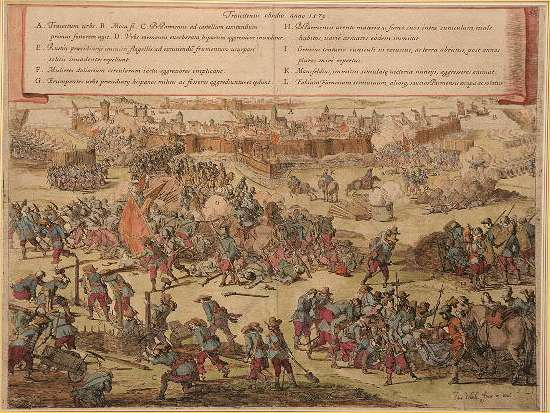
Het beleg van Maastricht in 1579.
Faminio Strada: De Bello Belgico.

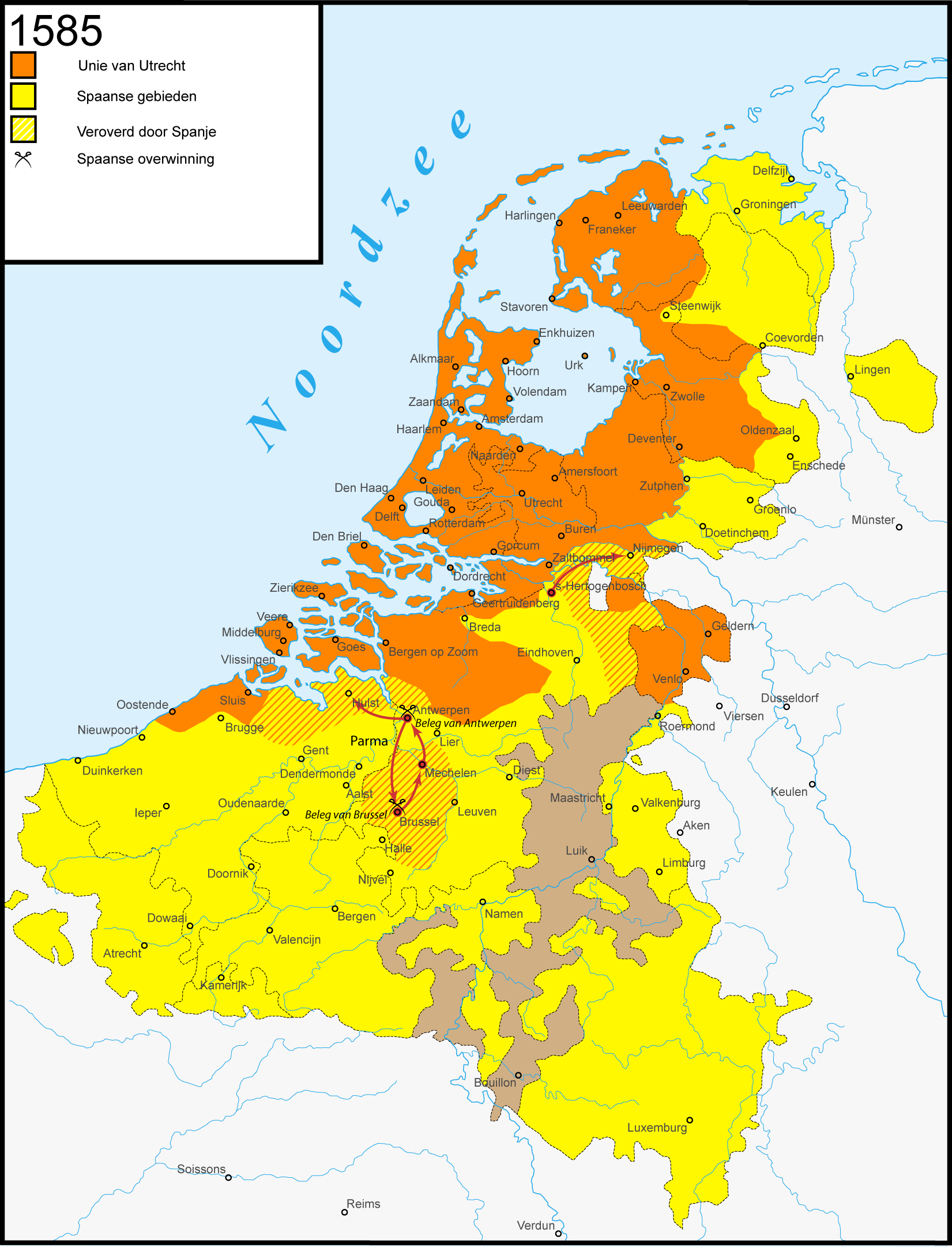
Staatkundige toestand in 1585.

De scheiding van de Noordelijke Nederlanden van de Zuidelijke was aanvankelijk niet cultureel bepaald, maar het gevolg van militaire en geografische omstandigheden. Na de opsplitsing werd de religieuze invloed bepalend voor het staatkundig uiteengroeien en de verdere culturele verwijdering tussen Noord en Zuid in de loop van de 17e eeuw. Maar eerst werd er nog heel wat aan gebiedsafbakening gedaan.
In 1579 was door de landvoogd Alexander Farnese de heroveringsstrijd van negen jaren ingezet van een aantal gewesten die onder Willem van Oranje in handen van de calvinisten waren gekomen. Na eerst nabij Antwerpen met de Staatsen slag geleverd te hebben had Parma nog datzelfde jaar Maastricht ingenomen en het jaar daarop Kortrijk. Door zijn toedoen had in 1580 Rennenberg het hele gebied van Groningen weer aan hem overgedragen en was Coevorden ingenomen. En in augustus had hij met de Slag om Baasrode de belangrijkste achterhaven van Antwerpen heroverd.
Ondertussen ging de prins van Parma onverminderd door met het heroveren van andere aan het centrale gezag ontvallen steden. In Brabant kreeg hij Lier in handen en in Vlaanderen Oudenaarde, waarna ook Ieper in gevaar kwam. In 1582 vorderde het Leger van Vlaanderen zowel in Vlaanderen als Brabant nog meer en slaagde in het heroveren van Duinkerke, Nieuwpoort, Menen, Veurne en Diksmuide, evenals een berenning van Steenwijk.
Op 23 juni 1585 moesten de Staatse troepen bij de Slag bij Amerongen Utrecht opgeven. En na het einde van de Gentse Republiek (17 augustus 1584), waarbij zo'n 4.000 meest protestantse Gentenaren vrije aftocht naar het Noorden kregen, was spoedig Antwerpen aan de beurt. De Antwerpen belegerende troepen van Parma sloten met tientallen schepen de Schelde af, waardoor bevoorrading onmogelijk was geworden. Er werd toegestemd in onderhandelingen die de katholieken in Antwerpen met de landvoogd hadden geëist en die werden door Filips van Marnix van Sint-Aldegonde gevoerd in het Spaanse hoofdkwartier in Beveren waar deze de overgave van de stad tekende. Nadat de Peis (vrede) werd uitgeroepen op de Grote Markt, vertrokken veel protestantse kooplieden en intellectuelen onder vrijgeleide noordwaarts. Hollandse en Zeeuwse schepen versperden daarop de Scheldemonding en sloten op hun beurt de thans onder Spaans bestuur zijnde stad af van de overzeese handel (al zouden Antwerpens bloeiende handel, kunsten en wetenschappen in de Hollandse "Gouden Eeuw" ook verder ontwikkelen). Tien dagen later op 27 augustus nam de stad garnizoen van het Leger van Vlaanderen in. De katholieke godsdienst werd verplicht.
Het verlies van Antwerpen was voor de rebellen een grote klap; zij vreesden dat zonder die stad de Opstand verloren was. Reeds op 18 augustus het jaar tevoren hadden zij een Raad van State in de Noordelijke Nederlanden geformeerd, bestaande uit vier leden van Holland, drie uit Brabant, Zeeland en Friesland, twee uit Vlaanderen en Utrecht, en één lid uit Mechelen, die samen hadden besloten de strijd voort te zetten opdat de noordelijke en zuidelijke Nederlanden bijeen zouden blijven. Die raad nam het bestuur waar met de zeventienjarige Maurits van Oranje als voorzitter, die op 1 november 1585 ook stadhouder werd van Holland en Zeeland, evenals, door bemiddeling van )Johan van Oldenbarnevelt, gouverneur, kapitein-generaal en admiraal. Met de inname van de grootste en rijkste stad van de Lage Landen boekte Parma nu zijn grootste succes, maar forceerde daarmee ongewild ook een definitieve scheiding van de Noordelijke Nederlanden van de achterblijvende Zuidelijke Nederlanden. Ondanks de afscheiding bleef Antwerpen het grote cultuurcentrum dat het altijd geweest was. De stad kende een eigen Gouden Eeuw met figuren als de drukker Christoffel Plantijn, (die het monopolie voor uitgave van missalen en brevieren voor de landen onder de Spaanse kroon verwierf), waarna ook de barokschilders zoals Pieter Paul Rubens wereldwijde bekendheid bereikten. De Vlaamse polyfonie, die reeds in de tweede school vertegenwoordigd was door Josquin Desprez kende een laatste uitstraling met Orlandus Lassus, die 2000 composities maakte. Tot de wereldliteratuur droegen auteurs zoals Anna Bijns en Filips van Marnix van Sint-Aldegonde bij, en deze laatste stimuleerde zelfs de Reformatie. Ook de opbloei van het noorden was deels aan figuren uit de Zuidelijke Nederlanden afkomstig te danken (zoals de Antwerpse Keulenaar Vondel, de Bruggeling Gomarus, Willem Usselincx, ontwerper van de WIC, een meerderheid aan aandeelhouders van de VOC, en meer dan de helft van Amsterdams voornaamste kooplui in 1611).
Voor de Staten-Generaal werd Den Haag nu de vergaderplaats van enkel nog de zeven noordelijke provincies van de Unie van Utrecht, terwijl de centrale regering van Brussel quasi onopgemerkt verdween.

De Nederlanden in de Bourgondische Kreits

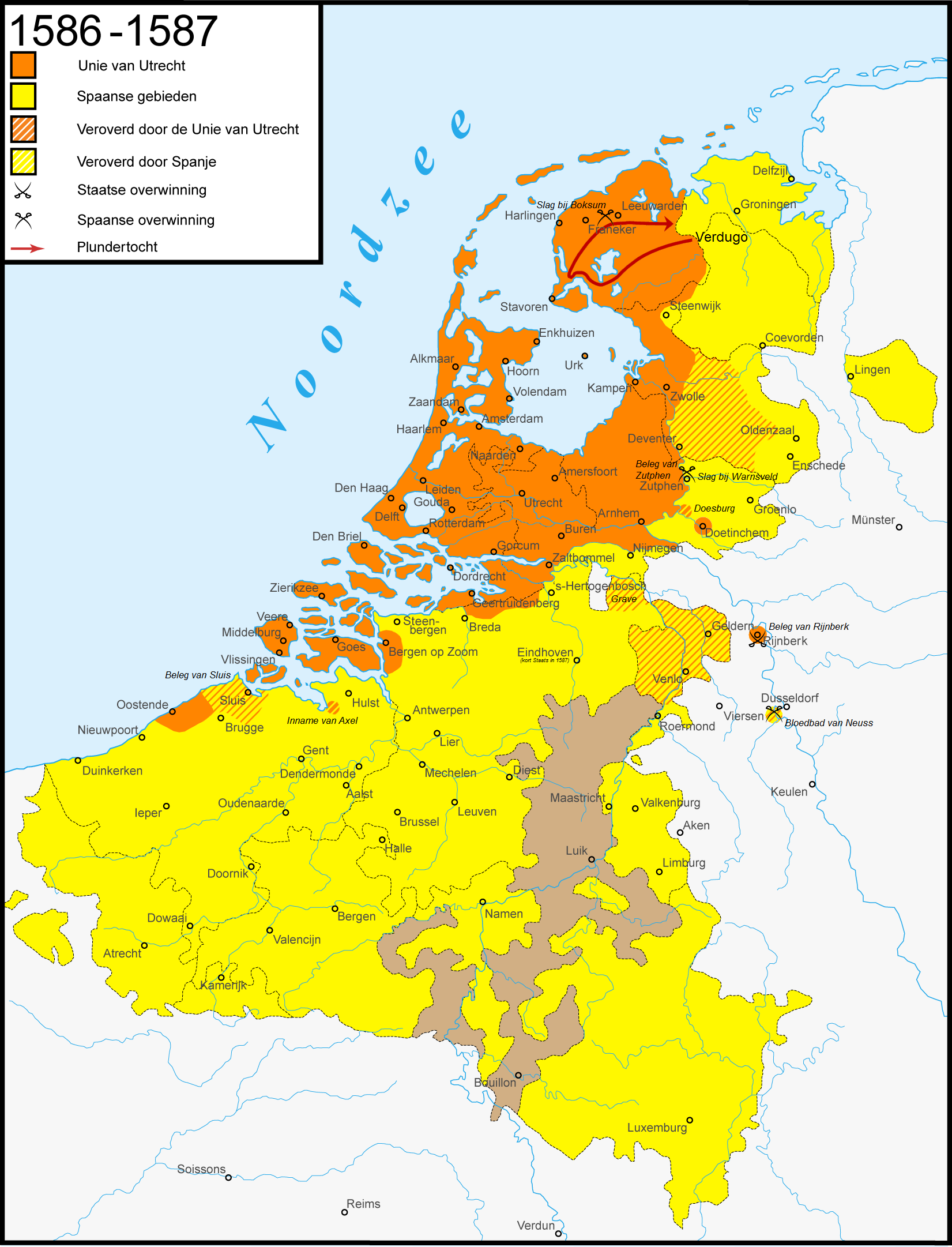
Staatkundige toestand in 1586-'87.

Het prinsbisdom Luik, dat sedert 1548 tot de Westfaalse kreits behoorde, waar tot dan ook het hertogdom Gelre, het sticht Utrecht, het sticht Kamerijk en het Kamerijkse, en de abdij van Echternach hadden bij gehoord, bleef verder onafhankelijk, zij het als een soort protectoraat van de Zuidelijke Nederlanden. Ernst van Beieren zette er na Gerard van Groesbeek de katholieke Trentse hervorming door met o.m. het oprichten van jezuïetencolleges en seminaries. Institutioneel ontwikkelde het prinsbisdom gelijklopend met zijn buren. Het wist gedurende de Opstand en daarna in de 17e en 18e eeuw de eigen neutraliteit te bewaren.
Na de moord op Willem van Oranje zochten de Noordelijke Staten-Generaal de wankele autonomie van de Unie van Utrecht te bekrachtigen door het aannemen van een andere staatsvorst. In december 1585 deden zij daarvoor beroep op de Franse koning Hendrik III en zochten ook de koningin van Engeland aan. Beiden weigerden een koningstitel, maar Elisabeth zegde wel haar protectie toe. Als reactie tegen de Spaanse opmars stuurde zij de graaf van Leicester (Robert Dudley) in het geheim met 5000 manschappen de Noordzee over, die twee jaar later evenwel zouden worden teruggeroepen. Hij had zich in januari 1586 als gouverneur-generaal laten uitroepen, tegen de wil van de koningin, die confrontatie met Spanje wilde vermijden. In april verbood Dudley alle handel met "de vijand". De handel met de Zuidelijke Nederlanden en Spanje was voor de Nederlandse kooplieden echter, mede door de 'licenties', een noodzaak. Daarop besloot de graaf van Leicester een Kamer van Financiën op te richten, waar de koopmansboeken konden gecontroleerd worden.
Terwijl het verzet zich vooral in Holland en Zeeland concentreerde, spitste Alexander Farnese van Parma zich intussen ongehinderd verder toe op de herovering van de steden die zij hadden ingenomen als buffer 'om de achtertuin te sluiten' zoals zij dat noemden. In de periode juni-juli nam hij Venlo en Grave. Na het Bloedbad van Neuss (Neuß) van 26 juli, een blaam voor Dudley die hem niet in dank werd afgenomen, volgde op 22 september de Slag bij Warnsveld tussen een Staats leger onder leiding van Leicester met daarin veel Britse eenheden, en de troepen die namens Spanje vochten. Het Staatse leger had zich tot doel gesteld de bevoorrading van Zutphen door de Spanjaarden te beletten, maar slaagde daar niet in. In december keerde Leicester naar Engeland terug voor overleg. Intussen was op 18 november William Stanley met het gezag over Deventer belast, waar 1200 Ierse soldaten gelegerd werden met York als aanvoerder. Deze (katholieke) Engelse aanvoerders droegen in januari 1587 de stad en De Schans over in Spaanse handen. De Staten-Generaal verwittigden graaf Leicester daarvan in een schrijven, opgesteld door Van Oldenbarnevelt. Na antwoord van Thomas Wilkes werd een onderzoek ingesteld, dat plaatsvond onder leiding van François Vranck. Hij betoogde dat de soevereiniteit in Holland altijd bij de Provinciale Staten had berust.
Het krijgsontwerp van Filips II om Engeland te veroveren met een reusachtige vloot, de Spaanse Armada, waar hij Farnese met zijn troepen als steun naartoe stuurde, draaide ten slotte echter uit op een rampzalige mislukking; de Slag bij Grevelingen op 8 augustus 1588 eindigde in een verpletterende nederlaag voor Spanje. Daarna was het leger in het noorden uitgeschakeld en had Farnese geen middelen om nog verder ten strijde te trekken tegen de inmiddels ontstane Republiek der Zeven Verenigde Nederlanden. 1588 wordt dan ook als het einde van Parma's negenjarige heroveringscampagne beschouwd. Als reactie volgde een tegenoffensief onder leiding van Maurits van Nassau en Willem Lodewijk, later door de Nederlandse historicus Fruyn de 'Tien jaren' gedoopt.

## Republiek der Zeven Verenigde Nederlanden (1588)
Al bij al begon men de indruk te krijgen dat Leicester, net als daarvoor Anjou, bezig was steeds meer macht naar zich toe te halen door in Utrecht een sterk gecentraliseerde regering onder zijn gezag te vormen, daarbij gebruik makend van steun vanwege het populaire calvinisme en de afgunst van de andere provinciën ten aanzien van Holland. Op 5 augustus 1587 kon hij niet verhinderen dat landvoogd Alexander Farnese, de hertog van Parma, Sluis veroverde, ter voorbereiding van de komst van de Spaanse Armada. In september probeerde Leicester Johan van Oldenbarnevelt en Maurits van Oranje, met wie hij het oneens was, gevangen te nemen, maar die wisten in Delft te ontsnappen. Daarop viel hij Amsterdam, Leiden en West-Friesland aan, wat telkens op een mislukking uitliep, terwijl voor de opstandelingen intussen weer verschillende steden verloren gingen.

De Republiek der Zeven Verenigde Nederlanden (generaliteitslanden in lichtblauw) scheidt zich af van het moederland

Met zijn poging tot een invasie van Holland vanuit Utrecht was in 1587 de maat vol. De graaf van Leicester werd gedwongen het grondgebied te verlaten. Hij werd door Willoughby als hoofd van de Engelse troepen opgevolgd.
In 1588 namen de noordelijke Staten-Generaal de Justificatie of Deductie van François Vranck aan, waarmee zij de macht als feitelijke regering in handen kregen en dagelijks vergaderden. Na achtereenvolgende mislukte pogingen, al sedert Mathias van Oostenrijk, om een eigen staatshoofd te benoemen, besloten zij voortaan tot zelfbestuur zonder staatshoofd, en kondigden de Republiek der Zeven Verenigde Nederlanden af (ook wel 'De Verenigde Provinciën', Latijn: Belgica Foederata). Hiermee scheidden de Noordelijke Nederlanden zich thans definitief af van het moederland. In april werd prins Maurits van Oranje, zoon van Willem van Oranje en graaf van Nassau, stadhouder over Utrecht en Overijssel en vestigde zijn gezag in Zeeland.
De hertog van Parma had in Duinkerke 40.000 soldaten verzameld om Engeland te veroveren en wachtte daar op de Spaanse Armada om die te verschepen. Maar terwijl Hollandse watergeuzen hem verhinderden zich vanuit Vlaanderen bij de Armada te voegen werd deze vloot verslagen door een Engelse onder admiraal Francis Drake. Parma belegerde daarop de stad Bergen op Zoom, maar zonder succes. Zijn bevelhebbers Chimay en Verdugo boekten evenwel in het Rijngebied wel weer enige winst in de Noordelijke Nederlanden.
Na de nodige tegenslagen volgde voor de Republiek een periode waarin de situatie sterk verbeterde, door Robert Fruin de Tien jaren genoemd. De Nederlandse Opstand sloeg in tien jaren tijds van vrijwel hopeloos in 1588 om tot vrijwel geslaagd in 1598, zij het dat dit enkel voor de zeven noordelijke provincies geldt. Deels wordt deze ontwikkeling ook toegeschreven aan internationale factoren zoals de hernieuwde oorlog tussen koninkrijk Frankrijk en Spanje, maar tevens aan de politieke bekwaamheid van Johan van Oldenbarnevelt, advocaat van Holland, en aan de krijgskunde van Maurits van Nassau. De volgende decaden zouden beiden nauw samenwerken. Holland speelde van begin af een centrale rol en leverde meer dan de helft van de inkomsten van de Republiek. Met daarbij de inkomsten vanuit de zes andere gewesten, waaronder de generaliteitsbelasting van gewesten zoals Staats-Brabant waar de noordelijke Staten-Generaal het bestuur over uitoefenden, kon een leger en een vloot worden in stand gehouden. Samen met de stadhouders oefende Holland op basis van zijn relatie met het huis van Oranje gedurende twee eeuwen de feitelijke macht uit. Daarom werd in het zuiden ook de term "Holland" of "Hollanders" voor het geheel van de afgescheiden republiek gebruikt, die internationaal ingeburgerd geraakte (behalve in Engeland dat dit deel van de Lage Landen als Duits bleef zien, vandaar "Dutch"). De term "Vlamingen" (Fiaminghi), die tevoren in het buitenland als pars pro toto voor alle inwoners van de Nederlanden was gebruikt, sloeg vanaf nu nog enkel op de inwoners van de Zuidelijke Nederlanden.
Aanvankelijk werd de Republiek internationaal nog niet erkend. Vooral Spanje weigerde nog lang de onafhankelijkheid te erkennen (zie Vrede van Münster).
Op 10 april 1589 werd de stad Geertruidenberg door Engelse muiters tegen betaling aan Farnese van Parma en de Katholieke Nederlanden overgeleverd. Farnese had zich daarna een hele tijd moeten terugtrekken in het kuuroord Spa om van een ziekte te herstellen. Bij zijn afwezigheid ontstond zelfs muiterij in Tercio Viejo, zijn meest toegewijde regiment. Maar op 2 augustus 1589, toen koning Hendrik III van Frankrijk overleed, gaf Filips II van Spanje de landvoogd opdracht de rechten van zijn dochter Isabella op de Franse troon te gaan verdedigen, aangezien Frankrijk nu de Salische Wet inriep, die bepaalde dat enkel mannelijke troonopvolgers golden. Daardoor moest Parma, tot grote opluchting van de Nederlandse opstandelingen, afzien van verdere verovering van een heel gebied in de Noordelijke Nederlanden, waar hij zich had op voorbereid. En zo kon Maurits tot 1596 delen van Vlaanderen en Brabant boven de grote rivieren inpalmen om in het zuiden Antwerpen af te snijden van de zee. Op 4 maart 1590 veroverde hij reeds Breda (met behulp van het turfschip van Breda van Adriaan van Bergen, waarin 68 jonge mannen onder leiding van commandant Charles Héraugière zich hadden verscholen). 
Dankzij de prins van Parma was de calvinistische suprematie evenwel in de Zuidelijke Nederlanden verdreven, en de loyauteit aan de koning bevestigd. De personele unie van Portugal met Spanje maakte vervolgens de Portugees-Nederlandse Oorlog mogelijk, waarbij de Republiek van haar kant haar koloniën uitbreidde.

## Toestand na 25 jaar oorlog
De bloeiende toestand waarin de Spaanse Nederlanden in 1560 onder Margaretha van Parma nog verkeerden was sinds de Beeldenstorm en na een kwarteeuw van geruzie en oorlog volkomen ontaard in die van ontreddering, vertwijfeling, wantrouwen en armoede alom. Behalve in Holland en Zeeland, waar sedert het ophouden van de krijg in die streken handel en nijverheid met rasse schreden waren vooruitgegaan, evenals in het neutrale Prinsbisdom Luik.

### Algemeen

Zeeland

De vloot van Holland en Zeeland, die onder invloed van de watergeuzen was uitgebreid, had na de val van Antwerpen  de Schelde 'gesloten' voor doorgaande zeevaart door vanaf 1587 het verbodemen (overladen) verplicht te stellen. Beide partijen hieven tollen en in- en uitvoerheffingen aan de grens, die ze dringend nodig hadden om hun oorlog te bekostigen. De Staatsen hadden ook het leeuwendeel van het handelsverkeer tussen de Sont en Portugal bemachtigd. Spanje liet deze handel toen oogluikend toe, omdat het nog over geen eigen oorlogsvloot beschikte, en er wel bij voer dat via de Sont graan vanuit het oosten werd geïmporteerd, terwijl goederen vanuit de zich ontwikkelende kolonies noordwaarts konden worden verhandeld. En tussendoor brachten ook Engelse en Hollandse piraten buitgemaakte vrachten goederen aan land voor de zwarte markt waar men het kon betalen.
In graafschap Vlaanderen was dat amper het geval. Na de verwoestingen door de Beeldenstorm waren de bosgeuzen het graafschap komen terroriseren en waren hoeves, kloosters en kerken in vlammen opgegaan. De wraakacties van Alva hadden stad en land nog verder de grond in geboord en de vlucht en verbanning van talloze middenstanders die het calvinisme aanhingen hadden nijverheid en handel doen in elkaar stuiken en de werkloosheid doen toenemen. Muitende soldaten hielden overal plundertochten en sleepten hun buit naar Aalst, waar zij een roofnest hadden ingericht. Vanuit Gent waren daarna verwoestende veldtochten tegen de malcontenten gevoerd door al even plunderzieke Staatse benden, waardoor vooral de streek rond Ieper, Veurne en Doornik het hard had te verduren gehad. Daarop waren de troepen van Anjou, bij wie plundering als ingecalculeerd betaalmiddel leek te gelden, de streek nog verder komen stropen. En ten slotte was het de herovering door Farnese, die de Staatsen stad na stad had teruggedrongen, waarmee het platteland beroofd werd van wat er nog restte. Het hele graafschap leek eind 1584 in een woestenij omgetoverd. Het was dan ook niet te verwonderen dat de steden een na één de poorten openden om garnizoen van Farnese te nemen op de voorwaarden die hij overal had laten rondsturen: uitsluitende handhaving van het katholicisme, verlof tot vrij vertrek voor andersdenkenden met have en goed, behoud der privilegiën, algemeen pardon. Na de inneming van Brugge en Dendermonde kon het nu ingesloten Gent, zij het na nog lang verzet van de calvinistische kern, niet anders dan eveneens de poorten openen. Enkel Oostende, Sluis en wat kleine Scheldesteden hielden nog Staatse troepen, voor de rest was heel Vlaanderen nu onder het bestuur van de Spaanse Nederlanden teruggekeerd. Hoe ellendig het er intussen gesteld was, blijkt uit het feit, dat zich herhaaldelijk wolven tot om en zelfs binnen de stadsmuren vertoonden.
In Brabant en Henegouwen was het ook al niet beter geworden. De ordeloze veldtochten van prins Willem in 1568 en 1572 met eindeloze plunderingen, en de wijze waarop Alva deze had bestreden, namelijk door een soort tactiek van de verschroeide aarde, hadden ook hier het landschap in een woestenij herschapen. Dan had de oorlog tegen Don Juan in deze streken gewoed, waarna Henegouwen vooral van het plunderziek leger van Anjou te lijden kreeg. En intussen was de prins van Parma al vijf jaar het land aan het heroveren. Brussel was door hem omsingeld en leed hongersnood. Olivier van den Tympel, Oranjes veldoverste, die er nog het bevel over de troepen voerde, begon de moed te verliezen en het oor te lenen aan Parma's voorstellen, terwijl ook hier de bevolking vurig naar het einde van de strijd verlangde. In maart 1585 gaf de hoofdstad zich over, en in de zomer was Mechelen aan de beurt en zou Antwerpen volgen. De Franse Furie onder Anjou was de havenstad op het verlies komen te staan van de Engelse handel, ten dele verplaatst naar Middelburg en Veere, maar vooral naar Hamburg. In 1584 had Farnese zich van het aan de overzijde van de Schelde gelegen Waasland meester gemaakt. In de zomer bereidde hij de omsingeling voor. De dag van de dodelijke aanslag op Oranje bemachtigde de prins van Parma het nog niet geheel afgebouwde Staatse Fort Liefkenshoek. Daarna begon hij langs de Schelde nieuwe forten te bouwen tegenover de Staatse, in Lillo en elders. Bij Beveren en Kallo legerde Farnese zijn hoofdmacht. Nijverheidslieden en kooplieden verlieten in toenemende getale de onveilige plaats om naar Duitsland, Engeland of Frankrijk uit te wijken, of later, toen het daar beter ging, zich in Holland of Zeeland te vestigen.

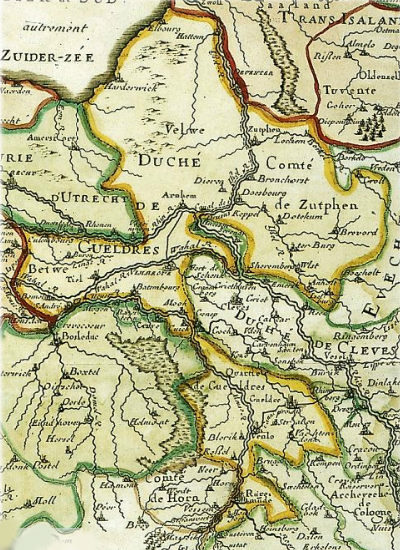
Gelre en haar kwartieren.

In de Maasstreek en in Gelderland was de toestand al even schrijnend. De Maasstreek was tweemaal getroffen door de veldtochten van Oranje, gevolgd door die van graaf Lodewijk in 1574, en ten slotte door het optreden van Parma aan de rivier in 1578 en 1579. Het Overkwartier, behalve Venlo, was zo goed als geheel in Spaanse handen maar in deze streken woedde ook de Keulse Oorlog tussen de troepen van de graaf van Nieuwenaar en die van Aremberg. Verdugo's plunderende scharen vertoonden zich sinds de val van Zutphen overal in de Achterhoek en op de Veluwe. Nijmegen en Doesburg verzoenden zich dan ook in het voorjaar van 1585 met de koning. Arnhem werd hierin nog tegengehouden door de graaf van Nieuwenaar die er zijn stadhouderschap aanhield. Maar overal waren het de talrijke katholieken, die, verontwaardigd over de onderdrukking van hun geloof door de calvinistische regeringen, verlokt door de gunstige voorwaarden waarop veel Brabantse en Vlaamse steden al waren overgegaan, en evenzeer verlangend een einde te zien aan de brandschattingen en de hopeloze verwarring waaraan ook het platteland van Gelderland reeds jaren was blootgesteld, tot onderhandeling met Parma werden gedreven. Ze grepen iedere gelegenheid aan om over het beheer door de Staten te klagen. De handel op de Rijn was tot stilstand gekomen. De kaperij tierde welig tot daar sedert het heroplaaien van de strijd in 1578, en drie jaar later was de oude handelsweg van West-Duitsland ten nadele van de Gelderse en Overijsselse steden en van het naburige Duitse gewest zo goed als afgesloten.
In de noordelijker gelegen gewesten woedde de guerrilla voort nadat Rennenberg door de inname van Steenvoorde de blokkade van het platteland van Friesland had opengemaakt. Tegen de macht van het Leger van Vlaanderen onder Vertugo's troepen aldaar konden de Staatse troepen van Willem Lodewijk en Hohenlohe niet veel beginnen, behalve wat bescherming leveren aan Friese steden. Plundertochten waren er in de omgeving van Groningen intussen van beide kanten. In Drenthe, Friesland en Groningen moesten de boeren zich daartegen wapenen. Schermutselingen, brandschatting en plundering begonnen er tot het dagelijks leven te horen, wat allengs tot een algemene toestand van verwildering leidde. In Groningen stad brak in 1581 door ontbering en ellende de pest uit, waaraan 13 000 mensen overleden. De eens zo bloeiende handel, die reeds in 1570 door de watergeuzen een serieuze terugval had opgelopen, ging nu helemaal teloor, omdat de stad jarenlang geblokkeerd werd. Daarbovenop kwam in 1585 nog een algemene watervloed.

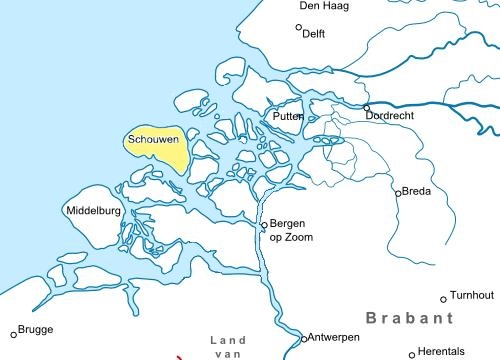
Schouwen, in het geel weergegeven, nog in 1350

Niet enkel de ‘bedorvene provinciën’ Gelderland, Utrecht, Friesland en Overijssel, die zich reeds in 1579 tot bijdragen voor de gemeenschappelijke strijd tegen de Spanjaard onmachtig verklaarden, maar ook Holland en Zeeland hadden er onder te lijden gehad tot de Spaanse troepen na Requesens' dood deze gewesten verlieten. Het glorieuze 's-Gravenhage was door veel inwoners van rang en stand verruild voor het ommuurde Delft; de huizen stonden grotendeels leeg en vertoonden verbrande deuren, vensters en daken; de troepen van beide kampen hadden ze als stallen gebruikt, het ijzerwerk geroofd en alles van waarde geplunderd; de straten waren met gras begroeid; de bomen van het bos grotendeels omgehakt en verkocht. Het doorsteken van de dijken van Rijnland en Delfland om Leiden te redden had in de landbouw grote verliezen teweeggebracht, waardoor de landbouwbevolking tot een derde was teruggebracht. De dijken waren in het algemeen door verwaarlozing in de oorlogstijd zo verzwakt, dat Zeeuwse eilanden als Duiveland en Schouwen met ondergang werden bedreigd terwijl op Walcheren en Zuid-Beveland de welvaart was vernietigd in de bloedige strijd te land en te water. Maar na de Pacificatie van Gent hernam het verkeer tussen Holland en Zeeland en de overige gewesten, en bloeide de handel en nijverheid er in snel tempo weer op. De taaie weerstand van de grootste koopvaardijstad in de regio, Amsterdam, maakte dat heel wat handelsverkeer zich aan de Zuiderzee via Enkhuizen, Hoorn en andere 'watersteden' ging bewegen, waarnaar veel kooplieden uit Amsterdam verhuisden. Toen de geuzen in 1573 hun overwinning op Boussu behaalden, waren zij meester van de zeeboezem en verhinderden de Amsterdamse handel, die toch al door de zeeroof van de watergeuzen omstreeks 1570 zeer achteruit was gegaan. Al in 1569 was de handelsvloot van de stad op de Oostzee van 250 op 150 schepen teruggevallen. Schepen lagen te rotten in de stadsgrachten, en pakhuizen veranderden in stallen voor het vee van gevluchte boeren uit de omtrek. Toen ook het aanleggen van graanschepen drastisch minderde, zag het stadsbestuur in dat men zich beter met de Staatsen kon proberen akkoord te stellen.
Na de ‘satisfactie’ herwon Amsterdam geleidelijk haar vroegere status. In 1585 moest de stad weer worden uitgebreid en kon opnieuw aan het handelsverkeer deelnemen, dat Holland en Zeeland in weerwil van de oorlog waren blijven voortzetten, zowel op de Oostzee en Engeland als op Frankrijk, Spanje en Portugal met na de Pacificatie steeds toenemende winst. Behalve door de groeiende rijkdom van de bevolking haalden deze gewesten ook groot voordeel uit de handel door de lasten die men daarop kon leggen. Holland had dan ook algauw de middelen gevonden om de oorlog te voeren. Dat waren de zogenaamde 'licenten en convooien', belastingen op de handel. Licenten waren de lasten betaald voor de vergunning om naar vijandelijk gebied uit te voeren, d.i. naar Spanje en Portugal en naar de door de thans weer onder Spaans gezag gekomen streken in het Zuiden. De Zeeuwse geuzen hadden dit systeem in 1572 aan de Schelde al ingevoerd en in het voorjaar van 1573 had Holland dat voorbeeld gevolgd, hetgeen dat jaar alleen al 850 000 gulden opleverde. Holland zag er zoveel voordeel in, dat het dit systeem ook bij de andere gewesten dringend aanbeval, wat in mei 1578 dan ook door de Staten-Generaal werd aangenomen. Tollijsten, op kosten der Staten-Generaal gedrukt, gaven aan hoeveel van elk in- of uitgevoerd artikel mocht worden gevraagd.
Dit onmiskenbare voordeel vooral voor de Hollanders en Zeeuwen, uit deze handel, niet in het minst uit die op de gewesten van het zuiden, op Spanje en Portugal, was ook de Spaanse regering een doorn in het oog. De geldsommen die ermee verdiend werden maakten immers dat de opstandelingen voornamelijk daardoor voor een groot deel hun strijd konden blijven volhouden. Herhaaldelijk werd het de Hollanders dan ook moeilijk gemaakt in de Spaanse havens, en het eerst nog onafhankelijke Portugal had hen daarom des te meer aangelokt door de grote handelsvrijheden daar. Thans was Portugal echter Spaans, waardoor de Nederlandse kooplieden steeds meer nadeel gingen ondervinden.

### Religieuze toestand na de afsplitsing

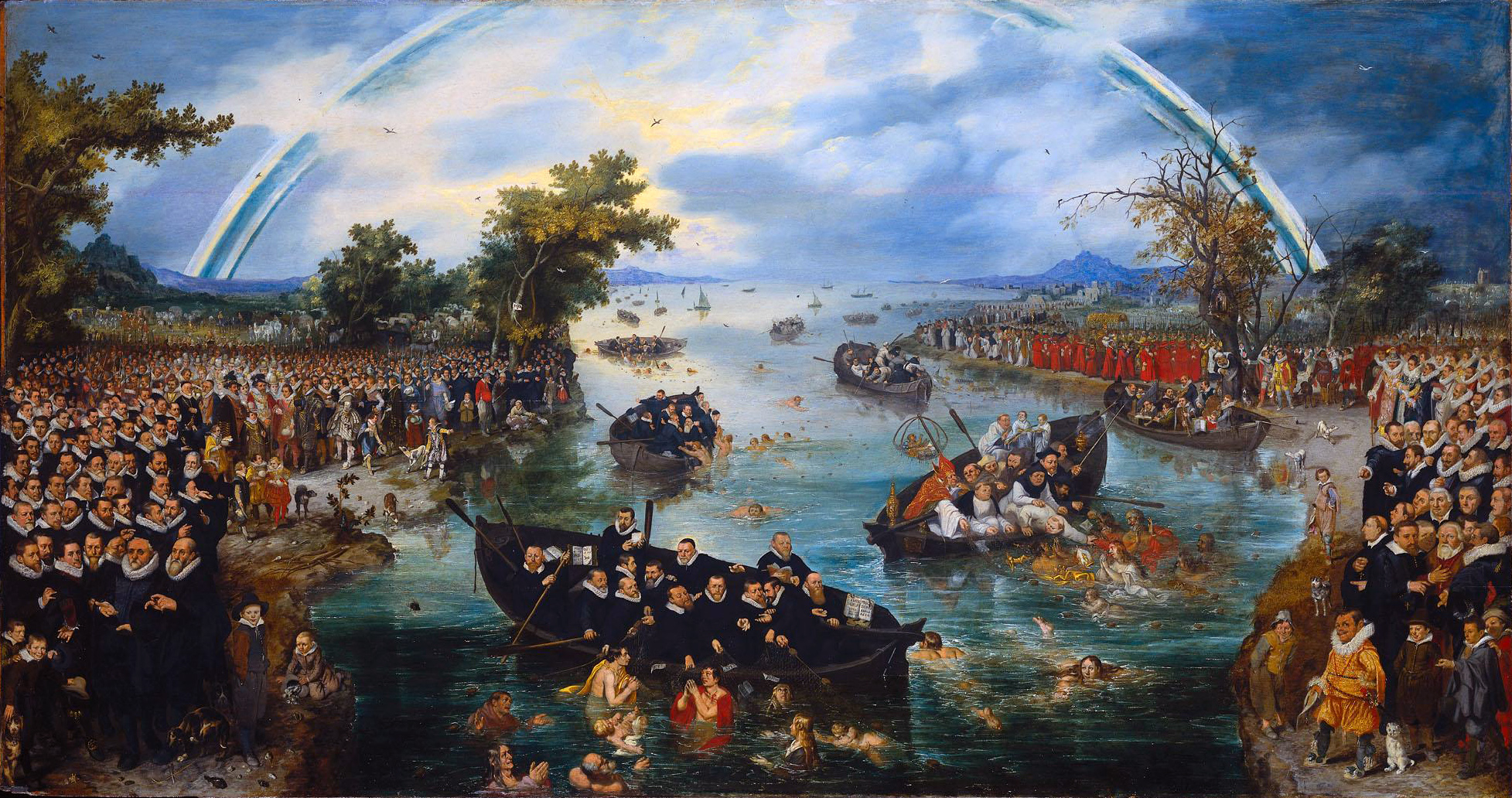
De zielenvisserij, Adriaen Pietersz van de Venne, (1614).
Allegorie op de ijver van de religies.

Terwijl rond 1576 de klachten over onrechtzinnigheid van geestelijken, hun geldzucht en 'onkuis leven' nog legio waren en in de noordelijke gewesten het ontvallen aan de Roomse Kerk algemeen dreigde te worden, poogden thans veel geestelijken in noord en zuid met voorbeeldige ijver te redden wat te redden viel. De geest van de Contrareformatie, die niet alleen tot een meer verfijnde definiëring van de katholieke leer aanzette, maar ook de verbetering van het kerkelijk functioneren beoogde (bijvoorbeeld door het tegengaan van allerlei misstanden en het herstructureren van de administratie), was tegen 1584 ook in de Nederlanden duidelijk herkenbaar. Uit het noorden bleven de bisschoppen verdreven, maar in het zuiden keerden zij met de legers van Parma terug en hielden thans streng de hand aan de kerkelijke tucht onder hun geestelijkheid. Vooral verbetering van het 'gehalte' van die geestelijken was nodig volgens Granvelle, de voormalige aartsbisschop van Mechelen, die in 1580 deze functie aan Jean d'Auchin, deken van St. Goedele te Brussel, had overgelaten en goed wist hoe het met dit gehalte gesteld was.
Het calvinisme van zijn kant was in vijf gewesten de heersende Kerk, maar op het platteland raakte het niet diep geworteld. Een klein aantal gelovigen had met steun van de patriotten en op eigen wilskracht en stoutmoedigheid, in een aantal steden in Vlaanderen en Brabant het gezag weten te bemachtigen. Hun geloofsijver compenseerde doorgaans hun geringer aantal, maar deed weldra hun politieke invloed in een godsdienstige invloed ontaarden. Het was net als het christendom zelf bij zijn ontstaan slechts een godsdienst van stedelingen. In 1584 was het zelfs in het noorden, buiten misschien Zeeland, in geen enkel ander gewest de algemene godsdienst. In die andere afgescheiden gewesten waren de katholieken nog steeds veel talrijker, met name in Utrecht en de oostelijke provinciën, in mindere mate ook in Holland en Friesland. De talloze onverschilligen hadden intussen de gang van zaken afgewacht, bereid om het calvinisme te aanvaarden, waar het zou zegevieren, maar evenzeer bereid om weer naar de mis te gaan, wanneer Parma overwon. In het begin hadden zij uit onmin met het Spaans gezag de oproerkraaiers laten betijen. Maar toen die aan verzet en opstand daartegen dachten, was het te laat en moesten ze machteloos toezien hoe hun priesters werden verjaagd, hun kerken gesloten en hun eredienst verboden. Na zeven of acht jaar was het merendeel van de adel, behalve in een groot deel van Antwerpen, nog steeds katholiek voelend. En zodra de prins van Parma het gezag herstelde, waren zij weer openlijk gaan praktiseren en begaven tienduizenden zich te biechten. Al degenen die, uit voorzichtigheid, uit belang of uit noodzaak, een bekering geveinsd hadden, verzoenden zich dadelijk met de Kerk. Vóór de belegering van Nieuwpoort raamde men het aantal protestanten daar op drieduizend, na de overgave vond men er nog drie. Anderzijds gebeurde hetzelfde in omgekeerde zin in plaatsen waar de Kerk opnieuw zegevierde: calvinisten die openlijk hun geloof afzwoeren, maar het heimelijk bleven beoefenen.
Behalve calvinisten en katholieken was er inmiddels, vooral in regeringskringen, een derde levensbeschouwing doorgedrongen, die van de libertijnen. Dit waren in het algemeen mannen, die men zou kunnen beschouwen als erfgenamen van de erasmianen, geestverwanten der volgelingen van ‘paap Hubert’ te Utrecht. Zij stonden afkerig tegen het dwepen van de predikanten maar ook tegen de dwang aan katholieke zijde, en verzetten zich tegen alle pogingen om de streng calvinistische beginselen consequent in de kerkelijke instellingen door te drijven. Tegen hen en hun woordvoerders begonnen zich de leidende calvinisten nu te richten.

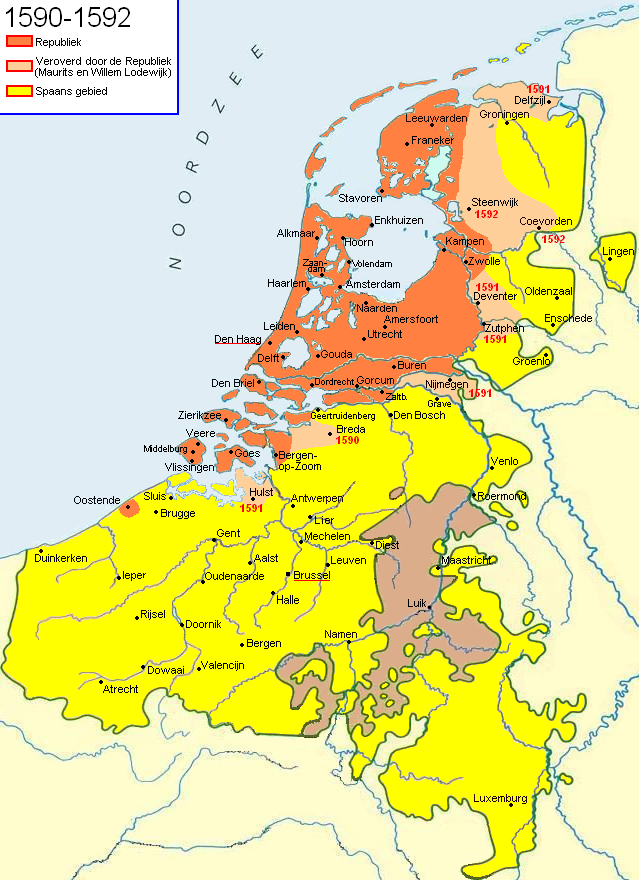
Situatie in de Nederlanden rond 1591

Verder hadden naast calvinisten van allerlei schakering, zodra de druk van het Spaanse bewind was weggevallen ook de nooit geheel verdwenen mennonieten of doopsgezinden op het platteland van noordelijk Holland en Friesland weer overal de kop opgestoken. Ook zij werden met onverholen vijandschap door de calvinisten bejegend.
Voorts was het tussen 1591 en 1595 ook de tijd waarin bijvoorbeeld de Heksenprocessen te Amersfoort en Utrecht startten. Beschuldigden stonden voor het Hof van Utrecht terecht. Verdachten werden gefolterd en gedwongen om de namen van anderen te noemen. Ook de Zuidelijke Nederlanden kenden na 1592 een opleving van de heksenvervolging na een decreet door Filips II in die richting.

### Ketterij- en Heksenvervolging

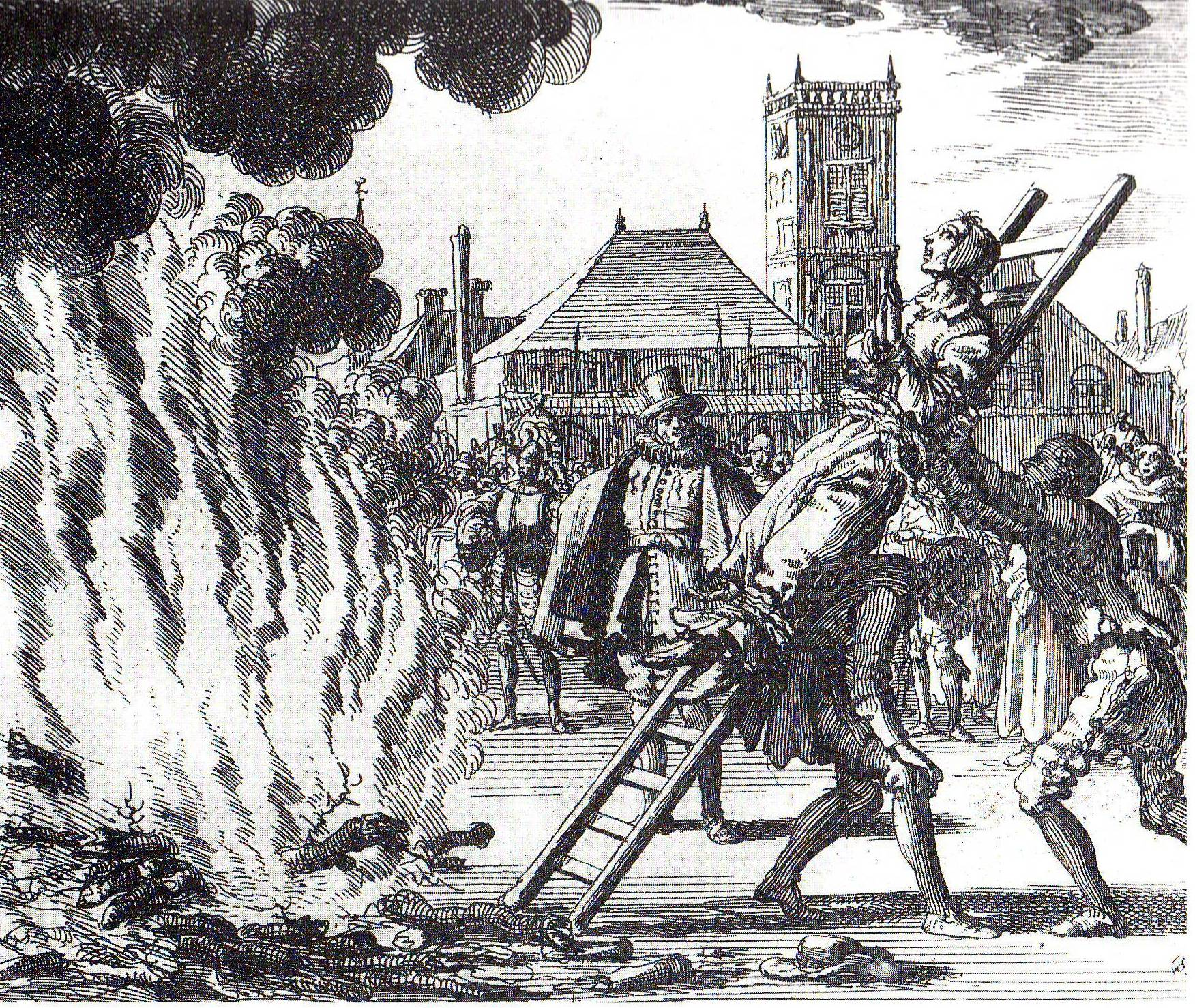
Terechtstelling op de brandstapel

De heksenvervolging in de Lage Landen, die in de Spaanse periode culmineerde nadat de vervolging van ketters die tot het calvinisme werden gerekend was afgenomen, is een hoofdstuk waaraan door historici in de algemene geschiedenis weinig aandacht wordt besteed. Slechts enkele uitgaven geven uitgebreid en gedetailleerd verslag over de gebeurtenissen die het dagelijks leven van de bevolking rechtstreeks teisterden.

## De Nederlanden onder aartshertogen Albrecht en Isabella (1596-1621)
Alexander Farnese viel in ongenade na zijn terugtrekking na de slag bij Caudebec. Hij werd als landvoogd van ‘de Nederlanden’, ‘les Pays-Bas’, zoals men het gebied der aartshertogen nu meer en meer ging noemen, in naam opgevolgd door graaf Peter Ernst von Mansfeld, de nieuwe veldheer werd Pedro Henriquez de Acevedo, graaf van Fuentes.  Op 3 december 1592 overleed de prins van Parma in Atrecht, nog voor Fuentes hem naar Spanje kon terug te brengen - indien nodig met geweld of als gevangene. In 1594 werd Mansfeld vervangen door Ernst van Oostenrijk. Deze laatste ondernam onderhandelingspogingen met de noordelijke provincies, maar dat lukte niet, en na zijn dood in 1595 werd Fuentes officieel tot landvoogd en opperbevelhebber van de Spaanse troepen benoemd. Daarop nam hij deze tijdens de oorlog tegen Frankrijk Kamerijk in. Zijn onbuigzaamheid deed hem de das om.
Begin 1596 werd daarop aartshertog Albrecht van Oostenrijk, landvoogd en deed op 11 februari in Brussel zijn Blijde Intrede. Albrecht had zich voorgenomen de opstandige gebieden in te nemen en veroverde Calais en het nabije Ardres in datzelfde jaar op de Fransen, en Hulst op de Nederlanders. Maurits van Oranje, arriveerde daar te laat met troepenversterkingen, maar was tot dan sinds 1590 doorgegaan met boven de grote rivieren steden en gebieden op de Zuidelijke Nederlanden te heroveren.
In 1594 was het Spaanse leger daarmee ongeveer alle strategische posities benoorden de grote rivieren kwijtgeraakt. En tegen 1595 was de verovering van de oostelijke Lage Landen voltooid, maar wegens geldgebrek zag de Staten-Generaal zich toen gedwongen het Staatse leger af te slanken. Het gevolg was dat tijdens het staken van de vijandelijkheden tussen noord en zuid de gouden tijd voor Maurits van Oranje achter de rug bleek.

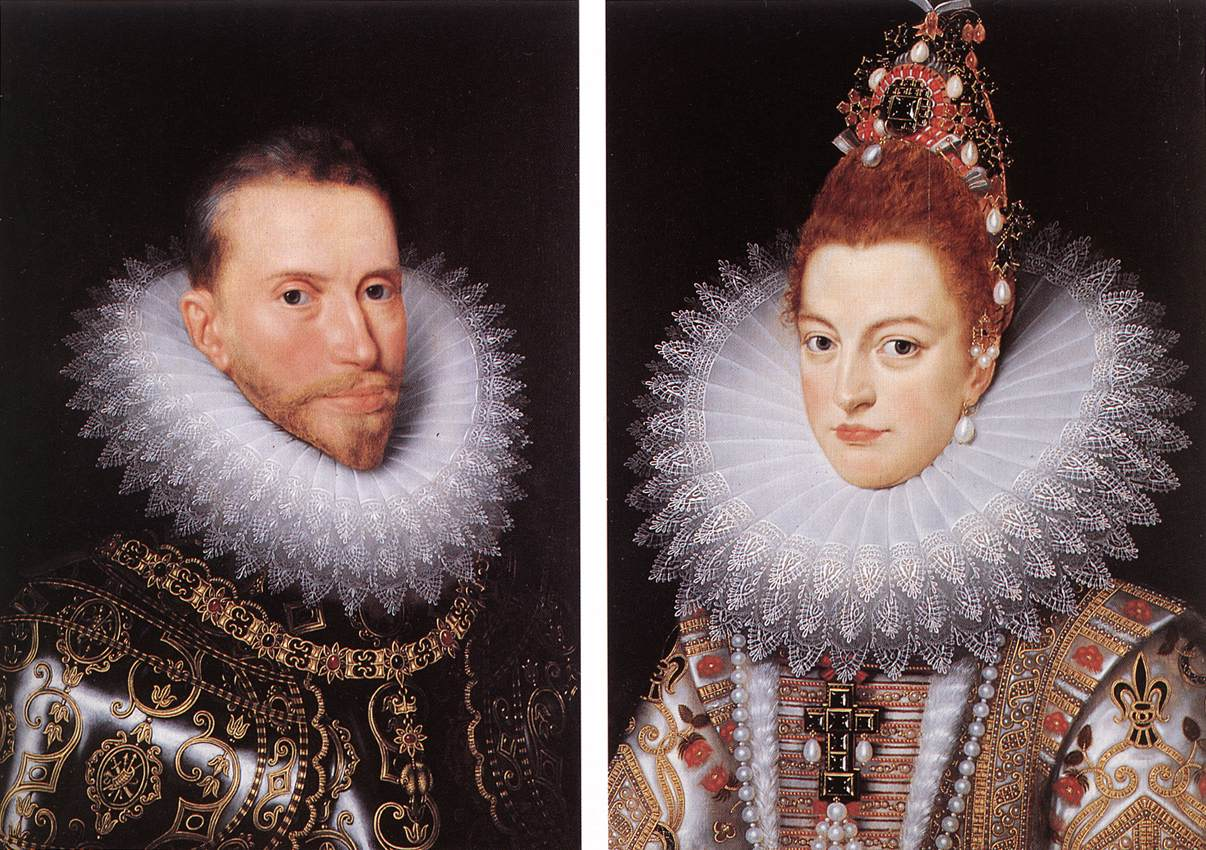
Portret van infante Isabella Clara Eugenia en haar gemaal, Aartshertog Albert
17e-eeuwse anonieme meester, naar originelen door Frans Pourbus de jongere.

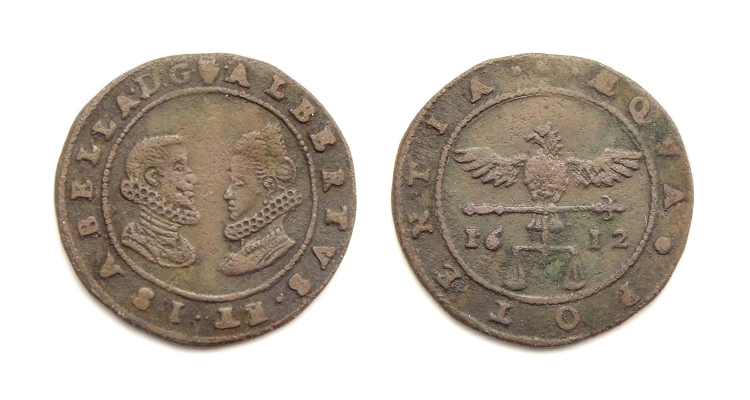
Jeton met dubbelportret van Albrecht van Oostenrijk en infante Isabella van Spanje, geslagen te Antwerpen in 1612.
Voorzijde: portretten van Albert en Isabella.
Keerzijde: Adelaar met balans, datum 1612.

Op 6 mei 1598 vond het huwelijk plaats van Isabella van Spanje met Albrecht van Oostenrijk. Filips schonk de Spaanse Nederlanden (dat wil zeggen alle Zeventien Provinciën) als bruidsschat, met in acht name van de Akte van Afstand. Daarmee hoopte hij de opstandige provincies onder zijn dynastie te kunnen behouden voor zijn geslacht. De facto trad Isabella aan als vorstin over de Zuidelijke Nederlanden, autonoom als geallieerde van de Spaanse koning, met diplomatieke vertegenwoordigers aan een eigen hof. Spaanse garnizoenen werden in de citadels van Antwerpen, Gent en Kamerijk gekazerneerd. Het prinselijk paar deed op 5 november zijn Blijde Intrede in Mechelen. De Spaanse Nederlanden, die Isabella van haar vader in eigendom had gekregen op conditie dat er erfopvolgers zouden zijn (zo niet werden al de gewesten met Spanje herenigd), kwamen nu onder bestuur van beide aartshertogen, die zelfstandig als geallieerden van Spanje regeerden.
Op 13 september 1598 overleed koning Filips II. Vrijwel direct na zijn troonsbestijging brak zijn opvolger koning Filips III met de praktijk dat de opstandelingen in de Noordelijke Nederlanden handel konden drijven met de Spanjaarden en daarmee hun oorlog bekostigden. Hij stelde een embargo in, liet alle in Spaanse en Portugese havens aanwezige Nederlandse schepen met hun lading in beslag nemen en de bemanning in hechtenis, ook al bracht deze politiek de Spaanse economie minstens evenveel schade toe als de Hollandse. Het embargo bleef van kracht tot 1608, maar de Nederlandse scheepvaart had zich ondertussen, zoals door waarnemers in Spanje al gevreesd was, op het Verre Oosten gestort, waar grote winsten konden behaald worden. Door het grote succes van de zeetochten naar Indië werden er allerlei "Compagnieën van Verre" opgericht.
Het kerkelijk huwelijk van Isabella met Albrecht werd wegens het overlijden van haar vader een jaar uitgesteld en op 18 april 1599 in Valencia voltrokken. De vorstin vestigde zich met haar gemaal in de Nederlanden in het Paleis op de Koudenberg. Met het vorstenpaar kwam de oudste zoon van Willem de Zwijger, Filips Willem van Oranje mee, die aan het Spaanse hof was opgevoed, om te Brussel in het Nassaupaleis te wonen, waar hij ridder in de Orde van het Gulden Vlies werd. Maar hij mocht zich niet met politiek inlaten. In het noorden was men bevreesd voor de al te katholieke denkbeelden die hij met zijn Spaanse opvoeding had meegekregen.

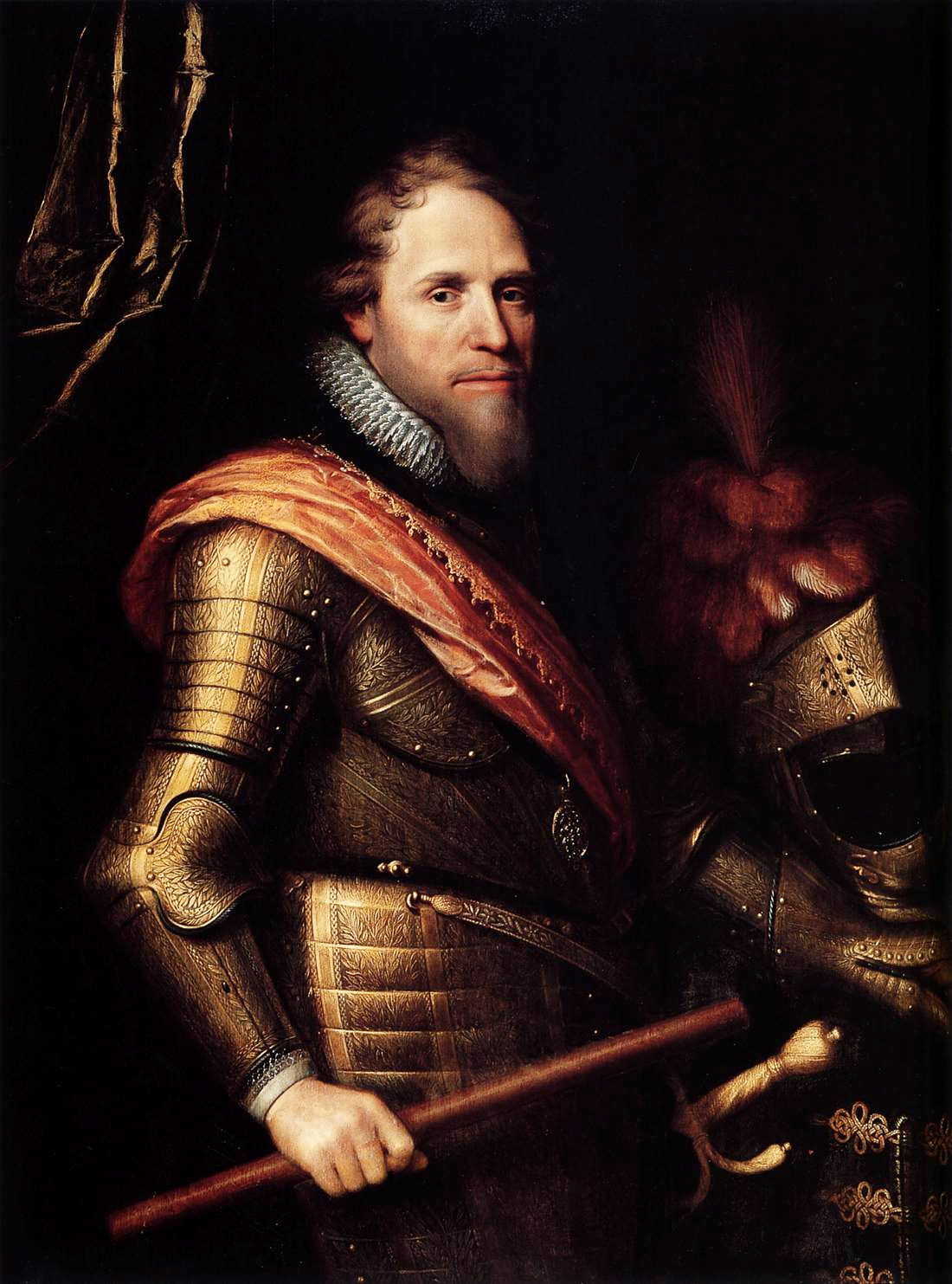
Stadthouder Maurits van Nassau door de school van Michiel Jansz. van Mierevelt.

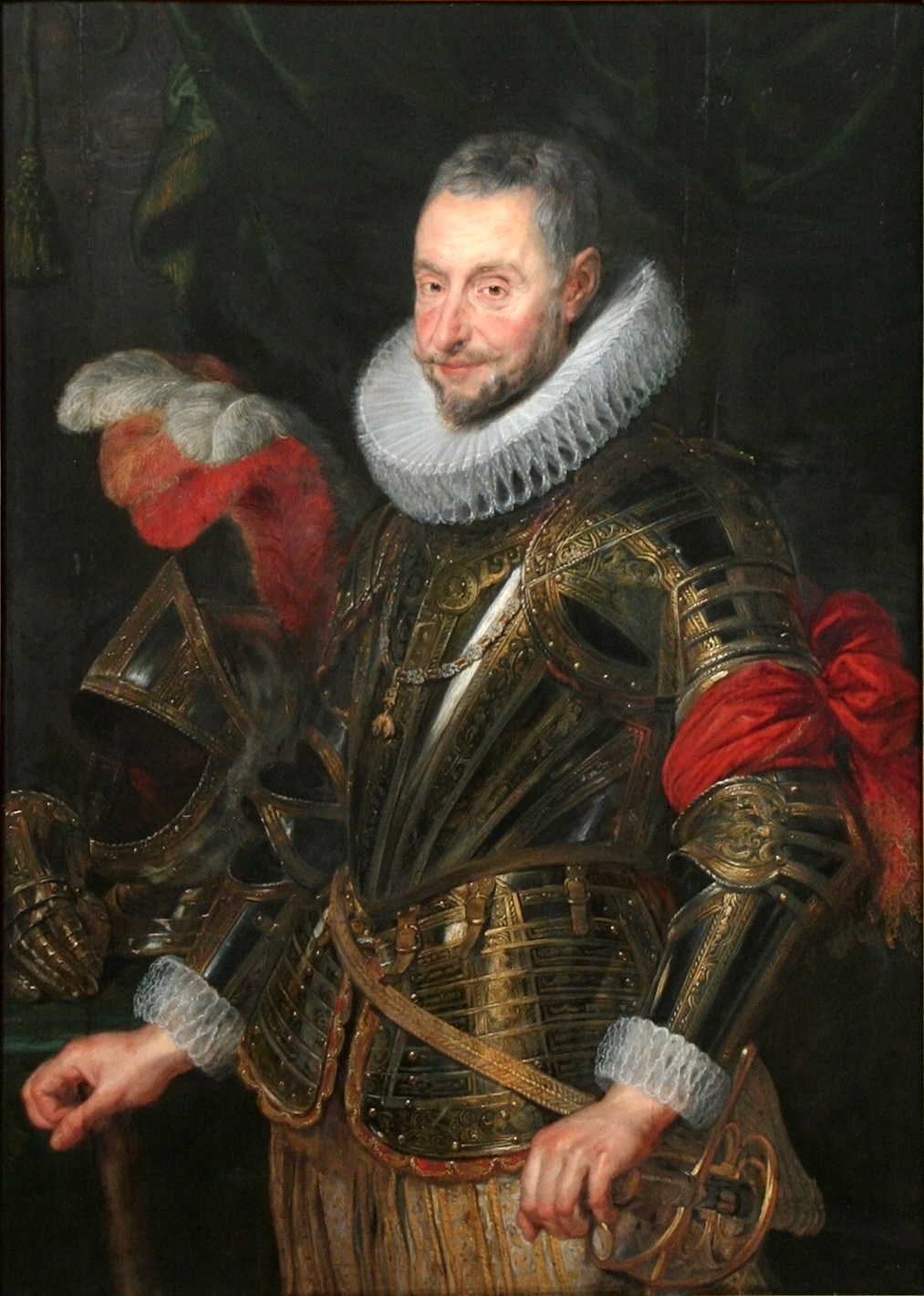
Ambrogio Spinola, markies van Los Balbases, door Peter Paul Rubens.

De gezanten van de Zuidelijke Nederlanden, Hartius en Coomans, die door Albrecht naar Holland waren gestuurd om na te gaan of de opstandige gewesten weer op basis van de Pacificatie van Gent bij de Nederlanden konden worden gevoegd, keerden onverrichter zake terug. In 1598 liet hij daarop het leger een nieuw offensief inzetten tegen de Republiek. Op 2 juli 1600 waagde de normaal gesproken voorzichtige Maurits van Oranje zich, op last van Van Oldenbarnevelt, tegen zijn zin aan een grootscheepse expeditie tot diep in het hem vijandelijk gezinde kustgebied van Vlaanderen. Van Oldenbarnevelt wenste een einde aan de voor de Nederlandse koopvaardij nadelig geworden "Duinkerker kapers" (aldus bestempeld door de Noordelijke Staten-Generaal, maar in feite Spaanse en Vlaamse officiële en private schepen van het Leger van Vlaanderen die aan de tegenblokkade deelnamen).

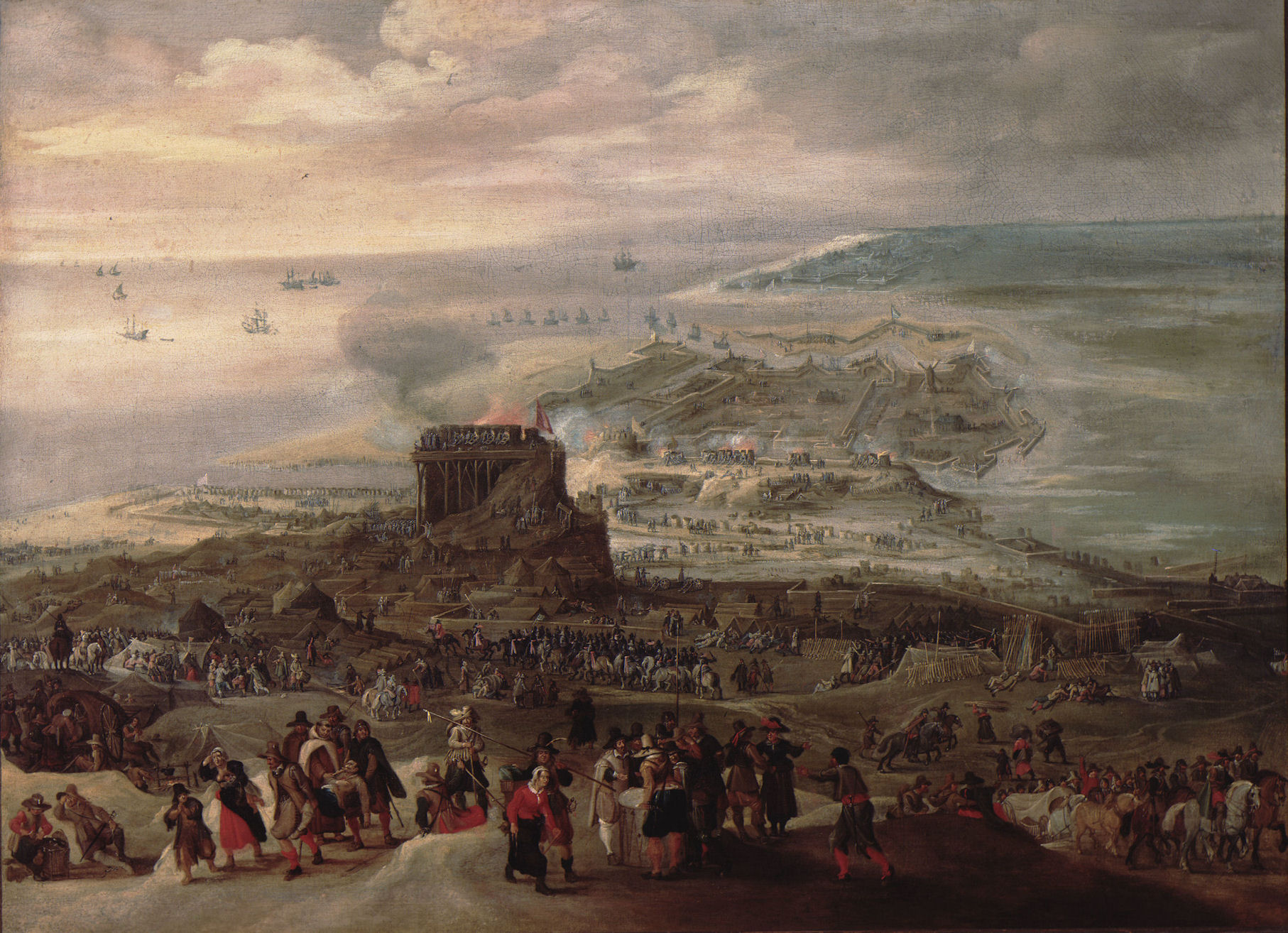
Beleg van Oostende (Pieter Snayers)

Bij de pogingen van het Staatse leger om de Vlaamse kustplaatsen te controleren kwam het op 2 juli 1600 tot de Slag bij Nieuwpoort, die Albrecht verloor, maar Maurits kon de stad niet innemen. Wegens het risico op versterkingen en om niet zijn hele leger te verspelen zette hij de belegering niet door en trok zich terug, wat het begin was van verwijdering tussen Maurits en Van Oldenbarnevelt. Het Beleg van Oostende dat het jaar daarop inging en tot 1604 duurde, eindigde op 22 september met de inname van de stad door Ambrogio Spinola, die als legeraanvoerder in dienst van Albrecht was gekomen, zij het met verlies van het noordelijker gelegen Sluis aan de Staatsen. De krachtmeting waarin beide partijen bovenmatig investeerden, ook aan mensenlevens, toonde het belang dat aan de havenplaatsen/kustforten werd gehecht.
Het jaar daarop namen de Zuidelijke Nederlanden het initiatief en begon Spinola's veldtocht van 1605-1606. Voor het eerst sinds 1594 verplaatste de oorlog zich benoorden de grote rivieren, zodat de Republiek zich in zijn hart bedreigd zag.
Op 9 november 1607 kondigde Filips III opschorting van betalingen af. Zowel de Spaanse staatskas als die van de Republiek hadden erg geleden onder het voorbije oorlogsgeweld en beide partijen begonnen tekenen van een wil tot verzoening te vertonen. Maar de wederzijdse eisen daartoe lagen aanvankelijk nog veel te hoog en er volgden jaren van onderhandelingen, waar ten slotte belanghebbende buitenlandse bemiddelaars, waaronder Frankrijk en Engeland, aan deelnamen.

### De Treves of het Twaalfjarig Bestand (1609-1621)
Onder het bestuur van de aartshertogin Isabella en haar gemaal Albrecht braken voor de Nederlanden thans in het algemeen jaren van relatieve rust en welvaart aan. Deze toestand werd in 1609 vastgelegd in een verdrag met de Republiek, de Treves of het Twaalfjarig Bestand, dat op 9 april in Antwerpen werd ondertekend. De Staten-Generaal van de Republiek verlangden vooraf officiële erkenning van hun autonomie en na lange onderhandelingen via de bemiddelaar Jan Neyen stemden Albrecht en Isabella toe, zij het met de nodige reserves. Op 12 april 1607 was reeds een staakt-het-vuren van acht maanden te lande overeengekomen, dat eerst werd uitgebreid tot de vijandelijkheden op zee en meerdere malen verlengd om verder onderhandelen toe te laten.
Tijdens die vergaderingen bleek in de Republiek algauw de aanwezigheid van twee facties. Hun geschil was zowel van religieuze als van politieke aard. Maurits van Oranje wist zijn militaire macht beknot en bleef weg bij de vredesbesprekingen en gaf het leiderschap van de republikeinse delegatie aan zijn neef Willem Lodewijk van Nassau-Dillenburg, de stadhouder van Friesland, Stad en Lande en Landschap Drenthe, terwijl Van Oldenbarnevelt als landsadvocaat en raadspensionaris de verdediging van de Republiek waarnam. De delegatie van de Spaanse Nederlanden werd geleid door de Italiaanse markies Ambrogio Spinola, bijgestaan door Jean Richardot, staatssecretaris Neyen, Don Juan de Mancisidor, en auditeur Louis Verreycken. De Spaanse koning had geen delegatie, maar de gezanten van de aartshertogen waren bevoegd op zijn gezag te negotiëren.
De eigenlijke vredesonderhandelingen startten op 7 februari 1608 in het Binnenhof te Den Haag en liepen op 25 augustus vast vanwege onverzoenlijkheid inzake kwesties van soevereiniteit, overzeese koloniale handel en van religievrijheid. De Franse en Engelse bemiddelaars slaagden erin beide partijen tot een voorlopig akkoord te brengen, dat werd neergelegd in de Treves. Formele gesprekken daarover hervatten op 28 maart 1609 in het Stadhuis van Antwerpen, waar beide partijen op 9 april ten slotte hun handtekeningen zetten. De ratificatie nam nog een tijd in beslag, vanwege weerstand van Amsterdam, Delft en Zeeland, elk om eigen redenen, en er waren verschillende overlegmissies nodig om uiteindelijk namens Filips III ook de aartshertogelijke toezegging te bekomen, die uiteindelijk op 7 juli volgde en waarmee de feitelijke onafhankelijkheid van de noordelijke provinciën erkend werd.

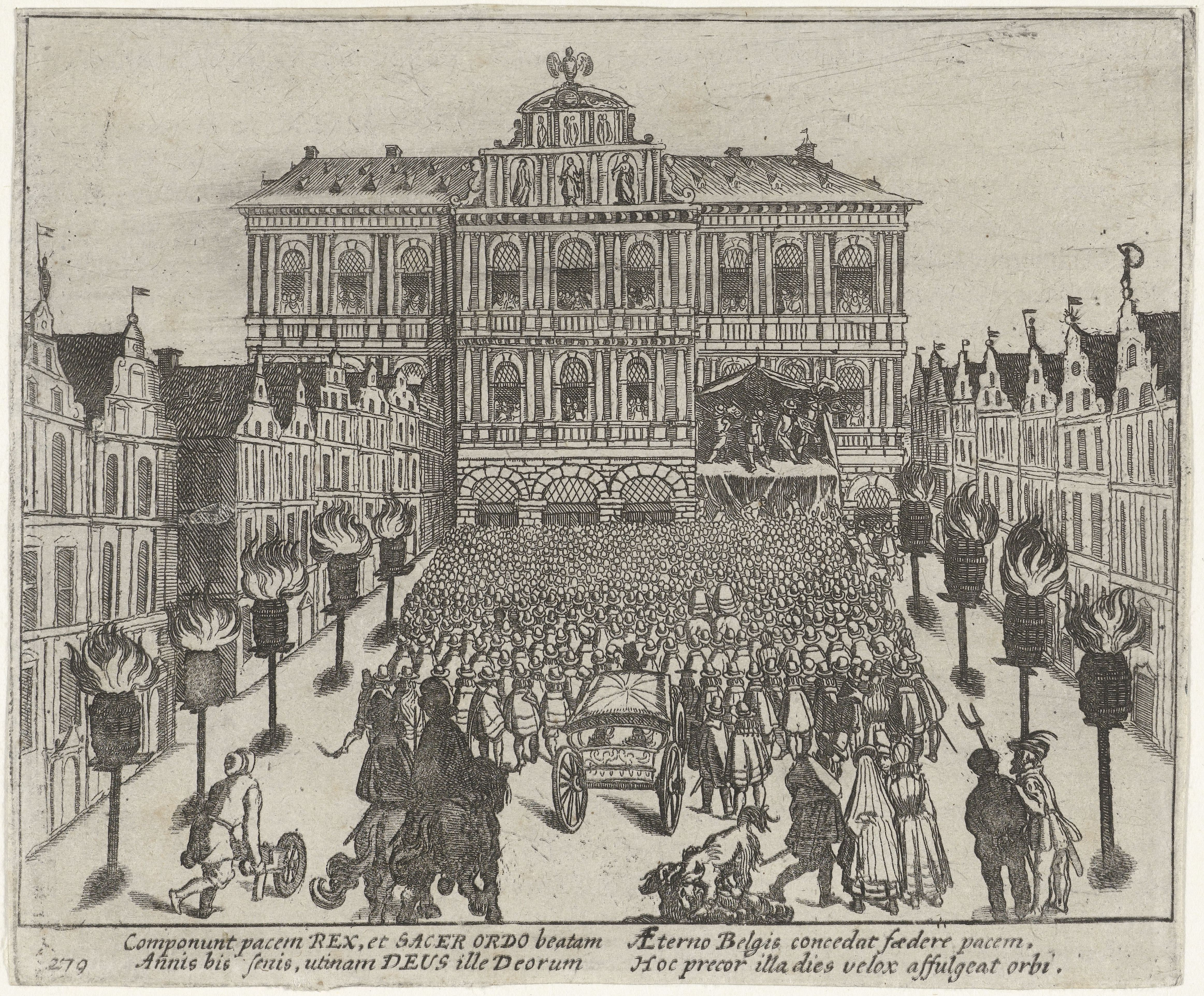
Afkondiging van het Twaalfjarig Bestand aan het Antwerps stadhuis. (Michiel Collijn)

Spoedig daarna kregen de gezanten van de Republiek in Parijs en Londen volle ambassadeursstatus en werden diplomatieke betrekkingen aangeknoopt tussen de Republiek en Venetië, Marokko en het Osmaanse Rijk. Een netwerk van republikeinse consuls werd opgezet in de belangrijkste havenplaatsen. En op 17 juni 1609 tekenden Frankrijk en Engeland een verdrag dat de onafhankelijkheid van de Republiek waarborgde.
Er waren nog enkele late uitvloeisels van de oorlog. Zo wilde de noordelijke Republiek geen katholieke Habsburgse macht aan de oostgrens. Daarom veroverde Maurits het gebied van Gulik, dat hij vervolgens aan de protestantse pretendenten, de vorsten van Brandenburg en Palts-Neuburg schonk. In opdracht van de aartshertogen veroverde op zijn beurt Spinola Wezel en omgeving, dat aan de katholiek geworden vorst van Neubourg die met een Habsburgse prinses was gehuwd, werd afgestaan.
Het Twaalfjarige Bestand zorgde voor een tijdelijke onderbreking van de oorlog tegen Spanje. In deze periode droegen de aartshertogen in de Spaanse Nederlanden aanmerkelijk bij tot de opbloei van de kunsten en verstevigden de positie van de Rooms-Katholieke Kerk.

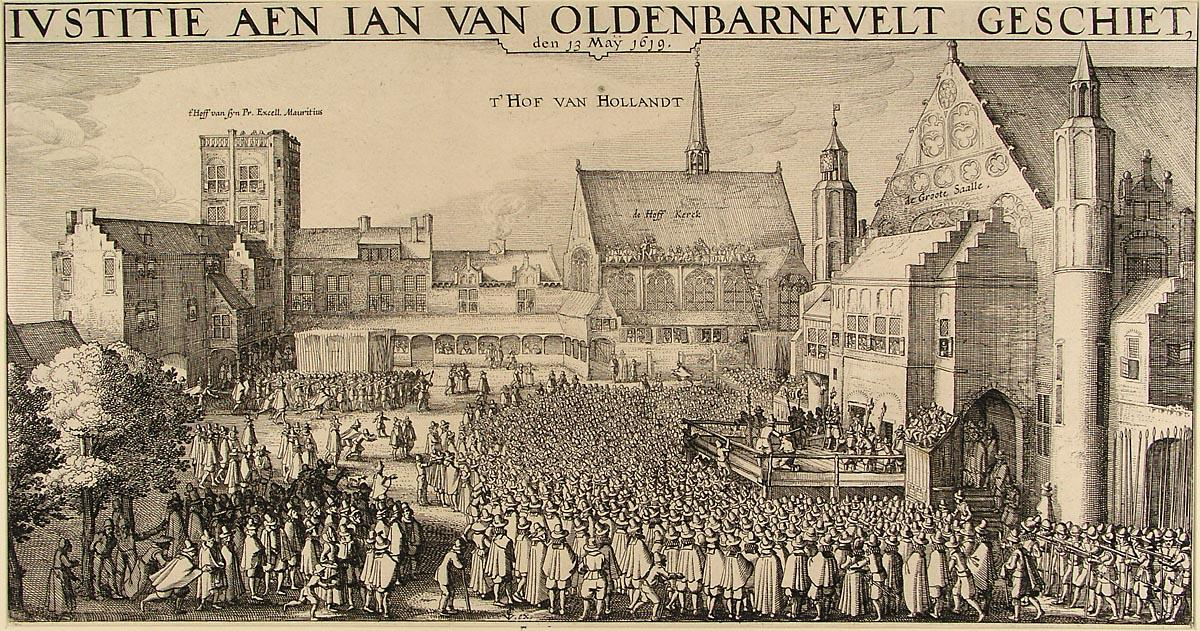
Terechtstelling van Van Oldenbarnevelt in Den Haag.

In het noorden daarentegen kwamen in 1610 door het bestand nieuwe godsdienstige tegenstellingen aan het licht. De volgelingen van de geestelijke Jacobus Arminius (1560-1609), de remonstranten of rekkelijken, weken af op het punt van de predestinatie, de vrije wil en de erfzonde van het kerkelijk-calvinistische belijden zoals dat was vastgelegd in de Nederlandse Geloofsbelijdenis en de Heidelberger Catechismus en zetten zich af tegen bindende belijdenisgeschriften, waarin werd bepaald hoe men de Bijbel moest interpreteren. Hun opvattingen legden ze vast in de vijf artikelen van de remonstranten en ze richtten zich tot de Staten van Holland en West-Friesland om steun te krijgen tegen hun uitsluiting van de publieke kerk. Daarmee was de zaak een politieke kwestie geworden. Volgelingen van Franciscus Gomarus, de contraremonstranten of preciezen, reageerden in 1611 op de remonstranten door hun geloof in zeven punten uiteen te zetten en op te roepen tot een nationale synode.
Ook op hoog niveau nam de tegenstelling toe, zoals bleek in het Maurits conflict met Van Oldenbarnevelt, dat deze laatste in 1617 met zijn leven moest bekopen, omdat hij qua buitenlandpolitiek altijd op Frankrijk gericht was, terwijl Maurits de Fransen nu wantrouwde en een hechtere band met Engeland verkoos. De jaren na de terechtstelling was de Republiek zowel op bestuurlijk als op militair gebied niet meer wat zij geweest was.

### Katholiek reveil en economische wederopbloei onder de aartshertogen

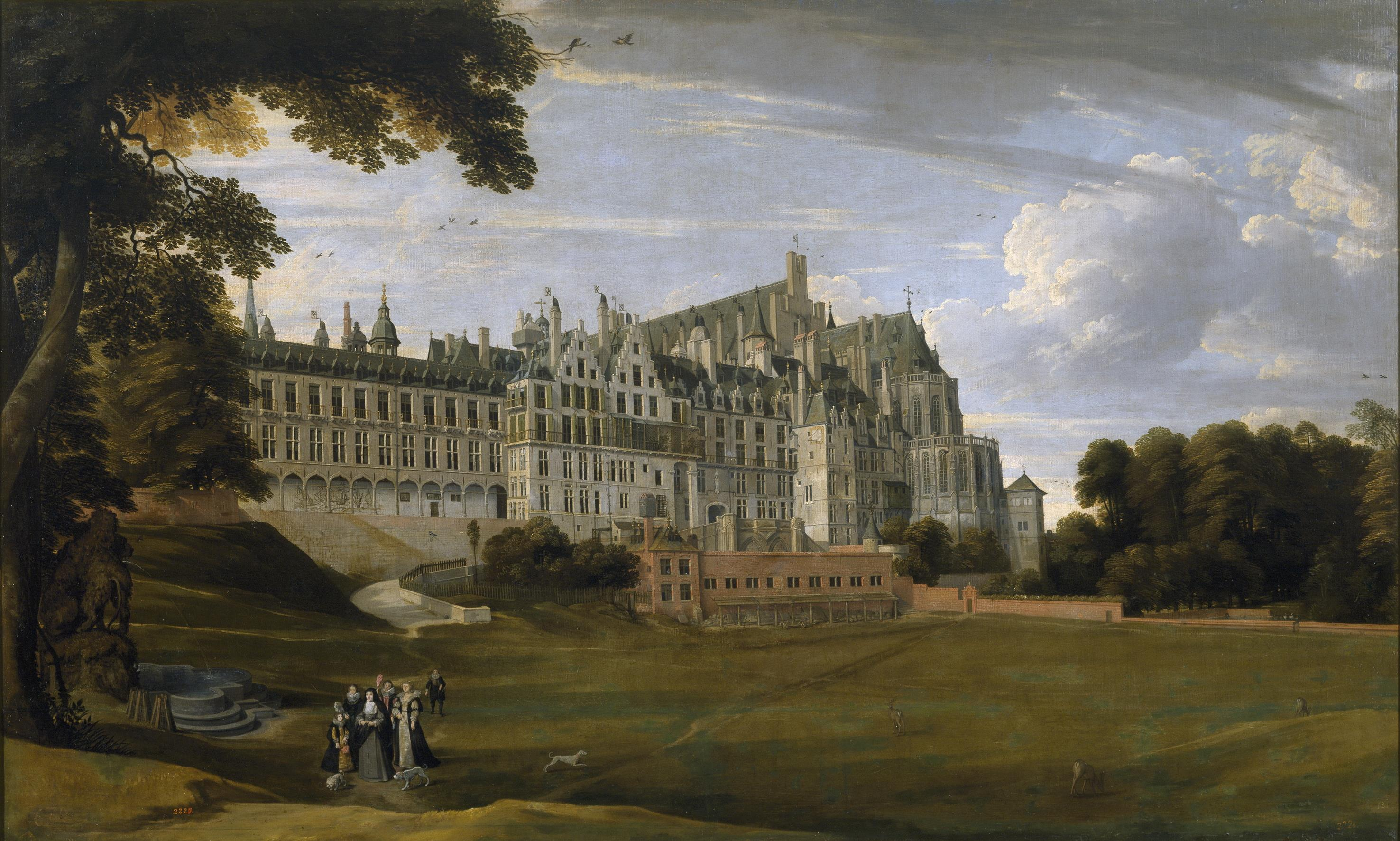
Het Paleis op de Koudenberg, verblijf van de aartshertogen vanaf de tuinzijde. (Schilderij 17e eeuw)

Vanaf 1596 verbleef te Brussel een pauselijke nuntius om samen met de bisschoppen de katholieke reformatie door te zetten. De twaalf jaren dat het bestand in de zeventiende eeuw standhield werden in het algemeen jaren van vrede en welstand in de Zuidelijke Nederlanden en voor het aartshertogenpaar twaalf gelukkige jaren: ze vertoefden vaak op hun buitenverblijven in Tervuren en Mariemont, waar ze hun favoriete sport, de jacht, beoefenden. Vooral Isabella was erg populair bij het volk; de wat verlegen en soms in de omgang wat stijve Albrecht minder. Maar het land kon zich nu eindelijk van alle geleden schade herstellen. Zo gelastten de aartshertogen de heraanleg van door overstromingen verloren land, en nieuwe inpoldering. Bijvoorbeeld werden de De Moeren (in het tegenwoordige Frans-Vlaanderen) door hofarchitect van de aartshertogen Wenceslas Cobergher, die ook hun financier was, tussen 1620 en 1622 drooggelegd.
Herstel van de landbouw leidde na tientallen jaren van demografisch verlies tot een lichte bevolkingstoename. Restauratiewerken aan kerken en andere gebouwen deden de vraag naar werkkracht rijzen. Nijverheid en in het bijzonder handel in luxegoederen herstelden zich. Omdat de lonen lager waren dan in de Republiek zorgde dit voor een toevloed aan werkkrachten in vooral de textielnijverheid en de brouwerijen. De internationale handel bleef achter, meer door de hoge eigen heffingen en ongelukkige handelspolitiek dan door de 'sluiting' van de Schelde, die op zich zelf geen grote belemmering voor de Scheldehandel was.
Ook staatkundig en juridisch veranderde er veel. Op 12 juli 1611 werd als eerste aanzet tot het algemeen wetboek in de Zuidelijke Nederlanden onder het burgerlijk recht een Eeuwig Edict  van 1611 uitgevaardigd om eenheid in de gewoonten te brengen. Hiermee regelden aartshertogen Albrecht en Isabella de rechtszaken in alle gewesten gekoppeld aan centrale bindende regels. Plaatselijke rechtsgewoonten moesten worden gehomologeerd door justitieraden. Daarbij werden ook de familienamen vastgelegd en kerken verplicht om doop-, huwelijks- en overlijdensregisters aan te leggen.

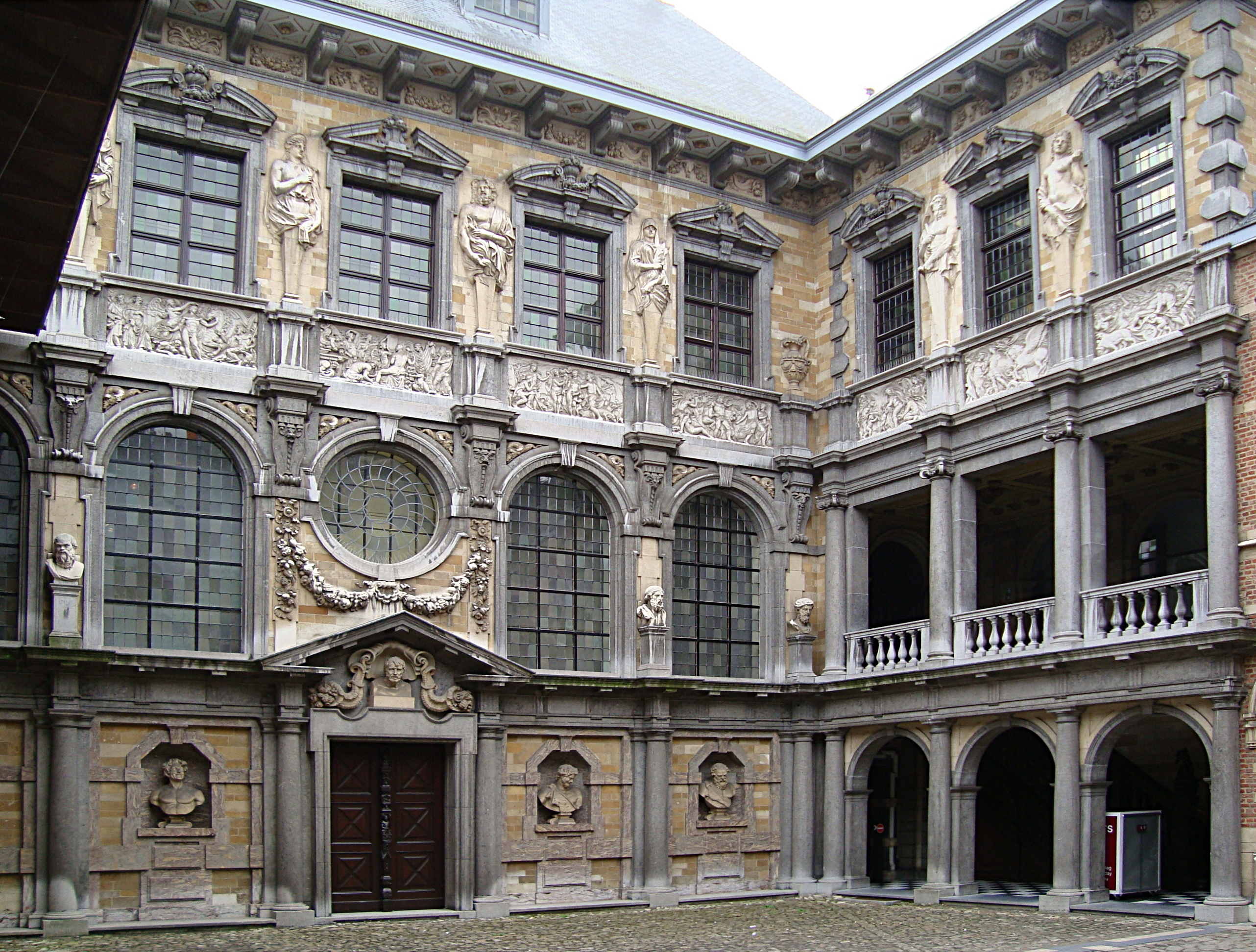
De binnenplaats van het Rubenshuis

Terwijl in het noorden een Gouden Eeuw aanbrak, waar veel uitgeweken zuiderlingen aan de basis van lagen, kende ook het zuiden nu een eigen Gouden Eeuw. Zo was 1611 het jaar van de bouw van het Rubenshuis in |Antwerpen (tot 1627), door renovatie van het originele deels verwoeste woonhuis uit 1550. Peter Paul Rubens had zich in 1608 definitief in de stad gevestigd toen hij terugkeerde uit Italië. Hij werd officieel stadsschilder, ontwerper voor de Officina Plantiniana (Plantin & Moretus), en trad op als hofschilder van Albrecht en Isabella.

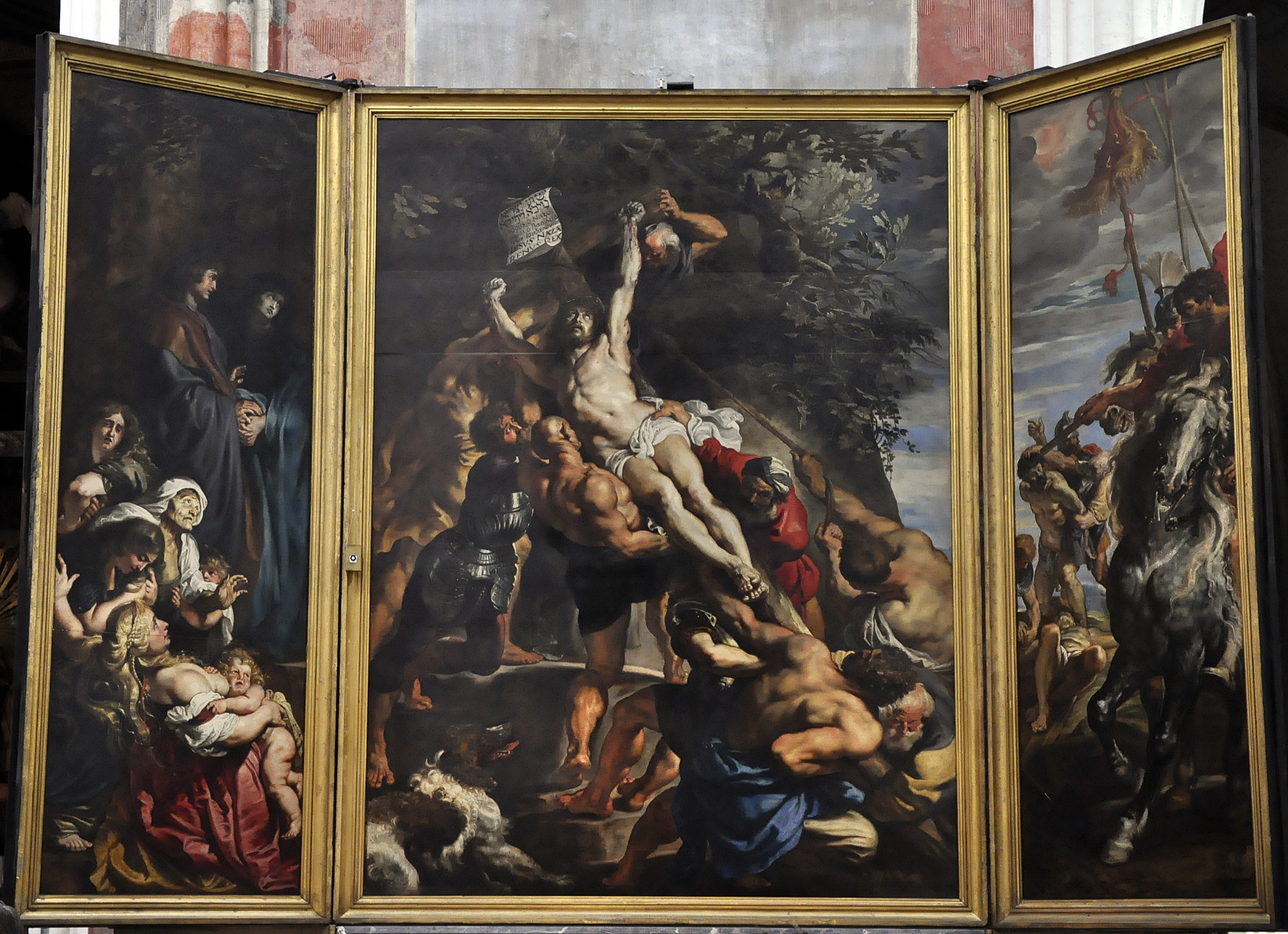
De kathedraal van Antwerpen bezit nog steeds twee beroemde drieluiken van Rubens: deze De Kruisoprichting uit 1609-1610 en De kruisafneming uit 1612. Daarnaast zijn er nog twee andere schilderijen van dezelfde meester: De Verrijzenis van Christus uit 1612 en De Hemelvaart van Maria uit 1626.

Ook andere prestigieuze projecten gingen van start. Zo had reeds in 1609, het eerste jaar van de Treves, de eerstesteenlegging plaats van een bedevaartkerk voor Onze Lieve Vrouw van Scherpenheuvel, ontworpen door architect Coeberger.
In 1613 werd onder aartshertogelijk initiatief begonnen met een kanaalverbinding tussen Antwerpen en de Vlaamse Noordzeehavens als antwoord op de 'sluiting' van de Schelde door de Republiek. Deze kanalen naar de kust kwamen er uiteindelijk wel, maar door eigen tolheffing en verplicht verbodemen (net als op de Zeeuwse Schelde) was er niet direct een economisch voordeel. Ze verbonden Oostende via Brugge met de Schelde in Gent. Van de kanaalverbinding van Antwerpen naar de Maas bij Maastricht en verder van Venlo aan de Maas naar Rijnberk aan de Rijn (de Fossa Eugeniana) werd alleen aan het oostelijk deel begonnen. Het werd een kostbare mislukking.
Als eenheidsmunt voor de Spaanse Nederlanden werd de dukaat ingevoerd met een waarde van 60 stuivers. Ook werden op initiatief van Albrecht leningsmaatschappijen ("Monti di Pietà") opgericht, vooral bedoeld om de handel te ondersteunen, maar tevens om de armoede in de steden te bestrijden. Dat was een netwerk gebaseerd op het Italiaans model.
Albrecht trachtte ook nog het land tot een koninkrijk te laten verheffen, maar tevergeefs. Als regering trad de Geheime Raad op, waarin inlandse rechtsgeleerden zetelden. De voorzitter fungeerde als een eerste minister. Op basis van het Eeuwig Edict werd eenheid gebracht in het functioneren van de provincies. De Raad van State werd bemand door edelen, die vaak tot gouverneur van een provincie waren benoemd. Het aartshertogenpaar zette zich vooral in voor het consolideren van de nieuwe geest die met de contrareformatie door het katholicisme waaide. De aanwezigheid van protestanten werd geduld, voor zover zij hun eredienst niet in het publiek hielden, zomin als dat in de Noordelijke Nederlanden aan de katholieken was toegestaan. Religieuze debatten waren nu ook bij wet verboden. Een nieuwe generatie bekwame rechtgeaarde bisschoppen werd benoemd met confessionalisering van de bevolking tot gevolg.
De kerkelijke Provincie België, die in 1564 van de Rijnprovincie was afgescheiden, kreeg in 1612 zo veel belang, dat men ze in twee moest splitsen. Daarbij werd noch met de bestuurlijke, noch met de staatkundige verdelingen rekening gehouden. Het jezuïetengezelschap, dat invloed op het volk wilde uitoefenen, verdeelde zijn krachten volgens de taalgrens die het land in twee bijna gelijke delen sneed. De Vlaamse gewesten, zowel de Vlaamstalige als die van het bisdom Luik, maakten de Vlaams-Belgische Provincie uit, terwijl de Waalse, waaraan de Duitse districten van Luxemburg verbonden werden, de Gallisch-Belgische Provincie vormden. Het onderwijs werd sterk gestimuleerd en nieuwe scholen opgericht. Het aantal jezuïetenscholen in de katholieke Nederlanden was naar verhouding het hoogst van heel Europa in die tijd. Hun voortreffelijk pedagogisch systeem met zorg voor opvoeding en lichamelijke vorming, hun gemoedelijke zachtzinnige omgang met de leerlingen, de gezonde en lachende inrichting van hun colleges, helemaal anders dan de ongezonde, onvriendelijke scholen die men tot dan gekend had, deden de jezuïeten voor modelleraren doorgaan. Om die naar zijn stad te lokken, schonk een magistraat hun ten slotte niet alleen gebouwen of gronden, maar hief ook nog taksen in hun voordeel of betaalde een deel van de kosten voor de bouw van hun kloosters of kerken zelf. Douai, het meest bloeiende centrum, telde in 1600 al vierhonderd leerlingen in de humaniora, zeshonderd in de wijsbegeerte en honderd in de godgeleerdheid van het college.
Wel werden de rederijkerskamers onder druk van de jezuïtische censuur aan banden gelegd. In het kader van de contrareformatie hadden de jezuïeten ook al een heksenjacht opgezet en waren grote voorstanders van de massa-heksenprocessen die in 1590 op gang kwamen. Reeds in 1573 hadden de paters de in 1563 te Rome gestichte Congregatie der Heilige Maagd naar Douai overgebracht. Deze verspreidde zich weldra in al hun onderwijscolleges, vanwaar zich de Mariacultus dankzij gewezen scholieren van begin zeventiende eeuw onder de stedelijke bevolking voortzette. De congregationisten hadden zich rond elk college in ‘kameraadschappen’ of gilden verenigd als godsvruchtige beschermelingen. In 1630 waren er al 1704 jezuïeten actief, met alles tezamen veertig colleges in het land.
Alle middelen om de godsvrucht te vergroten: de novenen, de votieven, de verering van miraculeuze beelden, de biecht, werden in deze tijd door hen onder het volk verspreid. Zo ook de catechisatie, die even talrijk werd gevolgd als hun colleges. Uit hun midden is het belangrijk zeventiende-eeuws historisch werk, de verzameling Acta Sanctorum afkomstig.

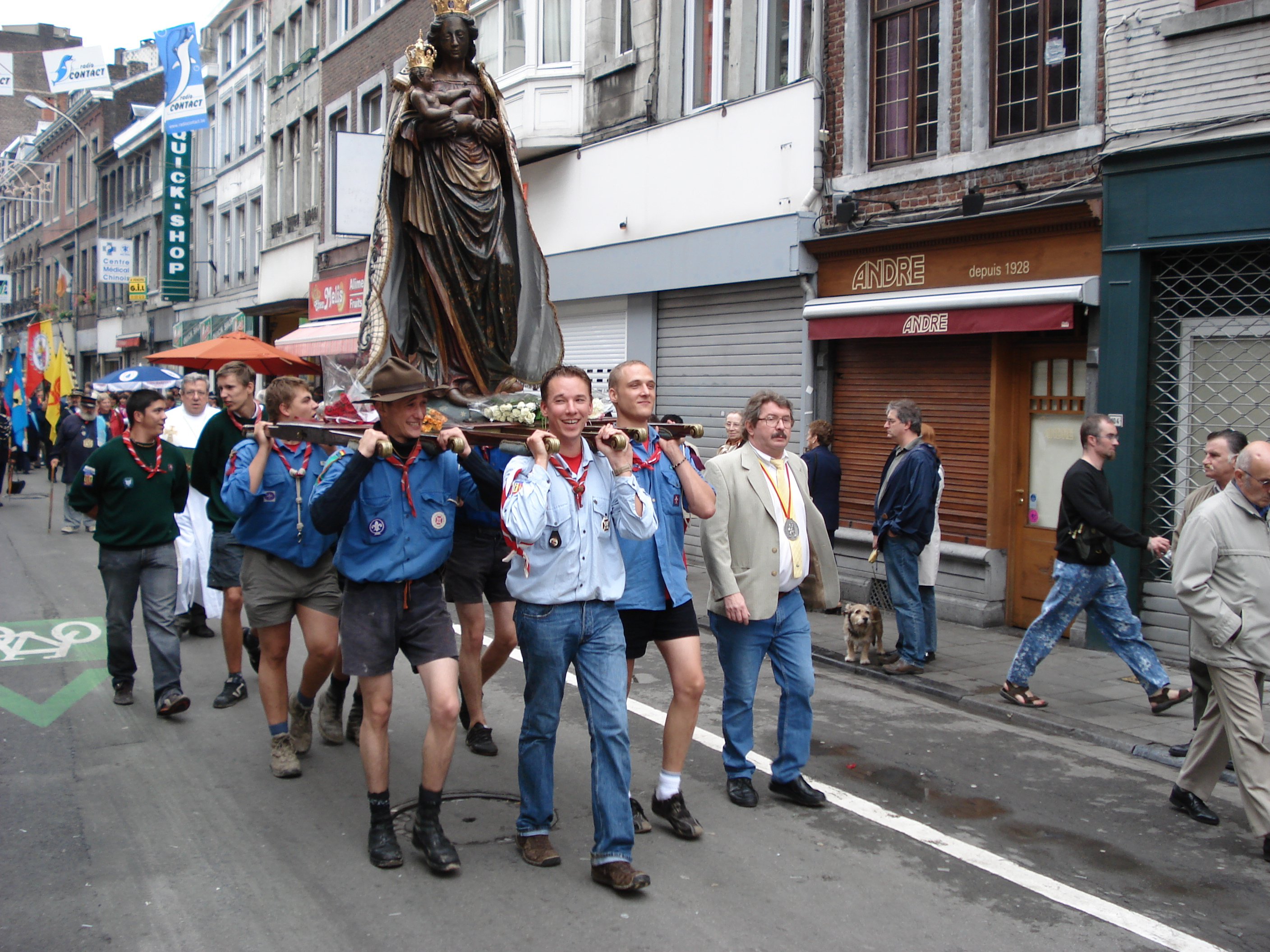
Processie met zwarte madonna

In hun voetspoor volgden de capucijnen, al opgericht in 1585 met veertig jaar later 51 kloosters, en de recollecten, die 'de jezuïeten van de armen' worden genoemd. In dit godsdienstig leger, door de vernieuwde katholieke ijver in de Zuidelijke Nederlanden bijeengebracht, waren de vrouwen bijna zo talrijk vertegenwoordigd als de mannen. Naast de oude begijnenhoven boden thans ook de kloosters van ongeschoolde karmelietessen, van birgittinessen, annonciaden, ursulinen, franciscanernonnen en clarissen aan godvruchtige vrouwen een toevlucht, inspireerden ze tot het vurigste mysticisme, en verschaften hun nieuwe werkzaamheden.
Het spreekt vanzelf, dat het grote voorbeeld, ook qua devotie, door het hof zelf werd gegeven. Dat wekte aldra navolging van de adel, om vervolgens bij het volk in zwang te komen. Zo bezochten de vorsten op 31 augustus 1599 reeds het bedevaartsoord te Halle bij Brussel, een centrum van Mariaverering, waar tot op vandaag het beeld van de Diva Virgo Hallensis, de zwarte madonna uit ca. 1250, afkomstig van de heilige Elisabeth, boven het priesterkoor van de kerk uit torent. Ongetwijfeld heeft Justus Lipsius toen hij zijn traktaat onder die naam publiceerde de bijzondere devotie van de aartshertogen tot Onze-Lieve-Vrouw opgemerkt: onder invloed van het ideeëngoed van het Concilie van Trente en gesteund door de jezuïeten voerden zij een kerkpolitiek om de aloude Mariaverering in de Zuidelijke Nederlanden te bevorderen. Meer dan eens stelden zij voor een goede afloop van hun militaire ondernemingen hun vertrouwen in Maria de Moeder van God , zoals voor het beleg van Oostende (1601-1604), dat voor hen gelukkig afliep, waarna zij besloten uit dankbaarheid Scherpenheuvel in te richten als een stad voor Maria, inclusief de plannen voor de nagelnieuwe bedevaartkerk. Zij brachten dagelijks verscheidene uren biddend door en deden nadien elk jaar een noveen te Scherpenheuvel, waar de door hen bekostigde basiliek weldra een der beroemdste heiligdommen van het land werd.

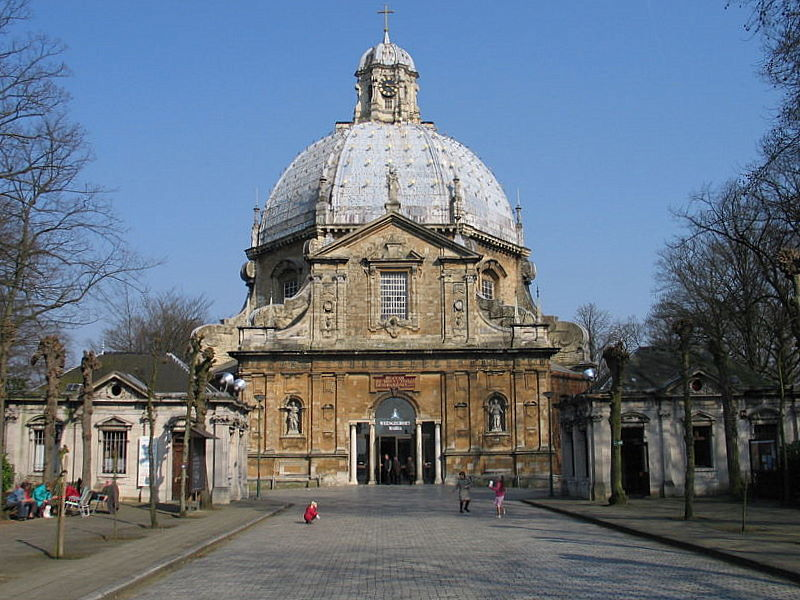
Basiliek van Onze-Lieve-Vrouw van Scherpenheuvel, eerste barokgebouw in België van Wenceslas Coebergher.

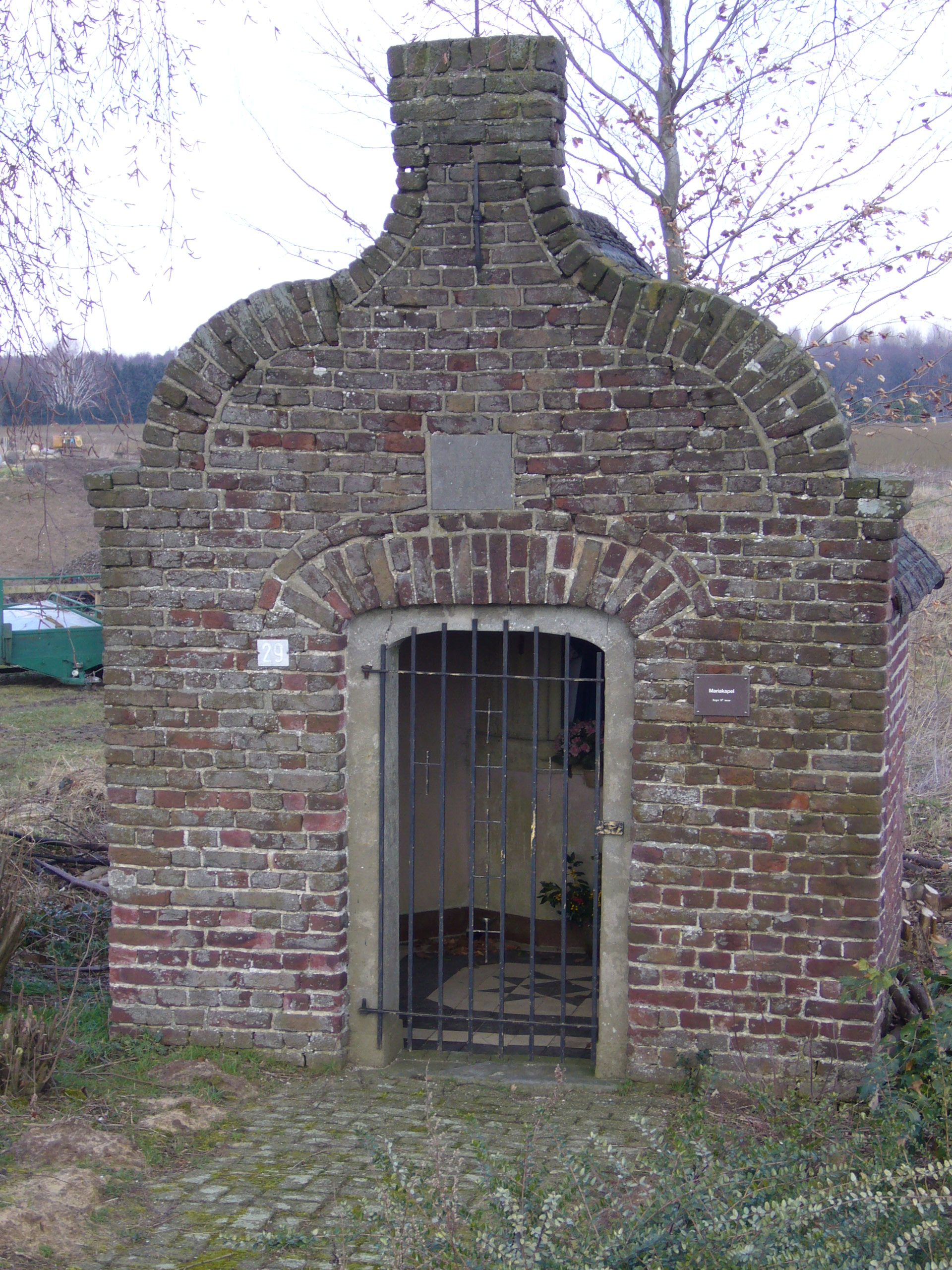
Wegkapelletje te Meerlo (huidig Nederlands-Limburg)

Toen de vertrouweling van de heilige Theresia, pater Hieronymus Gratianus, door de Nederlanden reisde, werd hij in het paleis te Brussel geherbergd. In 1623 liet Isabella de annonciaden, die zich door haar toedoen te Gent gingen vestigen, met de hofrijtuigen stadwaarts voeren. De aartshertogen brachten talloze bezoeken aan kloosters, woonden de eerstesteenleggingen van kerken bij, spraken bij schepenen ten gunste en steunden nieuwe religieuze initiatieven ook financieel. De burgerij koesterde dezelfde gevoelens en velen deden, uit overtuiging of vleierij, schenkingen om het patrimonium weer op te bouwen en uit te breiden. Tal van recollectenkloosters werden door edelen gesticht, bijvoorbeeld die van Florennes, Barbençon, Bastenaken, Borgworm, Verviers en Ulflingen.
In deze tijd van heksenvervolgingen was voor veel vrouwen, maar ook mannen, de Mariacultus een veilige toevlucht voor hun oude devotie geworden. Het was de tijd dat overal op het platteland voor haar kapelletjes, werden opgericht, vaak als votiefaltaren, veelal op oude cultusplaatsen bij heilige bomen waar vroeger door de inquisitie verboden vruchtbaarheidsrituelen hadden plaatsgevonden, die de oude generatie nog in het geheugen waren gebleven. Maar ook op straathoeken in de steden en overal langs Vlaamse wegen, en eveneens Waalse, kwam men afbeeldingen van de 'Heilige Moedermaagd' tegen, vaak met de inscriptie AVM (Ave Maria) en gewijd aan O.L.V. van Eeuwige Troost en van Eeuwige Bijstand als epitheton. Gebedsteksten, religieuze liederen en litanieën werden aangepast, opgesteld en uitgebreid volgens de nieuwe canon en in processies en vieringen gebruikt. Justus Lipsius schreef Latijnse verzen ter ere van de Diva Virgo Hallensis, de goddelijke maagd van Halle. Religieuze gebouwen verschenen tijdens het katholieke reveil als paddenstoelen uit de grond in het zuiden. Vooral die Mariaverering was een doorn in het oog van de protestanten en de beeldenstormers geweest.
Sinds koningin Elisabeths regering deed de uitwijking van Engelse en Ierse katholieken het reeds aanzienlijk aantal Belgische kloosters nog toenemen. In 1592 vestigden de Engelse jezuïeten zich te Sint-Omaars, in huidig Frans-Vlaanderen. Kort daarop stichtten die een standplaats te Waten en in 1613 een college te Luik. In 1614 werd in Namen een college gesticht. Al in 1607 liet de abt van de Abdij van Sint-Vaast zelf te Douai de kerk der Engelse benedictijner nonnen oprichten. In 1613 werden op aanbeveling van het aartshertogelijk hof de Engelse recollecten in die stad ontvangen. Antwerpen had al in het begin van de 17e eeuw een Iers college en een klooster van Engelse theresianen, Leuven een Iers seminarie, Brussel een klooster van Engelse benedictijner nonnen. Deze laatsten vindt men ook te Kamerijk en te Duinkerken. Ieper kreeg Ierse benedictijner nonnen en verder trof men niet alleen te Douai Schotse jezuïeten en kloosters van Britten maar ook te Rijsel, Engelse clarissen te Grevelingen, enz. Van 1597 tot 1631 steeg te Leuven de bevolking in de kloosters en universiteitscolleges alleen al van 1.600 naar 2.180 personen. De religieuze proliferatie van gebouwen werd van dien aard dat vanaf 1630 het stichten van nog nieuwe dergelijke gebouwen bij plakkaat verboden moest worden. Maar al die tijd was de welstand van zowel de religieuze als de seculiere sector alsmaar toegenomen. De handel bloeide weer en ook de nijverheid was tot nieuwe hoogtepunten gekomen, evenals de kunst.
In 1619, toen het einde van het Twaalfjarig Bestand in zicht kwam poogden dan ook de aartshertogen Albrecht en Isabella dit in een vredesverdrag om te zetten. Hierbij moest koning Lodewijk XIII van Frankrijk als bemiddelaar optreden. Voor het uitwerken van de voorstellen werd een commissie samengesteld met Spinola, drie Spaanse officieren en kanselier Peckius van Brabant. De poging liep uiteindelijk echter op niets uit, omdat de Republiek andere belangen de voorrang gaf en te hoge eisen stelde. In het noorden had men van de wapenstilstand gebruikgemaakt om zowel de koopvaardijvloot uit te breiden als een marinevloot te ontplooien, en in de controle van Zuid-Azië een voorsprong op de Engelsen te nemen.

## De Nederlanden onder Isabella van Spanje (1621-1633)

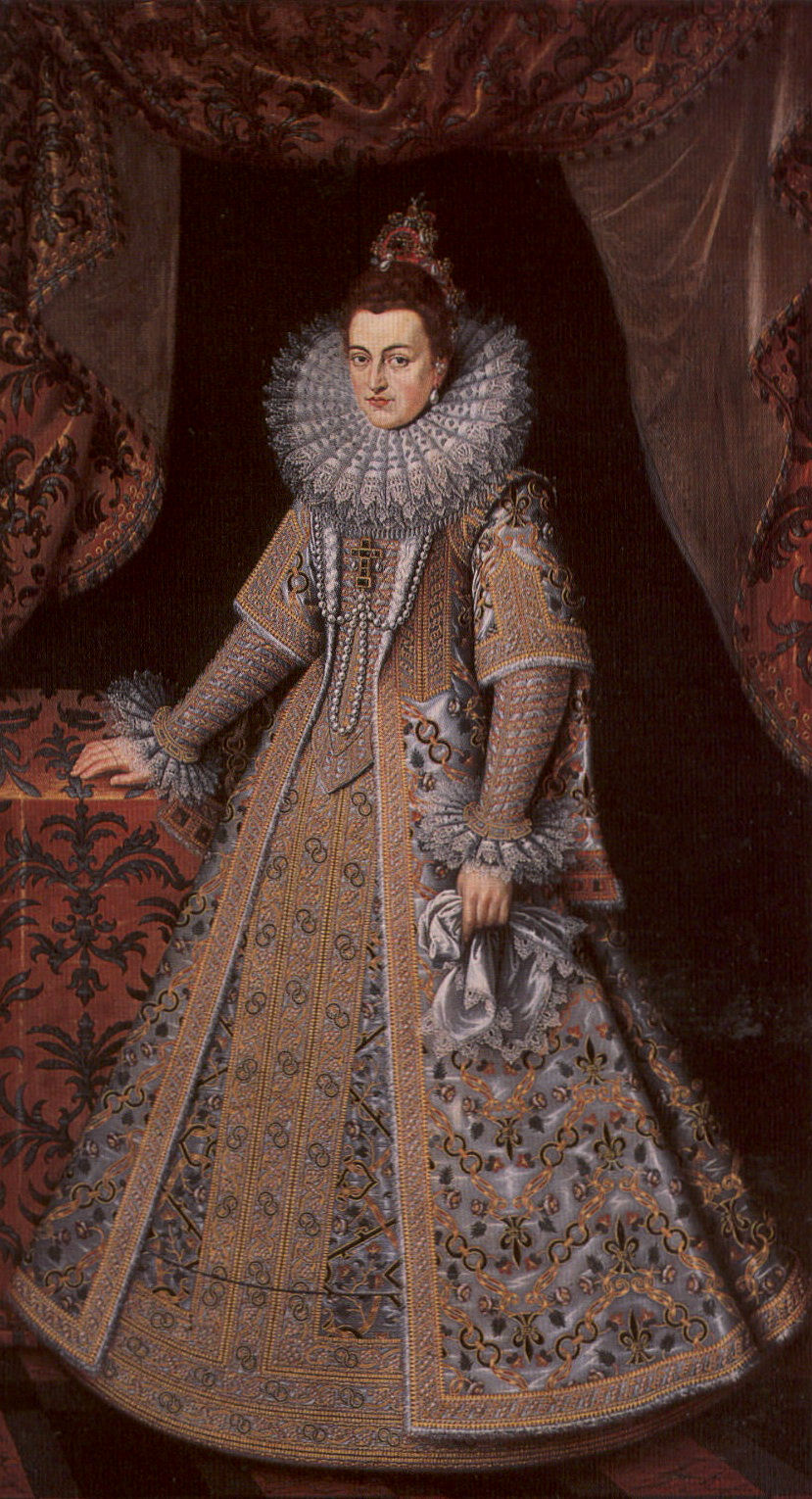
Isabella van Spanje (1566-1633).

Na het overlijden van Albrecht in 1621 kwamen de Zuidelijke Nederlanden weer onder direct Spaans bestuur, omdat de pas aangetreden koning Filips IV van Spanje Isabella als opvolgster veel minder bevoegdheden liet en liep ook het bestand af.
Isabella wilde het liefst terug naar Spanje, naar het klooster Monasterio de las Descalzas Reales. Dit werd haar echter niet toegestaan en ze bleef, tegen haar zin, als landvoogdes in Brussel. Wel trad zij daar toe tot de orde der clarissen en de laatste jaren van haar leven bracht ze in een klooster door in Tervuren.
Het aflopen van de Treves werd door Maurits van Oranje, die de Noordelijke Nederlanden leidde, aangegrepen om de oorlog tegen Spanje te hervatten. Maar zijn oorlogstriomf kreeg een flinke deuk. Bij het Spaanse beleg van Breda in 1624 door Spinola stond Maurits al machteloos. Uiteindelijk moest hij wegens ziekte in november dat jaar terwijl het beleg nog gaande was naar Den Haag vertrekken, waar hij op 23 april 1625 stierf. De macht van stadhouder en kapitein-generaal werd op zijn halfbroer Frederik Hendrik overgedragen. Deze probeerde op zijn beurt Breda te redden, maar op 5 juni werd de stad na een beleg van negenenhalve maand gedwongen tot overgave aan Spinola. Van de 13.111 ingezetenen (inclusief een Staats garnizoen) bleven toen nog 3.500 Nederlanders en minder dan 600 Engelsen over. Heel Noordwest-Brabant was nu weer onder het gezag van de Spaanse dynastie teruggebracht. Frederik Hendrik wist echter wel nog een aantal steden te heroveren, waaronder in 1629 's-Hertogenbosch. Hij breidde onder de Noordelijke Staten-Generaal in 1632 het grondgebied van de Noordelijke Nederlanden uit tot de sleutelpositie van het fort van Maastricht. In datzelfde jaar had een samenzwering van edelen plaats, die het Spaanse Nederlanden volgens de taalgrens wilden verdelen tussen de Republiek en Frankrijk.
Isabella probeerde als landvoogdes in 1633, vlak na Frederik Hendriks succesvolle veldtocht langs de Maas, buiten de vorst om vredesbesprekingen met de Noordelijke Nederlanden in gang te zetten, die echter mislukten. Kort daarna overleed zij.
Na 1632 kwamen de Staten-Generaal niet meer samen in de Zuidelijke Nederlanden, maar werd door de Provinciale Staten aan het recht vastgehouden om beden toe te staan of te weigeren, waardoor de provinciën een vrij grote autonomie konden handhaven. Filips IV benoemde op 4 november 1634 Ferdinand van Oostenrijk als opvolger, die feestelijk werd ingehaald te Brussel en door de bevolking geëerd als de prins-kardinaal. Met deze infant stelden de Hollandse katholieken zich heimelijk in betrekking en legden hem een invalsplan voor.
Het was inmiddels in diplomatieke kringen bekend dat de onhandelbaarheid van de Hollanders inzake vredesbesprekingen grotendeels te wijten was aan het geheim bilateraal verdelingsplan van de Zuidelijke Nederlanden, om de Zuidelijke Nederlanden onder elkaar te verdelen: Henegouwen, Artesië, het Doornikse, Rijsel, Douai, Orchies, Waals-Vlaanderen en Maritiem Vlaanderen, benevens het Naamse en Luxemburg zouden aan Frankrijk komen, en Brabant, Mechelen, Limburg, Gelder en de Schelde-oevers, van Antwerpen tot de zee, aan de Republiek. Dit op 15 april 1634 tussen Lodewijk XIII en de Republiek gesloten geheime akkoord liet geen twijfel meer bestaan over de dreigende vredesbreuk, vermits het woordelijk een oorlog tussen Frankrijk en Spanje voorzag.
Don Ferdinand werd na zijn dood in 1641 vervangen door Francisco de Melo als landvoogd van de Zuidelijke Nederlanden, die op zijn beurt op 20 september 1644 werd opgevolgd door Manuel de Castel Rodrigo.

## Frans-Nederlands bondgenootschap tegen Spanje
Na zijn succesrijke veldtocht langs de Maas ontpopte Frederik Hendrik van Oranje zich als een veel bekwamer en gedrevener politicus dan zijn halfbroer Maurits. Hij erkende de enige officiële staatsgodsdienst, maar was van mening dat er ook ruimte moest zijn voor andere stromingen. Hij probeerde niemand tegen zich in het harnas te jagen, en door de steun van de minder machtige provincies had hij vanwege hun meerderheid een goed tegengewicht in de stemming binnen de Nederlandse Staten-Generaal en kon zo voldoende greep houden op het algemeen bestuur. Middels het 'Secreet Besogne' dat hij instelde, een kabinet van wisselende leden van de Staten-Generaal, kon Frederik Hendrik zijn buitenlandpolitiek eigenmachtig opdringen. Door een goede verstandhouding met Frankrijk te onderhouden beoogde hij een wederzijdse verovering en verdeling van de Zuidelijke Nederlanden. Ontwerper van dat plan was Kardinaal de Richelieu, die in feite een bufferstaat wenste tussen Frankrijk en de Republiek, die hij liever niet als buur wilde. Op 15 april 1634 sloten de Republiek der Zeven Verenigde Nederlanden en Frankrijk ter voorbereiding van de uitvoering van dit verdelingsplan een geheim akkoord, dat in de loop van het jaar in concretere vormen werd uitgewerkt.
Het eigenlijke verdrag, het Traité de Partage ('Verdelingsverdrag'), werd op 8 februari 1635 gesloten en bevatte een viertal hoofdpunten met als eerste een bilaterale alliantie tegen Spanje. Zoals de naam aangaf was het belangrijkste punt de overeenkomst van het verdelingsplan, dat aangaf dat de Nederlanders het gebied van het huidige Noord-Brabant en Limburg zouden bezetten, terwijl de Fransen Artesië, het huidige Frans-Vlaanderen, evenals Wallonië en Montmédy zouden trachten te annexeren.
Met opruiende pamfletten zouden vooraf de zuidelijke provinciën worden aangemoedigd om binnen de drie maanden in opstand te komen tegen Spanje. Ze zouden in dat geval in een soevereine rompstaat worden verenigd, met behoud van godsdienst en vrijheden en onder bescherming van Zijne Majesteit en van de Staten-Generaal, waarbij wel de hele kuststreek tussen Grevelingen en Blankenberge, benevens Namen en Diedenhoven, in Franse handen zouden komen, terwijl Hulst, het Land van Waas, Breda, Gelderland en Stevensweert aan de Republiek zouden worden toegevoegd, "omdat de nieuwe staat deze niet zelf zou kunnen verdedigen"... In geval het land daarentegen zou weigeren 'het Spaanse juk af te schudden', dan werd het aldus dat plan zonder meer in zijn geheel onder beide bondgenoten verdeeld langs een lijn lopend van Blankenberge naar Rupelmonde, vervolgens langsheen de Schelde, en over de noordelijke grens van Henegouwen, het Naamse en Luxemburg.

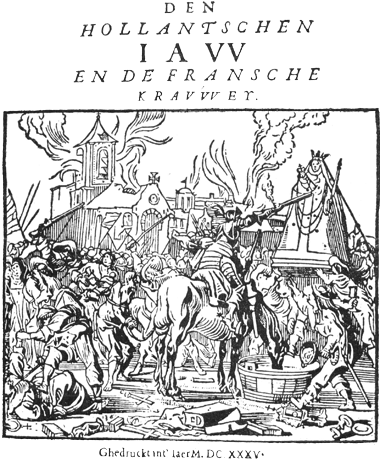
Plundering van Tienen op een prent uit 1635.

Maar de respons in de Zuidelijke Nederlanden op het manifest dat op 2 juni 1635, enkele dagen na de oorlogsverklaring van Frankrijk aan Spanje (19 mei), te wapen riep, bleek gans anders uit te pakken. Samen met zijn landvoogd de prins-kardinaal Ferdinand van Oostenrijk , die op 24 juni antwoordde, zag het land in de Fransen enkel nog volkenrechtenschenners, aanstichters van de ketterij en verstoorders van de katholieke godsdienst, en dat maakte hen in de Zuidelijke Nederlanden totaal ongewenst. Het Franse leger van 20.000 man dat zich al in mei van Luxemburg had meester gemaakt stak door naar Maastricht om zich volgens een oud plan van Frederik Hendrik bij het leger van de Republiek te voegen en samen een indrukwekkende opmars naar Brussel te houden met 40.000 strijders. Tienen, de eerste Brabantse stad op hun weg, weigerde alvast de poorten te openen. Maar daarop volgde een bestorming en plundering van de stad als afschrikwekkend voorbeeld. De vrouwen werden verkracht, en de stad tot tegen de grond afgebrand. Leuven werd echter op 3 juli vergeefs belegerd en ook de andere steden hielden de poorten halsstarrig dicht, en bleken bereid zich te verdedigen op gevaar af hetzelfde lot als Tienen te ondergaan.
De geplande volksopstand in de Zuidelijke Nederlanden bleef dus uit. Het aanvallend leger bevond zich nu in een hachelijke situatie, verplicht voort op te rukken tussen gesloten vestingen, te midden open land en met tegenover zich de troepen van de kardinaal-infant, die onder de Brusselse wallen gekazerneerd lagen. Op 4 juli dropen de bondgenoten af naar Roermond, onderweg nog bestookt door deboeren, die hun achterblijvers doodden ‘als konijnen’. De kardinaal-infant, die bij het Leger van Vlaanderen een versterking van 15.000 keizerlijken, aangevoerd door Ottavio Piccolomini, had ontvangen, repliceerde nu zelf met een stoutmoedige veldtocht naar fort Schenk, één der poorten van de Verenigde Provinciën, dat hem ook in handen viel. Vervolgens nam hij Goch, terwijl zijn luitenants Limburg en enkele naburige plaatsen bemachtigden. Frederik Hendrik kon alleen maar toezien hoe de bewegingen verliepen, zonder zelf aan te vallen, terwijl in de Betuwe de Fransen die daar overwinterden door ellende en een verschrikkelijke tyfuskoorts werden weggemaaid, die zich van hun kamp nog in de provinciën uitbreidde en overal veel slachtoffers maakte. De kardinaal-infant stootte vervolgens door tot Roermond dat hij belegerde tot overgave. 
Toen Ferdinand van Oostenrijk besloot om nu ook Picardië aan te vallen, kon Frederik Hendrik fort Schenk terugnemen, omdat de verwachte extra steuntroepen voor de prins-kardinaal onder Matthias Gallas niet tijdig kwamen opdagen. Maar van zijn veroveringsplannen van het zuiden moest hij afzien. Terwijl Piccolomini zich in 1637 ertoe bepaalde de Fransen in het zuiden tegen te houden, deed de prins van Oranje door de inneming van Breda op 10 oktober zijn krijgsroem en staatkundige invloed toenemen. Met het grondgebied van Breda en vervolgens de meierij 's-Hertogenbosch in handen, was heel de linkeroever van de Benedenmaas voortaan in de macht van de Republiek.

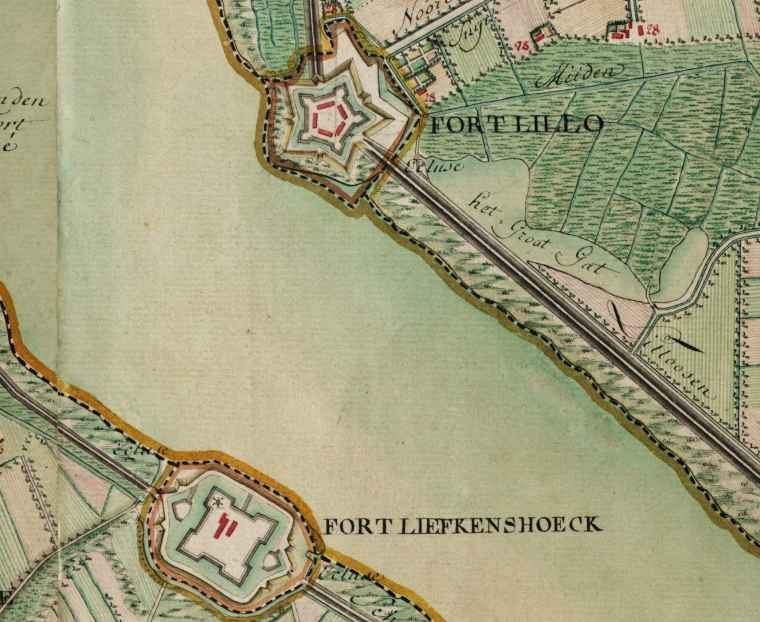
Fort Liefkenshoek, Fort Lillo.

 In 1638 deed Frederik Hendrik ook nog een gewaagde poging om Antwerpen in te nemen. Maar in de slag bij Kallo werd zijn leger op 20 juni krachtdadig door het Leger van Vlaanderen in de pan gehakt en verstrooid. Ook bij zijn veldtocht tegen Gelderland in augustus moest hij het onderspit delven tegen een toesnellend door de prins-gemaal zelf aangevoerd leger.

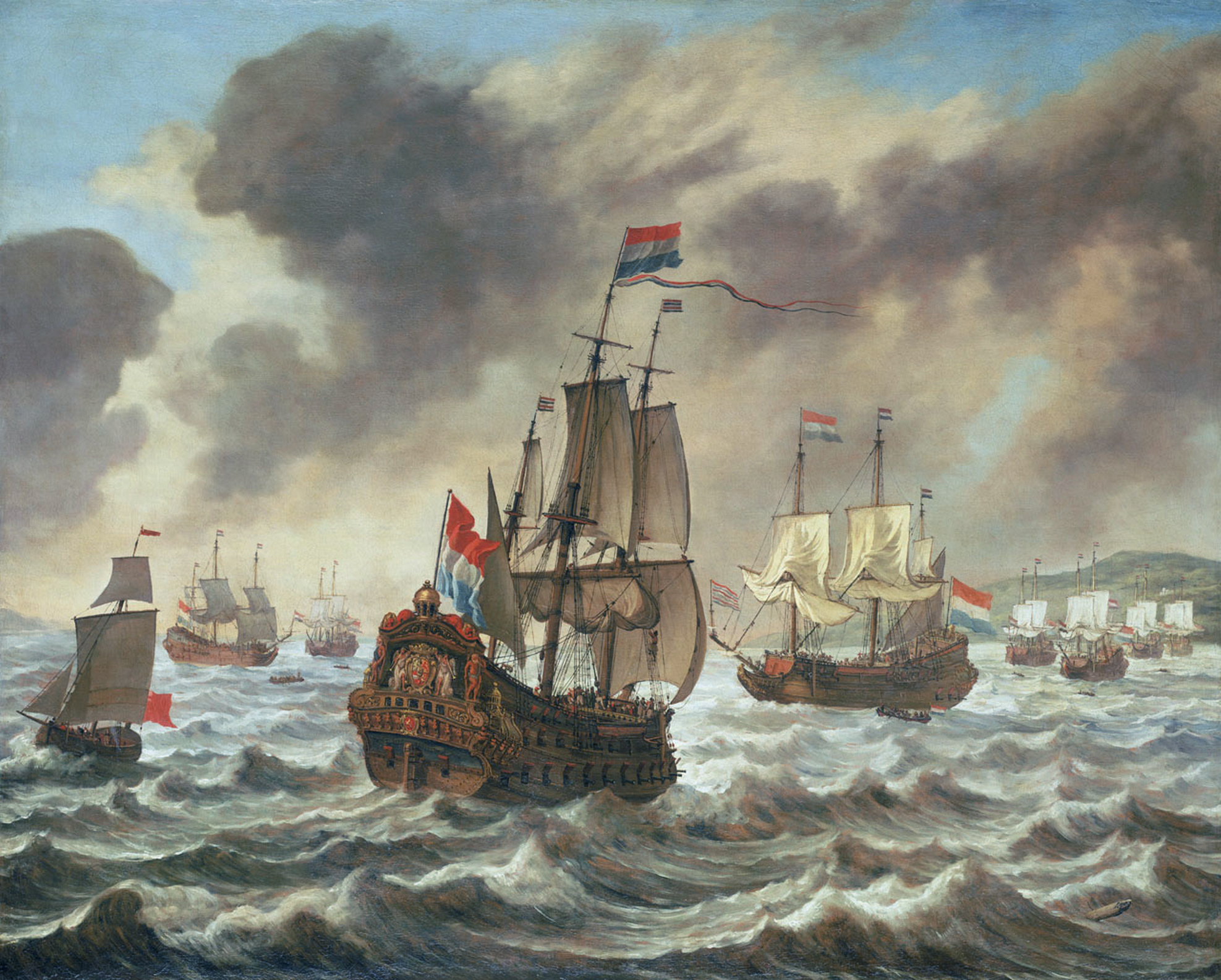
Voor de Slag bij Duins, Reinier Nooms.

Omdat door de oorlog met Frankrijk de weg over land was afgesloten, waren de Spanjaarden gedwongen troepenversterkingen naar de Nederlanden over zee te vervoeren. Deze 'tweede Armada', 20.000 man in getal, onder leiding van Antonio de Oquendo werd echter in het Kanaal door de Nederlandse admiraal Maarten Harpertszoon Tromp opgewacht en ondanks protest van koning Karel I van Engeland ingesloten bij "The Downs" in Zuid Engeland waar ze in een zeeslag op 21 oktober 1639 vernietigd werd, hetgeen de Spanjaarden 43 schepen en zesduizend manschappen kostte. De krijgsverrichtingen werden de rest van het jaar te land voortgezet, zonder merkelijk voordeel voor de een of de andere. Terwijl de kardinaal-infant de uitval van Frederik Hendrik op Hulst en op Gelderland verijdelde, maakten de Fransen door de inname van Hesdin de nederlaag goed die Piccolomini op 7 juni onder de wallen van Diedenhoven aan de maarschalk van Feuquières had toegebracht. 
Na het terugroepen van Piccolomini door de keizer Ferdinand II beschikte de kardinaal-infant nog over een voor de situatie ontoereikende troepenmacht, en slaagde er niet in het beleg van de Fransen vóór Atrecht op te breken. De overgave van die stad op 9 augustus 1640 betekende een zwaar verlies voor de Zuidelijke Nederlanden, waarop nog veel andere steden van Artesië zouden volgen. In het noorden bemachtigde Frederik Hendrik in 1641 de stad Gennep, in het hertogdom Kleef, terwijl in het zuiden de Fransen hun veroveringen in Artesië voortzetten, met inname van La Bassée, Lens en Bapaume. De troepen betrokken hun winterkwartieren, toen ze de dood van de kardinaal-infant vernamen die op 9 november op 33-jarige leeftijd aan de pokken was bezweken.
In het Noorden staken naast religieuze ook steeds meer politieke controversen de kop op. De machtige provincies van de Republiek, vooral Holland, die in de minderheid waren keerden zich intussen geleidelijk tegen Frederik Hendrik. Dat werd vooral duidelijk na het huwelijk van diens zoon Willem II met Mary Stuart in 1641, waarmee ook de banden tussen het huis van Oranje en de Engelse koninklijke families werden aangehaald. Het aanzien van het huis van Oranje werd hierdoor zodanig verhoogd, dat nu het koninklijk hof van Frankrijk Frederik Hendrik met "Zijne Hoogheid" aansprak, een titel die normaal voor koningen is weggelegd. Toen hij zich in Den Haag met Amalia van een quasi koninklijk hof ging voorzien, groeide vooral bij de Hollandse republikeinen de vrees voor een monarchale macht onder politiek leiderschap van de Oranjes. In 1643 wist Holland zelfs een grote troepenvermindering door te drijven. In de jaren die volgden verloor Frederik Hendrik echter steeds meer de controle over zijn geestelijke en lichamelijke vermogens en was Holland opnieuw in staat zich politiek naar het bovenplan te werken.

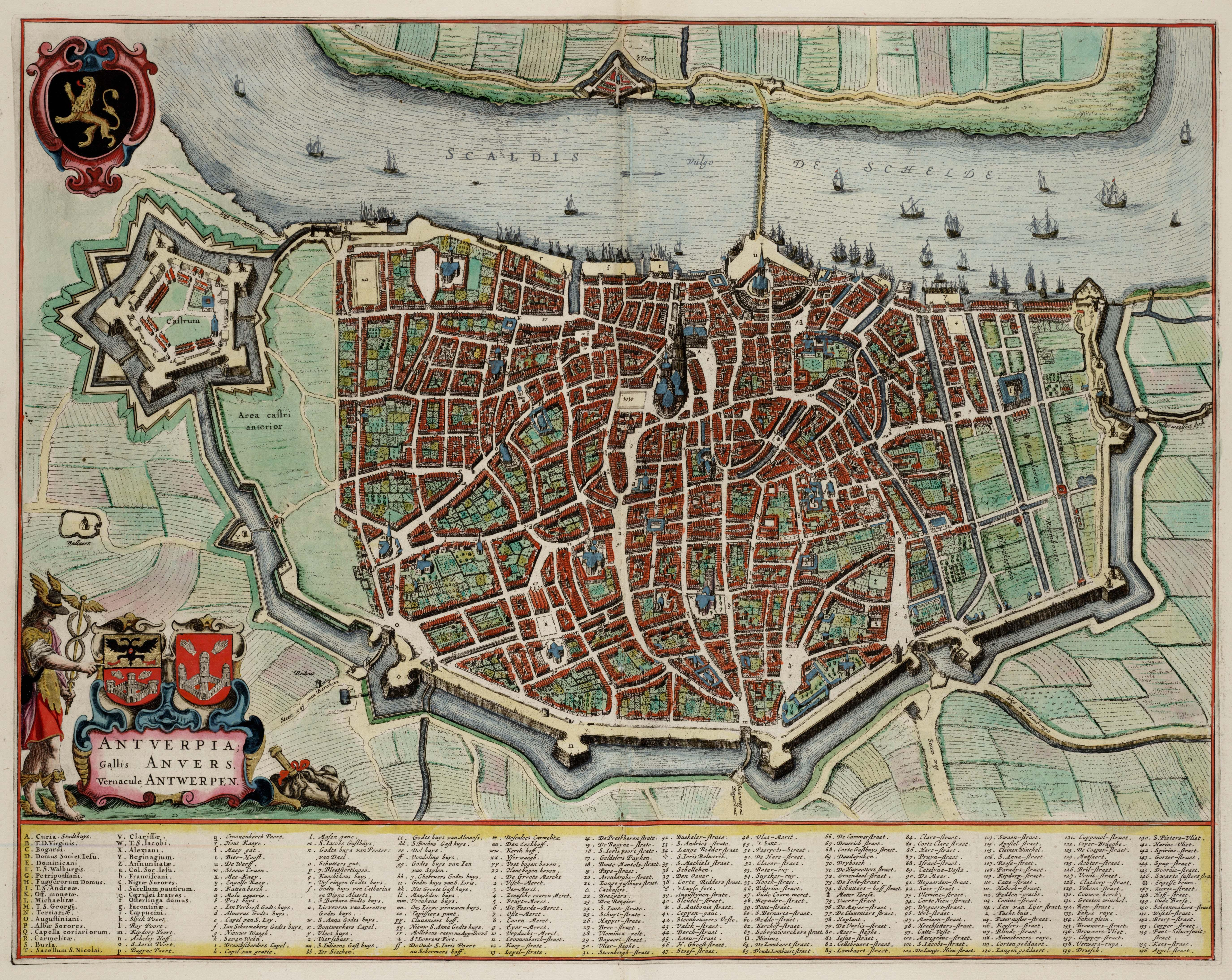
Antwerpen ten tijde van het beleg in 1646.

In 1646 deed hij ondanks ziekte nog een ultieme poging om Antwerpen te veroveren, die echter mislukte. De Republiek behield evenwel Fort Liefkenshoek en bleef de Schelde blokkeren voor de Antwerpse koophandel.
Nadat zijn gezondheid al geruime tijd was achteruit gegaan overleed Frederik Hendrik in 1647 op 14 maart. Hij werd opgevolgd door zijn zoon, stadhouder Willem II. Landvoogd van de Zuidelijke Nederlanden werd op 11 april datzelfde jaar de aartshertog Leopold van Oostenrijk, broer van de keizer. Hij zou een aantal door de Fransen veroverde steden terugwinnen, waaronder Ieper. Maar Atrecht en Frans-Vlaanderen waren voor de Zuidelijke Nederlanden definitief verloren.

## Vrede van Münster tussen Spanje en de Republiek (1648)
Inmiddels was het oorlog elders in grote delen van Europa: de Dertigjarige Oorlog. In 1641 waren tussen de strijdende partijen vredesonderhandelingen begonnen. Afgesproken werd dat in Münster en Osnabrück onderhandeld zou worden. Hoewel de Republiek niet meevocht in de Dertigjarige Oorlog, werd besloten deze toch bij de vredesonderhandelingen uit te nodigen. In de oorlog tegen Spanje was zij namelijk door de samenwerking met Frankrijk te veel een partij geworden. De uitnodiging ontving de Republiek via Frankrijk met wie zij in 1635 het Bilateraal verdelingsplan van de Zuidelijke Nederlanden had afgesloten.
De Zuidelijke Nederlanden zaten inmiddels tussen aambeeld en hamer en kregen steeds meer te lijden van Franse en Hollandse stropers en plunderende soldaten die volgens getuigen op nooit geziene wijze te werk gingen. Na vruchteloze opstanden van september 1644 te Gent, Brugge en Brussel, waar zelfs de vertrekken van de landvoogd werden leeggehaald, was het volk lijdensmoe en gelaten geworden. Alleen vrede kon verbetering in de toestand brengen. Ook binnen de Republiek, hoewel daar rond die tijd grote militaire successen waren geboekt, was er in alle gewesten bij het volk steeds meer sprake van een vredesstemming. De langdurige oorlog had hier eveneens veel geld en mensenlevens gekost en de handel belemmerd. Alleen de provincies Holland, Zeeland en Utrecht en de stad Leiden bleven tot het einde toe voorstander van oorlog.

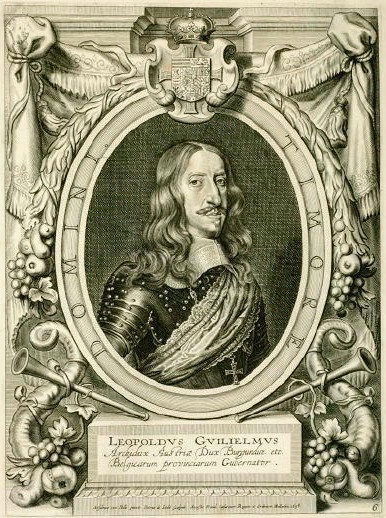
Leopold Willem van Oostenrijk

Aartshertog Leopold van Oostenrijk, broer van de keizer, die op 11 april 1647 landvoogd van de Zuidelijke Nederlanden was geworden, slaagde erin door de versterkingen die hij meebracht nog enkele militaire successen te boeken op de Republiek en vooral op Frankrijk, wier vorderingen hij reeds bij zijn eerste veldtocht stuitte. Terwijl Johan van Beck in het oosten de Fransen tegenhield, marcheerde hij zelf naar de meest bedreigde grens en heroverde voor de Zuidelijke Nederlanden Armentiers, Komen, Lens en Landrecies. Hij genoot het voordeel van de militaire stilte van de Republiek, die zich intussen begon tevreden te stellen met haar bezit van Maastricht, 's-Hertogenbosch en Breda en de plaatsen langs de Noordzee en de rivier de Schelde. Nieuwe vorderingen in de Zuidelijke Nederlanden zouden vroeg of laat mogelijk tot de door de Amsterdamse kooplieden zo gevreesde verovering van Antwerpen leiden, van welke haven zij al genoeg concurrentie ondervonden.

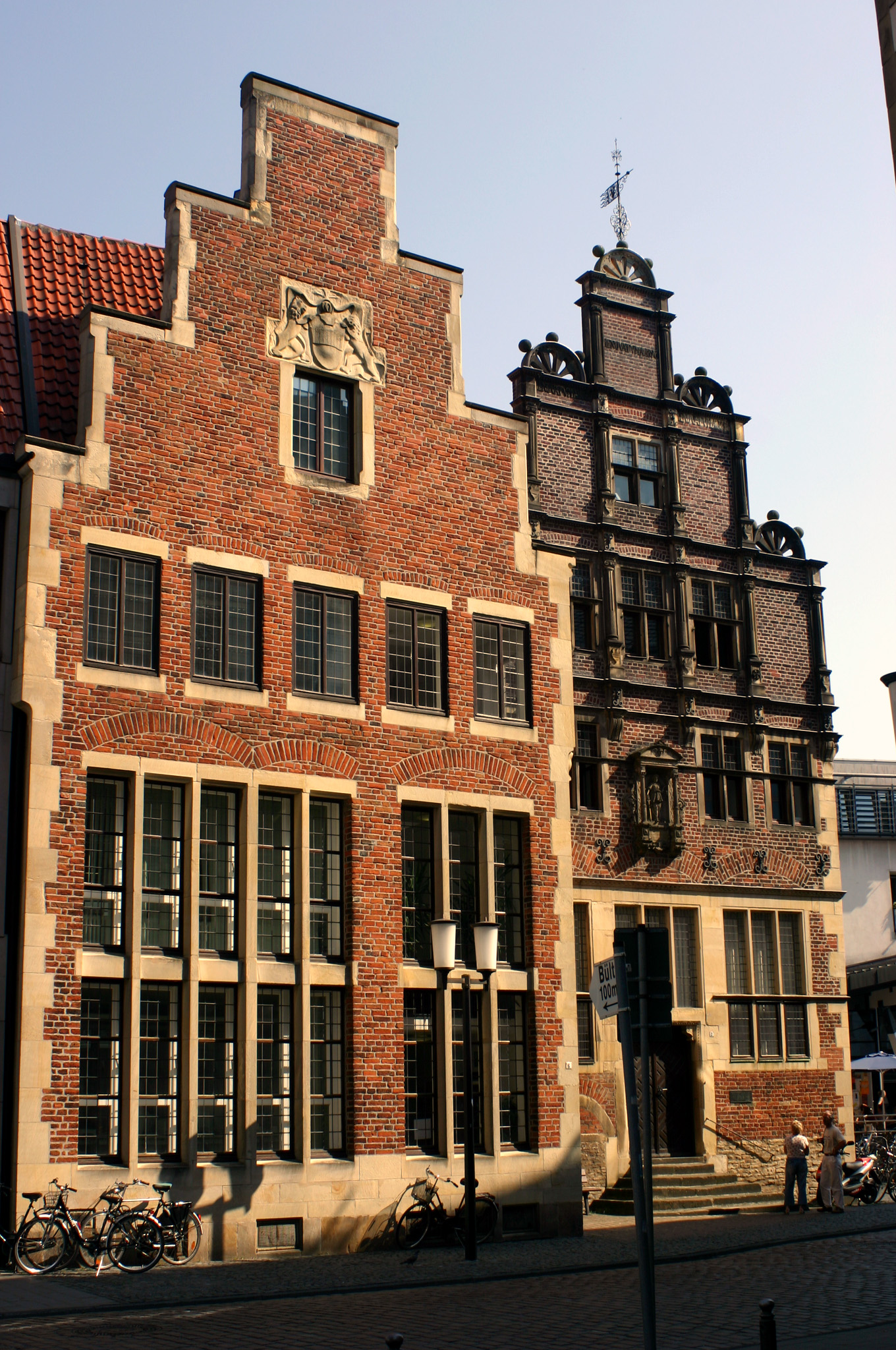
Haus der Niederlande, waar de vredesonderhandelingen plaatsvonden

De Republiek slaagde er dus in als volwaardige staat aan de vredesonderhandelingen te mogen deelnemen: zelfs Spanje stemde toe. In januari 1646 kwamen acht vertegenwoordigers van de Staten-Generaal in Münster aan om met de Spanjaarden over vrede te onderhandelen. De Hollandse eis om de beoefening van de katholieke eredienst in de Meierij van 's-Hertogenbosch en de andere door hen veroverde plaatsen uitdrukkelijk te verbieden, zorgde even voor spanning. De Spaanse onderhandelaars hadden echter uitgebreide volmachten meegekregen van koning Filips IV van Spanje, die al jaren vrede zocht. Tijdens de onderhandelingen werden de Republiek en Spanje het dan ook snel eens: de tekst van het Twaalfjarig bestand zou als uitgangspunt genomen worden en de Republiek werd eindelijk door Spanje als soevereine staat erkend. De vrede leek zeer nabij. Maar Frankrijk gooide roet in het eten doordat Mazarin steeds met nieuwe eisen kwam. De Staten besloten daarop buiten Frankrijk om vrede te sluiten met Spanje. Stadhouder Willem II van Oranje, die van verlangen brandde zich in een oorlog te onderscheiden, een overtuigd voorstander van de Franse alliantie was en niets liever dan het voortzetten van de oorlog wilde. Hij leende zich onder invloed van Mazarin en diens agenten tot geheime tegenwerking van de vredespartij.

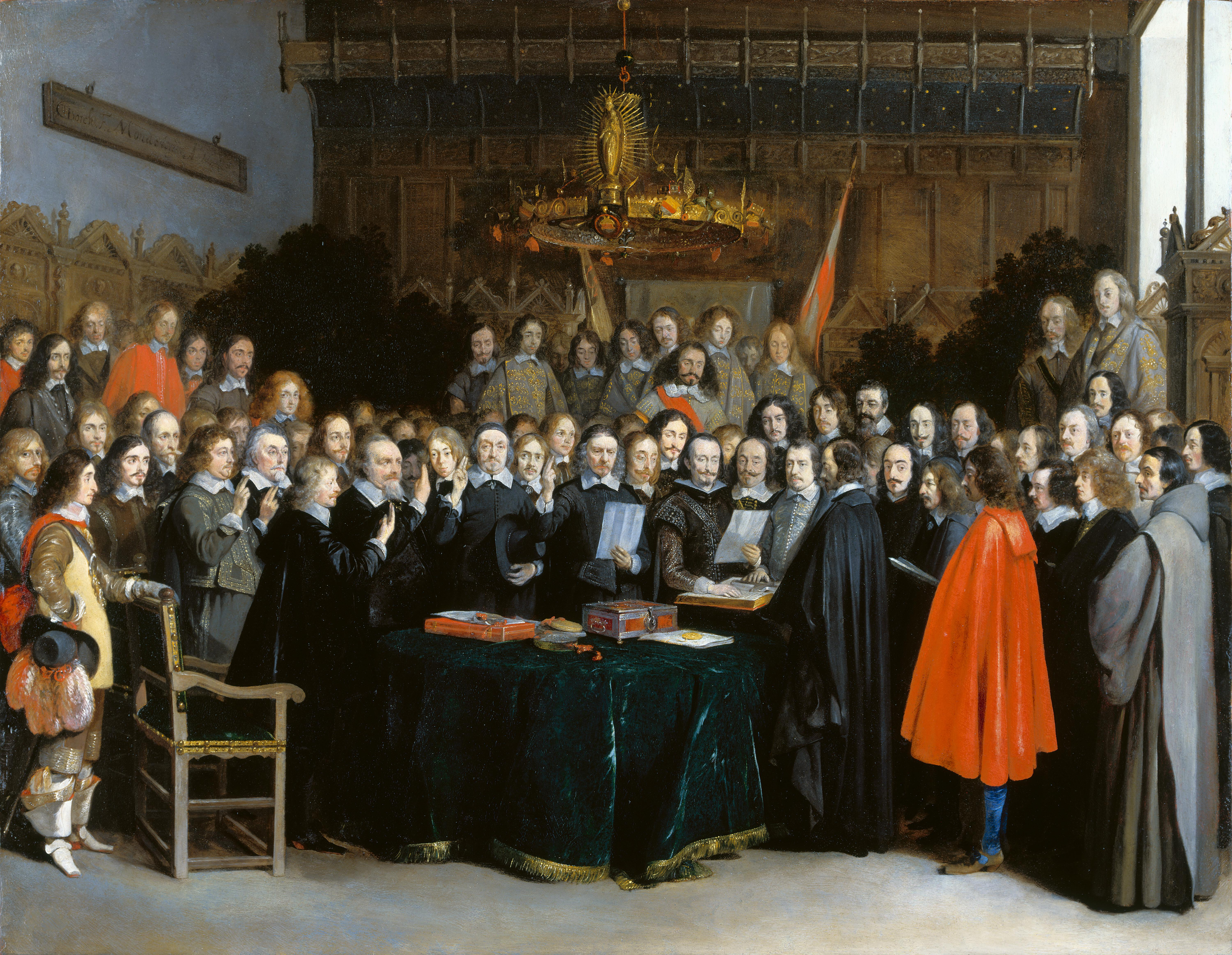
Met de Vrede van Münster kwam in 1648 een einde aan de Tachtigjarige Oorlog. Gerard Terborch 1648 -National Gallerys

Op 30 januari 1648 werd de vredestekst vastgesteld, zonder dat Willem II dit kon verhinderen, en ter ondertekening naar Den Haag en Madrid gestuurd. Op 15 mei had de definitieve ondertekening van de Vrede van Münster plaats en op 5 juni 1648, precies tachtig jaar na de onthoofding van Egmond en Hoorne, volgde overal de afkondiging. De vrede wordt beschouwd als het resultaat van het Twaalfjarig Bestand onder aartshertogin Isabella en haar gemaal Albrecht, waarop alle hoofdbepalingen gebaseerd werden, behalve dat zij nu niet meer voorlopig, maar definitief werden. Het verdrag betekende de onomkeerbare opsplitsing van de oorspronkelijke Habsburgse, thans Spaanse Nederlanden en het einde van de tachtigjarige oorlog. De verzwakte Zuidelijke Nederlanden waren uit alle besprekingen geweerd. De sluiting van de Schelde, de Sassevaart en het Zwin bleef gehandhaafd en de handel op Indië bleef hun verboden. Zeer tegen de zin van de Spaanse koning bleef de katholieke godsdienst in de Verenigde Provinciën achtergesteld. De Vrede van Münster bevestigde dat de Staats-Vlaanderen, Staats-Brabant, Maastricht en Staats-Overmaas (met uitzondering van Roermond, dat tijdelijk Frans werd) Staats bleven. 
In Zeeland en in veel steden en dorpen ijverden predikanten vanaf de kansel tegen de bewerkers van de vrede en vooral Willem II, die er niet echt toe bereid was, onderhandelde in het geheim voort met Frankrijk ter hervatting van de oorlog, niet alleen tegen Spanje, maar nu tegelijk ook tegen Engeland, dat in januari 1649 zijn schoonvader Karel I had geëxecuteerd. Voorjaar 1650 kwam het tussen hem en de noordelijke Staten-Generaal tot een krachtmeting over de nodige financiën die hij, ondanks de steeds toegenomen afbetalingen van schuld als gevolg van het eerdere aandeel van de Republiek in de Tachtigjarige Oorlog, daarvoor wenste op te bouwen. Omdat hij zijn zin niet kreeg, koos Willem ervoor om die dan maar met geweld door te drijven en op 30 juli liet hij zes vertegenwoordigers van de Staten van de recalcitrante steden aanhouden en op beschuldiging van weerstand tegen wettelijke orders van de Staten-Generaal naar Slot Loevestein overbrengen. Een leger dat hij tezelfdertijd naar Amsterdam stuurde liep evenwel vertraging op en stuitte daar op fel verzet vanwege de ingezetenen. Na een beleg, dat intussen de handel lam legde, maar waarbij de belegeraars voortdurend zelf gevaar liepen de verdrinkingsdood te sterven indien Amsterdam de dijken zou doorbreken, werd uiteindelijk een compromis bereikt. De gevangengezette mandatarissen werden vrijgelaten, maar verloren hun post als dusdanig. Nu lag de weg voor Willem II open om zijn plannen uit te voeren. Maar de argwaan van de bevolking tegen hem, vooral in Holland, was groot. Er was angst voor een militaire dictatuur, een monarchale heerschappij en nieuwe betrokkenheid in oorlogsgeweld. Nog voor hij zijn plannen kon uitvoeren, stierf Willem begin november onverwacht aan de pokken. Acht dagen later werd zijn zoon geboren, de latere stadhouder Willem III van Oranje.
De Vrede van Westfalen ook in 1648 getekend met het Verdrag van Münster en de Vrede van Osnabrück die een einde maakte aan de Dertigjarige Oorlog, betekenden nog geen rust tussen Frankrijk en Spanje.
Spanje en Frankrijk tekenden pas in de nasleep van de Dertigjarige Oorlog, na de Spaanse nederlaag bij Duinkerke tegen de Fransen en de Engelsen, in 1659 het Verdrag van de Pyreneeën. Daarbij werd Artesië met elf steden, uitgezonderd Sint-Omaars en Ariën, aan Frankrijk overgedragen. De zuidgrens zou door de oorlogen van Lodewijk XIV van Frankrijk tussen 1648 en 1713 verder noordwaarts blijven opschuiven.

## Lodewijk XIV expansiepolitiek

### Devolutieoorlog na de dood van Filips IV (1667-1668)

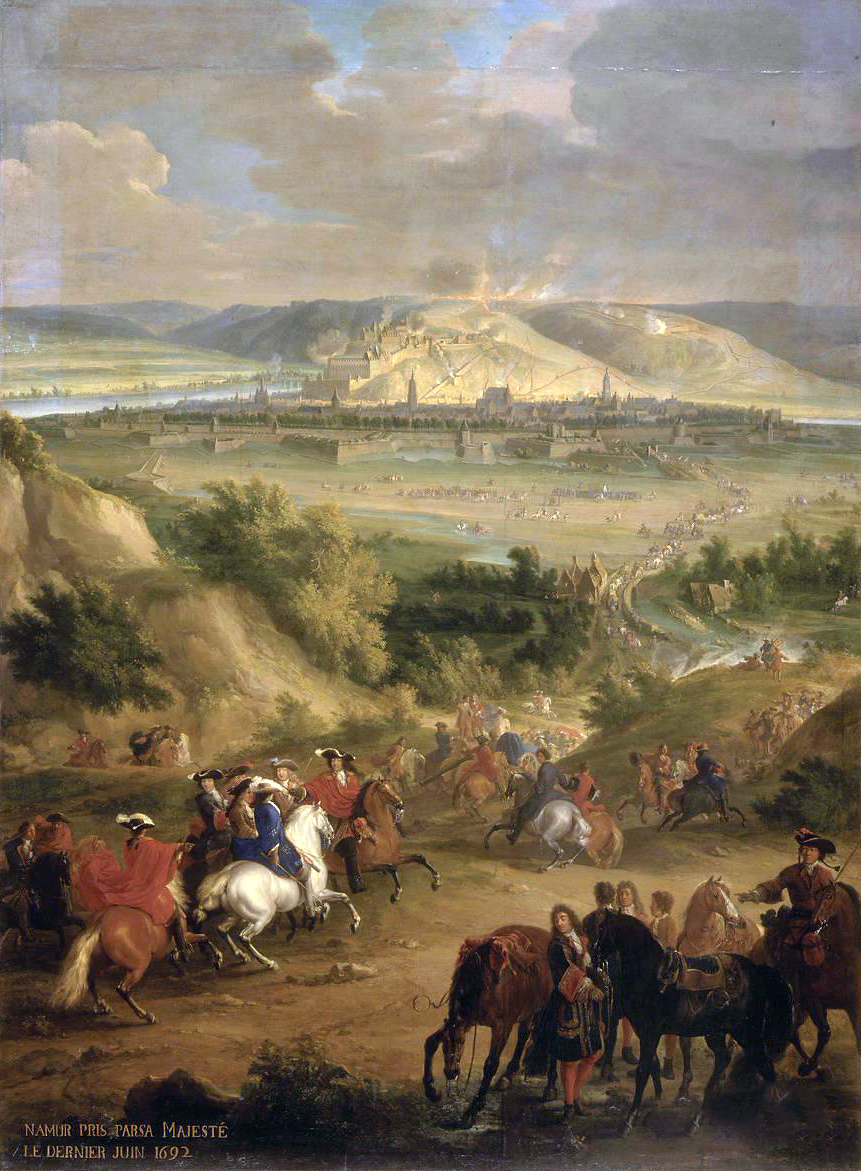
Beleg van Namen, juni 1692 door Jean-Baptiste Martin le vieux, september 1688 - september 1697

Karel II van Spanje werd in 1665 als driejarige gekroond en kwam zelf nooit aan het regeren omdat hij daartoe fysisch en psychisch niet bekwaam werd geacht. Zijn moeder Maria Anna van Oostenrijk was de regentes. De regeerperiode ging gebukt onder de oorlogen met Lodewijk XIV. Lodewijk XIV was getrouwd met zijn halfzus, Maria Theresia, waarbij een enorme bruidsschat werd beloofd. Deze bruidsschat kon door het Spaanse Rijk niet worden voldaan en in 1667 brak de Devolutieoorlog uit. Door de snelle opmars van de Franse troepen in de Spaanse Nederlanden zag raadspensionaris Johan de Witt zich genoodzaakt om stappen te ondernemen. Door het snelle werk van Hollandse diplomaten in Engeland en Zweden werd er tussen deze twee landen en de Republiek een alliantie gesloten, de zogenaamde Triple Alliantie. Dit dwong Lodewijk XIV de Vrede van Aken (1668) te tekenen met de Spaanse Habsburgers.

### De Hollandse oorlog (1672-1678)
Lodewijk XIV was niet tevreden met wat hij gekregen had en zag in de Republiek zijn grootste tegenstander, daarom sloot hij een geheim verdelingsakkoord in 1670, het Verdrag van Dover, met Karel II van Engeland. De verwoeste Zuidelijke Nederlanden waren in de 17e eeuw na de invallen van de Republiek en Frankrijk verweesd achtergebleven en 1672 werd een rampjaar voor de Republiek. De tijd was rijp voor een volgende Hollandse oorlog (1672-1678)
In 1678 betaalde ook Spanje nog eens de prijs voor de vredesonderhandelingen van Nijmegen die een einde aan de vijandelijkheden maakten, met het verlies van Artois en Franche-Compté aan Frankrijk. Opvolgverdragen, met de clausule dat de eindafbakening van de grens later zou worden bepaald, waren voortdurend in het nadeel van de Nederlanden en zorgden voor nieuwe verwoestende veldslagen op hun grondgebied. Lodewijk XIV had Maastricht aan de Hollanders teruggegeven, en vijf weken later, op 17 september, trof hij een schikking met Spanje, waarbij hem, behalve het Vrijgraafschap Bourgondië, ook nog een nieuwe strook van de Nederlanden afgestaan werd. Kortrijk, Oudenaarde, Binche en Charleroi ontruimde hij, maar door het bezit van Valencijn, Bouchain, Condé, Kamerijk, Ariën, Sint-Omaars, Ieper, Waasten, Poperinge, Belle, Cassel, Bavai en Maubeuge, bekwam hij voor Frankrijk een doorlopende regelmatige grens. De Verenigde Provinciën van hun kant hielden de vesting van Maastricht voor zich, in plaats van ze aan de katholieke koning over te dragen zoals in 1673 beloofd was.

### Frans-Spaanse Oorlog (1683-1684)
Na de Hollandse Oorlog was in 1678 ene Alessandro Farnese als nieuwe landvoogd over de Zuidelijke Nederlanden aangesteld (ter onderscheiding van zijn overgrootvader hertog Alessandro van Parma ook wel Alessandro di Odoardo genoemd). Maar in tegenstelling tot zijn beroemde naamgenoot bleek deze figuur totaal onbekwaam. Hij werd door het volk bespot en gehaat wanneer hij omringd door talrijke lijfjjonkers en voetknechten in zijn pompeuze koets door Brussel trok, terwijl de in lompen gehulde soldaten langs de straten schooiden en de reizigers op de hoofdwegen uitschudden. In april 1681 weigerden de ‘natiën’ van Brussel de door hem gevraagde belasting toe te staan, en weldra volgde zijn schandelijke aftocht
Om de plooien glad te strijken met Franse koningshuis huwde Karel II met Marie Louise van Orléans. In de Nederlanden werd in april 1682 de onbekwame prins van Parma vervangen door markies van Grana. Ook in vredestijd trachtte de Franse zonnekoning steden als 'aanhorigheden' bij bezet gebied in te rekenen, zoals hij in 1683-84 met de Chambres de Réunion probeerde te bereiken. Dit conflict werd geregeld door het Bestand van Regensburg.
Lodewijk XIV die gebaat was met een oorlog op twee fronten tegen het Heilig Roomse Rijk, de Ottomanen aan het oostfront en hij aan het westfront, viel in 1688 het Paltsgraafschap aan de Rijn binnen. Het voorwendsel was dat de vrouw van zijn broer Filips van Orléans, Elisabeth Charlotte van de Palts de rechtmatige erfgename was.

### Negenjarige Oorlog (1688-1697)
In 1689 stierf Marie Louise van Orléans en hertrouwde Karel II met Maria Anna van Palts-Neuburg, hierdoor nam de Oostenrijkse invloed sterk toe aan het Spaanse Hof en begon er een krachtdadiger politiek. Een Grote Alliantie van Wenen werd gevormd. De Negenjarige Oorlog (1688-1697) eindigde met de Vrede van Rijswijk. Een aantal steden kwamen terug aan de Zuidelijke Nederlanden.
Ondanks de goedbedoelde pogingen van nieuwe landvoogd Francisco Antonio de Agurto om de tucht in het leger te herstellen, de financiële toestand te saneren en overal het gezag te versterken, bleef de situatie ronduit slecht in de Zuidelijke Nederlanden, deels omdat hij het land niet voldoende kende, deels vanwege de tegenwerking van ambtenaren en magistraten, die aan een vadsig kommerloos bestaan gewend waren geraakt. Keurvorst Maximiliaan II Emanuel van Beieren werd in 1691 als nieuwe landvoogd aangesteld, maar liet het dagelijks bestuur steeds meer over aan Jan van Brouchoven. In 1695 werd het land opnieuw in het hart bedreigd, toen de Franse generaal Villeroy drie dagen lang de hoofdstad liet beschieten. Daarbij werden in totaal 3.830 woningen en 16 kloosters vernield, terwijl het Stadhuis van Brussel samen met andere kostbare panden rond de Grote Markt zware schade leden. De Vrede van Rijswijk maakte de gewelddadige pogingen van Frankrijk om gebied in te palmen ongedaan.

### Ontreddering in de Zuidelijke Nederlanden
Maar alles in de Zuidelijke Nederlanden had onder de veroveringen en het voortdurend gesjoemel daaromtrent te lijden en deed het land geleidelijk naar een relatieve staat van onderontwikkeling verglijden. Zo bleef bijvoorbeeld het door onlusten en onzekerheid ontredderd lager onderwijs enkel in de steden nog overeind dankzij de vrouwenkloosters en wat armtierige private scholen. Op het platteland was het zo goed als geheel verdwenen. In de landelijke parochiën kon, met uitzondering van de heer, de pastoor, de baljuw en hier en daar een officier van justitie niemand nog lezen of schrijven. Zelfs onder de steedse handwerkslieden maakten ongeletterden de overgrote meerderheid uit. En in de middenklasse was het niet veel beter gesteld. Zelden trof men er een ander boek dan een kerkboek. De weetgierigheid, als die er al was, reikte niet verder dan nieuws over staatkunde, of tijdingen over de oorlogen waarvan men het slachtoffer was. Wel dachten sommigen na over wat eraan verholpen kon worden. Zo publiceerde op 1 september 1686 Brussels schoolmeester Peter Lacourt in Willebroek zijn "Inleydinghe tot de cyferconst, waerin de vyf hoofdtspeciën der arithmeticus worden uytgeleyt, gelyck men die mondelinghe soude moeten leeren", een didactisch werk over hoe wiskunde op school zou onderwezen moeten worden. Op wetenschappelijk gebied kende het zuiden weinig of geen vooruitgang. Zelfs in 1691 zag van Velden zich nog verplicht beroep te doen op de Raad van Brabant tegen de rector van Leuven, die hem wilde beletten de kosmologie van Copernicus te onderwijzen. Enkel in de theologische faculteit heerste wat nieuw animo, maar dan vooral vanwege de crisis rond het ketterse jansenisme, door de jezuïeten bestreden in een godsdiensttwist die de hele katholieke wereld deed daveren en ten slotte in een conflict tussen Kerk en Staat ontaardde.

## Spaanse Successieoorlog (1701-1714)

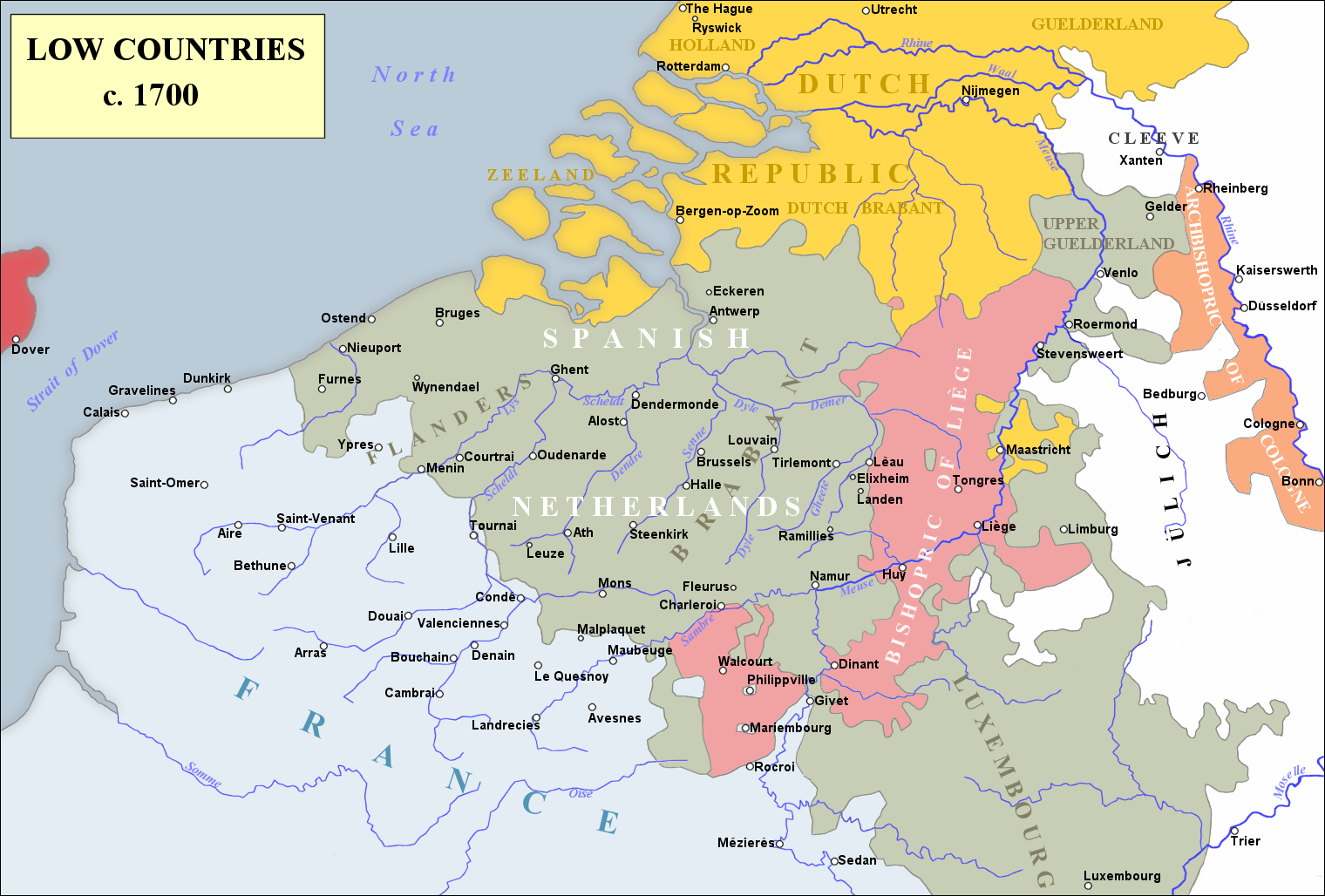
De Nederlanden in 1700, met de Zuidelijke Nederlanden ongeveer zoals ze waren tijdens de Negenjarige Oorlog (1688-1697). Bergen, Charleroi, Aat en Kortrijk keren pas na deze oorlog naar de Zuidelijke Nederlanden terug.

### Dood van Karel II van Spanje
Voordat Karel II van Spanje op 1 november 1700 stierf zonder zoon als troonopvolger, poogden Frankrijk, Engeland en de Republiek al de erfenis van het Spaanse Rijk diplomatiek te regelen. Landvoogd Maximiliaan II Emanuel was getrouwd met de dochter van keizer Leopold I, Maria Antonia van Oostenrijk. Hun zoon Jozef Ferdinand van Beieren zou de opvolger moeten worden van Karel II volgens het Eerste Partitieverdrag. Jozef Ferdinand stierf plots in 1699 en het verdrag kwam  te vervallen. Met het Tweede Partitieverdrag in 1700 werd voorgesteld het Spaanse Rijk op te delen, wat echter voor afwezige partij, de Spaanse en Oostenrijkse Habsburgers, ondenkbaar was. Uiteindelijk werd de rol van de primaat van Spanje, Luis Manuel Fernández de Portocarrero, in de laatste dagen van Karel II doorslaggevend. Kort voor zijn dood wijzigde Karel II zijn testament, geheel onverwacht, in het voordeel van Filips V, de tweede kleinzoon van Lodewijk XIV, en maakte hem erfgenaam van het Spaans erfdeel, waaronder de Nederlanden. Dit leidde in 1701 tot de Spaanse Successieoorlog. Keizer Leopold I zag namelijk zijn tweede zoon aartshertog Karel, hierin gesteund door de alliantie met de Republiek en Engeland, de Grote Alliantie van 1701, als wettige opvolger.

### Bezetting door Lodewijk XIV van de Zuidelijke Nederlanden

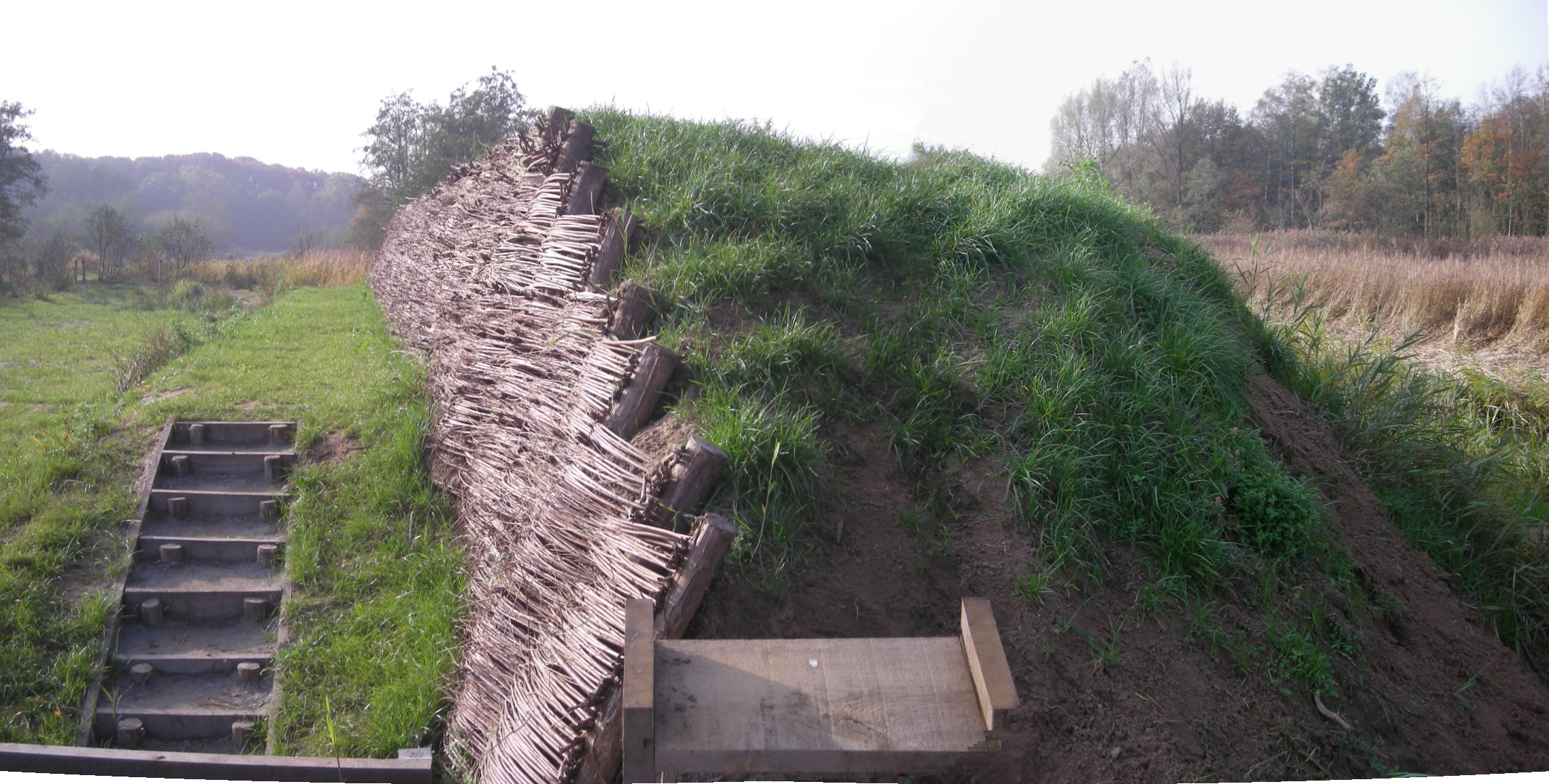
Reconstructie van een schans van de Bedmarlinie in het natuurreservaat De Stropers (gerealiseerd door de Vlaamse Landmaatschappij in 2009).

De tien katholieke provinciën van het zuiden waren verzwakt door slecht beheer en verwoest door de oorlogen, maar bleven van strategisch militair belang tijdens de successieoorlog tussen Frankrijk en de Republiek, Engeland en Oostenrijk anderzijds. De opportunistische Maximiliaan Emanuel keerde in 1701 terug naar Beieren en koos de zijde van de Franse koning, daarmee hoopte hij de hem reeds eerder beloofde soevereiniteit over de Zuidelijke Nederlanden te verkrijgen. Hoewel de regering formeel in handen was gegeven van de markies van Bedmar, was graaf van Bergeyck, Jan van Brouchoven, bij alles wat in de Nederlanden omging de doorslaggevende gezagdrager. Een verdedigingslinie werd in 1702 door Bedmar rondom Vlaanderen en Brabant aangelegd, als een lange linie verschansingen van het land van Waas tot de omstreken van Hoei. Het oosten werd dankzij bondgenootschappen met de prinsdommen Luik en Keulen gedekt. Alleen Spaans Gelderland lag, als noordelijke uitloper, nog open voor de bondgenoten en werd dan ook reeds in 1703 gemakkelijk door de alliantie ingenomen.
Op 30 juni 1703 dreef Bedmar samen met de Franse generaal Boufflers een door Jacob II van Wassenaer Obdam aangevoerd Hollands versterkingskorps dat op Antwerpen aanrukte terug naar Breda, nadat het bij Ekeren was verslagen. Daardoor moest ook Menno van Coehoorn die reeds in het land van Waas de Franse linie had doorbroken weer wijken, en konden de Engelsen in Oostende niet ontschepen. Maar de hertog van Marlborough had zich aan de Maas gevestigd en kon op 23 augustus Hoei, en op 27 september Limburg innemen.

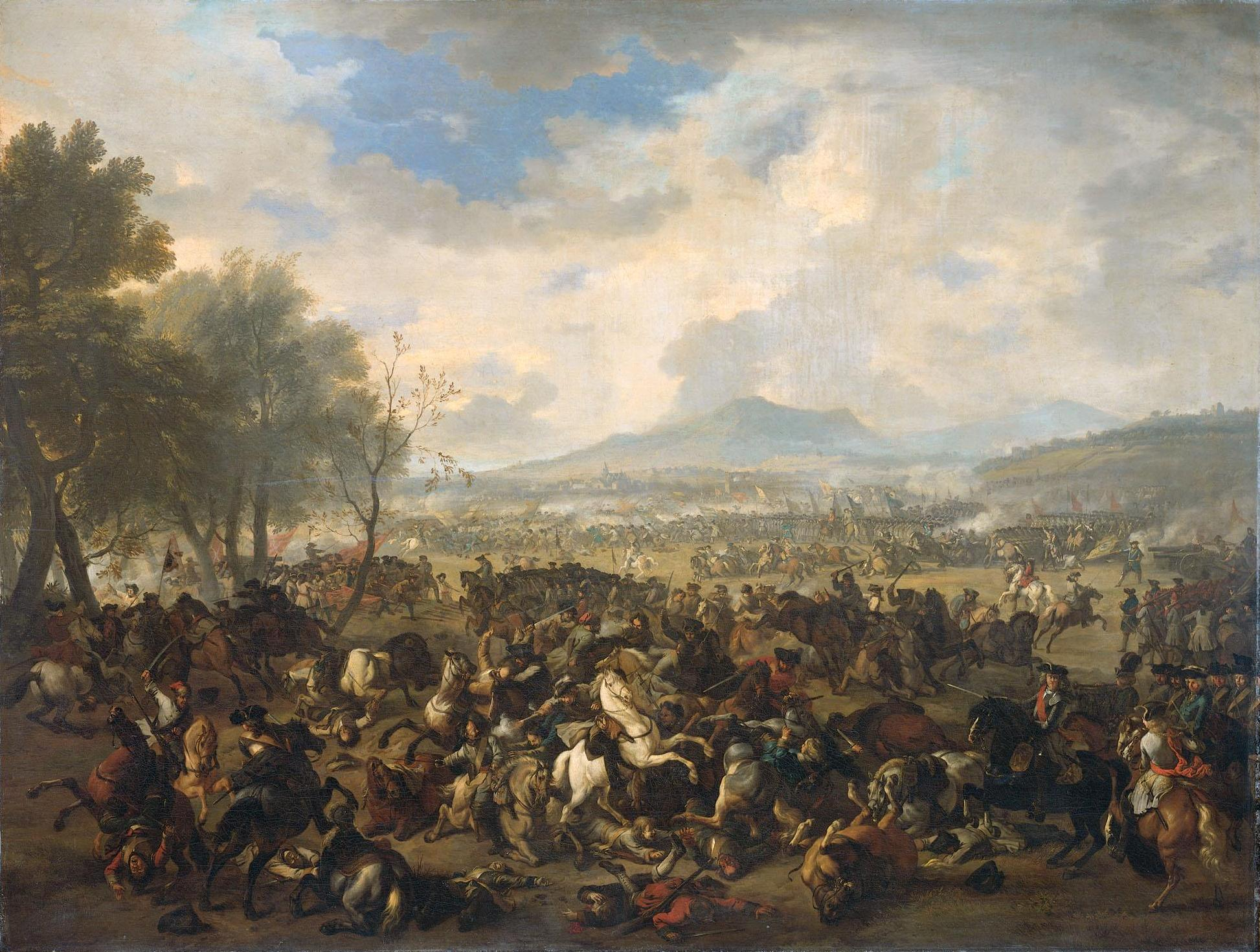
Slag bij Ramillies in Waals-Brabant.

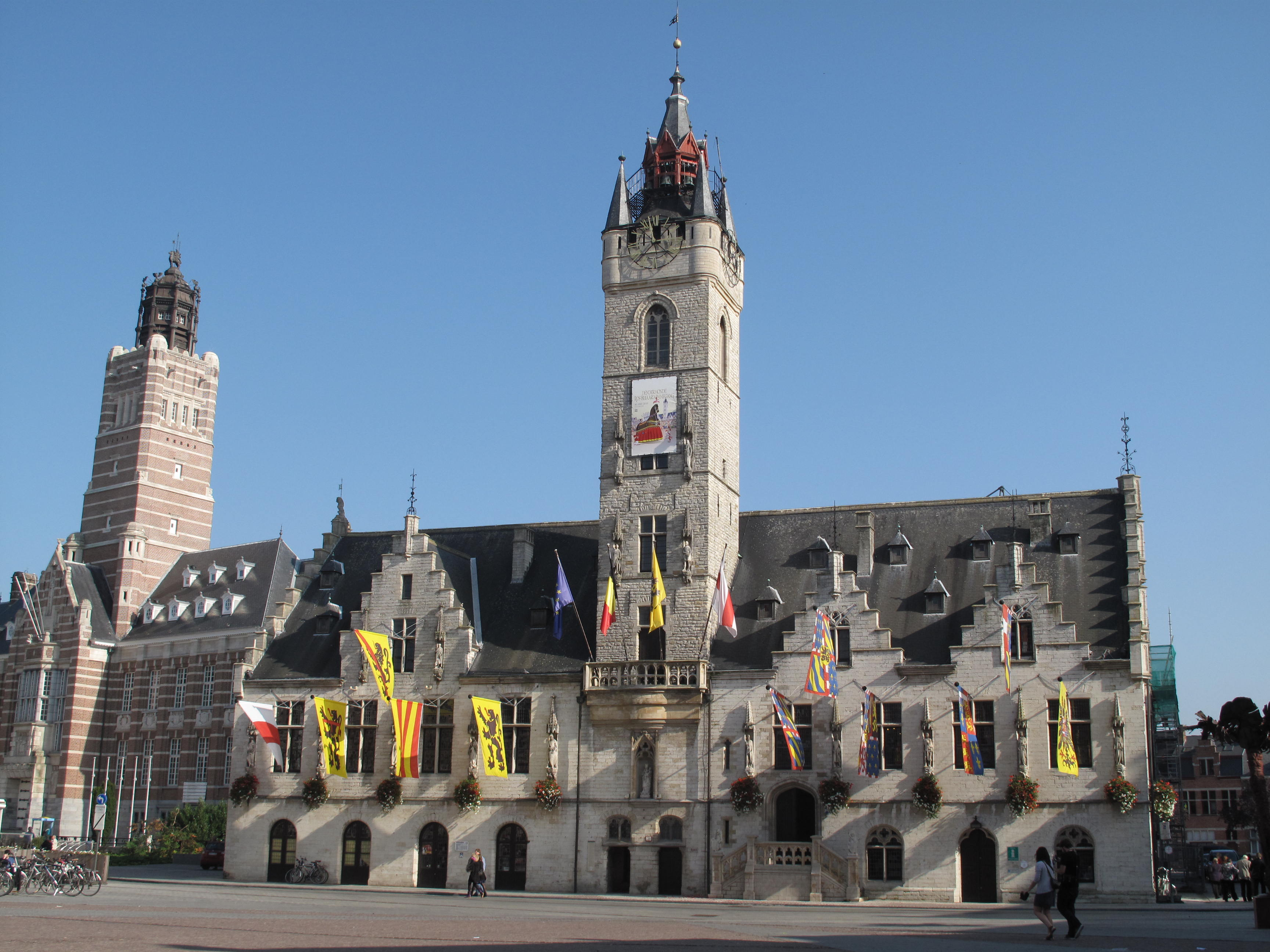
Stadhuis van Dendermonde.

Vanaf 1704 verbleef Maximiliaan Emanuel weer in de Nederlanden. Dat jaar werd Brugge (Overkerke) beschoten door Hendrik van Nassau-Ouwerkerk, die daarop onverrichter zake moest terugtrekken. Op de terugweg belegerde Maximiliaan Emanuale Namen. Door het verrassend Franse en Beierse verlies bij Slag bij Blenheim op 13 augustus wijzigde de toestand volledig en trokken de Franse legers zich in wanorde naar de Rijn terug. Maximiliaan Emanuel voerde op 2 oktober het overschot van zijn regimenten naar Brussel. De oorlog zou nu elders gevoerd worden, al zou de weerslag ervan nog steeds de Zuidelijke Nederlanden treffen die alvast door de troepen van Lodewijk XIV werden bezet. 

### Verovering door de Grote Alliantie
Bijgestaan door Villeroy slaagde Maximiliaan erin de stad en het slot Hoei in te nemen (31 mei-10 juni 1705), maar de door generaal Claude Louis Hector de Villars uit de Elzas teruggedreven Marlborough marcheerde richting Maas en slaagde erin van 8-11 juli de stad te heroveren en een bres in de Franse linie te slagen bij Heilissem. Vervolgens zwenkten de Engelsen achter de Dijle, tegenover Villeroy, en bemachtigden Zoutleeuw op 5 september en Zandvliet op 29 oktober. Villeroy was niet tegen deze legermacht opgewassen, maar besloot niet op de versterking van de maarschalk van Frankrijk Ferdinand de Marsin te wachten, en zonder de maarschalk te verwittigen toch de aanval in te zetten. Bij Ramillies werd zijn Franse leger op 23 mei 1706 verslagen en vervolgens, tegen de geplogenheden van de tijd in, achtervolgd tot onder de muren van Rijsel. Dit betekende een onherstelbare ramp. De ontoereikend bemande vestingen van de Zuidelijke Nederlanden vielen een na één: Antwerpen op 6 juni, Oostende 6 juli, Menen op 22 augustus, Dendermonde 5 september, Aat op 2 oktober... Dendermonde werd door de Engelse troepen van de John Churchill in puin geschoten.

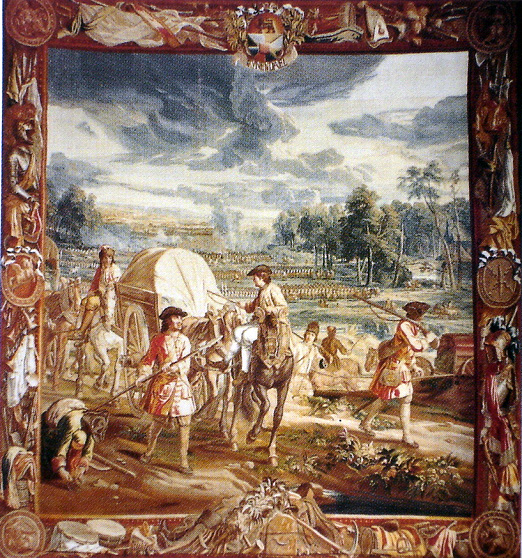
Slag bij Wijnendale.

Na de bezetting van Vlaanderen door de Grote Alliantie in 1706 bleef enkel nog Henegouwen, het Naamse en Luxemburg, waar Maximiliaan Emanuel zijn kamp opsloeg onder diens gezag. De Slag bij Wijnendale op 28 september 1708 op 20 km van Brugge en van Oostende had de nederlaag van de Fransen als resultaat, met de succesvolle belegering van de Franse stad Rijsel door de Grote Alliantie onder het opperbevel van John Churchill, de hertog van Marlborough en prins Eugène van Savoye. Nadat op 11 september 1709 de Fransen verpletterend verslagen werden bij de slag bij Malplaquet werd ook Henegouwen bezet en namen de geallieerden niet de moeite om Namen in te nemen. Ze richtten zich nu direct op Frankrijk. Douai werd op 4 mei 1710 ingesloten, gaf zich op 25 juni over. Na hardnekkige weerstand vielen Béthune, Aire en Saint-Venant. Na de inname van Bouchain op 12 september 1711 lag de weg naar Parijs open, maar de geallieerden zetten niet door. De overwinning van Villars bij de slag bij Denain (24 juli 1712) op prins Eugeen lieten het uitgeputte Frankrijk toe, met zijn tegenstrevers de kwestie van de Nederlanden aan de onderhandelingstafel te regelen. 
Op 25 mei 1711 had Maximiliaan Emanuel te Laken al aan de afgevaardigden der Staten van Brabant verklaard, dat ‘zijn troepen de vijand het hoofd niet meer konden bieden’ en hun aangeraden ‘door een schikking te trachten Brabant en de hoofdstad te bewaren’, waarna hij zich terugtrok in Bergen voor de niet bezette gewesten, waarover hij van Filips V van Spanje de soevereiniteit ontving.

### Onderhandelingen naar de Vrede van Utrecht
Nadat op 17 april 1711 keizer Jozef I overleden was en aartshertog Karel intussen keizer was geworden, herzagen de Zeemogendheden (Nederland en Engeland) hun politiek uit vrees dat Karel het Habsburgse rijk van keizer Karel V zou herstellen. De Staten van Brabant verklaarden zich op 5 juni meteen ‘goede en trouwe onderdanen’ van de opvolger Karel III van Hongarije, zoals hen ook in brieven van de geallieerden werd aangeraden te doen, met hun garantie dat hij de privileges van het land zou eerbiedigen en geen vernieuwingen inzake godsdienst invoeren. Vlaanderen sloot zich hier de volgende dag bij aan, al waren de gewesten liever Filips V trouw gebleven dan hun geloofsbelangen in de waagschaal te leggen door met het Engels-Hollands leger te heulen, maar de garanties haalden hen over de schreef. En men was verheugd terug te keren onder de ‘zachte en oude heerschappij van het Oostenrijkse huis’. Met de terugkeer van de nationale zelfstandigheid zouden adel en burgerij hun invloed en hun goedbetaalde waardigheden terugkrijgen. De publieke opinie sprak zich overal uit voor de behoudsgezinden, de kurassiers zoals het volk ze noemde, tegen de Franse karabiniers van Anjou. Zeldzame jansenisten maakten een derde partij uit, die vreesden ook onder Karel III vervolgd te zullen worden. Hun tegenstrevers beschuldigden hen van verdachte onderhandelingen met de Verenigde Provinciën voor aansluiting met de Republiek.

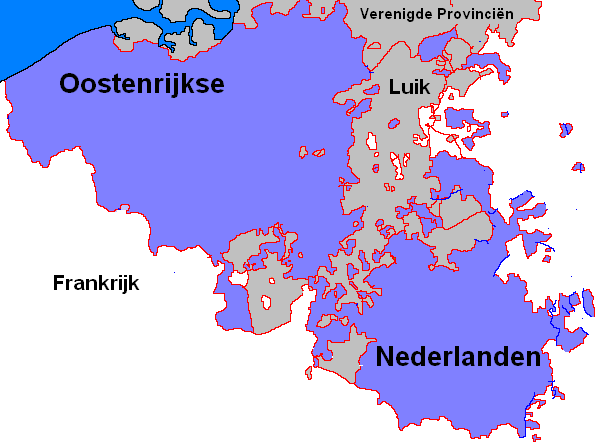
De Oostenrijkse Nederlanden

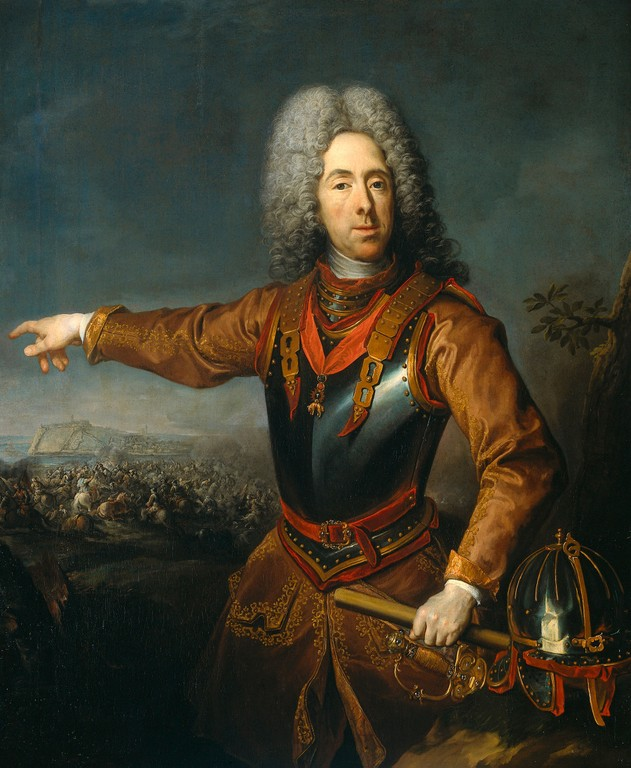
Eerste landvoogd van de Oostenrijkse Nederlanden prins Eugenius van Savoye.

Bij de voorbereidingen van de Vrede van Utrecht (1713) kwamen drie uiteenlopende standpunten van de geallieerden aan het licht. Oostenrijk zag geen probleem meer. Aangezien Engeland en de Republiek de rechten van de Spaanse nalatenschap aan Karel III erkenden, was het logisch dat zij hem ook de regering over de Nederlanden zouden afstaan. Marlborough deelde die visie, maar zijn insteek was er vooral een van het gebied als operatiebasis tegen Frankrijk. In Den Haag dacht men daar anders over. De Republiek had zich niet in de strijd geworpen voor de Habsburger. Zij wilden Karel III wel de katholieke Nederlanden laten, doch enkel na ze te hebben veranderd in een ‘barrière’, waarachter zij verder tegen Frankrijk beschut zouden zijn. Om dat behoorlijk te realiseren, hadden zij de hoge leiding van de Nederlanden nodig. Oostenrijk boezemde hen daartoe niet het nodige vertrouwen in. De moeilijkheden waren reeds bij de bezetting van Gelderland en Limburg in 1703 ontstaan en dat geschil was na de slag bij Ramillies in 1706 nog verergerd. Oostenrijk had toen listig Marlborough de landvoogdij over de Nederlanden aangeboden. Deze moest daarover echter Den Haag raadplegen en stelde vast dat de Republiek nog liever het bondgenootschap opzegde dan de opperste leiding over haar ‘barrière’ in België te moeten derven. Marlborough wees het aanbod dus af, maar eiste, dat de Verenigde Provinciën niet naar eigen goeddunken over de katholieke Nederlanden konden beschikken. Dus zou het bestuur voorlopig aan een ‘conferentie’ worden toevertrouwd van Engelse en Hollandse ministers, waarmee het hof van St-James België tot zijn beschikking wist te houden, ondanks de pogingen tot weerstand vanwege de Raad van State te Brussel, terwijl het land verder uitgebuit werd.
Al bij het Quadruple Alliantie verdrag van 30 augustus 1673 had de Republiek der Nederlanden het recht verworven, de voornaamste strategische punten van het grondgebied te bezetten, en na de vrede van Rijswijk van 1698 tot 1701 was zij door de katholieke koning gemachtigd te Kortrijk, Nieuwpoort, Oudenaarde, Bergen, Charleroi, Namen en Luxemburg garnizoen te leggen. 
Op 29 oktober 1709 stelden de Staten-Generaal, buiten weten van Oostenrijk om, aan de koningin van Engeland, Anna van Groot-Brittannië het eerste Barrièretraktaat voor. Zij aanvaardde, mits garantie, dat de rechten van de keurvorst van Hannover, George I van Groot-Brittannië, op haar erfenis zouden erkend worden. Het traktaat waarborgde aan Nederland en Engeland, als de algemene vrede zou komen, het recht garnizoen te houden te Nieuwpoort, Veurne, fort Knokke, Ieper, Menen, Rijsel, Doornik, Condé, Valencijn, Maubeuge, Charleroi, Namen, Halen, Lier, Damme, Gent, Dendermonde, alsmede in de forten Sint-Filips en de Perel, en in de versterkte plaatsen die men nog op Frankrijk zou veroveren. Het liet de Engelsen in geval van oorlog toe in de katholieke Nederlanden zoveel troepen te zenden als zij nodig achtten. Het bepaalde, dat die troepen en garnizoenen zouden onderhouden worden op kosten van de Belgen. Het verzekerde de Zuidelijke Nederlanden ten slotte van de hulp van Groot-Brittannië bij de inlijving van Hoog-Gelderland en militaire bezetting van Luik, Hoei en Bonn, ‘opdat de “barrière” van het begin tot het einde goed aangesloten zij’. 

Wenen kreeg kennis van deze hypotheek, die de zeemogendheden bij voorbaat namen op de provinciën, waarvoor zij zich verbonden hadden die voor Oostenrijk te heroveren  in het verdrag van Den Haag (1701). Karel III was verontwaardigd en dreigde zelfs onder die voorwaarden van het bezit van de Nederlanden af te zien. Gelukkig voor hem, bracht de mededeling van het verdrag aan het Lagerhuis in 1712, waardoor het aan het licht kwam, de openbare mening  in  Engeland in beroering tegen de aanmatiging en de schaamteloosheid, waarvan het traktaat blijk gaf. Diezelfde Verenigde Provinciën, die plechtig beloofd hadden de privileges van de Zuidelijke Nederlanden te zullen eerbiedigen, verkrachtten daarvan het voornaamste punt, daar zij, door de zuidelijke gewesten het onderhoud van de troepen op te leggen, tegelijk het recht ontzegden aan de Zuidelijke Nederlanden om over de nodige belastingen te beslissen.
Op 20 februari 1713 verklaarden de afgevaardigden der Staten van Brabant en van Vlaanderen zonder omwegen aan de Raad van State, dat zij hadden besloten dit tractaat slechts te erkennen als regerend ‘in naam Zijner Keizerlijke en Katholieke Majesteit, zonder dat de zeemogendheden zich daarin enige macht of enig gezag zouden voorbehouden’. De Raad van State verstoutte zich daarop te antwoorden op 28 februari, dat hem alleen ‘de belangen van Zijne Majesteit en die van het vaderland in de ongelukkige toestand waarin het zich bevindt’ aan het hart lagen. Die bevestiging van monarchale trouw, maar vooral de aanroeping van het vaderland in een land dat voorgoed in het gewestelijk particularisme gedompeld had geleken, verontrustte de Conferentie. Deze maande de Raad aan hetzij een verklaring van ondergeschiktheid te ondertekenen dan wel ontslag te nemen. De Raad, die zich nu door de Staten van Brabant gesteund voelde, antwoordde dat hij bleef zetelen, ‘tot dat het onze doorluchtige meester behagen zal er anders over te beschikken'. Enkele dagen later, op 22 maart, werden alle leden afgezet. Maar iedereen wist, dat weldra de algemene vrede zou gesloten worden.

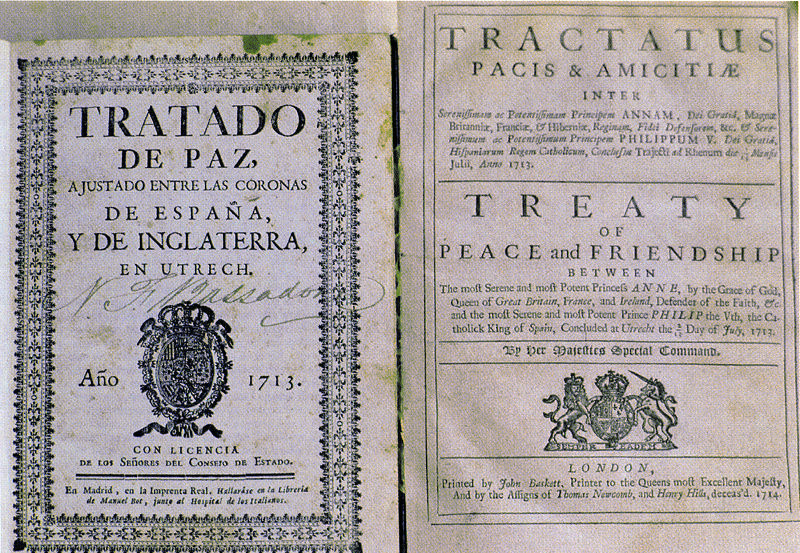
Links: eerste editie van de Vrede van Utrecht in het Spaans uit 1713. Rechts: vertaling in het Engels en Latijn uit 1714.

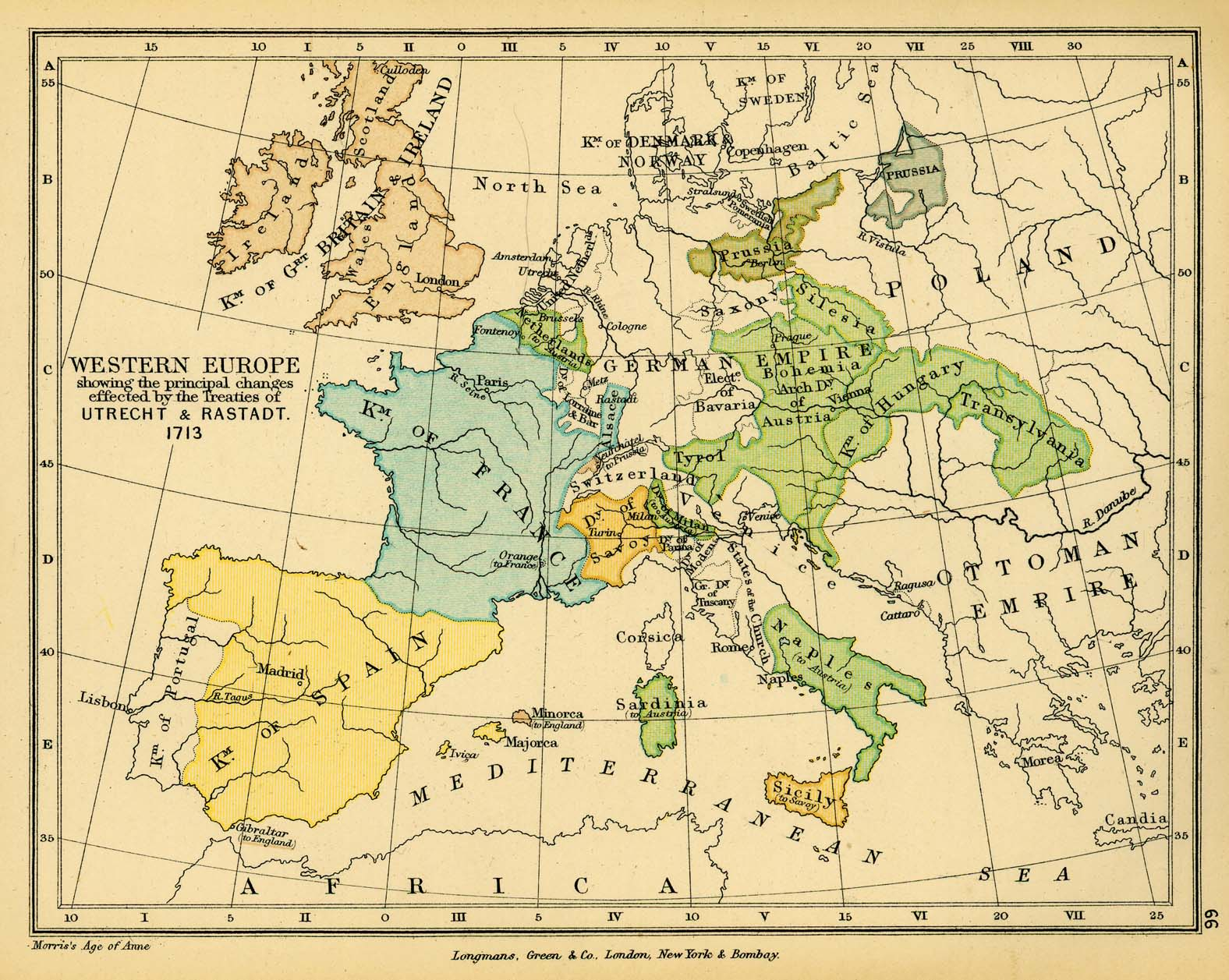
Verdeling van Europa

Op 11 april 1713 werden de verdragen van Utrecht dan ondertekend. Na zovele door oorlog verwekte deiningen hervond Europa zijn evenwicht, terwijl het verdrag over het lot van België's lot besliste, zonder dat de zuidelijke gewesten daarbij zelf vertegenwoordigd waren. Ook de Nederlandse republiek werd bij de besprekingen nog nauwelijks betrokken. In de woorden van de Franse onderhandelaar Melchior de Polignac: "Nous traiterons sur vous, chez vous, sans vous", (We gaan onderhandelen over jullie, bij jullie, zonder jullie). Duidelijk werd de Republiek vanaf nu als een tweederangs grootmacht werd beschouwd. Hoewel aan de kant van de overwinnaars, verloren de Noordelijke Nederlanden het overwicht op zee, en kwamen de Zuidelijke Nederlanden kaan Oostenrijk toe. Wel mochten Staatse garnizoenen gelegerd worden in acht steden van de thans Oostenrijkse Nederlanden als bescherming tegen de Fransen. Ook bekrachtigde de Vrede van Utrecht de soevereiniteit van Frankrijk over het vorstendom Orange en het wees het wapen en de titel van Oranje toe aan het gebied van de oorspronkelijke erfgenaam, Pruisen. Opper-Gelre werd gesplitst en kwam met de hoofdstad Gelderen ook in handen van Pruisen, met uitzondering van Venlo, dat aan de Republiek toekwam, en Roermond met enkele omliggende gemeenten, werd Oostenrijks. 
De enige territoriale winst voor de Republiek bestond dus uit de inlijving van Venlo. Vanaf 1672 was de Republiek veertig jaar bijna onafgebroken in oorlog geweest met Frankrijk. De schuldenlast van gewest Holland, dat het grootste deel van de lasten droeg, was dusdanig hoog dat 70 procent van het inkomen aan de betaling van rente opging. De Beierse keurvorst Maximiliaan Emanuel onderhandelde op 8 mei zelf met de Verenigde Provinciën. Op 29 mei ontruimden de Fransen hun laatste bezettingen in de Zuidelijke Nederlanden.
De Zuidelijke Nederlanden bleven intussen onder Staats-Brits condominium tot een definitieve barrièreregeling met Karel VI van Oostenrijk in voege was. Bijgevolg werd ook geen voedsel of materiaal meer aan de voorbijtrekkende soldaten geleverd. Engeland bleek na de ondertekening door de keizer meegaand, en scheepte zijn laatste bezettingstroepen op 28 augustus te Oostende in. Maar de Hollandse garnizoenen vertrokken niet en zouden ook niet vertrekken. Historicus Henri Pirenne meldt hierover dat de Verenigde Provinciën wachtten, met het pand in de vuist, tot de keizer de besprekingen over de ‘barrière’ begon. Zij bleven, met de Britse ministers, het land door de tussenkomst van de Conferentie besturen. De garnizoenen der ‘barrière’ dienden volgens hem geenszins tot de verdediging van de Republiek. Door hun slapheid en tuchteloosheid illustreerden zij enkel het verval van de republikeinse oorlogsmacht. Toch bleef de Republiek stijfhoofdig volhouden, wellicht minder omdat zij daarin een overleving van haar roemrijk verleden zag, dan omdat zij er een bron van inkomsten in vond, alsmede een voorwendsel om elke poging tot economische wedergeboorte in de Belgische provinciën te beletten. In 1715 moest de keizer noodgedwongen de bepalingen van het Barrière-traktaat aanvaarden en tegelijk de belofte doen de privileges van de zuidelijke gewesten te eerbiedigen. Dat ze als ondeelbaar geheel bestuurd moesten worden, hield ook gedeeltelijke gewestelijk zelfstandigheid in.

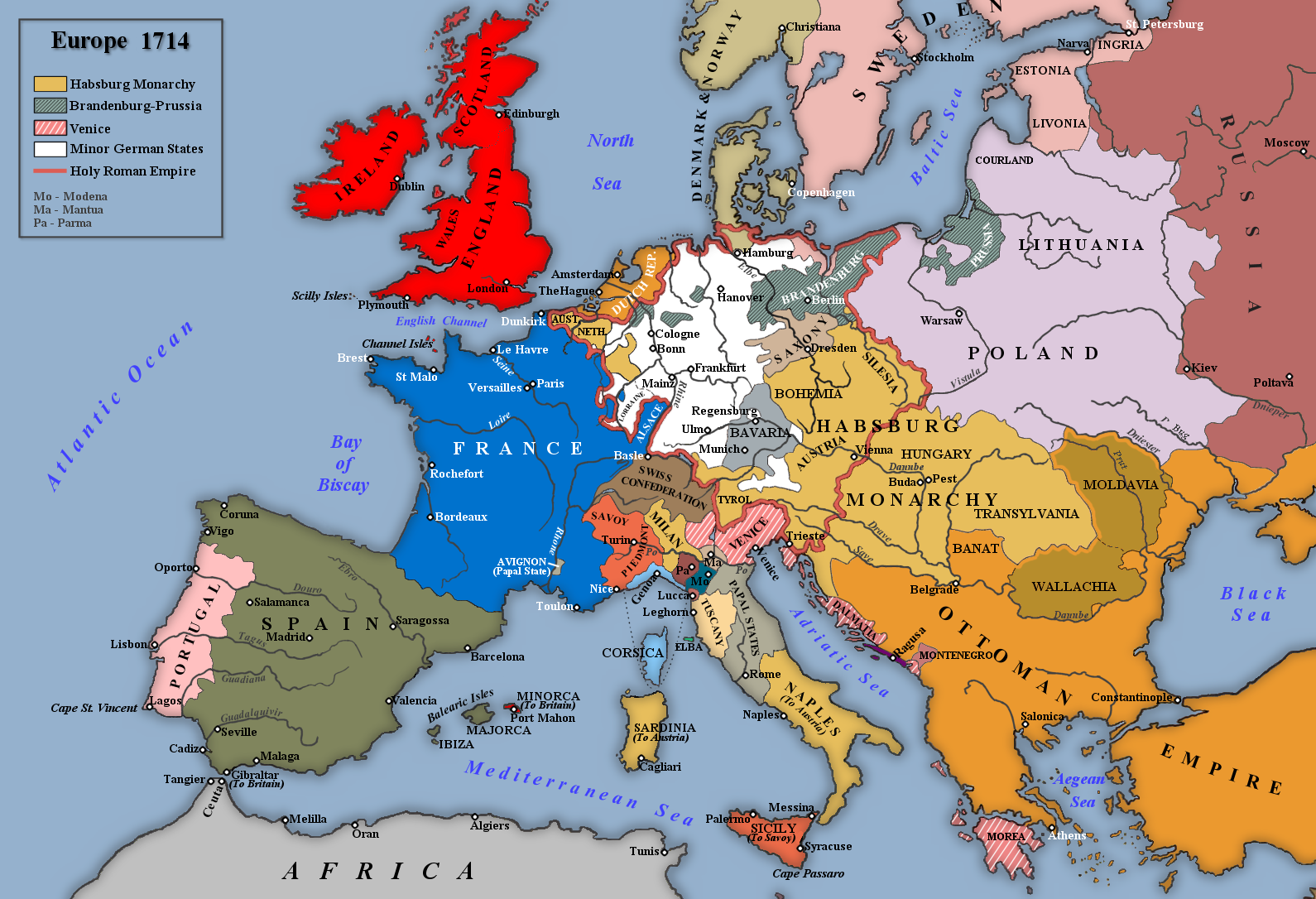
Europa na de Vrede van Rastatt

Na de Vrede van Utrecht en de Vrede van Rastatt (1714) werd Maximiliaan Emmanuel herinstalleert op de Beierse troon en stond hij soevereiniteit van de Zuidelijke Nederlanden af aan Oostenrijk. In 1714 werd Jozef von Königsegg gevolmachtigd minister voor het bewind over de Oostenrijkse Nederlanden in naam van Karel VI en werd ook Luxemburg bij de Oostenrijkse Nederlanden ingedeeld (tot 1795). Maximiliaan Emmanuel kreeg, na in 1717 de Oostenrijkers tegen de Turken te hebben gesteund, zijn keurvorstelijke stem terug. Behalve staatsman en militair was hij ook verzamelaar van kunst geweest. Naast porselein besteedde hij zowat 90.000 Brabantse gulden aan een honderdtal schilderijen, waaronder een dozijn van Peter Paul Rubens. Die vormen thans de basis voor de collectie van de Alte Pinakothek.